# الدولة البويهية
الدَّولةُ البُوَيْهِيَّة أو دَوْلَةُ بَني بُوَيه (بِالفارسيَّة: دولت بویی أو شاهنشاهی بویی) هو الاسم الذي يُطلق على إحدى الدُّويلات الإسلاميَّة التي قامت في ظل الدولة العبَّاسيَّة أواخر العصر العبَّاسي الثاني، وسُمِّيت نسبةً إلى بني بُويه، وهُم سُلالةٌ من الديالمة الشيعة الزيود، الذين هيمنوا على الخِلافة قُرابة مائةٍ وعشرين سنة (334 - 454هـ \ 934م - 1062م). أطلق المُستشرق الروسي ڤلاديمير مينورسكي على هذه الفترة تسمية «الدور الإيراني الوسيط» (بِالفارسيَّة: میان‌دورهٔ ایرانی أو میان‌پردهٔ ایرانی) مُعتبرًا أنَّ هذه المرحلة من التاريخ الإيراني الفاصلة ما بين الفتح الإسلامي لِفارس وقيام الدولة السلجوقيَّة، تُمثِّلُ استعادة الإيرانيين هيمنتهم على العراق وفارس، كما كان الحال قبل الإسلام.
ظهر بنو بُويه على مسرح الأحداث السياسيَّة في أوائل القرن الرابع الهجري، بعد أن هاجروا من بلاد الديلم المُجاورة لِبحر الخزر (قزوين)، وظهر أمرهم على يد إخوةٍ ثلاثة: عليّ والحسن وأحمد. فقد التحق عليٌّ، وهو أكبر إخوته، بِخدمة «مرداويج الزياري»، مُؤسس الدَّولة الزياريَّة الانفصاليَّة في طبرستان، فولَّاه مدينة كرج وأعمالها. ويبدو أنَّ عليًّا كانت تُراوده نزعات تتعدَّى الاستقلاليَّة إلى التوسُّع على حساب جيرانه بالإضافة إلى الطُّمُوح السياسي الذي تحقَّق لهُ سريعًا، فما لبث أن أصبح صاحب شوكة في هذه النواحي، واستمال الناس بِحُسن سياسته، وتمكَّن بِفضل قُدُراته العسكريَّة والإداريَّة، وكرمه، وحُسن مُعاملته لِأتباعه؛ من بناء جيشٍ قويّ، انتزع به مُعظم الديار الفارسيَّة خلال فترةٍ قصيرة. واتَّخذ مدينة شيراز قاعدةً لِحُكمه. وكان عليّ يستولي على بلاد فارس باسم الخليفة العبَّاسي ظاهرًا، لكن في باطن الأمر كان يهدف إلى إقامة دولة خاصَّة به مُستغلًا ضعف الخلافة السياسي والعسكري وعجزها عن التدخُّل في هذه المناطق لِترتيب أوضاعها. وعمل عليٌّ على كسب رضا مرداویج أيضًا، فعرض لهُ أن يكون ما بيديه من بلادٍ تابعةٍ له يُخطب له فيها، فرحَّب مرداویج بِهذا العرض، فقلَّده أرَّجان، وفي نفس الوقت أرسل إليه الخليفة العبَّاسي تقليدًا بِحُكم المناطق التي سيطر عليها. لكنَّ الخلافة سُرعان ما حاولت استعادة هيبتها، فأرسلت جيشًا بلغ مشارف فارس، لكنَّهُ رُدَّ على أعقابه، وثبَّت عليّ بن بُويه أقدامه في المنطقة، وأقام دولته فيها.
سيطر البُويهيُّون بعد ذلك على كامل إقليم الجبال وكرمان وخوزستان، ثُمَّ تطلَّع عليّ بن بُويه لِلسيطرة على العراق الذي كانت أحواله مُضطربة نتيجة اشتداد الخلافات بين ابن رائق والي البصرة وأمير الأُمراء من جهة، وبين أبي عبد الله البريدي والي الأهواز السابق والفار من وجه جُيُوش الخلافة من جهةٍ أُخرى. كما كانت البلاد تُعاني من الفراغ السياسي نتيجة هيمنة الأتراك على الخلافة، واختلَّت ماليَّة الدولة، وفرُغت خزائنها، ووقع الخُلفاء في ضائقةٍ ماليَّةٍ شديدة نتيجة تحكُّم القادة التُّرك واستبدادهم. وهكذا سارت الأُمُور لِصالح البُويهيين، فقد التجأ البريدي إلى علي بن بُويه وأطمعهُ في دُخُول العراق، كما تطلَّع الناسُ إلى بني بُويه الذين ظهروا بِالقُرب منهم وأثبتوا جدارتهم، لِانتشالهم من الفوضى التي يتخبطون بها، وتطلَّع إليهم أيضًا بعض القادة المغلوب على أمرهم. ثُمَّ لم يلبث أن مال الخليفة نفسه إلى طلب مُساعدة بني بُويه لِوضع حدٍّ لِلفوضى العارمة، فكتب إلى أحمد بن بُويه وطلب منهُ دُخُول بغداد، كما كاتبه بعض القادة لِلغاية نفسها. وفي سنة 334هـ المُوافقة لِسنة 945م، دخل أحمد بن بُويه عاصمة الخلافة بعدما خرج الأتراك منها، واستقبلهُ الخليفة المُستكفي بالله واحتفى به وخلع عليه، وعيَّنهُ أميرًا لِلأُمراء، ولقَّبهُ «مُعز الدولة»، ولقَّب أخاهُ عليًّا «عماد الدولة»، كما لقَّب أخاه الحسن «رُكن الدولة».
وهكذا أسَّس البُويهيُّون مُلكًا وراثيًّا لهم، وهيمنوا على الخلافة العبَّاسيَّة كما فعل التُّرك قبلهم. لكنَّ عصرهم هذا تميَّز عن عصر الحرس التُّركي بِشيءٍ من الاستقرار السياسي، خاصَّةً مُدَّة حُكم الخُلفاء. فعلى سبيل المثال دامت خِلافة المُطيع لله تسعًا وعِشرين سنة (334 - 363هـ \ 946 - 974م)، والقادر بالله إحدى وأربعين سنة (381 - 422هـ \ 991 - 1031م). ولعلَّ مردَّ ذلك يعود إلى أنَّ إمرة الأُمراء التي تولَّاها البُويهيُّون كانت تتحمَّل كافَّة تبعات الحُكم، في حين اقتصر دور الخليفة على إضفاء الصفة الشرعيَّة على أعمالهم، ولم يتولَّ من مقاليد الأُمُور شيئًا. وممَّا ميَّز هذا العصر أيضًا عن سابقه أنَّ الأُمراء البُويهيين تلقَّبوا بِألقابٍ ملكيَّة، لعلَّ أبرزها «ملك المُلُوك» (بِالفارسيَّة: شاهنشاه) لِتحسُّسهم بِقوميَّتهم الفارسيَّة وميلهم لِإحياء التُراث الفارسي القديم. ومن ذلك أنَّ بعضهم نقش نُقُوشًا في أطلال تخت جمشيد، العاصمة الروحيَّة لِلفُرس الأخمينيين، كما كانت عادة بعض مُلُوك هذه السُّلالة. بلغت الدولة البُويهيَّة أوج مجدها وقُوَّتها خلال عهد عضُد الدولة أبي شُجاع فناخسرو (حكم: 338 - 372هـ \ 949 - 982م)، فشهد عهده هذا بعض المشاريع العُمرانيَّة، لعلَّ أبرزها سد «بند أمير» شمال شرق شيراز، وامتدَّت حُدود الدولة حتَّى بلغت تُخُوم ديار الرُّوم غربًا وخُراسان شرقًا. واستمرَّت الحركة العلميَّة والأدبيَّة مُزدهرةً وقائمةً على قدمٍ وساق كما في العُهُود السابقة، فوُضعت الكثير من المُؤلَّفات المُفيدة في مُختلف المجالات بِاللُُّغات العربيَّة والفارسيَّة والسُّريانيَّة.
اضطربت أوضاع البُويهيين بعد وفاة بهاء الدولة ابن عضُد الدولة سالف الذِّكر، في سنة 403هـ المُوافقة لِسنة 1012م، وذلك لأسبابٍ عديدة، أبرزها تنازُع أبناء بهاء الدولة واستئثار كُلٍّ منهم بِقسمٍ من البلاد، وعودة الجُند التُّرك إلى سابق قُوَّتهم وتنافُسهم مع الديالمة ممَّا سبَّب الكثير من المتاعب لِبني بُويه، وانكماش هؤلاء على أنفُسهم ضمن دائرة نُفُوذهم وإهمالهم ما كان يجري من أحداثٍ على تُخُوم دولتهم، وأبرزها تنامي قُوَّة الإمبراطوريَّة البيزنطيَّة وصُعُود نجم بني سَلجُوق. فظهرت في هذه المناطق إماراتٌ إسلاميَّة أخذت على عاتقها القيام بهذه المُهمَّة، أمثال العُقيليين في شماليّ العراق وبعض مناطق الجزيرة، والنميريين في حرَّان والرُّها والرِّقَّة، والمروانيين في ديار بكر وميَّافارقين، وغيرهم. وفي سنة 447هـ المُوافقة لِسنة 1055م دخل السلاجقة بغداد بِقيادة طُغرُل بك، ووقع آخر مُلُوك البُويهيين أبو نصر خسرو فيروز في أسرهم، لتسقط بذلك الدولة البُويهيَّة في العراق. أمَّا في فارس فقد استمرَّ مُلك بني بُويه حتَّى سنة 454هـ المُوافقة لِسنة 1062م، حينما قُتل آخر أُمرائهم أبو منصور فولادستون ووقع شقيقه الأصغر إسفنديار في أسر السلاجقة.

## تأثيل
«بُوَيْهُ» كلمةٌ فارسيَّة قيل: إنَّها تعني «الأمل» أو «التوق» و«الرغبة» أو «الشهوة» في أصلها الديلميّ، واستخدمها شُعراءُ مُسلمون في أشعارهم بذات المعنى، ومن هؤلاء: الفردوسي وأنوري الأبيوردي وفخر الدين الجرجاني والدقيقي الطوسي. وفي الفارسيَّة استُخدمت هذه الكلمة بمعنى «عطر فُلان» أو «أريجه»، أي ما يفوح منه من رائحةٍ زكيَّة، فهي من الصفات المنسوبة للأشخاص. ومن ذلك ما قاله الشاعر عُثمان بن عُمر المُختاري الغزنوي في مدح عضُد الدولة:
وتعريبُها: «ملك المُلُوك البُويهي عضُد الدولة عالي (الشأن)، ملكُ العالم الآمن (في مُلكه). هو شمسُ الملَّة، ملكُ المُلُوك، عطر العُطُور، عطرُ الطبيعة وأريج المسك وشمسُ النهار». وفي الفارسيَّة تُلفظ الكلمة «بُوْيَه» بِضمّ الباء وسُكُون الواو وفتح الياء، أمَّا في العربيَّة فبُويه تُلفظ بِضمّ الباء وفتح الواو وسُكُون الياء، وهي على وزن «سيبويه» و«راهويه» و«نفطويه» و«خالويه». يقول الزَّبيدي في تاج العروس: «بُوَيْهُ، كزُبَيْرٍ، هَذَا هُوَ الأصْلُ فِي الكَلِمَةِ، (وَيُقالُ بسكُونِ الواوِ وفَتحِ الياءِ)، لأنَّ الْمُحدثين يكْرَهُون قَوْلَ وَيْه، وَهَذَا كَمَا قَالُوا فِي رَاهَوَيْه رَاهَوَيْه»، علمًا بأنَّ بعض الكُتُب العربيَّة أوردت اللفظ بصيغته الفارسيَّة، كما في كتاب «المُشتبه في أسماء الرجال» لِلإمام الذهبي: «بُوْيَه: وَالِدُ مُلُوكِ العَجَم».

## أُصُول البُويهيين
اختلف العُلماء حول تحديد أصل هذه السُّلالة ونسبها، فذكر ابن خلِّكان في «وَفَيَات الأعيان» أنَّ بني بُويه يرجعون في نسبهم إلى بهرام جور بن يزدجرد بن سابور، شاه الفُرس الساسانيين، وأيَّد بعض المُؤرِّخين المُعاصرين هذا النسب. كما تبنَّاه بعض الشُّعراء حينما مدحوا مُلُوك بني بُويه، منهم على سبيل المِثال ابن نُباتة السعدي الذي قال مادحًا عضُد الدولة:

خريطة تُظهر موقع بلاد الديلم (أقصى اليمين)، وهي مسقط رأس بني بُويه على أغلب الظن. التسميات والتقسيمات الظاهرة هي بحسب ما كان معروفًا خلال العصر الساساني.

لكن ليس هُناك إجماعٌ على صحَّة هذا النسب، فقد اختلف المُؤرِّخون في بهرام الذي رُفع إليه نسب بُويه، فقال بعضهم بِنسبته إلى الفُرس: بهرام جور بن يزدجرد بن سابور، وقال آخرون بِنسبته إلى العرب، فهو بهرام بن الضحَّاك بن الأبيض بن مُعاوية بن الديلم بن باسل بن ضبَّة بن أُدٍّ. ويرى ابن الأثير نسبتهم إلى الديلم بِسبب طول مقامهم في بلادهم، وينقل ابن خلدون ما ذكره ابن ماكولا من أنَّ نسبهم يعود إلى الساسانيين، وما قالهُ مسكويه بنسبتهم إلى يزدجرد بن شهريار، لكنَّهُ يُؤكِّد بأنَّ هذه الأنساب موضوعة من طرف من لا يعرف طبائع الأنساب في الوُجُود، ويستبعد أن يكونوا من غير الديلم ثُمَّ تكون لهم رياستهم، لأنَّ الرئاسة على قومٍ لا تكون في غير أهل بلدهم. أمَّا حمزة بن الحسن الأصفهاني، وهو أكثر المُؤرخين معرفةً بِأُصُول مُلُوك الفُرس، فرُغم أنَّهُ يجعل لِلبُويهيين أصلًا يعود إلى الشاه الساساني بهرام جور، إلَّا أنَّهُ يعود ويذكر أنَّ عليّ بن بُويه كان زعيمًا لِإحدى قبائل الديلم تُسمَّى «شيرذيل أوندان».
وبهذا، فالبُويهيُّون على الأرجح ينتسبون إلى الديلم، وقد دخلوا في الإسلام مع من دخله من قومهم على يد الإمام الحسن بن علي الأطروش، واتبعوا المذهب الزيدي، وبسبب الأحوال المعيشيَّة التي فرضتها عليهم طبيعة بلادهم الجبليَّة، فقد عملوا جُندًا مُرتزقة مثل مُعظم الديالمة لِتأمين معاشهم. فالتحقوا بِقائدٍ عسكريٍّ صاعدٍ حينذاك، هو «ماكان بن كاكي»، الذي كان في بادئ أمره أحد قادة الأطروش وخُلفائه. ولا شكَّ أنَّهم استطاعوا في وقتٍ قصير أن يصلوا إلى مراكز مُهمَّة في جيش «ماكان» لِشجاعتهم وخبرتهم العسكريَّة، ولمَّا حلَّت الهزيمة بِالقائد المذكور، التحقوا بِالقائد الجديد الذي بدأ نجمه في الصُّعُود، وهو «مرداویج الزياري».

## التاريخ السياسي

### أوضاع الخلافة العبَّاسيَّة عشيَّة السيطرة البُويهيَّة

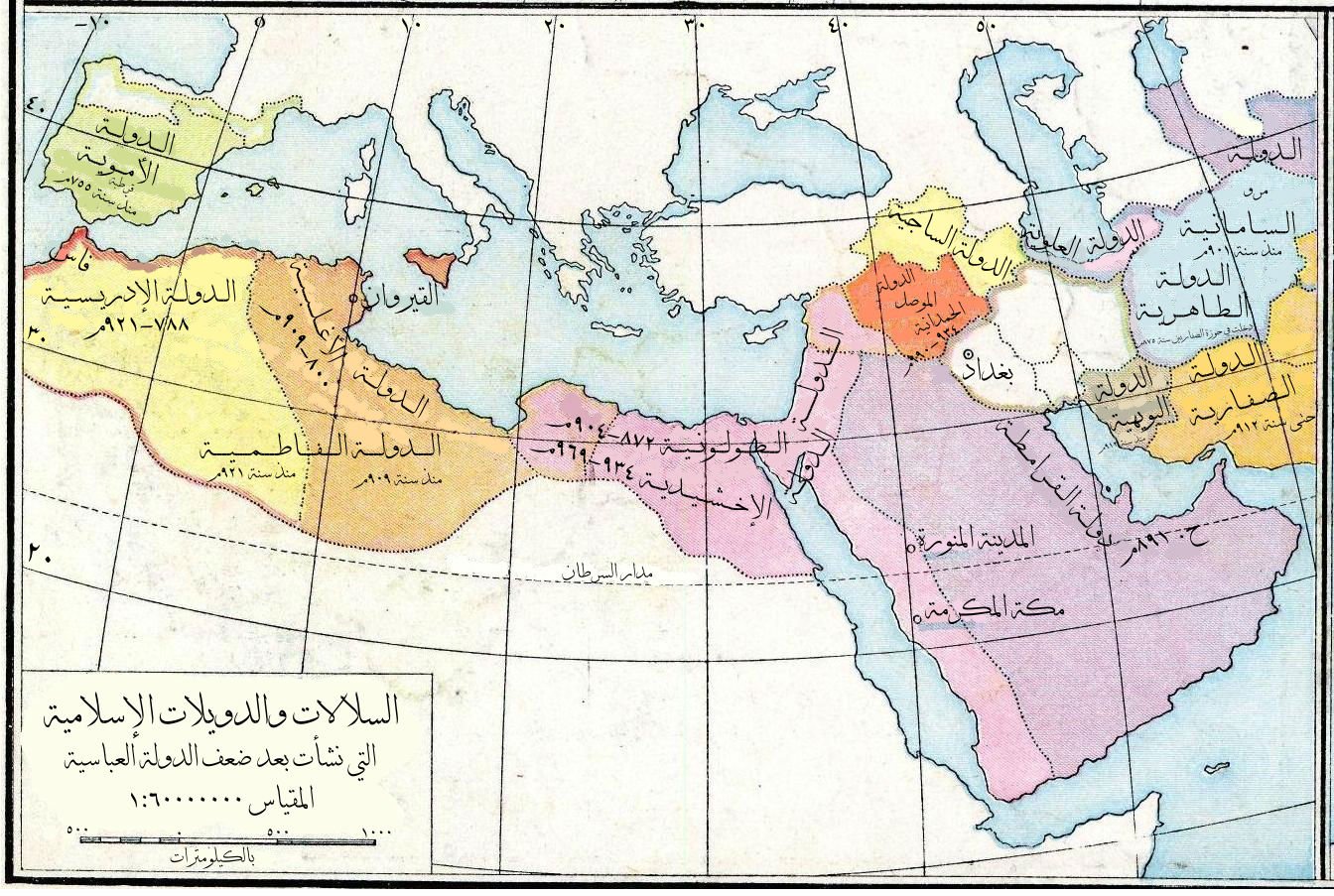
الدُّول التي تقسَّمت من الدولة العبَّاسيَّة، قُرابة سنة 945م.

شكَّلت حادثة مقتل الخليفة المُتوكِّل على الله سنة 247هـ المُوافقة لِسنة 861م، على أيدي قادة جُنده الأتراك الذين اصطنعهم، شكَّلت بداية الانحطاط وانقسام الدولة العبَّاسيَّة كما يعتقد ابن خلدون. فضعُفت الدولة بعد الاستفحال وتغلَّب على الخليفة فيها الأولياء والقرابة والمُصطنعون، وحدثت الفتن في بغداد، وصار العلويُّون والمُنتسبون إلى آل البيت إلى النواحي مُظهرين دعوتهم، فدعا أبو عبد الله الشيعي سنة 286هـ المُوافقة لِسنة 899م بِإفريقية في طاعة عُبيد الله المهدي، وظهر بِطبرستان الحسن بن زيد بن مُحمَّد المعروف بِالدَّاعي سنة 250هـ المُوافقة لِسنة 864م في خلافة المُستعين بالله وملكها. وظهر باليمن الإمام القاسم الرسِّي وهو ابن إبراهيم طباطبا، فأظهر دعوة الزيديَّة وملك صعدة وصنعاء وغيرها من بلاد اليمن، ومَلَك بنو سامان بلاد ما وراء النهر آخر سنة 260هـ المُوافقة لِسنة 873م، وبدأت دولة بني الصفَّار في الظُّهُور سنة 253هـ المُوافقة لِسنة 867م بعد استيلائه على سجستان وهراة من خُراسان، كما بدأ أمر صاحب الزَّنج سنة 255هـ المُوافق لِسنة 868م، وفي سنة 254هـ المُوافقة لِسنة 868م بدأ أمر أحمد بن طولون بِالظُّهُور. وما كادت سنة 264هـ المُوافقة لِسنة 877م تغيب حتَّى مَلَك الشَّام إضافةً إلى مصر. وبدأ أمر القرامطة سنة 276هـ المُوافقة لِسنة 889م، وخلال عشر سنواتٍ عظُم أمرهم واشتدَّ في البحرين، أمَّا المغرب الأقصى والأندلُس فاقتُطعا عن الدولة العبَّاسيَّة مُنذُ زمنٍ بعيد.

خريطة تُصوِّرُ الديار العراقيَّة في أواسط القرن التاسع الميلاديّ. كانت هذه المناطق الوحيدة تقريبًا التي كان لِلخلافة هيمنة سياسيَّة فعليَّة فيها.

وكان اغتيال المُتوكِّل البدايةَ الأولى لما آل إليه أمر الخلافة، والنتيجة الحتميَّة لِغلَبة العناصر الأعجميَّة على الجيش، فصار قادة الجُند ينتزعون تدريجيًّا كُل سُلطات الخليفة حتَّى لم يبقَ لهُ سوى السكَّة والخطبة، وحتَّى هذه الأخيرة شاركوه فيها. أمَّا تعيينه وعزله فبات أيضًا محكومًا بِمشيئة قائد الجُيُوش الذي لم يكن يتورّع عن قتل الخليفة أو سجنه. وكانت الصفة الأساسيَّة التي تطلَّبها قادة الجُند والأُمراء والوُزراء لِتنصيب الخليفة، هي ضعفه، ممَّا يُتيحُ لهم حُريَّة التصرُّف بِأُمُور الدولة، فبات واجبًا أن لا يُولَّى أمر الخلافة «مَنْ قَدْ عَرَفَ دَارَ هَذَا وَنِعْمَةَ هَذَا وَبُسْتَانَ هَذَا وَجَارِيَةَ هَذَا وَضِيعَةَ هَذَا وَفَرَسَ هَذَا، وَمَنْ لَقِيَ النَّاسُ وَلَقُوهُ وَعَرَفَ اَلْأُمُور وَتَحَنَّكَ وَحَسَب حِسَاب نِعَمِ اَلنَّاس». لكنَّ ذلك لم يَحُلْ دون ظُهُور خُلفاء أقوياء تصدَّوْا للفساد والفتن وقمعوا أهلها، مثل المُعتضد بالله الذي سُمِّي «السفَّاح الثاني» لأنَّهُ جدَّد مُلك بني العبَّاس، تيمنًا بالخليفة أبي العبَّاس السفَّاح مُؤسس الدولة العبَّاسيَّة. لِذلك يعتبر حمزة بن الحسن الأصفهاني، أنَّ مرحلة تدهور الخلافة العبَّاسيَّة بدأت فعليًّا بعد مضيّ ثلاث عشرة سنة من مُلك المُقتدر بالله، أي في أواخر سنة 308هـ المُوافقة لِسنة 920م، فعندها بدأت الأحداث والفتن في دار الخلافة، فأزالت عن الجُند والرعيَّة هيبة الخُلفاء، وأخلت من الأموال خزائنهم وبُيُوت أموالهم، ولبث الحال على ما هو عليه خمسًا وعِشرين سنة، أي حتَّى دخل البُويهيُّون بغداد.
أمَّا الوزارة فقد انتهت حالتها إلى مثل ما انتهت إليه الخلافة، إن لم يكن أسوأ، عشيَّة السيطرة البُويهيَّة. ففي سنة 324هـ المُوافقة لِسنة 935م، منح الخليفة الراضي بالله لقب «أمير الأُمراء» لِوالي واسط مُحمَّد بن رائق، وأطلق يده في تدبير أُمُور الدولة. فأبطل أمر الوزارة والدواوين وتولَّى هو وكاتبه جميع الأُمُور، فزال أمر هذا المنصب ولم يعد الوزير ينظر في شيء. وكان الراضي يأمل من خلال تعيينه ابن رائق في هذا المنصب الكبير، أن يُؤدِّي ذلك إلى إيقاف حالة الاضطراب والصراعات الدامية التي كانت تعمُّ بغداد، وأن يُعيد للخلافة سُلطتها على وُلاتها الذين كان أغلبهم لا يُؤدُّون ما عليهم من أموالٍ لِلخزينة، لا سيَّما وأنَّ ابن رائق كان أقوى المُتصارعين على تولِّي إمرة الأُمراء. لكنَّ النتيجة جاءت عكسيَّة. فقد عمد ابن رائق سنة 325هـ المُوافقة 936م إلى مُحاربة أبي عبد الله الحسن البريدي صاحب الأهواز بعد أن امتنع عن تأدية ما يجب عليه لِلدولة، إذ كان هو الآخر يطمع في تولِّي إمرة الأُمراء. والبريدي هذا كان «أحد دجَّالي الدُّنيا وشياطينها» كما يصفه مسكويه، فلم يكتفِ بمنع أموال ولايته، بل نجح بدهائه من الاتفاق مع كاتب ابن رائق، أبي عبد الله الكوفي، في ضمان البصرة وواسط لِأخيه أبي يُوسُف. فقويت شوكته وأخذ في تحريض الناس على ابن رائق وبالاستعداد لِمُقاتلته، ونجح في ذلك، خاصَّةً وأنَّ أهل البصرة كانوا في نهاية الاستيحاش من ابن رائق وعامله الذي ظلمهم في مُعاملاتهم ظُلمًا مُفرطًا وأساء السيرة معهم فقدَّروا بالبريدي خيرًا. لِذلك نجح الأخير في دُخُول واسط وهرب عامل ابن رائق منها، إلَّا أنَّ هذا الأخير وجَّه جيشًا بِقيادة أبي الحُسين بجكم إلى الأهواز، فهزم البريدي الذي فرَّ مُلثَّمًا إلى البويهيين في فارس سنة 325هـ المُوافقة لِسنة 936م.

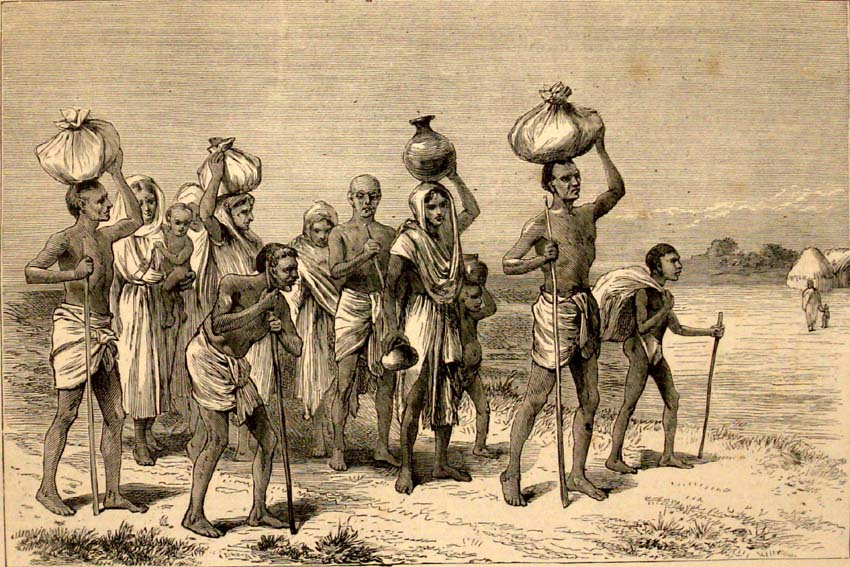
أُناسٌ هجروا ديارهم بسبب المجاعة. وقع أهلُ بغداد بذات الابتلاء قُبيل السيطرة البُويهيَّة. الصورة تعبيريَّة وليست لأي مجاعةٍ من العصر العبَّاسي.

وسُرعان ما دبَّ الخلاف بين بجكم نفسه وابن رائق، فسار الأوَّل إلى بغداد وهزم غريمه في ديالى، ثُمَّ دخل دار الخلافة حيثُ ولَّاه الخليفة الراضي إمرة الأُمراء، وأُرسل ابن رائق لِيتولَّى ديار مُضر. وبقي بجكم في منصبه إلى أن أدركه الموت بعد سنتين وثمانية أشهر وتسعة أيَّام. وبعد وفاته سارع البريدي إلى استغلال الفُرصة وحاول السيطرة على بغداد، لكنَّ الجُند الديالمة انقلبوا عليه وأجبروه على الفرار واستولوا على دار الخلافة، وجعلوا الخليفة المُتقي لله يُقلِّد أميرهم «كورتكين» إمرة الأُمراء. ووقع القتال بين الجُند الديالمة والأتراك إثر تفرُّد «كورتكين» بالحُكم وقبضه على قائد التُّرك. ووقف العامَّة إلى جانب التُّرك بعد أن أساء الديالمة مُعاملتهم. وفي غمرة هذه الأحداث عاد ابن رائق لِلظُّهُور واستولى على بغداد وتسلَّم إمرة الأُمراء مُجدَّدًا. وبِذلك تكون دار الخِلافة في سنةٍ واحدةٍ (329هـ = 940م) قد انتقلت بين أيدي أربعة قادة، واستمرَّ الحال على ما هو من الاضطراب حتَّى دخل البُويهيُّون بغداد. ولم تكن هذه الصراعات السياسيَّة مستورة، بل كانت دائمًا صراعات علنيَّة ومُباشرة تمسُّ السُكَّان مسًّا مُباشرًا. فصراع الجُند والقادة والحُرُوب بينهم كان ضحيَّتُها الأولى عامَّة الناس، يُضاف إليها غارات القرامطة والأعراب والروم، ممَّا أدَّى إلى تدهور الأوضاع الاقتصاديَّة، وحُصُول موجاتٍ من الغلاء أفضت إلى وُقُوع مجاعات، من شاكلة تلك التي وقعت أواخر سنة 323هـ وأوائل سنة 324هـ (934 - 935م) وهلك فيها أكثر من مائتيْ ألف إنسان من أهل أصفهان، ومجاعة سنة 333هـ التي تشرَّد بسببها عدد من أهالي بغداد ومات آخرون، بحسب ما يذكر حمزة بن الحسن الأصفهاني. فكان من الطبيعيّ أن يتطلَّع الناس إلى من ينتشلهم ممَّا هم فيه من الكرب والشقاء.

### ظُهُور بني بُويه على المسرح السياسي

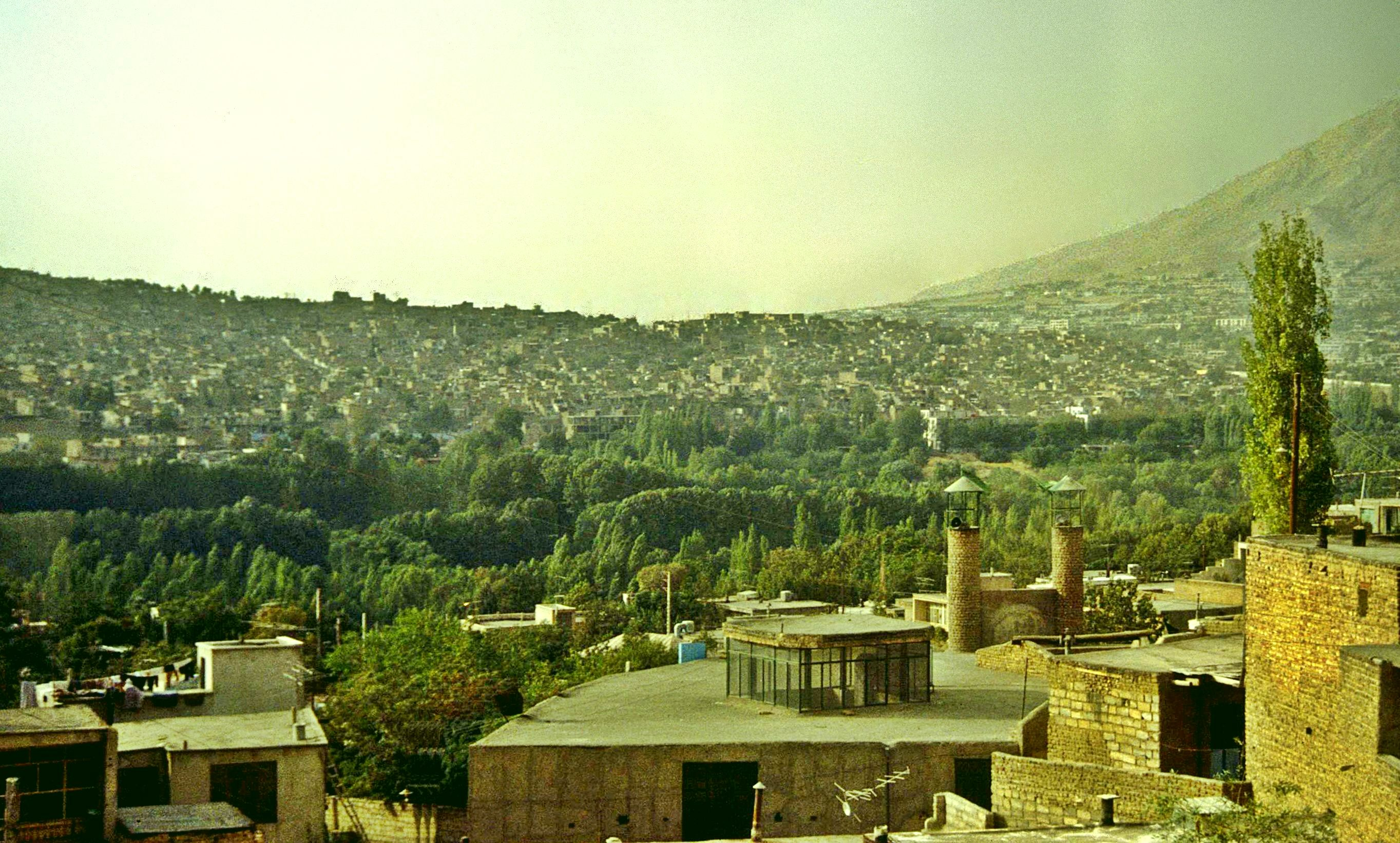
جانبٌ من مدينة كرج التي ولَّاها مرداویج لِعلي بن بُويه، فكانت بداية مُلكه منها.

بدأ أوَّل ذكر لِلبُويهيين في عهد الإمام الحسن بن علي الأطروش ومن بعده أيَّام ولديه أحمد وجعفر؛ فيذكر البعض أن من بين من خرج مع الإمام المذكور من وُجُوه الديالمة والجيلانيين عليّ بن بُويه، وعندما تولَّى الحسن بن القاسم الدَّاعي خلافة الأطروش، أرسل ولديه أحمد وجعفر لِمُقاتلة السامانيين فكان من بين الذين برزوا في قتالهم أبو شُجاع بُويه بن فناخسرو.
والثابت عند المُؤرخين أنَّهُ إثر الخلافات التي نشبت بين خُلفاء الأطروش خرج من الديالمة جماعة من القادة لِامتلاك البلاد، منهم: ليلى بن النُعمان وماكان بن كاكي وأسفار بن شيرويه، وخرج مع كُل واحدٍ منهم ناسٌ كُثُرٌ من الديلم، كان بنو بُويه من جُملتهم، وقد التحقوا بماكان بن كاكي، وكان مرداویج الزياري من أصحاب أسفار. وعندما انهزم ماكان أمام مرداویج والتجأ إلى السامانيين، وبان ضعفه وعجزه، استأذنه بنو بُويه بتركه قائلين: «نَحْنُ فِي جَمَاعَةٍ، وَقَدْ صِرْنَا ثُقْلًا عَلَيْكَ وَعِيَالًا، وَأَنْتَ مُضَيَّقٌ، وَالْأَصْلَحُ لَكَ أَنْ نُفَارِقَكَ لِنُخَفِّفَ عَنْكَ مَؤُونَتَنَا، فَإِذَا صَلُحَ أَمْرُنَا عُدْنَا إِلَيْكَ»، فأذن لهم، فساروا إلى خصمه مرداویج والتحقوا به. ولم ينسحب البُويهيُّون وحدهم بل اقتدى بهم عدد من قادة ماكان، ولمَّا صاروا عند مرداویج خلع عليهم وأكرمهم وقلَّد كُلَّ واحدٍ منهم ناحية من نواحي الجبال، وأمَّا علي بن بُويه فإنَّهُ قلَّده كرج.

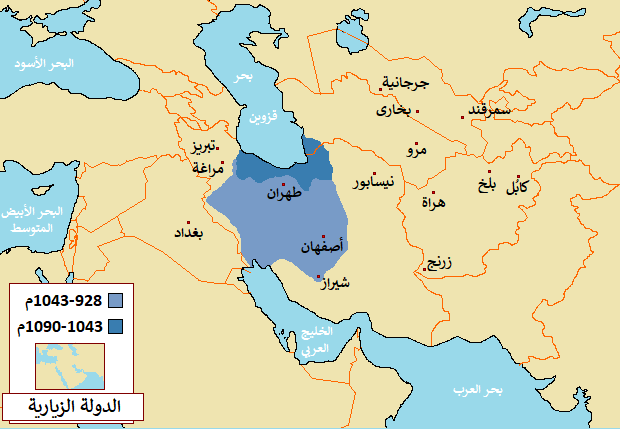
الحُدُود التقريبيَّة لِلدولة الزياريَّة خلال عهد مرداويج ووشمكير (الأزرق كاملًا)، قُبيل قيام الدولة البُويهيَّة في كنفها.

كان تكليف مرداویج لعليّ بن بُويه أمر كرج الفُرصة الذهبيَّة لِهذا القائد المُرتزق الطموح، والبداية الأولى لِلانطلاق في إقامة دولته. وقد ساعدت الصفات الشخصيَّة لِرأس بني بُويه وذكاؤه وفطنته وحُسن إدراكه لِلأُمُور ومعرفته كيفية كسب الرجال وتجميع الجُند والأنصار، في تحقيق ما وصل إليه. ويُلخِّص مسكويه ذلك بِقوله: «كَانَ السَّبَبُ فِي ارْتِفَاعِ عَلِيِّ بْنِ بُوَيْهِ وَبُلُوغُهُ مَا بَلَغَ سَمَاحَةً كَثِيرَةً كَانَتْ فِي طَبْعِهِ وَسِعَةَ صَدْرِهِ. وَاقْتَرَنَ بِهَذَا اَلْخُلُقِ اَلشَّرِيفِ خُلُقٌ آخَرٌ أَشْرَفَ مِنْهُ وَهِيَ شَجَاعَةٌ تَامَّةٌ كَانَتْ لَهُ وَاتَّصَلَ بِجَمِيعِ ذَلِكَ اِتِّفَاقَاتٌ مَحْمُودَةٌ وَمُوَلِّدٌ سَعِيدْ». وفور وُصُول علي بن بُويه إلى مقر ولايته، ابتدأ بالإحسان إلى الرجال ومُلاطفة عُمَّال البلد الذين كتبوا إلى مرداویج يشكرونه على تعيين ابن بُويه ويصفون ضبته لِلبلد وسياسته. واتفق أن افتتح قلاعًا كانت في أيدي الخُرَّميَّة بِتلك الأطراف، وظفر منها بِذخائر كثيرة صرفها جميعها إلى استمالة الرجال وتجميع الأنصار. كما نجح في استمالة عددٍ من قادة مرداویج، وانضمَّ إليه من الأطراف ديالمة بينهم أحد القادة مع أربعين رجُلًا، فقوي بهم، وبلغ مجموع قُوَّاته قُرابة ثلاثمائة رجل. أخافت هذه التطوُّرات مرداويج فطالب علي بن بُويه بِالانصراف عن كرج، فتأخَّر وتقاعس، فما كان من مرداويج إلَّا أن كتب إلى شقيقه «وشمكير» صاحب الرَّي يأمره بِمنع خُروج أيّ قادة أو عُبُورهم من بلاده لِلانضمام إلى ابن بُويه. وكانت الأخبار تصل إلى الأخير عن طريق وزير وشمكير الحُسين بن مُحمَّد المُلقَّب بِالعميد، وهو من رجاله الذين أبقاهم في حضرة وشمكير ليتنقلوا إليه ما يجري في داخل قُصُور الزياريِّين. وما أن علم علي بن بُويه بِالمُخطَّط الهادف لِلقضاء عليه، خاف وتوجَّه على الفور إلى أصفهان لِيستأمن لِواليها المُظفَّر بن ياقوت ويُعلن دُخُوله في طاعة الخليفة العبَّاسي، لكنَّ المُظفَّر لم يُجيبه إلى طلبه، وقرَّر منعه من دُخُول أصفهان. وكان مجموع قُوَّات المُظفَّر يُقارب عشرة آلاف، منهم قُرابة ستمائة رجل من الديالمة والجيلانيين، وكانوا يسمعون فضل علي بن بُويه وعطاءه وسعة صدره، فما أن اقترب من المدينة حتَّى خرجوا إليه مُستأمنين وانضمُّوا إلى جيشه، فقوي بهم وقاتل ابن ياقوت قتالًا شديدًا، فانهزم ابن ياقوت واستولى علي بن بُويه على أصفهان، وعظُم في عُيُون الناس لأنَّهُ هزم بِقُوَّاته القليلة جيشًا أعظم من جيشه، وبلغ ذلك الخليفة فاستعظمه، كما بلغ خبر الواقعة مرداويج فزاد ذلك من قلقه.

### سيطرة البُويهيين على فارس
كان السبب الرئيسي لتخوُّف مرداويج كما أُسلف، هو سيرته الصعبة التي لم يسكن إليها أو يصبر عليها أغلب قادته ورعيَّته، فأشفق أن يستأمن هؤلاء القادة إلى علي بن بُويه، ورأى أن يوقع به عبر حيلة. فكتب إليه يُعاتبه ويستميله ويُطمئنه، وفي الوقت نفسه أرسل إلى أخيه وشمكير أن يسير إلى ابن بُويه في عسكرٍ كثيفٍ ويكبسه. لكنَّ ابن بُويه فطن للخدعة، فأسرع مُغادرًا أصفهان بعد أن جباها شهرين، وتوجَّه إلى أرَّجان فاستولى عليها بعد أن انهزم عنها عاملها أبو بكر مُحمَّد بن ياقوت إلى رامهرمز من غير حرب، واستخرج منها أموالًا كثيرة.
كانت أرَّجان أوَّل منطقة حُدُوديَّة من فارس تقع في أيدي البُويهيين. وفي بادئ الأمر، تردَّد علي بن بُويه من مُتابعة تقدُّمه نحو قلب الإقليم حيثُ العاصمة شيراز، خوفًا من ياقوت وقُوَّة جيشه، فكتب إليه يسأله أن يقبله أو أن يسمح لهُ في المسير إلى باب الخليفة فلم يقبله ياقوت. وكان ابن بُويه يتخوَّف أيضًا من اتفاق ياقوت ومرداويج عليه، لا سيَّما بعد أن راسله زيد بن عليّ النُّوبندجاني صاحب النُّوبندجان وأعلمه أنَّ مرداويج قد كتب إلى ياقوتٍ يطلب مُصالحته وأن يجتمعا على قتال البُويهيين. لذلك سارع علي بن بُويه إلى الخُروج نحو المدينة سالفة الذِّكر في ربيعٍ الآخر سنة 321هـ، فوجد أنَّ مُقدِّمة جيش ياقوت قد سبقته إليها، فقاتلهم وهزمهم وأجبرهم على التراجُع نحو جرجان. شجَّع هذا الانتصار الجديد علي بن بُويه على الاندفاع داخل فارس، فأرسل أخاه الحسن إلى كازرون وغيرها من أعمال فارس، وهزم جيشًا لِياقوت جاء لإخراجه، ثُمَّ عاد إلى النُّوبندجان لِمُلاقاة أخيه الحسن، لكنَّ أخبار تبادل الرسائل بين مرداويج ووشمكير وياقوت لِلاتفاق عليه أخافته من جديد، فقرَّر التوجُّه إلى كرمان وفيها ماكان بن كاكي سيِّده السابق لِلاستئمان إليه.
وهكذا خرج علي بن بُويه مُتوجهًا إلى إصطخر ومنها إلى البيضاء، فتبعه ياقوت حتَّى اعترضه على قنطرةٍ على طريق كرمان، فدارت معركة كبيرة وحاسمة بين الطرفين وذلك أواخر سنة 321هـ المُوافقة لِسنة 933م وبداية سنة 322هـ المُوافقة لِسنة 934م، استمرَّت ثلاثة أيَّام، كان اليومان الأوَّلان لِصالح ياقوت، إلَّا أنَّ حُسن سياسة علي وشجاعته وسوء تصرُّف خصمه، أدَّت إلى انتصارٍ كبيرٍ لِلبُويهي في اليوم الثالث رُغم التفاوت العددي الكبير بينهما، وانسحب ياقوت إلى شيراز ناجيًا بنفسه. وأثبت علي بن بُويه حنكته السياسيَّة، إذ رفض أثر المعركة أن يُشهِّر بالأسرى بل عفا عنهم وأطلقهم، وخيَّرهم بين المقام عنده واللُّحُوق بياقوت، فاختاروا المقام عنده، فخلع عليهم وأحسن إليهم. ثُمَّ أسرع ابن بُويه وتابع تقدُّمه داخل فارس، فاستولى على الزرقان وأتبعها الدينكان، ثُمَّ عسكر بِظاهر شيراز حتَّى أتاه خبر انسحاب ياقوت منها، فنادى فيها ببث العدل والأمان، وأرسل قُوَّةً من جيشه للمقام فيها وضبطها، وأمر العامَّة بِالانتشار في معايشهم والخُرُوج إلى مصالحهم، ففعل الناس ذلك.

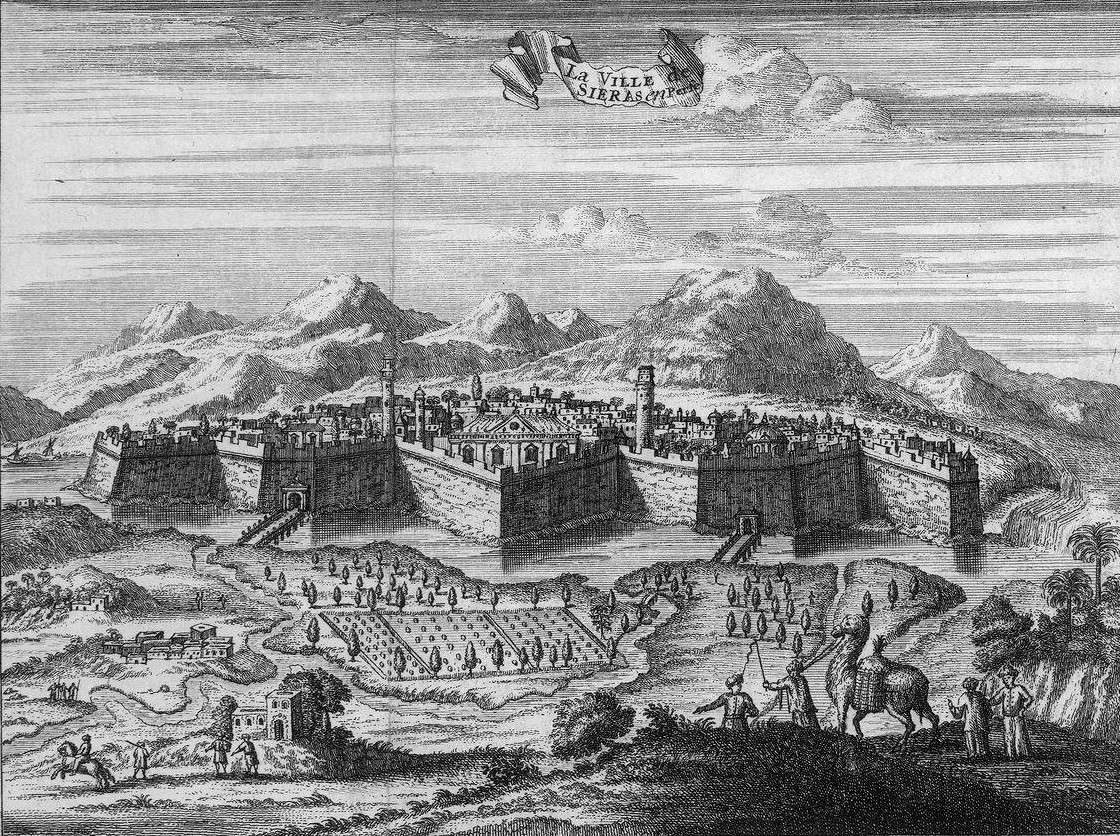
رسمٌ لمدينة شيراز، قاعدة حُكم بني بُويه. يعود هذا الرسم لِسنة 1681م.

ولم يُعكِّر هذه السيطرة السلسة نسبيًّا على المدينة سوى انتفاضة جماعة من العامَّة بالتعاون مع بعض المماليك والجُند السودانيين وقتلهم سبعين رجُلًا من قُوَّات ابن بُويه. عندها وجَّه علي أخاه الأصغر أحمد مع ثمانين رجُلًا ديلميًّا نجحوا في قمع هذه الحركة بِقسوةٍ بالغة ونادوا في البلد ألَّا يُقيم فيه أحد من أصحاب ياقوت وإلَّا أُبيح دمه، فلم يبقَ في البلد أحدٌ منهم. وهكذا استقرَّ الأمر لِبني بُويه في فارس مُنذُ سنة 322هـ المُوافقة لِسنة 934م، وكان أوَّل ما فعله علي بن بُويه أن ثبَّت سيطرته تثبيًا شرعيًّا، فكتب إلى الخليفة الراضي بالله وإلى وزيره ابن مُقلة يُعرِّفهما أنَّهُ على الطاعة ويطلب أن يُقاطع على ما بيديه من بلاد، ويتعهَّد بِأن يبذل ثمانية ملايين درهم في كُلِّ سنة. فأُجيب إلى ذلك، وأنفذ إليه الوزير بِالخلع واللِّواء في شوَّال 322هـ المُوافق لِتشرين الأوَّل (أكتوبر) 934م، وشرط على الرسول أن لا يُسلِّمهما لِابن بُويه إلَّا بعد أن يستلم منهُ المال، لكنَّ علي أرغم الرسول على تسليمه ما يحمل وامتنع عن دفع المال.
وفي الوقت نفسه كان على علي بن بُويه أن يتخلَّص بِالقُوَّة حينًا والمُهادنة حينًا آخر من عدُوَّيه الأساسيين: ياقوت الذي تراجع إلى واسط بعد هزيمته الأخيرة ثُمَّ عاد إلى الأهواز للانقضاض على البُويهي، ومرداويج الزياري الذي جُنَّ جُنونه عندما بلغه استيلاء البُويهيين على فارس واستفحال أمر علي بن بُويه وانضمام الكثير من الرجال إليه، فأنفذ إليه قائد عسكره في ألفين وأربعمائة رجل، فسار الأخير إلى الأهواز بِهدف مُحاصرة ابن بُويه وأيضًا مُجبرًا ياقوت على الانسحاب منها. وعندما علم علي بذلك خاف وقرَّر مُصالحة مرداويج، فاتفقا على أن يُقيم لهُ ابن بُويه الخطبة في فارس ويُسلِّمه أخاه الحسن رهينة لديه لِضمان الاتفاق، وكان ذلك أواخر سنة 322هـ المُوافقة لِسنة 934م. وبينما كان الوضع قائمًا على هذه الحال، حتَّى أتى خبر مصرع مرداويج سنة 323هـ على أيدي عبيده، ممَّا أنقذ علي بن بُويه من خصمٍ قويٍّ وخطير، وأعطى لِلدولة البُويهيَّة الناشئة فُرصة لِلانطلاق والتوسُّع.

### توسُّع نطاق الهيمنة البُويهيَّة

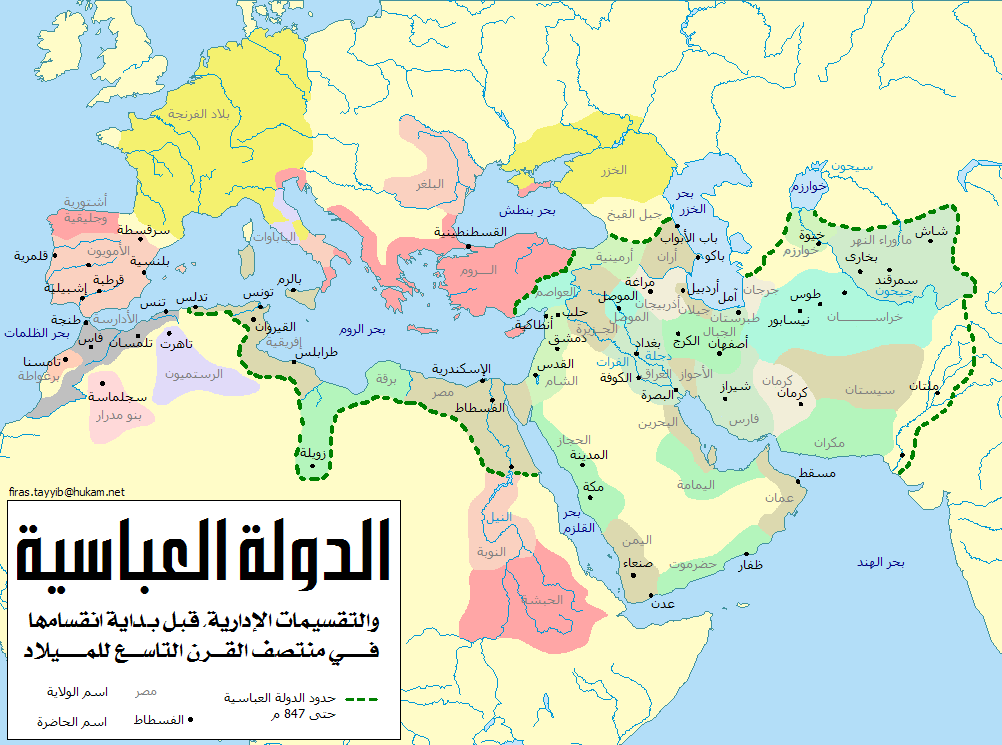
خريطة للدولة العبَّاسيَّة تظهر في وسطها أقاليم كرمان وفارس والجبال وخوزستان التي سيطر عليها البُويهيُّون بِحُلُول سنة 331هـ المُوافقة لِسنة 942م.

إثر مقتل مرداويج حاول ياقوت السيطرة على الأهواز، كذلك فعل علي بن بُويه، فالتقى الإثنان في أرَّجان، حيثُ أنزل البُويهي هزيمةً أُخرى بِياقوت لم تقم له بعدها قائمة، وتتبَّعه إلى رامهرمز. ثُمَّ عاد علي إلى شيراز بعد أن انتزع إقرار الجميع لهُ بِسيطرته على فارس مُتخليًا عن فكرة ضمّ الأهواز مُؤقتًا، والتي استقرَّ فيها ياقوت. كذلك أدَّى مصرع مرداويج إلى تقوية علي بن بُويه عسكريًّا، ففيما التحق الديالمة والجيلانيين الذين كانوا مع مرداويج بِأخيه وشمكير في الرَّي، انقسم التُّرك قسمين: قسمٌ سار نحو فارس والتحق بِعلي بن بُويه، والآخر بِقيادة بجكم التحق بِابن رائق في بغداد.
وكان على ابن بُويه أن يستفيد من هذا الظرف لِتوسيع رُقعة سيطرته. فجهَّز أخاه الحسن - وكان قد هرب من رهنه عند مرداويج إثر مصرع هذا الأخير - وسيَّر معه العساكر إلى بلاد الجبال حيثُ استولى على أصفهان وأزال عنها وعن عدَّة نواحٍ من تلك البلاد عُمَّال وشمكير. وفي السنة التالية (324هـ = 935م)، وبعد أن تمَّ لِلأخوين علي والحسن أمر فارس والجبال، بقي أخوهما الأصغر أحمد دون ولاية، فرأيا أن يسير إلى كرمان لِلاستيلاء عليها. فخرج أحمد بن بُويه في جيشٍ ضخم واستولى على سيرجان ثُمَّ أتبعها بَمَّ فجيرفت، وهي قصبة كرمان، بعد أن فرَّ صاحبها مُحمَّد بن إلياس، وبايعه علي بن الزَّنجيّ المعروف بِـ«علي كَلِوَيْهِ»، وهو رئيس قبيلة «الْقَفَصِ» العربيَّة إضافةً إلى البلوش. فأقطعه أحمد جيرفت مُكافأةً له، لكنَّ البُويهي الصغير عاد ونقض الاتفاق وغدر بِعلي بن كلويه، إلَّا أنَّ الدائرة دارت على البُويهي فهُزم في معركةٍ وقُطعت يده وكاد أن يُقتل. ورُغم أنَّهُ عاد وهزم ابن كلويه، كما قضى على مُحاولة مُحمَّد بن إلياس لِلعودة إلى كرمان، إلَّا أنَّ أخاه علي أمره بِالعودة إلى فارس حيثُ بعث به بعد سنتين (326هـ = 937م) على رأس جيشٍ بِرفقة أبي عبد الله البريدي - الذي كان قد التجأ إلى علي بن بُويه كما أُسلف - لِلسيطرة على خوزستان.
لم تقف الخلافة العبَّاسيَّة مكتوفة اليدين إزاء هذه التطوُّرات السياسيَّة والعسكريَّة، فأرسلت قُوَّاتًا بِقيادة أبي الحُسين بجكم لِلسيطرة على خوزستان، لكن أحمد بن بُويه نجح في هزيمة هذه القُوَّات مرَّتين: الأولى قُرب أرَّجان والأُخرى قُرب عسكر مكرم، التي استولى عليها. لكنَّ البريدي عاد وتخلَّى عن البويهيين وهرب إلى البصرة. ومن البصرة كاتب أحمد وطالبه بِالتخلِّي لهُ عن خوزستان لأنَّهُ ضمنها من أخيه علي، فصدَّق أحمد الخدعة، ورحل عن الأهواز إلى عسكر مكرم، وكاد أن يستتب الأمر للبريدي في الأهواز لولا النجدة السريعة التي تلقَّاها أحمد من أخيه علي مكَّنته من استعادة الأهواز وإجبار البريدي من جديد لِلهرب إلى البصرة. على صعيدٍ آخر، استمرَّ الصراع بين الحسن بن بُويه ووشمكير أخ مرداويج للسيطرة على بلاد الجبال، حيثُ تبادل الطرفان السيطرة على أصفهان خلال سنتيّ 327 و328هـ، وكانت الغلبة من نصيب ابن بُويه في نهاية المطاف. وفي سنة 331هـ المُوافقة لِسنة 942م نجح الحسن بانتزاع الرَّي أيضًا من وشمكير، ومُنذُ ذلك الحين ثبتت سيطرة البُويهيين على مُعظم الجبال، ولم تخرج هذه المنطقة عن سيطرتهم سوى في سنتيّ 333هـ المُوافقة لِسنة 944م و339هـ المُوافقة لِسنة 950م، وفي الحالتين على أيدي السامانيين، لكن سُرعان ما كان البُويهيُّون يستعيدونها. نتيجةً لِهذه التطوُّرات، تمَّ لِبني بُويه توسيع قاعدتهم بما يتماشى مع تطلُّعاتهم التوسُّعيَّة وأضحى نُزُولهم من خوزستان إلى العراق أمرًا ميسورًا، فراحوا يُراقبون الأحداث في عاصمة الخلافة، حتَّى تسنح لهم الفُرصة لِدُخُولها.

### دُخُول البُويهيين إلى بغداد وسيطرتهم على العراق

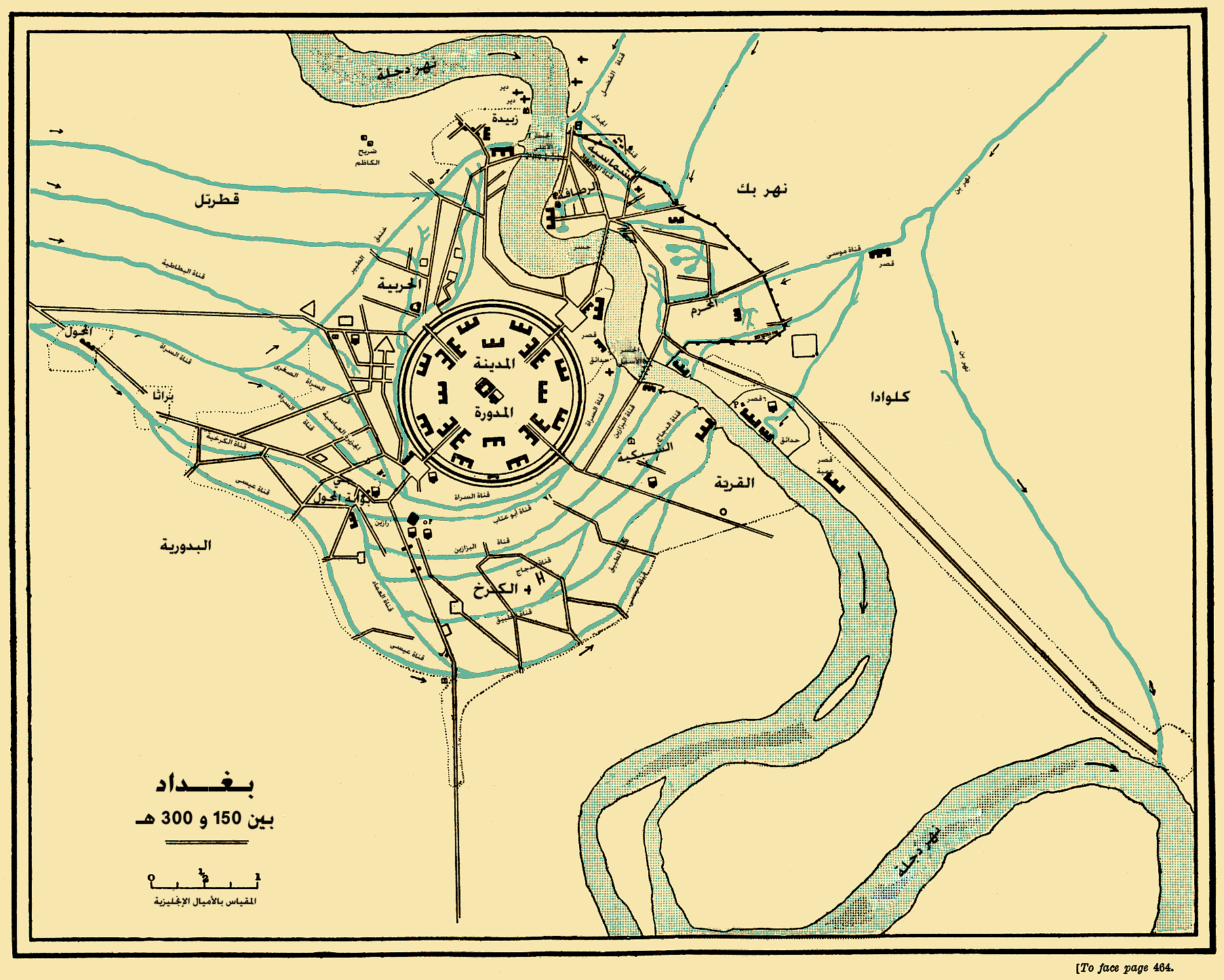
خريطة تُصوِّرُ بغداد، حاضرة الخلافة الإسلاميَّة في العصر العبَّاسي.

خلال الوقت الذي كان فيه الحسن بن بُويه يعمل على توطيد نُفُوذه في الجبال، كان شقيقه أحمد يُتابع مُحاولاته لِلسيطرة على واسط، وهدفه بغداد، والسيطرة على حاضرة الخلافة. وقد سبق للبريدي عندما الجتأ إلى فارس سنة 325هـ، أن أطمع البُويهيين وأغراهم ببغداد والسيطرة عليها، كما أُسلف. لكنَّ مُحاولات أحمد سنة 331هـ المُوافقة لِسنة 942م لِلسيطرة على البصرة، وسنة 332هـ المُوافقة لِسنة 943م لِلسيطرة على واسط لم تُؤدِّ إلى نتيجة، بل هُزم هزيمةً شنعاء في المرَّة الثانية أمام توزون التُّركي أمير الأُمراء. لكنَّ أحمد عاد مُجدَّدًا وفي السنة نفسها مُحاولًا الاستيلاء على واسط، فخرج لهُ أمير الأُمراء توزون والخليفة الجديد المُستكفي بالله، ورُغم الانتصارات الأولى التي حقَّقها أحمد البُويهي، إلَّا أنَّهُ اضطُرَّ إلى التراجع إلى الأهواز بعد أن نجح جيش توزون في اختراق قُوَّاته، وكان ذلك سنة 333هـ المُوافقة لِسنة 944م.
لكنَّ أحداث سنة 334هـ المُوافقة لِسنة 945م في بغداد، جاءت لِتُعطي البُويهيين فُرصتهم الذهبيَّة ولِتفتح أبواب عاصمة الخلافة أمام جُيُوش أحمد البُويهي. ذلك أنَّهُ في هذه السنة تُوفي أمير الأُمراء توزون، فخلفه في هذا المنصب أبو جعفر بن شيرزاد الذي وصلت سوء أفعاله حدًّا لا يُطاق ممَّا زاد من اضطراب أحوال العامَّة نتيجة المُصادرات وانتشار أعمال اللُّصُوص وصراعات الأُمراء. وترافق كُل ذلك مع انحلال وتفكُّك سُلطة الأُسرة البريديَّة في واسط والبصرة. لِذلك ما أن عيَّن ابن شيرزاد «ينال كوشة» واليًا على واسط، سارع هذا الأخير إلى مُكاتبة أحمد البُويهي والدُخُول في طاعته، واستدعاه إلى العراق. ولم يُضيِّع أحمد بن بُويه وقتًا، فسارع وخرج من الأهواز قاصدًا بغداد، فاضطربت المدينة، واختفى الخليفة المُستكفي وابن شيرزاد، واضطرب الناسُ بالمدينة. ولم يلبث أن خرج الجُند الأتراك أيضًا وتوجَّهوا إلى الموصل. فما أن انسحبوا حتَّى ظهر المُستكفي وعاد إلى دار الخلافة. وقَدِم أبو مُحمَّد الحسن المُهلَّبي صاحب أحمد البُويهي ووزيره، فدخل بغداد واجتمع بابن شيرزاد في المكان الذي استتر فيه، ثُمَّ اجتمع بالخليفة المُستكفي، فأظهر الأخير السُرُور بِقُدُوم أحمد البُويهي، وأعلمه إنما استتر من الأتراك لِيتفرَّقوا فيحصل الأمر لِبني بُويه دون قتال.

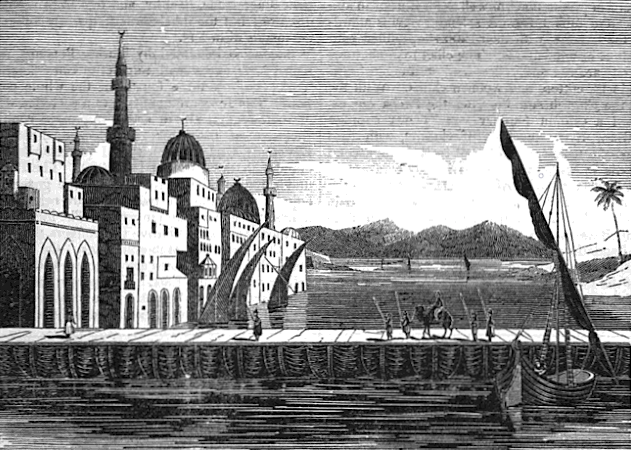
رسمٌ لجسرٍ على نهر دجلة يُؤدِّي إلى مدينة بغداد.

ووصل أحمد بن بُويه إلى بغداد يوم السبت 11 جُمادى الأولى 334هـ المُوافق 18 كانون الأوَّل (ديسمبر) 945م، ودخل على الخليفة في اليوم التالي وبايعه، فأظهر المُستكفي السُرُور بِقُدُومه وقلَّدهُ السلطنة وحلف لهُ، كما خلع عليه ألقاب التشريف، فلقَّبهُ «مُعزّ الدولة»، ولقَّب أخاه عليًّا «عماد الدولة»، كما لقَّب أخاه الآخر الحسن «رُكن الدولة»، وأمر أن تُضرب ألقابهم وكناهم على الدنانير والدراهم. ولقَّب المُستكفي نفسه «إمام الحق». وعُرف الإخوة بِألقابهم هذه مُنذ ذلك الحين. ومُنذُ هذا التاريخ صارت الخلافة العبَّاسيَّة تحت سيطرة البُويهيين، ويقول المُؤرِّخ الشيخ مُحمَّد الخُضري بك: «وَهّذَا اليَومُ هُوَ تَارِيخُ الدَّورِ الثَّانِي لِلخِلَافَةِ العَبَّاسيَّةِ وَهُوَ تَارِيخُ سُقُوطِ السُّلْطَانِ الحَقِيقِيِّ مِن أَيدِيهُم، وَصَيرُورَة الخَلِيفَة مِنهُم رَئِيسًا دِينِيًّا لَا أَمْرَ لَهُ وَلَا نَهي وَلَا وَزِير، وَإنَّمَا لَهُ كَاتِبٌ يُدَبِّرُ إقطَاعَاتُه وَإخرَاجَاتُه لَا غَير، وَصَارَت الوَزَارَة لِمُعزّ الدَّولَة يَستَوزِرُ لِنَفسِهِ مَن شَاء». وتوزَّع الإخوة الثلاثة المناطق التي خضعت لِسيطرتهم، فبات علي عماد الدولة أميرًا لِفارس، والحسن رُكن الدولة أميرًا على الجبال، وأحمد مُعز الدولة أميرًا على العراق. وبسُرعة عملوا على ترسيخ سُلطتهم وتوسيع رُقعة نُفُوذهم. وكان من المُتوقَّع أن يُعيد البُويهيُّون الاستقرار والوحدة إلى أقاليم الدولة العبَّاسيَّة بِفرض سيطرتهم عليها، وكبح جماح جُندهم، وإفساح المجال أمام الخلافة كي تضطلع بِمسؤوليَّاتها وتجنُّب إثارة الفتن المذهبيَّة. إلَّا أنَّ ذلك لم يتحقَّق لأنَّهم دخلوا بغداد يحملون رُوح العداء لِلخُلفاء العبَّاسيين المُخالفين لهم في المذهب.

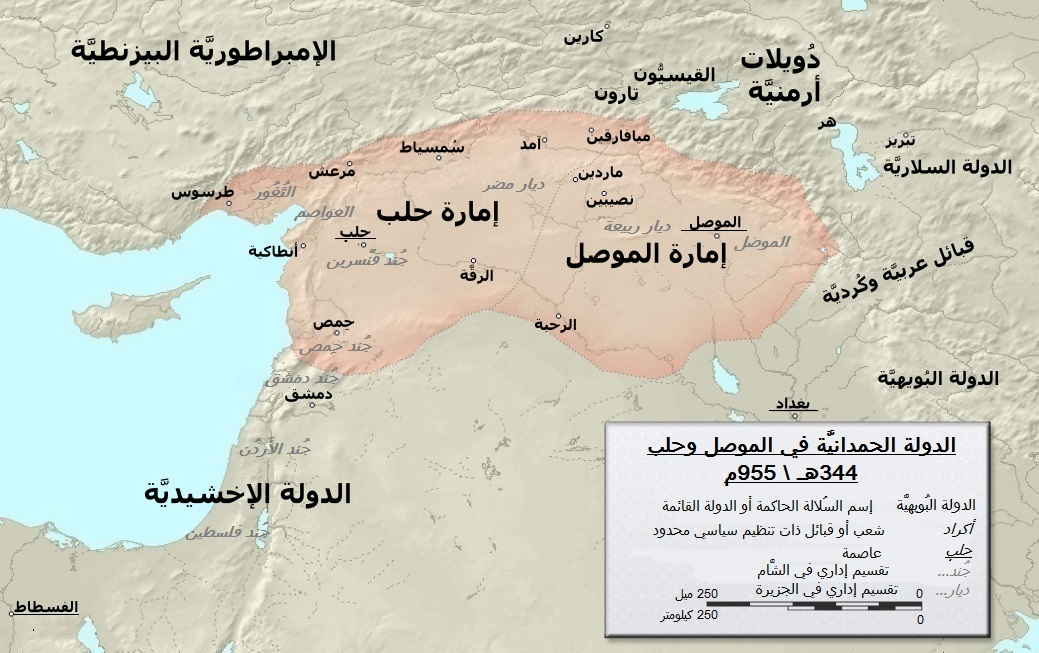
خريطة الدولة الحمدانيَّة، وتظهر فيها إمارَتا حلب والموصل، والأخيرة معقل ناصر الدولة، المُنافس الأخطر لِلبُويهيين في بغداد.

فبعد قُرابة شهرين من دُخُول البُويهيين بغداد، خلع مُعزُّ الدولة الخليفة المُستكفي بالله يوم 23 جُمادى الآخرة 334هـ المُوافق فيه 29 كانون الثاني (يناير) 946م، وسمل عيناه. وكان السبب الظاهر في ذلك أنَّ قهرمانة الخليفة أقامت دعوةً عظيمة حضرها جماعة من القادة الديالمة، فاتهمها مُعز الدولة أنها فعلت ذلك لتأخذ عليهم البيعة للمُستكفي وأن ينقضوا رياسة مُعز الدولة عليهم ويطيعوه دونه، وزاد من ظنِّه هذا أنَّها كانت مشهورةً بالجسارة والإقدام «على قلب الدُّول». فلمَّا جلس الخليفة على تخت المُلك، واصطفَّت الحاشية والساسة والأعيان والأُمراء على مراتبهم، بما فيهم مُعز الدولة، تظاهر اثنان من الديالمة أنَّهم يُريدون تقبيل يد الخليفة، فجذباه وطرحاه أرضًا، واقتيد إلى دار مُعز الدولة واعتُقل بها إلى آخر أيَّامه، ونُهبت دارة الخليفة حتَّى لم يبقَ فيها شيء، واضطرب الناس واختلَّ حبل الأمن في بغداد. والرَّاجح أنَّ الأمير البُويهي سلك هذا النهج مع المُستكفي بِفعل عاملين: سياسي وديني.
أمَّا السبب السياسي، فقد اتهم مُعز الدولة الخليفة المُستكفي بأنَّهُ يُراسل ناصر الدولة الحمداني صاحب الموصل، ويُخبره بِالأسرار العسكريَّة لِجيش البُويهيين وتحرُّكاتهم. ومن المعلوم أنَّ ناصر الدولة هذا كان قد دخل بغداد قبل قُرابة أربع سنوات في خلافة المُتقي لله وتولَّى إمرة الأُمراء، وعمل على فرض الأمن والنظام، كما سعى لِتوطيد سُلطته على كامل العراق، لكنَّهُ عُزل في غمرة الصراع على النُفُوذ بين الأُمراء والقادة، وظلَّ يُمني النفس بالرُجُوع إلى منصبه هذا والهيمنة على دار الخلافة. ولمَّا كان الأمير الحمداني أعلم بطبيعة المنطقة وبأساليب الحرب فيها من البُويهيين، وكانت قاعدة مُلكه مُحصَّنة من الناحيتين البشريَّة والاقتصاديَّة، عكس بغداد المُنهكة، فقد تخوُّف منهُ مُعز الدولة وممَّا قد يُقدم عليه، فكان عليه أن يحرمه من مُحرِّكُه الأساسي، أي الخليفة. وأمَّا السبب الديني، فإنَّ المُستكفي كان قد قبض على رئيس الشيعة في بغداد، فشفع فيه «أَصْفَهَدُوَسْتُ»، أحد قادة مُعز الدولة، فلم يُشفِّعه، ممَّا أثار حفيظة مُعز الدولة، فأقدم على خلع المُستكفي الذي أظهر عدم احترامه لِمذهبه.

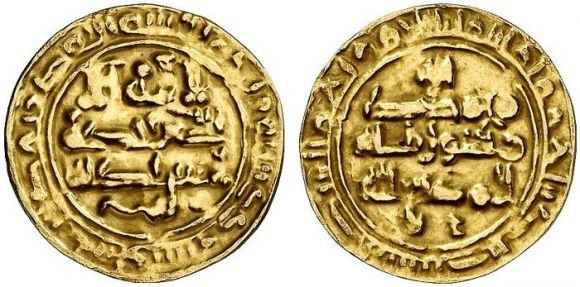
دينارٌ ضُرب في عهد الخليفة المُطيع لله، الذي نصَّبه البُويهيُّون على تخت المُلك في بغداد بُعيد دُخُول أحمد بن بُويه دار الخلافة وسيطرته عليها.

وفكَّر مُعز الدولة بعدما سيطر على مقاليد الأُمُور في بغداد أن يُلغي الخلافة العبَّاسيَّة ويُقيم خلافةً شيعيَّةً على أنقاضها، وتنصيب أحد زُعماء الشيعة الزيديَّة. فاستشار أصحابه في تنصيب الإمام أبي الحسن مُحمَّد بن يحيى، ويقول ابن الأثير أنَّ مُعز الدولة فكَّر بِمُبايعة الخليفة الفاطمي المُعز لِدين الله. لكنَّهُ أحجم، وذلك لأنَّ بعض خواصِّه نبهوه بأنَّهُ هو صاحب الأمر والنهي بِوُجُود الخلافة العبَّاسيَّة الضعيفة، فإن استبدلها بِخلافةٍ يافعةٍ قويَّة، تمكَّن منهُ الخليفة، وقد يأمر بقتله إن استشعر منه الطُّمُوح وطلب المُلك، فقالوا: «لَيْسَ هَذَا بِرَأْيٍ فَإِنَّكَ الْيَوْمَ مَعَ خَلِيفَةٍ تَعْتَقِدُ أَنْتَ وَأَصْحَابُكُ أَنَّهُ لَيْسَ مِنْ أَهْلِ الْخِلَافَةِ، وَلَوْ أَمَرْتَهُمْ بِقَتْلِهِ لَقَتَلُوهُ (مُسْتَحِلِّينَ دَمَهُ)، وَمَتَى أَجْلَسْتَ بَعْضَ الْعَلَوِيِّينَ خَلِيفَةً، كَانَ مَعَكَ مَنْ يَعْتَقِدُ أَنْتَ وَأَصْحَابُكَ صِحَّةَ خِلَافَتِهِ، فَلَوْ أَمَرَهُمْ بِقَتْلِكَ لَفَعَلُوهُ، فَأَعْرِضْ عَنْ ذَلِكَ». أضف إلى ذلك، فإنَّ شيعة العراق الذين حاول مُعز الدولة استمالتهم إليه، كانوا على مذهب الإماميَّة، وهذا معناهُ أنَّ تنصيب خليفة زيديّ سيكون سيانًا في نظرهم، مُقارنةً مع الخليفة العبَّاسي. لِهذا أدرك مُعز الدولة من خلال فكرته السياسيَّة الثاقبة بِأنَّ البقاء على الخلافة العبَّاسيَّة أجدر، مُتبعًا العقيدة الزيديَّة القائلة بِجواز إمامة المفضول مع وُجُود الأفضل. فأجاز على هذا الأساس العقائدي، وعلى أساس المصلحة السياسيَّة، أن يُدين بالولاء لِخليفةٍ سُنيٍّ، إلَّا أنَّهُ اتبع سياسةً ترمي إلى الحد من سُلطته مُقابل تقوية نُفُوذه. وبهذا أحضر مُعز الدولة أبا القاسم الفضل بن جعفر إلى دار الخلافة في نفس يوم خلع المُستكفي، وخُوطب بِالخلافة وبُويع له ولُقِّب «المُطيع لله». يقول ابن الأثير: «وَتَسَلَّمَ مُعِزُّ الدَّوْلَةِ الْعِرَاقَ بِأَسْرِهِ، وَلَمْ يَبْقَ بِيَدِ الْخَلِيفَةِ مِنْهُ شَيْءٌ الْبَتَّةَ، إِلَّا مَا أَقْطَعَهُ مُعِزُّ الدَّوْلَةِ مِمَّا يَقُومُ بِبَعْضِ حَاجَتِهِ».

### الصدام الأوَّل بين البُويهيين والحمدانيين
استمرَّ ناصر الدولة يُعدُّ نفسه أميرًا لِلأُمراء، ورفض الاعتراف بإمرة مُعز الدولة وخلافة المُطيع لله، واستمرَّ يضرب العملة في الموصل وسائر البلاد الخاضعة لِحُكمه باسم المُستكفي. ومن ناحيةٍ أُخرى، رأى مُعز الدولة أنَّ الحمدانيين تابعين له بِوصفه أمير الأُمراء الشرعي الذي عيَّنه المُستكفي ومنحه السُّلُطات كافَّةً لإدارة شُؤون الدولة وتوابعها، ويبدو أنَّهُ شعر بِأنَّ الحمدانيين ينوون الاستقلال بِالجزيرة، وبِخاصَّةً أنَّ ناصر الدولة أصرَّ على عدم إرسال الأموال الواجبة عليه إلى بغداد، وكان لا بُدَّ من الصدام المُسلَّح لِحسم الموقف لِصالح أحد الطرفين. أرسل مُعز الدولة جيشًا إلى الموصل لِإخضاع ناصر الدولة، بِقيادة اثنين من قادته، هُما «ينال كوشة» التُّركي و«موسى فيادة»، ثُمَّ خرج في إثره ومعهُ الخليفة المُطيع، وما أن وصل الجيش البُويهي إلى عُكبرا حتَّى انفصل ينال كوشة عنه وانضمَّ إلى الحمدانيين، ويُحتمل أنَّ لِذلك علاقة بِمدى كُرهه لِلديالمة، والمعروف أنَّ مُعظم الجيش الحمداني كان يتألَّف من الأتراك المُعادون لِلديلم. ومن جهته، خرج ناصر الدولة من الموصل على رأس جيشه مُتوجهًا إلى بغداد لِحرب البُويهيين وطردهم من عاصمة الخِلافة، ونزل بِسامرَّاء.
والتقى الجمعان عند عُكبرا، ودار بينهما قتال. وفي خضام المعركة أرسل ناصر الدولة أخاه أبا العطَّاف جابر بن عبد الله، على رأس قُوَّةٍ عسكريَّة لاحتلال بغداد بالتنسيق مع ابن شيرزاد، فدخلها وحكمها باسم ناصر الدولة، ولم يلبث هذا أن سار إلى بغداد ودخلها في شهر رمضان 334هـ المُوافق لِنيسان (أبريل) 946م، وعسكر جيشه في الرصافة مُخلِّفًا ابن أخيه، الحُسين بن سعيد بن حمدان، على حرب البُويهيين. وأقدم على عملٍ جريءٍ، فخلع طاعة المُطيع لله في دار الخلافة وحذف اسمه من الخطبة ومنع التعامل بسكَّته، وضرب سكَّة على غرار تلك التي ضربها في سنة 331هـ المُوافقة لِسنة 943م، وعليها اسم الخليفة المُتقي لله، فأزال بذلك كُل مظهر من مظاهر الاعتراف بالخليفة المُطيع الذي هو صنيعة البُويهيين. وعندما علم مُعز الدولة بِهذه الأنباء هاجم تكريت التابعة لِلحمدانيين، فدخلها ونهبها وعاد مُسرعًا إلى بغداد، ونزل في الكرخ.
ونشبت الحرب بين الطرفين في بغداد، وبدت كفَّة الحمدانيين هي الراجحة، فقد فرض ناصر الدولة حصارًا على الجيش البُويهي، ومنع عنهُ الإمدادات، وحال أعراب ناصر الدولة، المُنتشرون في الكرخ، بين جيش مُعز الدولة والغلَّات، فارتفعت الأسعار وانتشرت المجاعة بينهم. وشنَّ مُعز الدولة هُجُومًا نهريًّا فاشلًا على الجيش الحمداني، فيئس هذا من تحقيق الفوز، فمال إلى التفاهم مع ناصر الدولة وعزم على العودة إلى الأهواز لولا أن قام بِمُحاولةٍ أخيرة ناجحة غيَّرت مجرى القتال. فقد أوهم الحمدانيين بِحشد قُوَّاته في أحد أطراف بغداد ليلًا في الوقت الذي كانت قُوَّاته تستعد لِشن هُجُومٍ من طرفٍ آخر. وقد نجحت خطَّته وأدَّت إلى هزيمة الجيش الحمداني، فانسحب ناصر الدولة مع ابن شيرزاد نحو الشمال واستقرَّ في عُكبرا. ومن جهته ثبَّت مُعز الدولة أقدامه في بغداد وسيطر على مُقدرات الخلافة سيطرةً مُطلقة، فأدرك عندئذٍ الأمير الحمداني استحالة المضيّ في مشروعه التوسُّعي واضطرَّ أن يتفاهم مع مُعز الدولة، فأرسل إليه يطلب الصُلح، وتوصَّل الطرفان إلى إبرام الصُلح في شهر مُحرَّم 335هـ المُوافق لِآب (أغسطس) 946م، على أن يكون في يد ناصر الدولة من حد تكريت وما يليها شمالًا، ويُضاف إلى أعماله مصر والشَّام على أن لا يحمل عن الموصل وديار ربيعة شيئًا ممّا كان يحمله من المال ويكون الذي يحمله عن مصر والشَّام ما كان يحمله مُحمَّد بن طُغج الإخشيد عنهما وعلى أن يُرسل ناصر الدولة الميرة إلى بغداد ولا تؤخذ لها ضريبة، وحلف مُعز الدولة بحضرة الخليفة والقُضاة على ذلك والوفاء به.
المُلفت في اتفاق الصُلح هذا اعتراف البُويهيين بِسيطرة ناصر الدولة على الشَّام ومصر، علمًا أنَّ الحمدانيين لم يكن لهم نُفُوذٌ في مصر أو الشَّام، وأنَّ أقصى ما وصلوا إليه آنذاك هو سيطرتهم على حلب، أمَّا سائر الديار الشَّاميَّة والمصريَّة كان يتولَّاها أبو القاسم أنوجور بن مُحمَّد بن طغج (الذي توفَّى سنة 334هـ = 946م). والرَّاجح أنَّ مُعز الدولة كان يرغب في إبعاد الحمدانيين عن بغداد خاصَّةً والعراق عامَّةً ودفعهم إلى الشَّام ومصر مُدركًا أنَّهم سيصطدمون حتمًا بِالإخشيديين، فيتخلَّص بِذلك من خصمين قويين. كما يُحتمل أنَّ ناصر الدولة رغب بالتفرُّغ لإبعاد أخيه القويّ سيف الدولة عن منطقة الجزيرة، خشيةً من سطوته، بدليل أنَّهُ عندما طلب سيف الدولة من أخيه أن يُولِّيه على ولاية كبيرة تُرضي طُمُوحه، أجابه ناصر الدولة: «الشَّامُ أَمَامَك، وَمَا فِيه أَحَدٌ يَمْنَعَكَ مِنْه».
ومهما يكن من أمر، فقد أبرم ناصر الدولة الصُلح دون علم جُنده الأتراك الذين عارضوا هذا التوجُّه وثاروا ضدَّه بِقيادة تكين الشيرازي، وهمُّوا بالقبض عليه إلَّا أنَّهُ تمكَّن من الفرار إلى الموصل، فلحقوا به، ولمَّا اقتربوا من المدينة، فرَّ إلى نُصيبين والتمس المُساعدة من مُعز الدولة في بغداد، فأمدَّهُ بِجيشٍ من عنده، اصطدم بالثائرين وهزمهم، وأُسر تكين الشيرازي، وسُملت عيناه أمام ناصر الدولة الذي استعاد سُلطته في الموصل، وعادت القُوَّات البُويهيَّة إلى بغداد مُحمَّلةً بالهدايا الفاخرة.

### العصر الذهبي لِبني بُويه

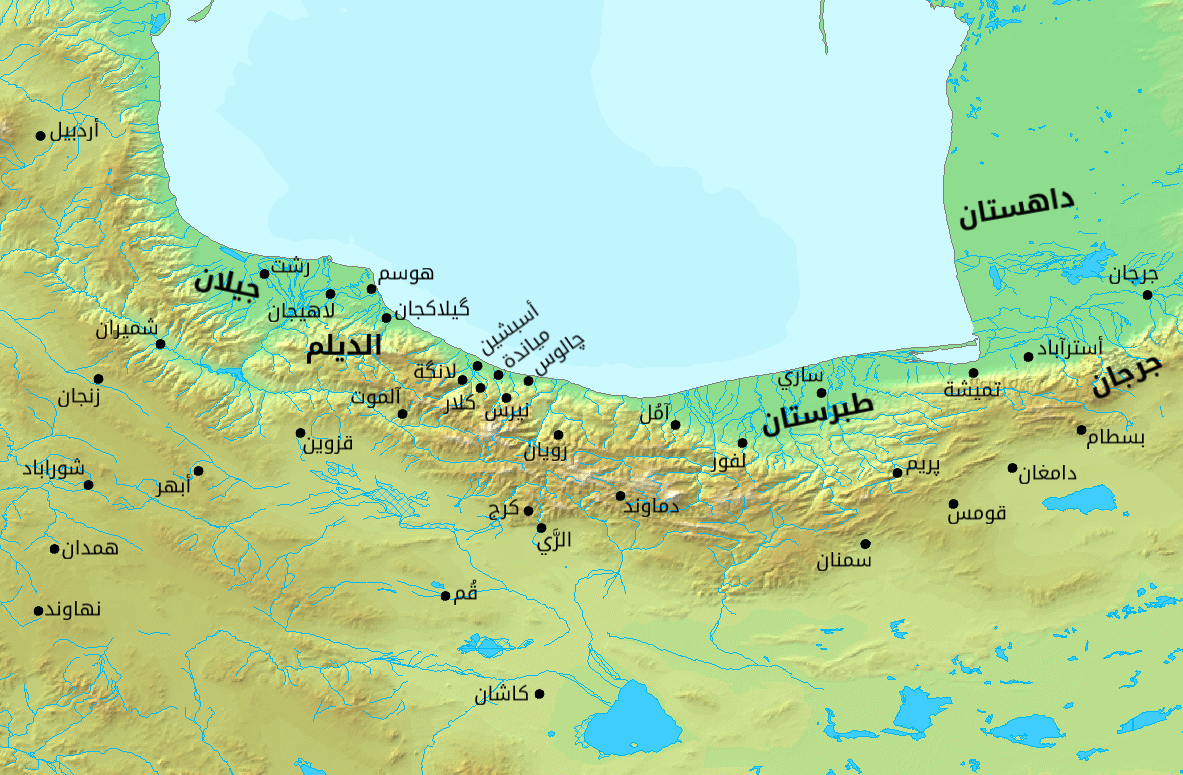
خريطة لبلاد طبرستان وجرجان وجيلان، وهي من أواخر البلاد التي سيطر عليها بنو بُويه.

بعدما أخضع مُعز الدولة ناصر الدولة الحمداني وأجبره على الرُضُوخ لِسُلطته، عظُم مُلك بني بُويه، فصار بأيديهم أعمال الجبال وفارس وخوزستان والعراق، وحُمل إليهم ضمان الموصل وديار بكر وديار مُضر. وتوزَّع الإخوة الثلاثة المناطق التي خضعت لِسيطرتهم، فبات علي عماد الدولة أميرًا لِفارس، والحسن رُكن الدولة أميرًا على الجبال، وأحمد مُعز الدولة أميرًا على العراق وخوزستان. ولم يكتفي هؤلاء بما صار في أيديهم، بل سارعوا إلى توسيع رُقعة نُفُوذهم وترسيخ سُلطتهم. فقضى مُعز الدولة على الأُسرة البريديَّة أصحاب البصرة، فانحدر إليهم سنة 336هـ المُوافقة لِسنة 947م وانتزع المدينة المذكورة منهم، فانضمَّ إليه جيش البريدي بأسره، وهرب زعيم الأُسرة أبو القاسم (ابن أخ أبي عبد الله البريدي) إلى القرامطة في هَجَر، وقبض مُعز الدولة على أمواله وقادته وأحرق سُفُنه. أمَّا من شكَّ مُعز الدولة بولائه أو من تمرَّد عليه من قادته فكان يعتقله ويُرسله مسجونًا إلى قلعة رامهرمز في خوزستان، كما فعل مع أصفهدوست على سبيل المِثال.
أمَّا رُكن الدولة، فقد تمكَّن بِمُساعدة أخيه علي من إحكام سيطرته على بلاد الجبال بِأسرها سنة 335هـ، وفي السنة التالية قصد بلاد وشمكير وهزمه وسيطر على طبرستان وجرجان. وفي سنة 336هـ المُوافقة لِسنة 947م، أحسَّ عماد الدولة علي بازدياد مرضه واقتراب أجله، فصار همُّه الأساسي تأمين خليفة له على فارس، وضمان وحدة أخويه ومنع وُقُوع خلاف بينهما بعد وفاته، إذ كان يعتبرهما بمنزلة أبنائه عليه أن يُدرَّبهم ويُربيهم ويُؤمِّن لهم المُلك والغلبة، وكان يقول: «إنَّهُمَا أَخَوَاي بِالنَّسَبِ وَابنَاي بِالتَّربِيَة وَصَنِيعَتَاي بِالوِلَايَات». لِذلك سار إلى أرَّجان لِلقاء أخيه الأصغر مُعز الدولة لِيطلب منه ويُؤكِّد عليه أن يُقدِّم الكبير على نفسه، أي أخيه رُكن الدولة، كما جرت العادة. لِذلك، كان رُكن الدولة سيتولَّى حُكم البلاد ورئاسة الأُسرة بعد أن يُعيينه الخليفة مكان أخيه ويجعله أميرًا لِلأُمراء. وفي السنة التالية (337هـ = 948م)، أرسل عماد الدولة إلى أخيه رُكن الدولة يطلب منه إنفاذ ابنه فناخسرو لِيجعله وليّ عهده ووارث مملكته بِفارس. وسار فناخسرو إلى شيراز وخرج عماد الدولة لِلقائه في جميع عسكره وأجلسه في داره على سرير المُلك، وأمر الناس بالسلام عليه ووقف بِحضرته لِئلَّا يمتنع أحد، وأمر الجميع بِالانقياد له. وكان من بين كبار قادة عماد الدولة عددٌ يطمع في الرئاسة، فخافهم عليه، فقبض عليهم وتخلَّص من خطرهم. وما أن أتمَّ عماد الدولة تحضير ابن أخيه لِخلافته حتَّى توفي بشيراز، وذلك سنة 338هـ المُوافقة لِسنة 949م.
لم يكن فناخسرو قد تجاوز الرابعة عشرة من عُمره، ممَّا شجَّع الطامعين بالسيطرة على فارس على التحرُّك بِمُجرَّد وفاة عماد الدولة، خاصَّةً أنَّ كبار قادة جيش فارس كانوا يعتقدون أنَّهم أحق بِخلافة عماد الدولة، من ابن أخيه الصغير فناخسرو، الذي ما إن تولَّى الإمارة، حتَّى دفعوا الجيش إلى الشغب والتمرُّد، فطلب فناخسرو نجدة أبيه وعمِّه؛ فوجَّه مُعز الدولة بوزيره أبي جعفر مُحمَّد بن أحمد الصَّيمَري على رأس جيشٍ إلى شيراز لِضبط أُمُور فارس. كذلك فعل رُكن الدولة الذي توجَّه بنفسه إلى شيراز. ولمَّا تمَّ لهُما إصلاح أمر جيش فارس وضبط البلد، سلَّماه إلى فناخسرو وانصرفا عنه. وكانت المحنة الثانية التي واجهت فناخسرو بِفارس وهدَّدت مُلكه سنة 345هـ المُوافقة لِسنة 956م، عندما تمرَّد روزبهان بن ونداد خورشيد الديلمي على مُعز الدولة، وعصى عليه، وخرج أخوه «بَلَكَا» بِشيراز، وخرج أخوهما «أسفار» بالأهواز. وكان روزبهان من كبار قادة مُعز الدولة، وقد نجح في استمالة مُعظم الديالمة الذين مع مُعز الدولة بالأهواز. ولم يكن أمام مُعز الدولة، أمام اتساع حركة التمرُّد إلَّا التوجُّه بنفسه مُعتمدًا على قُوَّاته من التُّرك لِمُقاتلة روزبهان. فخاض معركةً قاسية، انتصر في نهايتها وأُسر روزبهان.

#### الصدامات التالية بين البُويهيين والحمدانيين
انتهز ناصر الدولة الحمداني فُرصة خُرُوج مُعز الدولة من بغداد لإخماد ثورة روزبهان سالِفة الذِّكر، فهاجم المدينة علَّهُ يُحقِّق بعض المكاسب، ولمَّا قضى الأمير البُويهي على هذه الثورة، عاد مُسرعًا إلى بغداد لِتولَّى أمر الحمدانيين، ولمَّا كان هؤلاء عاجزين عن مُواجته، رحلوا عن المدينة. وامتنع ناصر الدولة في السنة التالية (346هـ) عن إرسال الأموال الواجبة عليه لِدار الخِلافة، فتجهَّز مُعز الدولة وسار نحو الموصل لتأديبه، فراسله الأمير الحمداني وضمن البلاد منه بمليونيّ درهم سنويًّا، وحمل إليه مثلها، فعاد مُعز الدولة إلى بغداد لِينظر في أُمور أهلها بعدما انتشرت الأمراض وكثُر الموت وانعدمت الأمطار في ذلك العام. وفي سنة 347هـ المُوافقة لِسنة 958م، تأخَّر ناصر الدولة كعادته في دفع الأموال الواجبة عليه، فنقم عليه مُعز الدولة، وخرج لِحربه والقضاء نهائيًّا على الإمارة الحمدانيَّة وضم أملاكها إلى دولته. وعندما علم الحمدانيُّون بتقدُّم القُوَّات البُويهيَّة خرجوا من الموصل إلى نُصيبين على عادتهم، ومنعوا الميرة عنها. ودخل البُويهيُّون المدينة، فاضطهد جُندهم الأهالي ونهبوا أموالهم، غير أنَّهم عانوا من نقصٍ في المُؤن، كما دمَّر ابنا ناصر الدولة، أبو المرجَّى وهبة الله، إحدى الفرق البُويهيَّة العسكريَّة في سنجار. لكن على الرُغم من ذلك، لحق البُويهيُّون بِالحمدانيين إلى نُصيبين لِلتضييق عليهم والحُصُول على الأقوات اللَّازمة، وبخاصَّةً أنَّهم علموا بأنَّ فيها أموالًا كثيرة. وطلب مُعز الدولة في الوقت نفسه مددًا من بغداد، ففرَّ ناصر الدولة إلى ميَّافارقين مُتخليًا عن جيشه بعد أن يئس من الصُمُود، فلجأ جُنُوده إلى الأمير البُويهي مُستأمنين، كما التجأ أخوه أبو زُهير إليه مُستأمنًا أيضًا.
ورأى ناصر الدولة أن يلجأ إلى أخيه سيف الدولة في حلب، فاستقبله بالترحاب وأكرمه وتوسَّط بينه وبين مُعز الدولة. وكانت الأوضاع السياسيَّة في الموصل تضغط على مُعز الدولة وتدفعه إلى التهدئة، فقد عجز عن ضبط النواحي وجباية الأموال، وتوقَّف الناس عن حمل الخِراج بِفعل ما كان يُضايق به جُند ناصر الدولة المُستأمنين في الموصل وأعمالها حالت دون وُصُول الفلَّاحين إلى غلَّاتهم. غير أنَّ مُعز الدولة لم يعد يثق بِناصر الدولة بِفعل تقلُّباته ونقضه العُهُود، ورفض أن يُضمِّنه ما تحت يديه، فضمَّنها إلى أخيه سيف الدولة. وهكذا تمَّ الصُلح على أن تكون الموصل وديار ربيعة والرحبة لِسيف الدولة على مالٍ يحمله في كُلِّ سنة، وقدره مليونان وتسعُمائة درهم، يدفع منها مليون درهم مُقدَّمًا. وعاد ناصر الدولة بعد عقد الصُلح إلى الموصل لِيحكم بِعُهدة أخيه في حين عاد مُعز الدولة إلى بغداد بعد أن اطمأنَّ على الأوضاع في الموصل.
لم يستمر الصُلح مُدَّة طويلة، فقد نقضه ناصر الدولة على عادته في سنة 352هـ المُوافقة لِسنة 963م عندما تلكَّأ في إرسال الأموال ما سمح بإعادة الأُمُور إلى سابق عهدها من الاضطراب. فزحف مُعز الدولة في السنة التالية إلى الموصل مرَّة جديدة لِتأديبه، فغادرها ناصر الدولة إلى نُصيبين لِلاحتماء بِقلاعه هُناك، ولمَّا تبعه مُعز الدولة غادرها إلى ميَّافارقين، إلَّا أنَّ أبناء ناصر الدولة دخلوا الموصل واستولوا على ما كان بها من كراعٍ وسلاح وثياب لِمُعز الدولة وحملوها إلى قلعة كواشي، وأحرقوا سُفُن مُعز الدولة، واستأمنت حاميتها من الديالمة إليهم. وعندما علم الأمير البُويهي بما جرى في الموصل، تقدَّم نحوها، فغادرها الحمدانيُّون إلى سنجار وتراسلوا في عقد الصُلح. وافق الأمير البُويهي على مبدأ الصُلح، ولكنَّهُ رفض بِإصرارٍ إسناد الولاية إلى ناصر الدولة وضمَّنها ابنه أبا تغلب مُقابل ستمائة ألف درهم عن بقيَّة سنة 353هـ المُوافقة لِسنة 964م، وستَّة ملايين ومائتيْ ألف درهم عن كُل سنة بدايةً من سنة 354 حتَّى سنة 357هـ (965 إلى 968م)، على أن يُطلق الحمدانيُّون سراح الأسرى الذين في قبضتهم، ويكون أبو تغلب وليُّ عهد أبيه.

#### عضُد الدولة وتوحيد البلاد
لا تأتي المصادر على ذكر ما كان يدور في فارس خلال الصراع البُويهي الحمداني، سوى أنَّ فناخسرو نال لقب «عضُد الدولة» في سنة 351هـ المُوافقة لِسنة 962م من الخليفة المُطيع لله، ويُقال أنَّهُ رغب بدايةً أن يُلقَّب «تاج الدولة»، لكنَّ عمُّه مُعز الدولة عارض ذلك على اعتبار أنَّ هذا اللقب يُوحي بأنَّ فناخسرو هو أسمى أُمراء بني بُويه وعميدهم، فاختير لهُ لقبًا أصلح. ويبدو أنَّ عضُد الدولة اضطرَّ إلى الخُرُوج من شيراز بعد أن ملكها «بَلَكَا»، ولم يستطع استرجاعها إلَّا بِمُساعدة أبيه رُكن الدولة الذي أرسل له الجُيُوش بِقيادة وزيره الكبير ابن العميد الذي هزم «بَلَكَا» وأعاد عضُد الدولة إلى مُلكه. ويظهر أنَّ الخلافات التي نشبت داخل جيش فارس عند تولية عضُد الدولة، وانضمام الديالمة إلى حركة روزبهان وأخويه قد أضعفت جيش عضُد الدولة، وبالتالي اضطرَّته لِلخُرُوج من شيراز وطلب المُساعدة من أبيه مرَّة أُخرى لِإعادته إلى مُلكه وتثبيت سُلطاته.
ولم تسترجع فارس دورها الذي لعبته أيَّام عماد الدولة كمركز وموقع أساسيين لِلبُويهيين إلَّا مُنذُ سنة 355هـ المُوافقة لِسنة 965م، وهي السنة ذاتها التي بدأ خلالها عضُد الدولة بالبُرُوز كقُوَّةٍ أساسيَّة إلى جانب عمِّه مُعز الدولة وأبيه رُكن الدولة. ويُرجَّح أنَّ عضُد الدولة نجح خلال هذه الفترة من إعادة تثبيت مُلكه وتنظيم شُؤون دولته وفرض هيبته وسُلطته. ففي تلك السنة، خرجت قُوَّات عضُد الدولة من سيراف لِمُساعدة عمِّه مُعز الدولة في مُحاولته لِلاستيلاء على عُمان. وقد تمَّ لِمُعز الدولة امتلاك هذه البلاد فعلًا. كذلك أرسل عضُد الدولة سنة 356هـ نجدة إلى أبيه رُكن الدولة لِلوُقُوف بوجه وشمكير الزياري. وفي السنة التالية (357هـ = 967م) نجح عضُد الدولة في امتلاك كرمان وانتزاعها من أيدي بني إلياس، وعندما علم صاحب سجستان بِذلك، تخوَّف من تقدُّم عضُد الدولة، فكاتبه وصالحه وقدَّم له الطاعة. ولمَّا مات وشمكير، دعم عضُد الدولة ابنه «بيستون» ضدَّ شقيقه قابوس، ومكَّنه من تولِّي عرش الزياريين، وأبرم معهُ حلفُا سياسيًّا، فتزوَّج كُلٌ منهما ابنة الآخر.

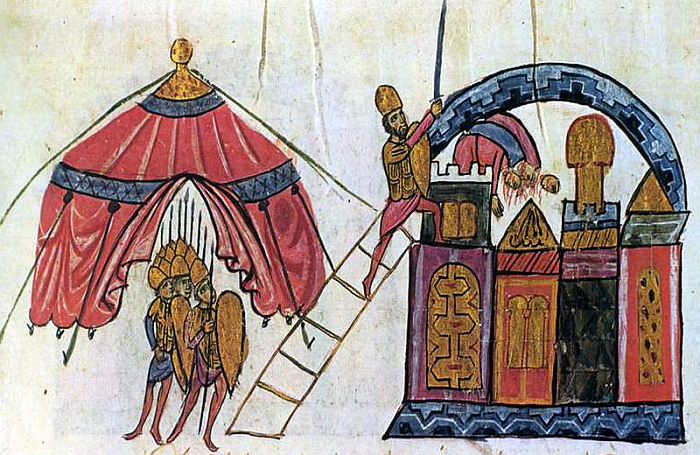
مُنمنمة تُصوِّرُ سُقُوط أنطاكية بأيدي الرُّوم سنة 358هـ المُوافقة لِسنة 969م.

وفيما كان عضُد الدولة يُثبت دعائم سُلطته ويُوسِّع من حُدُود مملكته، أخذت الأوضاع في العراق تتدهور نتيجة سوء سياسات مُعز الدولة الإداريَّة والاقتصاديَّة واستمرار صراعه مع الحمدانيين وفشله في إخضاع عمران بن شاهين صاحب البطيحة. وفي سنة 356هـ المُوافقة لِسنة 966م، توفى مُعز الدولة بعد أن مرض أيَّامًا، وعهد بالأمر إلى ابنه بختيار الذي لُقِّب «عز الدولة»، فازداد التدهور حدَّة، إذ أدَّت أعمال بختيار وكثرة مُصادراته لِعُمَّاله وكبار رجال دولته، وعدم اهتمامه بِإدارة شُؤون البلاد، إلى اضطراب الأحوال عليه، فتمرَّد أخوه حبشي وحاول الاستقلال بالبصرة سنة 357هـ المُوافقة لِسنة 967م، لكنَّهُ سُرعان ما هُزم. وكانت هذه أوَّل حادثة انشقاقٍ داخل الأُسرة البُويهيَّة. كذلك ازدادت هجمات الروم في هذه الفترة، وبلغت أوجها في سنوات 357 و358 و359هـ (967 و968 و969م). وفي سنة 361هـ المُوافقة لِسنة 971م، غزا الروم الرُّها وملكوا نُصيبين وأحرقوها وسبوا النساء وقتلوا الرجال، واجتاحوا ديار بكر وربيعة، فالتجأ قسمٌ من سُكَّان هذه البلاد إلى بغداد واستنفروا المُسلمين، فثار العامَّة واتهموا الخليفة بالتقصير وهاجموا داره، واتهموا بختيار بِالاشتغال بالصيد واللهو عن الاهتمام بِمصالح المُسلمين ومُقاتلة أعدائهم. ولم يجد بختيار مناصًا إلَّا الادعاء بِأنَّهُ سيتوجَّه لِمُقاتلة الروم، وأجبر الخليفة على بذل مالٍ لِلغزو، ولمَّا حصل بختيار على الأموال أنفقها في أغراضه وأهمل الغزو. وكان الناس قد أبدوا استعدادهم لِلجهاد في سبيل الله وقتال الروم، فكثُر حملة السلاح، لكنَّ إهمال بختيار وعدم جديَّته أدَّى إلى انفلات الوضع في بغداد فكثُرت الفتن وكادت بغداد أن تصير إلى خراب.
ساهم تدهور الأحوال في العراق على تلك الصورة، في دفع عضُد الدولة إلى التفكير جديًّا بِالسيطرة على عاصمة الخلافة والإطاحة بابن عمِّه بختيار. لكن ذلك لم يكن سوى الحُجَّة التي يتلطَّى بها عضُد الدولة لِتحقيق حلمه، فقد كان يطمح بِالسيطرة على بغداد، مُنذُ أن ثبَّت دعائم حُكمه في فارس، مدفوعًا بِطُمُوحٍ شخصيٍّ لِلزعامة والسيطرة. ونظرًا لأهميَّة بغداد السياسيَّة كونها عاصمة الخلافة ومركز الثقل الأساسي لِديار الإسلام، وأيضًا مركز المدنيَّة والثقافة ومُلتقى العُلماء والأُدباء. ولا بُدَّ أنَّ عضُد الدولة كان يُدرك أنَّهُ مهما علا شأن فارس وقوي مركزها لا يُمكن أن تبلغ شأن بغداد. وفي سنة 363هـ المُوافقة لِسنة 973م، سنحت الفُرصة لِعضُد الدولة كي يُحقق طُمُوحه، عند وُقُوع الخلاف بين بختيار وقائد جيشه سبكتكين التُّركي، وتطوَّر الأمر إلى حربٍ بينهما خُصوصًا وبين الترك والديالمة عُمومًا، وإلى فتنةٍ طائفيَّةٍ بين أهل السُنَّة والشيعة من أهل بغداد، وحوصرت دار بختيار ثُمَّ اقتحمها الأتراك وأحرقوها. فما كان من بخيتار إلَّا أن أرسل يستنجد بِعمِّه رُكن الدولة وابن عمِّه عضُد الدولة وإلى أبي تغلب الحمداني وعمران بن شاهين. وفيما أجابه هذا الأخير رافضًا، وابن حمدان مُناورًا، أدرك رُكن الدولة الخطر المُحدق بابن أخيه، وبأنَّ الأمر يتطلَّب رجالًا ومالًا كثيرًا، فعهد إلى ابنه عضُد الدولة بِالمُهمَّة، وأرسل من قِبله وزيره أبو الفتح بن العميد. وكان عضُد الدولة قد عمد إلى إقناع أبيه بِعدم الخُرُوج بِنفسه لِنجدة بختيار والاعتماد عليه في ذلك، لِينفرد في الأمر. كما تعمَّد عضُد الدولة المُماطلة والإبطاء في المسير لنجدة ابن عمِّه على أمل أن تستحكم الفتن ببغداد ويزداد بختيار ضعفًا على ضعف ويزول أمره، فيسير عندئذٍ ويُدبِّر أمر تلك البلاد ويضُمَّها إلى ممالكه.
ومات سبكتكين أثناء حصاره بختيار، وخلفه أبو منصور الفتكين الذي شدَّد من حصاره على الأمير البُويهي فأوصل حالته إلى غاية السوء. عندها لم يجد عضُد الدولة بُدًّا من المسير إلى بغداد، فخرج من فارس بجيشٍ عظيم، والتقى بِجيش أبي الفتح بن العميد في الأهواز. وكان واضحًا من ضخامة الجيش والآلات التي اصطحبها معهُ عضُد الدولة أنَّها ليست معدَّات وجيش من يُريد أن ينصر ابن عمِّه ثُمَّ يعود إلى فارس، بل من يُريد أن يُقيم في العراق ويستولي عليه. وتمَّ لِعضُد الدولة هزيمة الأتراك في جُمادى الأولى 364هـ المُوافقة لِسنة 964م، ودخل بغداد، وهرب التُّرك وقائدهم إلى الشَّام. وسارع عضُد الدولة إلى تحريض جُند بختيار وحضَّهم على التخلِّي عنه، فكان له ما أراد، عندها أقدم على اعتقال بختيار وأخويه واستولى على بغداد.
لكن الأُمُور لم تستتب لِعضُد الدولة، فسُرعان ما أعلن المرزبان بن بختيار تمرُّده في البصرة، كذلك الوزير ابن بقيَّة في واسط. كما اصطدم عضُد الدولة بِمُعارضةٍ شديدةٍ وحاسمةٍ من قبل والده رُكن الدولة الذي هدَّد بالمسير بِنفسه لِلإفراج عن أولاد أخيه وإعادة العراق لِبختيار، وترافق كُل ذلك مع تكاثر الأعداء عليه حين علموا بِخلافه مع أبيه، كذلك نفاذ الأموال بين يديه وانقطاع موارد مُقاطعاته عنه. كُل ذلك دفع بِعضُد الدولة إلى التراجع، فأفرج عن بختيار وأخويه، وعاد إلى فارس في شهر شوَّال سنة 364هـ المُوافقة لِسنة 974م. وخلال هذه الفترة القصيرة التي أمضاها عضُد الدولة في بغداد، كان وزيره أبو القاسم المُطهر بن عبد الله قد سار على رأس جيشٍ إلى عُمان فأعاد إخضاعها. وعندما اضطربت عليه كرمان، حيثُ عمد خُصُومه فيها إلى استغلال انشغاله بالعراق لِيثوروا عليه، أسرع ووجَّه إليهم وزيره المُطهر بعد أن عاد من عُمان، وقضى على التمرُّد، فعادت كرمان لِطاعة عضُد الدولة. وبعد وُصُوله إلى فارس، عائدًا من بغداد، كان هم عضُد الدولة مُصالحة أبيه رُكن الدولة وإزالة الوحشة القائمة بينهما إثر قضيَّة بختيار. وكان يسعى من وراء ذلك إلى إعادة تقوية نُفُوذه وهيبته التي تزعزعت قليلًا بِسبب ذلك، وأيضًا ضمان خلافة أبيه في مُلكه. وتمَّ لهُ ذلك، والتقى بِأبيه في أصفهان وتصالحا. وبِحُضُور ولديه الآخرين: فخر الدولة علي ومُؤيِّد الدولة بُويه، ووُجُوه الأُمراء والقادة، أعلن رُكن الدولة تولية عضُد الدولة ولاية عهده وخلافته على ممالكه، وأن أخويه خُلفاؤه في الأعمال التي قرَّرها لهم، أي همذان ودينور لِفخر الدولة، وأصفهان وأعمالها لِمُؤيِّد الدولة. وأقرَّ الأخوان لأخيهما عضُد الدولة بِالرئاسة، وكان ذلك سنة 365هـ المُوافقة لِسنة 975م.

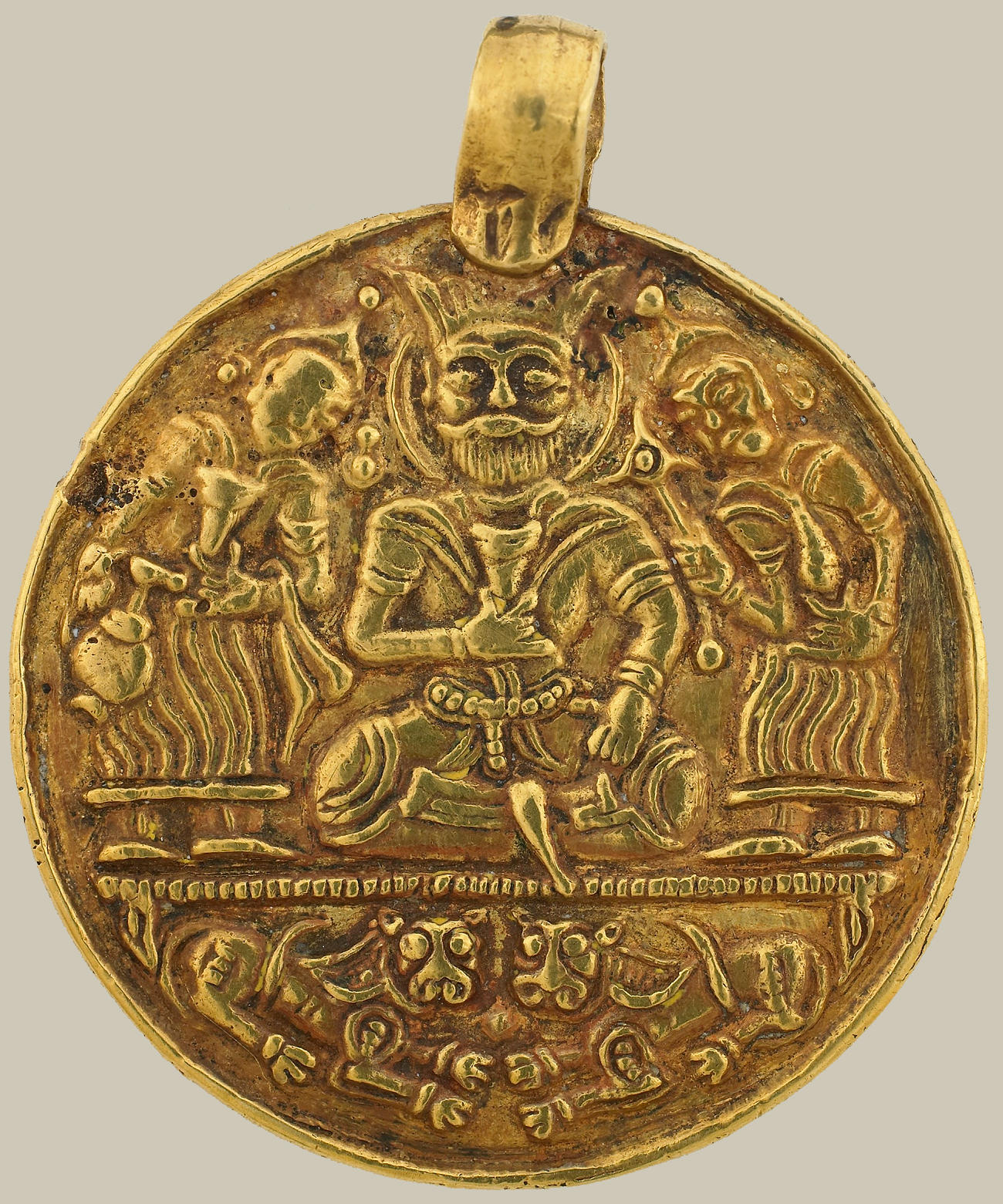
ميداليَّةٌ ذهبيَّة تعود للعصر العبَّاسي يظهر عليها نقشٌ لِعضُد الدولة وعلى جانبيه خادمان وأسفل تخته أسدان. محفوظة في متحف سميثسونيان للفنون الأمريكية.

وفي السنة التالية تُوفي رُكن الدولة، فبات عضُد الدولة عميدُ بني بُويه، وامتدَّت سُلطته لِتشمل فارس وكرمان وعُمان والجبال وخوزستان. ومن جديد باتت الفُرصة مؤاتية أمامه لانتزاع بغداد ومُلك العراق. فقد كان عضُد الدولة قد أخذ على نفسه عهدًا أمام أبيه يوم ولَّاه خلافته، أن لا يتعرَّض لِبختيار ما دام الأخير لا يتعرَّض له ويكف عن مُناهضته. لكنَّ بختيار سُرعان ما أقدم على قطع الخطبة ببغداد وجميع منابر العراق عن اسم عضُد الدولة، وزعم أنَّ الرياسة لهُ بعد رُكن الدولة. كما نجح بِمُساعدة وزيره ابن بقيَّة في استمالة أصحاب الأطراف أمثال حسنويه الكُردي، وأبي تغلب الحمداني، وعمران بن شاهين. كذلك تمكنا من تحريض فخر الدولة ضدَّ أخيه عضُد الدولة وضمِّه إلى جانبهما. لم يعد أمام عضُد الدولة أيُّ سببٍ يحول دون تحرُّكه لِتحقيق حُلمه الكبير. فسار في نفس هذه السنة (366هـ = 976م) من فارس قاصدًا بغداد، فيما انحدر بختيار إلى الأهواز لِمُلاقاته هُناك. وجاءت نتيجة المعركة هزيمةً كبيرةً لِبختيار تراجع على إثرها إلى واسط، وأرسل عضُد الدولة جيشًا كبيرًا إلى البصرة فملكها. عندها لم يجد بختيار بُدًّا من الصُلح فراسل عضُد الدولة في ذلك، لكنَّهُ عاد ونقض ما اتُفق عليه. فتقدَّم عضُد الدولة إثر ذلك نحو بغداد، وكان ذلك في سنة 367هـ المُوافقة لِسنة 977م، وخيَّر بختيار بين الدُخُول في طاعته أو أن يسير عن العراق إلى أيِّ جهةٍ أراد. فدخل بختيار في الطاعة على أن يسير إلى الشَّام.
ودخل عضُد الدولة بغداد وخُطب لهُ بها، ولم يكن قبل ذلك يُخطب لأحدٍ في بغداد. لكنَّ بختيار عاد ونقض تعهُّداته فبدلًا من أن يتوجَّه إلى الشَّام كما هو مُقرَّر، سار نحو الموصل وتحالف مع أبي تغلب الحمداني واتفقا على مُحاربة عضُد الدولة والعودة إلى بغداد. وعندما علم عضُد الدولة بِذلك، لم يترك لهم الفُرصة، وأسرع نحوهما وهزمهما في 18 شوَّال 367هـ المُوافق 28 أيَّار (مايو) 978م، وأسر بختيار وأمر بقتله، وبِذلك استقرَّ لهُ الأمر في العراق. وهكذا بات عضُد الدولة الحاكم الفعلي لِلدولة العبَّاسيَّة دون مُنازعٍ أو شريك. ونجح في توحيد القسم الأساسي من ممالك الخِلافة تحت سُلطةٍ واحدةٍ هي سُلطته. وقد تطلَّب ذلك إخضاع كُل الأطراف المحليَّة التي كبُرت ونمت وقويت نتيجة التفكُّك وحالة الانهيار التي عاشتها الخلافة.

#### القضاء على الإمارة الحمدانيَّة في الموصل
بعد أن قضى عضُد الدولة على ابن عمِّه بختيار وقتله، قرَّر القضاء على حليفه أبي تغلب الحمداني، والمعروف أنَّ سياسته العامَّة تجاه الحمدانيين سارت على المُخطِّط البُويهي الذي رسمه مُعز الدولة وهو القضاء على هؤلاء وانتزاع الجزيرة الفُراتيَّة منهم. وما إن تقدَّم نحو الموصل حتَّى غادرها أبو تغلب جريًا على عادة الحمدانيين المُتَّبعة، وأخلاها من المُؤن والمال والكتبة ورؤساء الدواوين، ممَّا يُفيد بِعجزه عن المُقاومة، فدخلها عضُد الدولة، وكان قد احتاط عندما وقف على ما يفعله الحمدانيُّون إذا ما انسحبوا من الموصل، فحمل معهُ الميرة والعلوفة والأزواد، كما اصطحب معهُ عددًا من رجال الموصل القاطنين في بغداد وتكريت وسائر الأطراف، فعيَّنهم في المناصب الإداريَّة، ورفض العرض الذي قدَّمه أبو تغلب بعقد الصُلح، وحتَّى يقطع عليه كُل أمل بالعودة أجابه: «هَذِهِ الْبِلَادُ أَحَبُّ إِلَيَّ مِنَ الْعِرَاقِ».
وأرسل عضُد الدولة فرقه العسكريَّة لِمُطاردة أبي تغلب، فتعقَّبه من مدينةٍ إلى أُخرى، من نُصيبين إلى ميَّافارقين إلى أرضروم إلى الحسنيَّة من أعمال الجزيرة، ولحق أخيرًا ببلاد الروم، فاجتمع بِالقائد الروميّ «بارداس»، ويبدو أنَّهُ التمس مُساعدته، غير أنَّ هذا القائد كان مُنهمكًا في حرب بعض الخارجين على الإمبراطوريَّة البيزنطيَّة، فلم يتمكَّن من تقديم المُساعدة، فغادر أبو تغلب عندئذٍ الأراضي الروميَّة إلى آمد. واستولت القُوَّات البُويهيَّة على ديار بكر وديار ربيعة، ففتَّ ذلك في عضُد أبي تغلب، ومال إلى الصُلح، فأرسل إلى عضُد الدولة يستعطفه، فاشترط عليه القُدُوم إليه، فرفض أبو تغلب خشيةً على حياته. ووسَّعت القُوَّات البُويهيَّة في غُضُون ذلك رقعة انتشارها حين تقدَّمت إلى ديار مضر، وكان سعد الدولة الحمداني أميرُ حلب قد أعلن ولاءه لِعضُد الدولة مُنذُ انهيار بختيار. وتعبيرًا عن المودَّة والرضى لم يأخذ عضُد الدولة سوى الرِّقَّة وأعمالها، وترك باقي الإقليم لِسعد الدولة بِوصفه تابعًا له، فنشر قُوَّاته في رُبُوعها. ومع نهاية سنة 368هـ المُوافقة لِمُنتصف سنة 979م، كان عضُد الدولة قد استولى على كامل إقليم الجزيرة الفُراتيَّة، وعاد إلى بغداد في جوّ الانتصار، فاستقبله الخليفة الطائع لله في قطربل، بين بغداد وعُكبرا.

#### إخضاع الدُويلات الإسلاميَّة المُجاورة

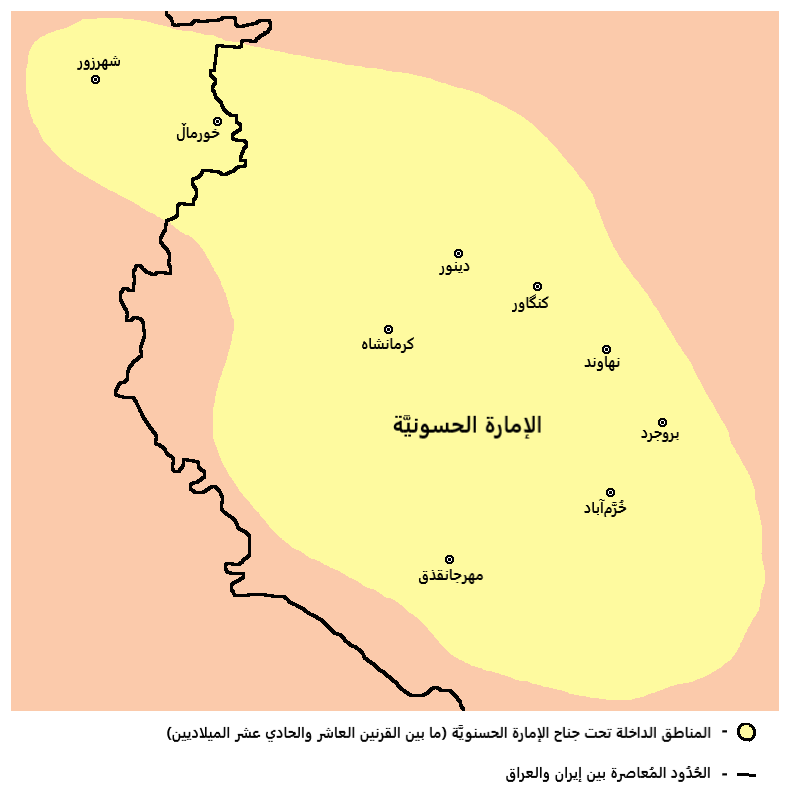
خريطة تُصوِّر الحُدُود التقريبيَّة لِلإمارة الحسنويَّة التي قضى عليها عضُد الدولة.

بعث عضُد الدولة في هذه السنة نفسها (368هـ = 979م) بِجيشٍ لإخضاع بني شيبان وحُلفائهم أكراد شهرزور، وكانوا يُعيثون فسادًا في البلاد من سلب ونهب ويُغيرون على قوافل التُجَّار والحجيج وعلى المزارع والمُدن، ولم يُفلح بِإخضاعهم أحدٌ من قبل، ونجحت قُوَّات عضُد الدولة بِإنزال هزيمة قاسية ببني شيبان قُتل فيها الكثير ونُهبت أموالهم وأُسر منهم ثمانمائة رجُل. وبذلك زالت تعدِّياتهم عن أعمال بغداد والسَّواد، واستتبَّ الأمن.
وكان حسنويه الكُردي، مع جماعاتٍ أُخرى من الأكراد، قد سيطروا على أطراف نواحي دينور وهمذان ونهاوند والصامغان وبعض أطراف أذربيجان نحو خمسين سنة. وسبق لحسنويه أن لعب دورًا كبيرًا في تحريض فخر الدولة وحثِّه على الخُرُوج عن طاعة أخيه عضُد الدولة. كما شجَّع بختيار على مُقاتلة ابن عمِّه كما أُسلف. وكانت سياسته تقوم على تفريق وتشتيت كلمة البُويهيين لِيعجزوا عن إخضاعه ويتم أمره في مناطقه. لكنَّ حسنويه تُوفي سنة 369هـ المُوافقة لِسنة 979م، فاختلف أبناؤه من بعده. فانحاز بعضهم إلى فخر الدولة وقسمٌ إلى عضُد الدولة، وكان من بين هؤلاء بختيار بن حسنويه الذي كان مستوليًا على قلعة سرماج وهي قلعة أبيه وفيها أمواله وذخائره، فكاتب عضُد الدولة ورغب في طاعته ثُمَّ بدَّل رأيه. ووجد عضُد الدولة الفُرصة مُناسبة لِلتحرُّك نحو بلاد الجبال لِضبط أعمالها مُعتقدًا أنَّ وفاة حسنويه ستُزيل الخلاف بينه وبين أخيه العاق فخر الدولة. لكنَّ هذا الأخير أصرَّ على الاستمرار في الخلاف. فتابع عضُد الدولة تقدُّمه، وما أن اقتربت جُيُوشه من همذان، حتَّى استأمن إليه قادة فخر الدولة ووزيره ورجال حسنويه، فانحلَّ أمر فخر الدولة وترك همذان التي دخلتها جُيُوش عضُد الدولة، وهرب إلى الديلمان ثُمَّ إلى جرجان مُلتجئًا عند قابوس بن وشمكير. ومَلَك عضُد الدولة ما كان بيد فخر الدولة: همذان والرَّي وما بينهما، وسلَّمهما إلى أخيه مُؤيِّد الدولة وجعله خليفته ونائبه في تلك البلاد. ثُمَّ قصدت جُيُوش عضُد الدولة بلاد حسنويه الكُردي: نهاوند ودينور ثُمَّ قلعة سرماج، واعتقل بختيار بن حسنويه وأخذ أموال القلعة وما فيها من ذخائر، كما استولى على قلاعٍ أُخرى لِأولاد حسنويه، وقبض عليهم، وأحسن إلى واحدٍ منهم واصطنعه، هو بدر بن حسنويه وخلع عليه وولَّاه رعاية الأكراد وقوَّاه بِالرجال، فضبط تلك النواحي واستقام أمرها.
وهكذا تمَّ لِعضُد الدولة ترسيخ مُلكه، وثبَّت الأمن والاستقرار بعد أن افتقدتهما البلاد فترة طويلة، وأخضع كُل المُتمردين والدُويلات الصغيرة التي كانت قد ظهرت ففي الجبال والعراق في ظل البُويهيين ومن قبلهم، وأنشأ «إمبراطوريَّةً قاربت في اتساعها ما كان لِهٰرون الرشيد»، كما يقول المُؤرِّخ اللُّبناني فيليپ حتِّي، وتزوَّج ابنة الخليفة الطائع لله، وزوَّج الخليفة من ابنته وهو يأمل بذلك أن تؤول الخلافة إلى أحد ذُريَّته.

#### اتصال الروم والفاطميين بِعضُد الدولة

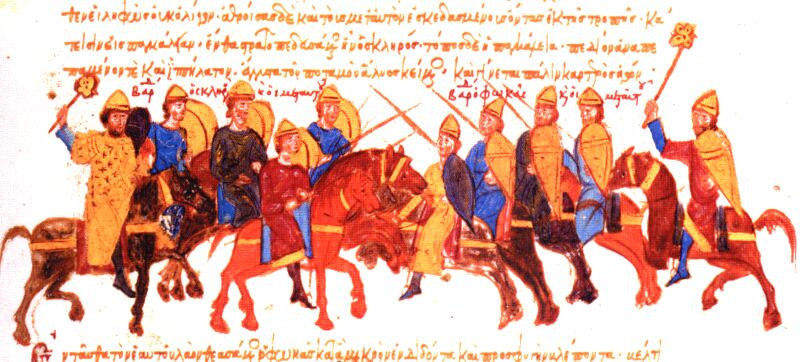
مُنمنمة روميَّة من مجموعة «مخطوطات مدريد»
تُصوِّر اقتتال جيش سقلاروس مع جيش الإمبراطوريَّة بِقيادة «بارداس فوقاس».

قال مسكويه أنَّهُ في سنة 369هـ المُوافقة لِسنة 979م، وبعد أن فرُغ عضُد الدولة من العدُوَّين الكبيرين: بختيار وأبي تغلب، وملك ديارهما ورجالهما، كان يتطلَّع إلى مصر خاصَّةً، وإلى بلاد الروم، إلَّا أنَّهُ قرَّر مُتابعة استئصال مُعارضيه الصغار. وليس هُناك أيَّة معلومات - عدا إشارة مسكويه - حول جديَّة طُمُوح عضُد الدولة بِغزو مصر أو بلاد الروم. والظاهر أنَّ تعظام قُوَّته في تلك الفترة أخافت الجانبين، وأدخلته طرفًا غير مُباشر في الصراعات الداخليَّة الدائرة في الإمبراطوريَّة البيزنطيَّة.
ففي سنة 369هـ المُوافقة لِسنة 979م، التجأ أحد المُتنازعين على العرش البيزنطي، وهو «بارداس سقلاروس» (باليونانية: Βάρδας Σκληρός) المعروف في المصادر الإسلاميَّة بِـ«ورد»، إلى ديار بكر وأرسل مبعوثًا إلى عضُد الدولة طالبًا المُساعدة والنجدة باذلًا من نفسه الطاعة والمُعاهدة. لكن الإمبراطوران القائمان على العرش حينذاك: باسيل الثاني وقُسطنطين الثامن، ما أن علما بِذلك، حتَّى أسرعا وبعثا بِرسولٍ إلى بلاط عضُد الدولة لِنقض ما شرع فيه خصمهما سقلاروس. واجتمع هذان الرسولان على بُساط عضُد الدولة، يتنافسان في التقرُّب إليه ويبذُلان الكثير له. ويقول مسكويه: «وَذَلِكَ مَا لَم يَكُن مِثْلُه قَطّ وَهُوَ مِن مَآثِرَ عَضُد الدَّوْلَة». لكنَّ الأمير البُويهي مال إلى ترجيح كفَّة الإمبراطورين، وتخلَّى عن سقلاروس واعتقله مع عائلته وجماعة من أصحابه، وسجنهم بميَّافارقين.
كذلك، فقد حدث أنَّهُ وفي هذه السنة نفسها (369هـ = 979م) وصل إلى بغداد رسولٌ من قِبل الخليفة الفاطمي العزيز بالله لِيُقابل عضُد الدولة. فمن المعروف أنَّ العراق كان محط أنظار الفاطميين وبِخاصَّةٍ بعد دُخُول البُويهيين إليه واستئثارهم بِالنُفُوذ. وقد تأثَّر البُويهيُّون إلى حدٍ كبير بِالدعاية الفاطميَّة، وآثروا الخُلفاء الفاطميين على العبَّاسيين من ناحية المذهب، رُغم حرصهم على التَّمسُّك بِنُفُوذهم السياسي بعيدًا عن السيطرة الفاطميَّة. وسمح البُويهيُّون لِدُعاة الفاطميين بِنشر مذهبهم الإسماعيلي في العراق وغيرها من البلاد التي كانت خاضعة لِنُفُوذهم، لكن يُحتمل أنَّهُ بِحُلُول عهد العزيز بالله ازداد قلق الفاطميين من الإشاعات التي تتحدث عن رغبة عضُد الدولة في غزو مصر، ويُحتمل أيضًا أنَّهُ كان لِغارات الروم المُتكرِّرة على الأراضي المُجاورة لِحُدُود كُلٍّ من الدولتين، العبَّاسيَّة والفاطميَّة، أثرٌ كبيرٌ في حمل الطرفين على التقارب والتعاون على إيقاف هذا العدُوِّ المُشترك، ويتبيَّن ذلك من كتاب العزيز بالله إلى عضُد الدولة، وجاء فيه:
| « | …فإنَّ رسولك وصل إلىٰ حضرة أمير المُؤمنين، مع الرسول المُنفذ إليك، فأدَّىٰ مَا تحملهُ من إخلاصك في ولاء أمير المُؤمنين ومودَّتك، ومعرفتك بحقِّ إمامته، ومحبَّتك لآبائه الطائعين الهادين المهديّين. فسُرَّ أميرْ المؤمنين بما سمعهُ عنك، ووافق ما كان يتوسَّمه فيك وأنَّك لا تعدل عن الحقّ… وقد علمت ما جرىٰ على ثُغُور المُسلمين من المُشركين، وخراب الشَّام وضعف أهله، وغلاء الأسعار. ولولا ذلك لتوجَّه أمير المُؤمنين بنفسه إلىٰ الثُغُور، وسوف يقدم إلىٰ الحيرة، وكتابه يقدم عليك عن قريب، فتأهَّب إلىٰ الجهاد في سبيل الله. | » |

وردَّ عضُد الدولة على كتاب العزيز بالله الذي أقرَّ فيه انتماءه لآل البيت، وخاطبه بِـ«الحضرة الشريفة»، وأنَّهُ في طاعته. وكان هذا التصرُّف غريبًا، إذ يتفق بعض المُؤرخين أنَّ عضُد الدولة لم يكن يعترف بِالنسب الشريف لِلفاطميين، ومن هؤلاء ابن ظافر الأزدي، وابن تغري بردي، الذي ناقض قول مسكويه، ورجَّح أنَّ عضُد الدولة لم يعترف بهذا إلَّا لِعجزه عن مُقاومة الفاطميين بحال قرَّروا غزو العراق وإسقاط الخلافة العبَّاسيَّة، فيقول: «وَأَنَا أَتَعَجَّب مِن كَون عَضُد الدَّوْلَة كَانَ إِلَيهِ أَمرُ الخَلِيفَة العَبَّاسِي وَنَهيِه، وَيَقَعُ فِي مِثلِ هَذا لِخُلَفَاءِ مِصرَ، وَقَد عَلِمَ كُلُّ أَحَدٍ مَا كَانَ بَيْنَ بَنِي العَبَّاس وَخُلَفَاء مِصرَ مِن الشََنَآن. وَمَا أَظُنُّ عَضُد الدَّولَة كَتَبَ لَهُ ذَلِكَ إلَّا عَجزًا عَن مُقَاوَمَتِهِ، فَإنَّهُ قَرَأ كِتَابَهُ فِي حَضرَة الخَلِيفَة الطَّائِع، وَأَجَابَ بِذَلِكَ أَيضًا بِعِلمِه، فَهَذَا مِنَ العَجَب». ويُرجِّح المُؤرِّخ اللُبناني مُحمَّد سُهيل طقُّوش أنَّ استقبال عضُد الدولة لِرسول العزيز بالله وردِّه على الأخير بالشكل المذكور، إنَّما كان مُتعمَّدًا من عضُد الدولة الذي توزَّعت ولاءاته بين العبَّاسيين والفاطميين لِلحفاظ على سيادته، إذ كان - كما أسلافه - يُفضِّل أن يحكم العراق في ظلِّ خلافةٍ عبَّاسيَّةٍ ضعيفة، على حُكمٍ فاطميٍّ قوي، كما أنَّهُ أراد إظهار استقوائه على الفاطميين إذا ما حاولوا السيطرة على العراق والحُلُول محل العبَّاسيين، فتزول بِذلك سيادته. يُضيف طقُّوش أنَّ من الأدلَّة على ذلك أنَّهُ عندما حاول الفاطميُّون تثبيت أقدامهم في الشَّام تمهيدًا لِلتمدُّد نحو العراق تصادمت مصالحهم مع مصالح البُويهيين، فتبدَّلت العلاقة بين عضُد الدولة والعزيز بالله، بل إنَّ الأوَّل راح يُجهِّز قُوَّاته لِغزو مصر وردِّها إلى حضن الدولة العبَّاسيَّة. يُؤكِّد ذلك ما قاله البغدادي من أنَّ عضُد الدولة كان يتأهَّب لِقصد مصر، وكتب على أعلامه بالسَّواد: «بسم الله الرحمٰن الرحيم، الحمدُ لله ربِّ العالمين، وصلَّى الله على مُحمَّدٍ خاتم النبيين والطائع لله أمير المُؤمنين، ﴿ٱدۡخُلُواْ مِصۡرَ إِن شَاۤءَ ٱللَّهُ ءَامِنِينَ﴾»، وقال قصيدة أوَّلها:
ويقول ابن ظافر أنَّ عضُد الدولة أنفذ رسولًا إلى العزيز بالله يتهدَّده بِالمسير إليه ويُطالبه بِإثبات ادَّعائه بكونه وأسلافه ينتسبون لآل البيت «فاقشعرَّت نفس العزيز منه». ولم يكتفِ عضُد الدولة بِذلك، بل استدعى إليه جميع أشراف العراق المُؤكَّد نسبهم، من بغداد والبصرة والكوفة، وسألهم عن نسب الفاطميين، فأنكروه جميعهم وامتنعوا من تصحيحه. ورجعوا إلى النُسخة القديمة لِشجرة أنساب الطالبيين المحفوظة ببغداد، المُحتوية على كُلِّ نسبٍ قديمٍ من أُصُول أنسابهم، فلم يجدوا فيها ذكرًا لِلجد الذي ينتسبون إليه من بعد مُحمَّد بن إسماعيل بن جعفر الصادق. ما أن بلغت مسامع الخليفة الفاطمي هذه الأخبار حتَّى عظُم عليه الأمر، فاجتمع بوزيره الداهية يعقوب بن كلس، وعملوا نسخة نسب مُتَّصل بِمُحمَّد بن إسماعيل، وأشاعوا الأمر وانتصبوا لِلمُناظرة، ثُمَّ أرسلوا رُسُلًا صحبة رسول عضُد الدولة بِذلك، فلمَّا وصل الرسول إلى طرابُلس الشَّام قُتل، فكاتبوا رُسلهم بالعودة. ويقول ابن ظافر أنَّ غايتهم من وراء ذلك كانت إشاعة نسبهم عند العوام في البلاد، وأنَّهُ قد ظهر وأرسلوا لمن يدفعه، وإنما لم يصل إلى العراق لِموت الرسول، لا لأنَّهُ ليس بصحيح. وفي جميع الأحوال، فإنَّ عضُد الدولة ظلَّ حتَّى وفاته يُثيرُ مخاوف الفاطميين ويُقلق مضجعهم.

### الصراع على فارس والعراق

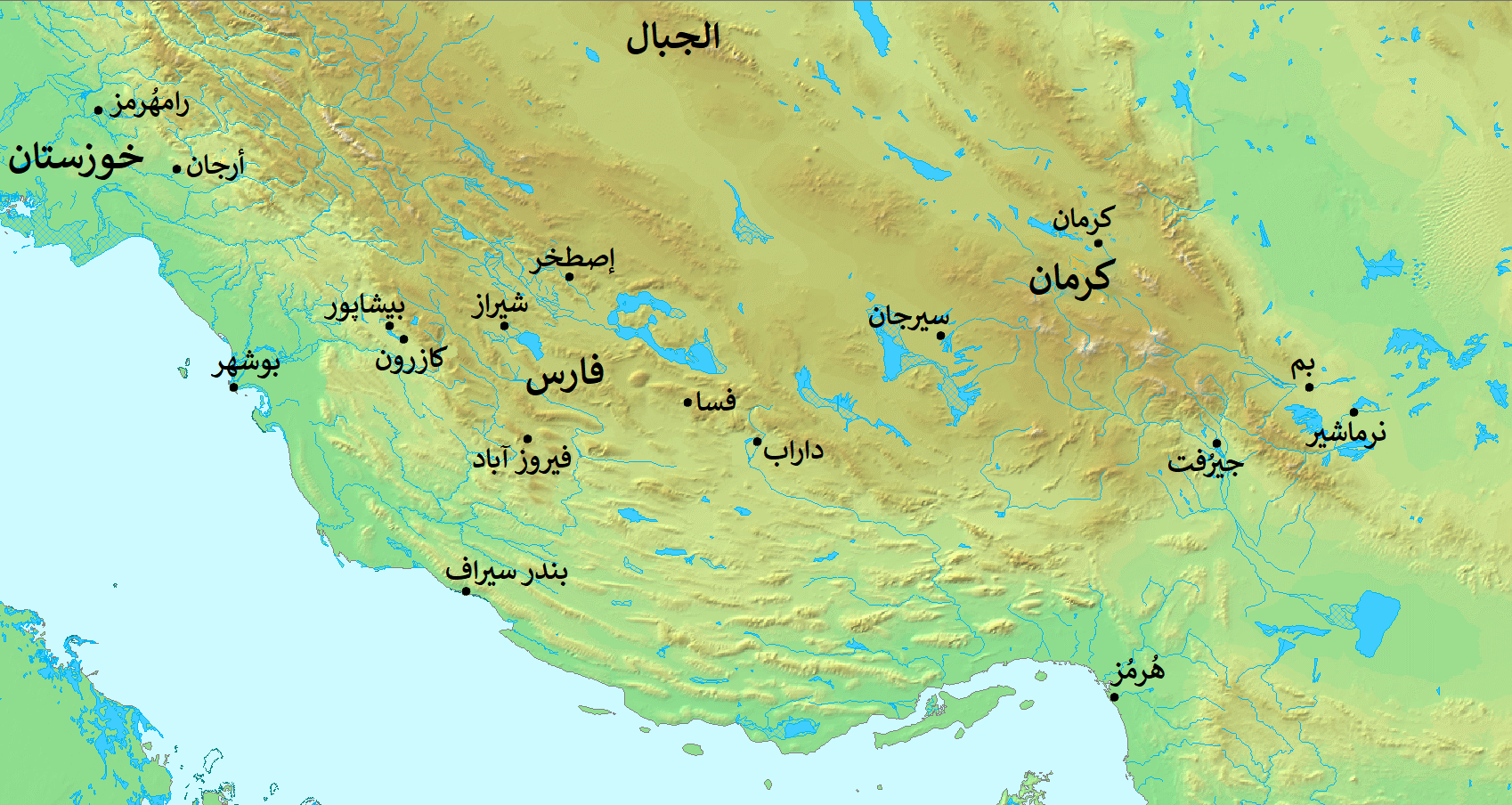
خريطة تُصوِّر بلاد فارس ومُحيطها خلال القرنين التاسع والعاشر الميلاديين.

لم يُكتب لِعضُد الدولة استكمال مشروعاته، إذ كان الأجل لهُ بالمرصاد، فتُوفي في 8 شوَّال 372هـ المُوافق 26 آذار (مارس) 983م، بعد أن أعاد لِلدولة العبَّاسيَّة الكثير من عزِّها وقُوَّتها ونُفُوذها السابق في الداخل والخارج، وأعاد لبغداد مكانتها كعاصمةٍ للخِلافة، فأعاد تعميرها وعمل مصالح عامَّة كثيرة كالبيمارستانات والسُّدود، بعد أن عمَّ الخراب البلاد نتيجة الفتن المُتتالية التي سبقت تولِّيه أمرها. كما عرفت فارس خلال حُكمه أزهى عُصُورها إن لِجهة حالة الاستقرار والأمن الداخلي، أو لتطوُّر أوضاعها الاقتصاديَّة والاجتماعيَّة والعُمرانيَّة. وعند وفاة عضُد الدولة، كان ابنه الأكبر أبو الفوارس شيردل في كرمان، فأجمع القادة والأُمراء على ولده الثاني أبي كاليجار المرزُبان الذي لقَّبه الخليفة الطائع بِـ«صمصام الدولة».
كان أوَّل ما فعله الأمير الجديد تأمين سيطرته على فارس، فأقطعها أخويه أبي الحُسين أحمد وأبي طاهرٍ فيروزشاه وأمرهما بِالإسراع في المسير مخافة أن تقع المُقاطعة في أيدي أخيهما الأكبر أبي الفوارس شيردل. وكان الأخير قد خرج فعلًا من كرمان وسار مُسرعًا باتجاه فارس لِيملكها، خاصَّةً وأنَّهُ كان يعتبر نفسه أحق بِخلافة أبيه من أخيه. وهكذا ابتدأت مرحلة ما بعد عضُد الدولة بِالصراع بين خُلفائه على بلاد فارس، والكُل يُدرك أهميتها إن من جهة موقعها أو لِجهة غناها الاقتصادي، وكأنهم كانوا يُدركون أنَّ من يملكه ستكون لهُ الغلبة على العراق ودار الخلافة. ونجح أبو الفوارس في استباق أخويه إلى فارس وملكها. عندها لم يجدا، وكانا قد وصلا إلى أرَّجان، بدًا من الانسحاب، فعادا إلى الأهواز، وملكها أبو الحُسين أحمد الذي تلقَّب بـ«تاج الدولة»، وأعلن العصيان على صمصام الدولة، ثُمَّ امتلك البصرة وولَّى عليها أخاه أبا طاهر فيروزشاه ولقَّبه «ضياء الدولة».
باتت دولة عضُد الدولة إثر وفاته، مُوزَّعة بين أبنائه. ففيما احتفظ أخوه مُؤيِّد الدولة ببلاد الجبال وجرجان، باتت فارس وكرمان وعُمان بِأيدي أبي الفوارس الذي تلقَّب بِـ«شرف الدولة»، والعراق وديار بكر مع صمصام الدولة، والبصرة والأهواز مع تاج الدولة. وكان لا بُدَّ أن تُؤدي حالة التفكُّك والصراعات هذه إلى عودة الاضطراب في أحوال المملكة، فعادت بغداد لِتشهد موجات الغلاء في الأسعار، بعد أن انقطعت عنها موارد باقي الأقاليم، وعادت جماعات الغزو والسلب والأُمراء المحليين بِالظُّهُور من جديد مُستفيدين من تفكُّك السُّلطة المركزيَّة والصراعات الدائرة بين الأُمراء البُويهيين.
استتبَّ الأمر لِشرف الدولة في فارس، وأصلح أمر البلاد، وأطلق عددًا من القادة والأشراف كان عضُد الدولة قد اعتقلهم. وكان هدفه الاستيلاء على العراق وانتزاعه من يد أخيه صمصام الدولة. وفي بادئ الأمر وافق على التحالف مع عمِّه مُؤيِّد الدولة الذي كان يطمح بدوره يطمح في خلافة أخيه عضُد الدولة، لكن وفاة مُؤيِّد الدولة في شعبان 373هـ المُوافقة لِسنة 983م، حالت دون إتمام المشروع. وإثر وفاته، اختار كبار رجال دولته وعلى رأسهم وزيره الصَّاحب بن عبَّاد، أخاه فخر الدولة خليفةً له، فاستعاد مُلكه السابق ومُلك أخيه. وفي هذه الفترة عادت الاضطرابات لِتظهر في مناطق سُلطة صمصام الدولة وفخر الدولة، أي العراق والجبال. فاضطرب أمر البطيحة نتيجة خلافات أبناء عمران بن شاهين، وخرج باد الكُردي في ديار بكر واستولى على أكثر تلك البلاد، وهزم جيش صمصام الدولة ثُمَّ استولى على الموصل، قبل أن يهزمه البُويهيُّون مُجددًا. كذلك خرج أحد زُعماء الأكراد البرزيكانيَّة، وهو مُحمَّد بن غانم، على فخر الدولة بناحية كوردر من أعمال قُم، وهزم البُويهيين مرَّتين قبل أن يتمكنوا منه ويقتلوه. أمَّا في بغداد فقد عادت حالة التفكُّك والخلافات إلى داخل الجيش كما كانت عليه الحال قبل عهد عضُد الدولة. ففي سنة 373هـ المُوافقة لِسنة 983م، شغب التُّرك بِدار الخلافة وخرجوا مُتوجهين إلى شيراز بعد أن كانت طائفةٌ منهم قد سارت قبلهم ولحقت بِفارس. كما عاود القرامطة تحرُّكهم مُستغلِّين وفاة عضُد الدولة، واقتربوا من بغداد، فصولحوا على مالٍ أخذوه وعادوا. وزادت الأسعار في هذه السنة زيادةً مُفرطة، ولحق الناس مجاعة عظيمة، فضجُّوا وكسروا منابر الجوامع، ومنعوا الصلاة في عدَّة جُمع، ومات خلقٌ من الضُعفاء جوعًا على الطُرُق. وينقل أبو حيَّان التوحيدي عن لسان أبي سُليمان المنطقي في مدحه لوزير صمصام الدولة، ابن سعدان، صورة قاتمة عن الأحوال العامَّة في بغداد والعراق. فيصف اضطراب الأحوال، وكثرة الفتن، وسوء أعمال الحاشية واختلال أمر المملكة. يقول أبو حيَّان في الإمتاع والمُؤانسة واصفًا حال الوزير:
| « | كيف لا يكون ما تقلَّده ثقيلًا، وما تصدَّىٰ لهُ عظيمًا، وما يُباشرهُ بلسانه وقلمه صعبًا، والأولياء أعداء، والأعداء جُهَّال، والحضّ عليه من ورائه شديد، ونصيحه غاشّ، وثقته مُريب، والشّغب مُتَّصل، وطلب المال لا آخر له، والمُصطنع مُستزيد، والمحروم ساخط، والمال مُمزَّق، والتجديف من الطالب واقع، والتحكّم بالإدلال دائم، والاستقالة من الكبير والصغير زائدة، والكلام ليس ينفع، والتدبُّر ليس يُقمع، والوعظ هباء منثور، والأصل مقطوع مبتور، والسرُّ مكشوف، والعلانيَّة فاضحة، وقد ركب كُلٌّ هواه، وليس لأحد فكّر في عقباه، واختلط المُبرم بالسّحيل، وضاق على السَّالك كُلَّ سبيل، ومنابع الفساد ومنابت التخليط كُلُّها من الحاشية التي لا تعرف نظام الدولة ولا استقامة المملكة؟ وإنَّما سؤلها تعجيل حظّ وإن كان نزرًا، واستلاب درهم وإن كان زيفًا، ولعمري ليس يكون الكدر إلَّا بعد الصَّفو، كما لا يكون الصَّفو إلّا بعد الكدر، هكذا الليلُ والنَّهار، والنور والظَّلام، هذا يخلف هذا، وهذا يتلو هذا. | » |

بالإضافة إلى ذلك، فإنَّ تخوُّف صمصام الدولة من أخيه شرف الدولة ورغبته في الوقت نفسه بِانتزاع فارس من يديه لِأسبابٍ اقتصاديَّة وسياسيَّة، يظهر بأنَّهُ دفعهُ إلى التحالف مع عمِّه فخر الدولة في سنة 374هـ المُوافقة لِسنة 984م، بِواسطة وزيريهما ابن سعدان والصَّاحب بن عبَّاد، كما يعتقد المُؤرِّخ والتربوي اللُبناني حسن منيمنة، الذي يقول أيضًا أنَّ انقلاب موقف الصَّاحب بن عبَّاد وتأييده لِلتحالف مع صمصام الدولة بدلًا من الاستمرار في التحالف مع شرف الدولة كما كان عليه الحال أيَّام مُؤيِّد الدولة، لا يُمكن تفسيره سوى احتمال أن يكون ابن عبَّاد وفخر الدولة قد فضَّلا التحالف مع الأضعف لضمان طاعته وخُضُوعه لِعميد بني بُويه، أي فخر الدولة، وأيضًا لِلحُصُول على دعم الخليفة المعنوي عن طريق صمصام الدولة أمير العراق. ومن جهته، سارع شرف الدولة إلى البحث عن حُلفاء، والظاهر أنَّهُ تباحث بِالموضوع مع القرامطة، فقد بعث في السنة ذاتها سالِفة الذِّكر، بِرسولٍ إليهم، دون ذكرٍ لِلمُهمَّة التي ذهب بها. ويُحتمل أنَّ هذه المُحاولة لم تُؤدِّ إلى نتيجةٍ في بادئ الأمر، إذ كان للقرامطة نائبٌ في بغداد يُدعى أبا بكر بن شاهويه، يجري مجرى الوُزراء، وكان هو وراء إخراج عُمان في هذه السنة من تحت يد شرف الدولة وأقام الخطبة فيها لِصمصام الدولة، لكنَّ الأمر لم يطل إذ سُرعان ما بعث شرف الدولة بِجيشٍ إلى عُمان واستعادها. لكنَّ الأُمُور تبدَّلت في السنة التالية، إذ حمل القرامطة على الكوفة واحتلُّوها، وخطبوا فيها لِشرف الدولة مُحتجين بِاعتقال صمصام الدولة لِصاحبهم ابن شاهويه، وعندما لم تنجح المُفاوضات لِإخراجهم منها، سيَّر لهم صمصام الدولة جيشًا فهزمهم واستعاد الكوفة منهم.
ولم تنتظم أُمُور صمصام الدولة في العراق، بل كانت تسير من سيّئٍ إلى أسوأ، فكُلَّما أنهى تمرُّدًا داخليًّا أو حركة عصيانٍ عسكريّ، كان عليه أن يُواجه آخر. هذا عدا الاضطرابات الاجتماعيَّة والاقتصاديَّة. وممَّا زاد الأمر سوءًا صراعات رجال دولته خاصَّةً على منصب الوزارة، وتدخُّل والدته في أُمُور الدولة حتَّى باتت طرفًا في تلك الصراعات. استغلَّ شرف الدولة هذه الأحداث لِلتحرُّك نحو بغداد وانتزاعها من يد أخيه. فسار في سنة 375هـ المُوافقة لِسنة 985م باتجاه الأهواز وانتزعها من يد أخيه تاج الدولة. ثُمَّ بعث بِجيشٍ إلى البصرة وأخذها من يد أخيه الآخر ضياء الدولة واعتقله. وعندما بلغت هذه الأنباء صمصام الدولة أُسقط في يده، فأسرع وراسل شرف الدولة في الصُلح، واستقرَّ الأمر على أن يُخطب لِشرف الدولة في العراق قبل صمصام الدولة ويكون هذا الأخير نائبًا عنه ويُطلق سراح فيروز بن عضُد الدولة، الذي كان مُعتقلًا نتيجة ضُلُوعه بإحدى المؤامرات. وأسفر تهافت صمصام الدولة على الصُلح إلى تبيان عجزه، فأدرك الكثير من الجُند والقادة والعُمَّال أنَّ الغلبة لِشرف الدولة، فأسرعوا بِنقل ولائهم إليه وكاتبوه بالطَّاعة، وسار بعضهم إليه من كُلِّ بلدٍ من أعمال العراق، من واسط والنهروان والكوفة، ووافاه الديالمة والأتراك فوجًا بعد فوج وفريقٍ إثر فريق. فلمَّا رأى شرف الدولة هذا، عاد عن الصُلح، وعزم على قصد بغداد من جديد والاستيلاء عليها.

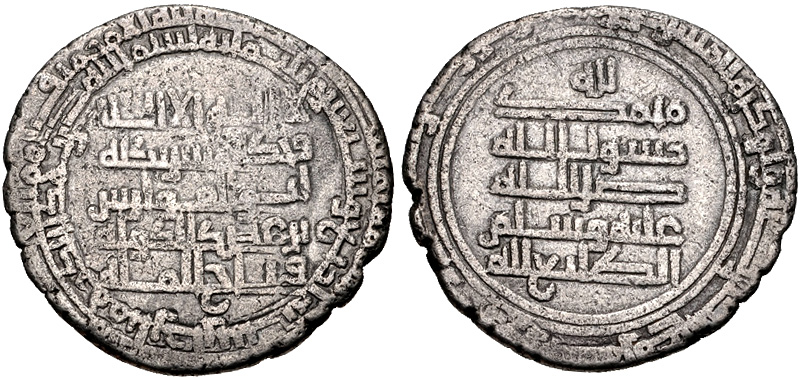
درهمٌ فضيٌّ ضُرب في أرَّجان خلال عهد شرف الدولة، قُرابة سنة 374هـ.

وفي سنة 376هـ المُوافقة لِسنة 986م، سار شرف الدولة إلى العراق على رأس جيشٍ كبير. وما أن شاع خبر زحفه، حتَّى ثار الجُند الديالمة وشغبوا على صمصام الدولة وأحاطوا بداره، ونادى بعضهم بِشعار شرف الدولة. وثار العامَّة وهاجموا سجن شُرطة بغداد وأطلقوا من فيه، وتتابع تدفُّق العُمَّال والأولياء والحواشي والنُظَّار إلى شرف الدولة مُعلنين انضمامهم إليه. ولم يجد صمصام الدولة أمام كُلِّ هذا، سوى أن يُحاول من جديد مُصالحة أخيه، فأرسل إليه وسيطًا هو أخوه الأصغر فيروز الذي كان مُعتقلًا عنده، لكنَّ شرف الدولة لم يستجب لِدعوة الصُّلح، فلم يبقَ أمام صمصام الدولة سوى القتال أو الاستسلام. وفي حين أشار عليه قادته بِبعض الخطط التي قد تُنقذ مُلكه من الإنهيار، فضَّل هو الاستسلام، وسار مع بعض حاشيته إلى شرف الدولة الذي كان قد أصبح قاب قوسين أو أدنى من بغداد، واستسلم إليه، فاعتقله وتابع طريقه إلى بغداد ومَلَكها. استهلَّ شرف الدولة حُكمه لِلعراق بِإصلاح أحوال البلاد والعباد، فردَّ على الناس أملاكهم، وأصلح بين الأتراك والديالمة، وأقرَّ الناس على مراتبهم، ورفع أمر المُصادرات وقطع أسبابها، ومنع الناس من السعايات ولم يقبلها، وأمر بنقل الغلال من فارس في البحر، وجدَّ في حملها من كُلِّ بلد، لِحل أزمة ارتفاع أسعار المواد الغذائيَّة لِقلَّتها.
لم يستمر الأمر طويلًا لِشرف الدولة في بغداد، فتُوفي في مُستهل جُمادى الآخرة 379هـ بعد أن أمضى في حُكم العراق سنتين وثمانية أشهر، وفي حُكم فارس سبع سنوات، فحُمل إلى الروضة الحيدريَّة بالنجف ودُفن بها. وكان شرف الدولة أثناء مرضه الذي أودى به، قد أمر بِسمل صمصام الدولة، بناءً على إلحاح أحد رجاله تخوُّفًا مما يُمكن أن يُقدم عليه صمصام الدولة مُستقبلًا. كذلك أمر شرف الدولة ابنه أبا علي بِالتوجُّه إلى فارس لِلنيابة عنه بها. وعندما اشتدَّ عليه المرض، ألحَّ عليه قادته بِاستخلاف أخيه أبي نصر فيروز فيهم لئلَّا تضطرب الأحوال، فوافق على ذلك، ثُمَّ قُبض بعدها بِقليل. وبوفاة شرف الدولة، تولَّى أبو نصر حُكم العراق، وتبادل مع الخليفة الطائع لله المواثيق، وخلع عليه الخليفة الخِلَع السُّلطانيَّة، ولقَّبه «بهاء الدولة وضياء الملَّة». وفي هذه الأثناء بلغت أنباء وفاة شرف الدولة ابنه أبا علي وكان في البصرة مُتوجهًا إلى فارس، فأسرع الخُطى واجتمع إليه من بها من الجُند التُّرك، وساروا نحو شيراز فاستولوا عليها ثُمَّ استولوا على فسا. لكنَّ صمصام الدولة الذي تمكَّن مع أخيه أبي طاهر من الهرب من مُعتقلهما بِمُساعدة العلاء بن الحسن، الوزير السابق لِشرف الدولة، سُرعان ما نجح في جمع أعداد من الديالمة وتمكَّنوا من الاستيلاء على شيراز وتمركزوا فيها، فيما بقي أبو علي بن شرف الدولة في أرَّجان.
وكالعادة، بدأ كُلُّ أميرٍ بُويهيّ بِالاستعداد لِلتخلُّص من مُنافسيه، وتمكَّن بهاء الدولة من التخلُّص بِسُهُولةٍ من أبي علي بن شرف الدولة، الذي كان يعتبر نفسه صاحب الحق الأوَّل في خلافة أبيه على مُلكه. فاستدعاه بهاء الدولة واعدًا إيَّاه بِالمُساعدة في وجه صمصام الدولة، وعندما التقيا في واسط قبض عليه وقتله سنة 380هـ المُوافقة لِسنة 990م، ثُمَّ أخذ بِالاستعداد لِغزو فارس وإخراج صمصام الدولة عنها. وهكذا عاد الصراع على فارس ليشق صف بني بُويه، لكنَّ بهاء الدولة وصمصام الدولة عجزا عن حسم الأمر لِمصلحة أحدهما، فاضطُرَّا إلى إبرام الصُلح على أن يكون لِصمصام الدولة فارس وأرَّجان ولِبهاء الدولة خوزستان والعراق، وأن يكون لِكُلٍّ منهما إقطاعٌ في بلاد الآخر، وأن يُعيِّن كُلٌ منهما نائبًا له في مملكة الآخر. أمضى صمصام الدولة السنوات القليلة التالية وهو يعمل على تثبيت سُلطته بِفارس بعد أن هيمن القادة والوُزراء على أُمُور الدولة. أمَّا في العراق فكانت أحوال بهاء الدولة في غاية السوء، إذ بات الجيش يتدخَّل في كُلِّ شُؤون البلاد ويفرض على بهاء الدولة عزل الوُزراء أو تعيينهم، ولم يعد في خزائنه من الأموال سوى القليل، فعمد إلى خلع الخليفة الطائع لله طمعًا بأمواله، وأُقيم بدلًا منه أبو العبَّاس أحمد القادر بالله. ولم يكتفِ بهاء الدولة بذلك، بل صادر عُمَّال ووُلاة الخليفة المخلوع، واقترض أموالًا من صاحب البطيحة، وصار يبع المناصب. وقد زاد هذا الوضع المُتردِّي من رغبة بهاء الدولة في الاستيلاء على فارس، على أمل أن تُمكِّنه امكاناتها الاقتصاديَّة من سد العجز القائم في خزائنه.
أمام كُل ما سبق، سارع بهاء الدولة لِغزو فارس سنة 383هـ المُوافقة لِسنة 993م، بعد أن سهَّل له وزيره أبو نصر سابور بن أردشير الأمر بِحُجَّة اضطراب أحوال المُقاطعة بعد هرب قائد جيش صمصام الدولة فولاذ بن ماناذر إلى فخر الدولة في الرَّي، واعتقال وزيره العلاء بن الحسن. وما أن علم صمصام الدولة بزحف جيش بهاء الدولة حتَّى وجَّه له جيشًا هزمه وانتزع خوزستان منه، وشكَّل ذلك فاتحة سلسلة حُرُوبٍ بين الجانبين انتهت باصطلاحهما مُجددًا بعدما سيطر صمصام الدولة على البصرة في سنة 386هـ المُوافقة لِسنة 996م. وكان الفضل لما وصلت إليه أحوال صمصام الدولة لِوزيره العلاء بن الحسن، وخاصَّةً امتلاكه خوزستان وإبعاد بهاء الدولة عنها. وقد عُرف عن هذا الوزير حُسن تدبيره وإدارته، لكن يبدو أنَّهُ عمد إلى اتباع سياسةٍ أُخرى عندما أُعيد للوزارة مرَّةً أُخرى، تقوم على أطماع الجُند والإكثار من توزيع الإقطاعات وتبذير الأموال. ويذهب الروذراوري إلى القول بِأنَّ فعل العلاء كان لِلانتقام مما فعله به صمصام الدولة خلال اعتقاله ومقتل ابنته وبعض أصحابه، وكان يهدف أن يُؤدِّي ذلك إلى اضطراب أحوال صمصام الدولة ومُلكه، وهذا ما حصل.
وما أن مات العلاء بن الحسن سنة 387هـ المُوافقة لِسنة 997م، حتَّى بدأت أحوال فارس بِالاضطراب، فلم يعد صمصام الدولة قادر على ضبط جُنده الديالمة وتلبية طلباتهم الماليَّة الكبيرة، وقلَّت موارده عن ذلك، فأخذوا بِالشغب عليه واعتقلوا عامله بِفسا وقتلوه. وخرج صمصام الدولة بنفسه إليهم فلقوه بالغلظة ولقيهم بالرفق واشتدوا عليه، واستولوا على إقطاعات حاشيته، فعمد إلى إسقاط ألفٍ من الديالمة ممن لم يثبت نسبهم ومن الذين ألحقوا أنفسهم بهم لِلحُصُول على امتيازاتهم، وأخذ إقطاعاتهم، فنقموا عليه وساروا إلى ابنيّ بختيار (الذي قتله عضُد الدولة قبل عشرين سنة)، وكانا قد هربا من مُعتقلهما، فقوي أمرهما بِانضمام هؤلاء المُسقطين ومن لحق بهم من الأكراد أيضًا، وقرَّرا انتزاع فارس من صمصام الدولة. فاستوليا على أرَّجان، فخرج صمصام الدولة لِقتالهما ولم يكن معهُ سوى ثلاثمائة جُنديٍّ ديلميّ وحشدٌ من الأكراد، فنهبوا خزائنه وأمواله وكادوا يعتقلونه، فهرب والتجأ إلى قرية الدُّودمان قُرب شيراز، فعلم أبو نصر بن بختيار بِذلك، فبعث بِقُوَّةٍ إلى تلك القرية، فاعتقلوا صمصام الدولة وقتلوه في ذي الحجَّة سنة 388هـ المُوافقة لِسنة 998م.

### فارس عاصمة الدولة

خريطة تُصوِّر الدولة البُويهيَّة وما جاورها من دُول ودُويلات إسلاميَّة قُرابة سنة 1000م، خلال عهد بهاء الدولة.

عند مقتل صمصام الدولة وامتلاك ابنيّ بختيار فارس، كان بهاء الدولة يُواجه أبا علي الحسن بن أُستاذ هُرمُز في خوزستان، وكانت أحواله في غاية السوء. وسارع ابنا بختيار وكاتبا أبا علي المذكور ودعواه من جُنده لِتقديم الطاعة والاستمرار في مُحاربة بهاء الدولة. لكنَّ أبا علي تخوَّف من غدر أولاد بختيار خاصَّةً وأنَّهُ هو الذي أخضع حركة تمرُّدهم السابقة سنة 383هـ المُوافقة لِسنة 993م والتي أدَّت إلى مقتل اثنين من إخوتهما. فقرَّر الدُخُول في طاعة بهاء الدولة، فراسله وحصل منهُ على العُهُود ولِجُنُوده. عندها دخل بهاء الدولة الأهواز وملك كامل خوزستان، وبعث بِجيشٍ إلى شيراز بِقيادة وزيره أبي علي بن إسماعيل وهزم ابنيّ بختيار، واستولى عليها، فيما أركن ولدا بختيار إلى الفرار. ثُمَّ سيَّر بهاء الدولة جيشًا آخر إلى كرمان بِقيادة أبي جعفر أُستاذ هُرمُز، فملكها وأقام فيها نائبًا عن الأمير البُويهي، وكان ذلك سنة 389هـ المُوافقة لِسنة 998م.
باتت فارس مُنذُ هذا التاريخ في يد بهاء الدولة، الذي أصبح يملك إضافةً إليها كُلًا من خوزستان وكرمان وعُمان والعراق وضمان ديار بكر. وبِذلك عادت فارس لِترتبط من جديد بِالعراق في ظلِّ أميرٍ واحد، كما جرى الأمر أيَّام عضُد الدولة وشرف الدولة. لكن بِعكس هذين الأخيرين، فقد اختار بهاء الدولة فارس لِتكون مقرَّ إقامته بدلًا من العراق التي أرسل لها من ينوب فيها عنه، وباتت أُمُور الدولة العبَّاسيَّة تُدار من شيراز بدلًا من بغداد، وهذه عادة لم يجرِ مثلها من قبل. والرَّاجخ أنَّ وراء خُطوة بهاء الدولة هذه كان تخوُّفه من البقاء في بغداد، نتيجة تضطراب الأوضاع فيها، وعدم تمكُّنه من الإمساك بِأُمُورها. إذ باتت عاصمة الخلافة مركزًا لِاضطرابات من كُلِّ نوع: الفتن بين الشيعة وأهل السُنَّة، والديالمة والأتراك، وحركات العيَّارين والشُّطَّار، وتمرُّدات الجُند، وموجات الغلاء وسوء الأحوال الاقتصاديَّة، وقلَّة موارد العاصمة واختلال إدارات الدولة لِازدياد الصراعات الداخليَّة وتفشِّي الفساد...إلخ، وذلك بِعكس فارس التي ظلَّت، رُغم ما رافق أواخر عهد صمصام الدولة من بعض الاضطرابات، بعيدةً عن الفتن الدينيَّة والمُشكلات الاجتماعيَّة، ومُحافظةً على وضعها الاقتصادي المُزدهر.

### بداية التدهور
عمد بهاء الدولة بعد استقراره في شيراز، إلى اعتقال وزيره أبي علي بن إسماعيل ثُمَّ قتله سنة 394هـ المُوافقة لِسنة 1003م، بسبب ازدياد نُفُوذه، حتَّى قال قائلٌ لِبهاء الدولة: «زَيَّنَك الله يَا مَولَانَا فِي عَينِ المُوَفَّق»، ممَّا يعني أنَّ بهاء الدولة بات هو في حمى وزيره وليس العكس كما يُفترض. وأعاد بهاء الدولة ترتيب أُمُور مملكته، فاستبدل عُمَّاله على المُقاطعات، فولَّى أبا مُحمَّد بن مكرم عُمان، وأبا جعفر أُستاذ هُرمُز كرمان، وأبا علي بن أُستاذ هُرمُز خوزستان، وكانت قد فسدت أحوالها في عهد واليها السابق، فعمَّرها أبو علي وأحسن السيرة والعدل في أهلها. أمَّا في بغداد فقد استمرَّت الفتن، فشغب الجُند التُّرك على نائب بهاء الدولة، الوزير أبي نصر سابور، فهرب منهم ووقعت الفتنة بين الشيعة وأهل السُنَّة بعد أن تحزَّب الشيعة لِنائب الأمير البُويهي وأهل السُنَّة للأتراك، وكثُر القتل. وزادت أطماع الأُمراء المحليين في الاستيلاء على بغداد، بعد أن باتت فارس مقرَّ الأمير البُويهي. وفي سنة 392هـ المُوافقة لِسنة 1001م، وقعت فتنة بين العامَّة والنصارى، وخرج العيَّارون، ووقع الغلاء.
كان بهاء الدولة قد ولَّى أمر العراق لأبي جعفر الحجَّاج، لكنَّ الأُمُور لم تستتب له، فاستبدله بهاء الدولة بِأبي علي بن أُستاذ هُرمُز وبعث به نائبًا لهُ على العراق ولقَّبهُ «عميد الجُيُوش»، فسارع فور وُصُوله إلى إلغاء المُصادرات، وقتل عدد من العيَّارين والمُوظفين والكُتَّاب الفاسدين. وولَّى على الأعمال كُل من عُرف بِالاستقامة والأمانة، وأعاد تنظيم الإقطاعات، فهدأت الأحوال وسكنت الفتن في بغداد. وكان ممَّا فعله أيضًا عميد الجُيُوش منع الشيعة وأهل السُنَّة من إقامة الاحتفالات الدينيَّة التي كانت دائمًا سببًا لِلمُنازعات بينهما. لكنَّ كُل هذا الحزم وحُسن السياسة لم يكن كافيًا لِضبط الأوضاع تمامًا في ظل التدهور العام والصراعات الداخليَّة والضعف الاقتصادي.
استمرَّ بهاء الدولة مُقيمًا في فارس، تاركًا لِنائبه عميد الجُيُوش ولاية العراق، وبِوفاة هذا الأخير سنة 401هـ المُوافقة لِسنة 1010م، بعد قُرابة ثماني سنوات ونصف من ولايته لها، اختار بهاء الدولة فخر المُلك أبا غالب مكانه. لكنَّ بهاء الدولة لم يُعمِّر طويلًا بعد ذلك، إذ تُوفي في جُمادى الآخرة سنة 403هـ المُوافقة لِسنة 1012م بِأرَّجان بعد أن حكم أربعًا وعشرين سنة، أمضى منها أربعة عشر سنة في فارس، وخلفه ابنه أبو شُجاع فناخسرو المُلقَّب «سُلطان الدولة».

#### تغلغُل الدعوة الفاطميَّة
لم يدخِّر الفاطميُّون جُهدًا في سبيل نشر دعوتهم الإسماعيليَّة في العراق، ففي عهد بهاء الدولة، نجح الخليفة الفاطمي الحاكم بأمر الله في استمالة قرواش بن المُقلَّد، المُلقِّب بـ«مُعتمد الدولة»، وهو أمير بني عقيل، المُسيطر على الموصل، فخرج على طاعة الخليفة العبَّاسي القادر بالله في سنة 401هـ المُوافقة لِسنة 1010م، وقام بِنشر الدعوة الفاطميَّة في الموصل والأنبار والمدائن والكوفة، كما حذف اسم الخليفة العبَّاسي من الخطبة وأقامها لِلحاكم الفاطمي.
استاء الخليفة العبَّاسي من انتشار الدعوة الفاطميَّة في بعض مُدُن العراق، وخشي من تفاقُمها من خلال التأثير على بعض الشيعة في بغداد، ممَّا يُهدِّد دولته، فسارع إلى التصدِّي لها، وأرسل القاضي الإمام أبا بكر الباقلَّاني إلى بهاء الدولة لِيشرح لهُ مدى الخطر الذي يُهدِّد دولته من جانب الفاطميين، ويطلب منه العمل على مُناهضتهم. استجاب الأمير البُويهي لِطلب الخليفة وأرسل جيشًا إلى الموصل وأجبر قرواش بن المُقلَّد على وقف الخطبة للحاكم بأمر الله، وأعادها إلى الخليفة العبَّاسي. كما لجأ القادر إلى التشهير بسُمعة الفاطميين في ديار الإسلام، فعقد اجتماعًا في سنة 402هـ المُوافقة لِسنة 1012م، دعا إليه الفُقهاء والقُضاة وبعض زُعماء الشيعة، وعلى رأسهم الشريف المُرتضى وأخوه الرَّضيّ، وأصدر المُجتمعون محضرًا يتضمَّن الطعن بِنسب الفاطميين، وفي شرعيَّة إمامتهم، وأنَّهم ليسوا من آل البيت، وقُرئت نُسخٌ من هذا المحضر في بغداد.
كان لِصُدُور هذا المحضر وقعٌ سيّئٌ في القاهرة، بيد أنَّهُ لم يكن لهُ صدىً يُذكر، إذ لم يتوقَّف تيَّار الدعوة الفاطميَّة في العراق على الرُغم ممَّا بذله الخليفة القادر بالله من جُهُودٍ لِلقضاء على النُفُوذ الفاطمي في بلاد الدولة العبَّاسيَّة. فقد أُتيحت الفُرصة لِلدُعاة الإسماعيليين لِمُواصلة جُهُودهم في نشر الدعوة الفاطميَّة، وحقَّقوا نجاحًا في ذلك، مُستغلِّين تنافُس أُمراء بني بُويه على السُّلطة بُعيد وفاة بهاء الدولة وتولِّي سُلطان الدولة، كما أُسلف. أضف إلى ذلك أنَّ نُفُوذ الأتراك عاد وتصاعد ممَّا زاد الأوضاع الداخليَّة تأزُّمًا، فاستغلَّ الدُعاة الإسماعيليُّون هذه الأوضاع القلقة ونشطوا في بث دعوتهم، لِدرجة أنَّ الحاكم أرسل في سنة 403هـ المُوافقة لِسنة 1012م كتابًا إلى السُّلطان محمود بن سُبُكتكين صاحب غزنة، يدعوه إلى طاعته والإقرار بِإمامته، فاستقبل محمود الكتاب بالسُّخط والسُخرية، فخزقهُ وبصق في وسطه، وأرسله إلى الخليفة العبَّاسي لِيطَّلع عليه. وعلى الرُغم من أنَّ محضر الخليفة والأشراف لم يحمل توقيع أيٌّ من البُويهيين، إلَّا أنَّ أمرًا كهذا ما كان لِيتم إلَّا بِرضاهم. ويُرجَّح أنَّ البُويهيِّين كانوا راضين بهذا كونه لم يبقَ لهم - في مرحلة حُكمهم الأخيرة هذه - من سلاحٍ لِمُحاربة الفاطميين سوى سلاح الطعن بنسبهم وصحَّة خلافتهم، لا سيَّما بعدما توسَّع نُفُوذهم في الشَّام وخطب لهم بعض الأُمراء العرب والأكراد، وازداد أنصارهم داخل الدولة البُويهيَّة، وتعاطف الشيعة عامَّةً معهم.

#### عودة الصراع على فارس والعراق
تولَّى سُلطان الدولة إمارة فارس والعراق خلفًا لِأبيه بهاء الدولة كما أُسلف، وعيَّن أخاه جلال الدولة أبا طاهر حاكمًا على البصرة، وأخاه الآخر قوَّام الدولة أبا الفوارس على كرمان. وتبعًا لما بات قاعدة إثر وفاة كُلُّ أميرٍ بُويهيّ، فقد أخذ ورثة بهاء الدولة في الصراع وكُلٌّ منهم يرغب في الاستحواذ على حصَّة الآخر، خاصَّةً فارس. وبدأ الخُطوة الأولى أبو الفوارس قوَّام الدولة صاحب كرمان، إذ سُرعان ما استجاب لِدعوة جُنده من الديالمة لِغزو فارس بعد أن حسَّنوا له خيراتها وفوائدها، وضرورة انتزاعها من أخيه. وبِالفعل سار أبو الفوارس بِجيشه إلى فارس سنة 407هـ المُوافقة لِسنة 1016م وقصد شيراز ودخلها، لكنَّ سُلطان الدولة سُرعان ما أوقع به وهزمه وتبعه إلى كرمان وأخرجه منها. فالتجأ أبو الفوارس إلى السُّلطان الغزنوي محمود بن سُبُكتكين في خُراسان، الذي سيَّر معه جيشًا استعاد به كرمان وتابع تقدُّمه نحو فارس التي كان قد غادرها سُلطان الدولة إلى بغداد، فدخل أبو الفوارس شيراز، عندها عاد سُلطان الدولة إلى فارس وهزم أخاه مرَّةً أُخرى، الذي فرَّ عائدًا إلى كرمان سنة 408هـ المُوافقة لِسنة 1017م، فلحقته جُيُوش أمير فارس وأخذت كرمان منه، فالتجأ أبو الفوارس هذه المرَّة إلى شمس الدولة بن فخر الدولة صاحب همذان، ثُمَّ إلى مُهذِّب الدولة صاحب البطيحة، وبعد مُفاوضاتٍ طويلةٍ مع سُلطان الدولة وافق هذا الأخير سنة 409هـ المُوافقة لِسنة 1018م على إعادة كرمان لِأخيه مُقابل طاعته.
وكان سُلطان الدولة قد عاد وجعل مقر إمارته في بغداد سنة 408هـ المُوافقة لِسنة 1017م، رُغم ما كانت تعيشه عاصمة الخلافة من فتنٍ واضطرابات بين الأتراك والديالمة، وبين الشيعة وأهل السُنَّة، وعجز وزرائه عن ضبط الأُمُور. وبالإجمال فقد ظلَّ سُلطان الدولة ثابت القدم في مُلكه إلى سنة 411هـ المُوافقة لِسنة 1020م، عندما شغب عليه الجُند ومنعوه من الحركة، فقرَّر التوجُّه إلى واسط، فأجبروه على استخلاف أخيه أبي علي مُشرِّف الدولة على العراق، وتوجَّه سُلطان الدولة إلى الأهواز، لكنَّهُ عاد وحاول استعادة العراق، فهُزم هزيمةً قاسيةً أمام مُشرِّف الدولة الذي استولى على واسط أواخر سنة 411هـ، وفي بداية السنة التالية (412هـ = 1021م) أُقيمت الخُطبة لهُ في بغداد، وقُطعت خُطبة أخيه سُلطان الدولة، الذي توجَّه إلى الأهواز، لكنَّ الجُند الأتراك أجبروه على تركها وأقابوا خُطبة أخيه مُشرِّف الدولة، فسار إلى أرَّجان.
وكان ديالمة مُشرِّف الدولة قد طلبوا منه السماح لهم بِالعودة إلى أهلهم في خوزستان، فأذن لهم وأرسل معهم وزيره أبا غالب. فلمَّا وصلوا إلى الأهواز قتلوا الوزير وأعادوا الخُطبة لِسُلطان الدولة، الذي أرسل ابنه أبي كاليجار إلى الأهواز لتملُّكها. وبعد هذا المُسلسل الدَّامي من الأحداث، اتَّفق الأخوان على المُصالحة، فاصطلحا سنة 413هـ المُوافقة لِسنة 1022م على أن يكون لِمُشرِّف الدولة العراق، ولِسُلطان الدولة فارس وخوزستان. وقدم مُشرِّف الدولة سنة 414هـ المُوافقة لِسنة 1023م إلى بغداد ولقيه الخليفة القادر بالله، ولم يكن قد لقي أحدًا قبله.
تُوفي سُلطان الدولة سنة 415هـ المُوافقة لِسنة 1024م في شيراز، بعد أن حكم فارس اثنتي عشرة سنة، وكان ابنه أبو كاليجار المرزُبان في الأهواز فاستدعاه وزير أبيه لِيملك من بعده، لكنَّ أتراك سُلطان الدولة كانوا يميلون إلى عمِّه أبي الفوارس صاحب كرمان، فاستدعوه أيضًا لِيخلف أخاه. وقد أسرع بالاستجابة، فدخل فارس وملكها وقتل وزير أخيه، ابن مُكرم، فانضمَّ ابن الوزير إلى أبي كاليجار الذي استعاد فارس مُجبرًا عمِّه لِلعودة إلى كرمان. لكنَّ أبا الفوارس عاد في نفس السنة وسيطر على فارس، ثُمَّ اتفق الإثنان على أن تكون فارس وكرمان لِأبي الفوارس، وخوزستان لِأبي كاليجار. لكنَّ هذا الاتفاق لم يستمر طويلًا، فاستغلَّ أبو كاليجار نقمة أهل فارس على وزير أبي الفوارس وسوء أعماله حتَّى عاد إلى فارس وهزم عمِّه وملكها، فحاول أبو الفوارس العودة إليها لكنَّهُ هُزم مرَّة أُخرى فعاد إلى كرمان، فيما استقرَّ حُكم فارس لِأبي كاليجار، وذلك سنة 417هـ المُوافقة لِسنة 1026م.
أدَّت هذه الحُرُوب إلى خسارة أبي كاليجار لِمُلك العراق. ففي تلك الفترة، تُوفي مُشرِّف الدولة أمير العراق سنة 416هـ المُوافقة لِسنة 1025م، فاستُدعي أبو كاليجار لِخلافته، لكنَّ انشغاله في حرب عمِّه أبي الفوارس، وعدم حُضُوره إلى بغداد، أدَّى إلى فراغٍ في السُّلطة في عاصمة الخلافة، ممَّا زاد من تدهور أوضاعها، عندها استدعى الجُند عمِّه الآخر جلال الدولة أمير البصرة، فحضر واستلم حُكم العراق سنة 418هـ المُوافقة لِسنة 1027م. وفي هذه السنة نفسها، انتهت الحُرُوب بين أبي كاليجار وعمِّه أبي الفوارس لِلسيطرة على كرمان، بِاتفاقهما على أن تكون كرمان لِأبي الفوارس وفارس وخوزستان لِأبي كاليجار.
عرفت فارس طوال حُكم أبي كاليجار لها والذي امتدَّ لِسنة 440هـ المُوافقة لِسنة 1048م، الكثير من الاستقرار، فلم تكن موقع تقاتل بين المُتنافسين ولم تجرِ بداخلها حُرُوبٌ كتلك التي عرفتها بقيَّة المناطق. إلَّا أنَّها ظلَّت مركز الإمداد الرئيسي لِحُرُوب صاحبها أبي كاليجار مع أُمراء بني بُويه. فخلال هذه المرحلة، بلغ الصراع بين الأُمراء البُويهيين أوجه، كذلك بينهم وبين القوى المُحيطة بهم، وعلى رأسهم الغُزنويُّون والأتراك الغُزّ، وأيضًا الأُمراء المحليُّون كبني كاكويه...إلخ. ولم تمرّ سنة دون وُقُوع حربٍ أو أكثر بين هذه القوى بِالإضافة إلى الفتن المذهبيَّة والاجتماعيَّة وتمرُّدات الجُند. وبات الأمير البُويهي خاصَّةً في العراق أُلعُوبةً بِيد جُنده، وبلغت الخلافة العبَّاسيَّة أسوأ مراحلها، إذ رُغم حالة الضعف التي وصل إليها الأمير البُويهي، إلَّا أنَّهُ ظلَّ في الوقت نفسه يتصرَّف بالخليفة كما يشاء. ففي سنة 419هـ المُوافقة لِسنة 1028م، أي بعد سنةٍ من دُخُول جلال الدولة بغداد وامتلاكه العراق، كانت أحوال الخلافة العبَّاسيَّة قد آلت إلى مزيدٍ من التفتُّت والانقسام. فكانت فارس وخوزستان بِيد أبي كاليجار، وكرمان مع أبي الفوارس، أمَّا الجبال فلم يبقَ لِلبُويهيين منها سوى الرَّي بِيد مجد الدولة بن فخر الدولة، فيما همذان وأصفهان فكانتا في أيدي بني كاكويه، أخوال البُويهيين. وكان الأمر قد استتبَّ لِلغزنويين في خُراسان مُنذُ سنة 389هـ المُوافقة لِسنة 998م، وفي سجستان مُنذُ سنة 393هـ المُوافقة لِسنة 1002م، واستولى التُّرك على بلاد ما وراء النهر. أمَّا في الجزيرة الفُراتيَّة والشَّام فقد ثبَّت الأُمراء المحليُّون سُلطاتهم واستقلالهم عن الدولة المركزيَّة، وقامت الدولة المزياريَّة في الحيلة، والمروانيَّة في ميَّافارقين وآمد، والعُقيليَّة في الموصل، والمرداسيَّة في حلب.
أمَّا في بغداد فكانت الأُمُور تسير من سيّئٍ إلى أسوأ. فإثر دُخُول جلال الدولة لها، شغب جُنده الأتراك وطالبوا بالأموال، ونهبوا دار وزيره أبي سعد بن ماكولا ودُور الكُتَّاب والحاشية وحاصروه ومنعوا عنه الطعام والماء، فاضطُرَّ إلى بيع فرشه وثيابه لِيُفرِّق ثمنها فيهم حتَّى سكتوا. وتكرَّر الأمر عدَّة مرَّات، ووصل إلى أن قطعوا الخطبة له، واعتقاله وعزله وإخراجه عن بغداد ثُمَّ إعادته، والاعتداء عليه بِرميه بالآجُرّ. ورافق هذه الأحداث ازدياد موجات الغلاء، وخُرُوج العيَّارين، وانتشار قبائل الأعراب والأكراد في البلاد فنهبوا النواحي، وقطعوا الطُرُق وبلغوا إلى أطراف بغداد.
لم يعد الأمير البُويهي بِقادرٍ على وقف حالة التدهوُر هذه، خاصَّةً وأنَّ الحُرُوب الداخليَّة بين الأُمراء البُويهيين لم تتوقَّف طوال تلك الفترة. وانحصرت هذه الحُرُوب بشكلٍ خاص بين جلال الدولة وأبي كاليجار، خاصَّةً وأنَّ هذا الأخير استولى على كرمان وضمَّها إلى مُلكه إثر وفاة عمِّه أبي الفوارس سنة 419هـ المُوافقة لِسنة 1028م، وبات صاحب فارس وكرمان وخوزستان، وأخذ يتطلَّع لِمُلك العراق. وفي السنة ذاتها استولى أبو كاليجار على البصرة وانتزعها من أيدي ابن جلال الدولة. وفي سنة 420هـ المُوافقة لِسنة 1029م استولى على واسط، لكنَّهُ عاد وانهزم أمام جلال الدولة، وفي السنة التالية حاول جلال الدولة استعادة البصرة لكنَّهُ فشل، وتكرَّر الأمر سنة 424هـ المُوافقة لِسنة 1032م. وفي سنة 428هـ المُوافقة لِسنة 1036م كاد أبو كاليجار أن يملك بغداد، وذلك أنَّ حاجب حُجَّاب جلال الدولة «بَارَسْطُغَانَ» تحالف مع أبي كاليجار ضدَّ صاحبه، فأرسل أمير فارس جيشًا وانتزع واسط من الملك العزيز بن جلال الدولة، ونادى بارسطُغان بِشعار أبي كاليجار وأخرج جلال الدولة من بغداد، لكنَّ أبا كاليجار عاد إلى فارس فضعُف أمر بارسطُغان، وعاد جلال الدولة إلى بغداد وقتله. وبهذا صار أبو كاليجار أقوى أُمراء بني بُويه في تلك الفترة، فلم يعد جلال الدولة يُشكِّل أي خطر عليه، بل لم يقم بِأيَّة مُحاولة لِانتزاع فارس أو كرمان أو خوزستان منه، وصار في موقف المُدافع. لكنَّ الخطر الحقيقي الذي كُتب لهُ أن يقضي على دولة البُويهيين ويُزيل مُلكهم، كان قد ظهر في بلاد ما وراء النهر وبدأ يتقدَّم غربًا بِخُطىً وثيقة.

### سُقُوط الدولة البُويهيَّة

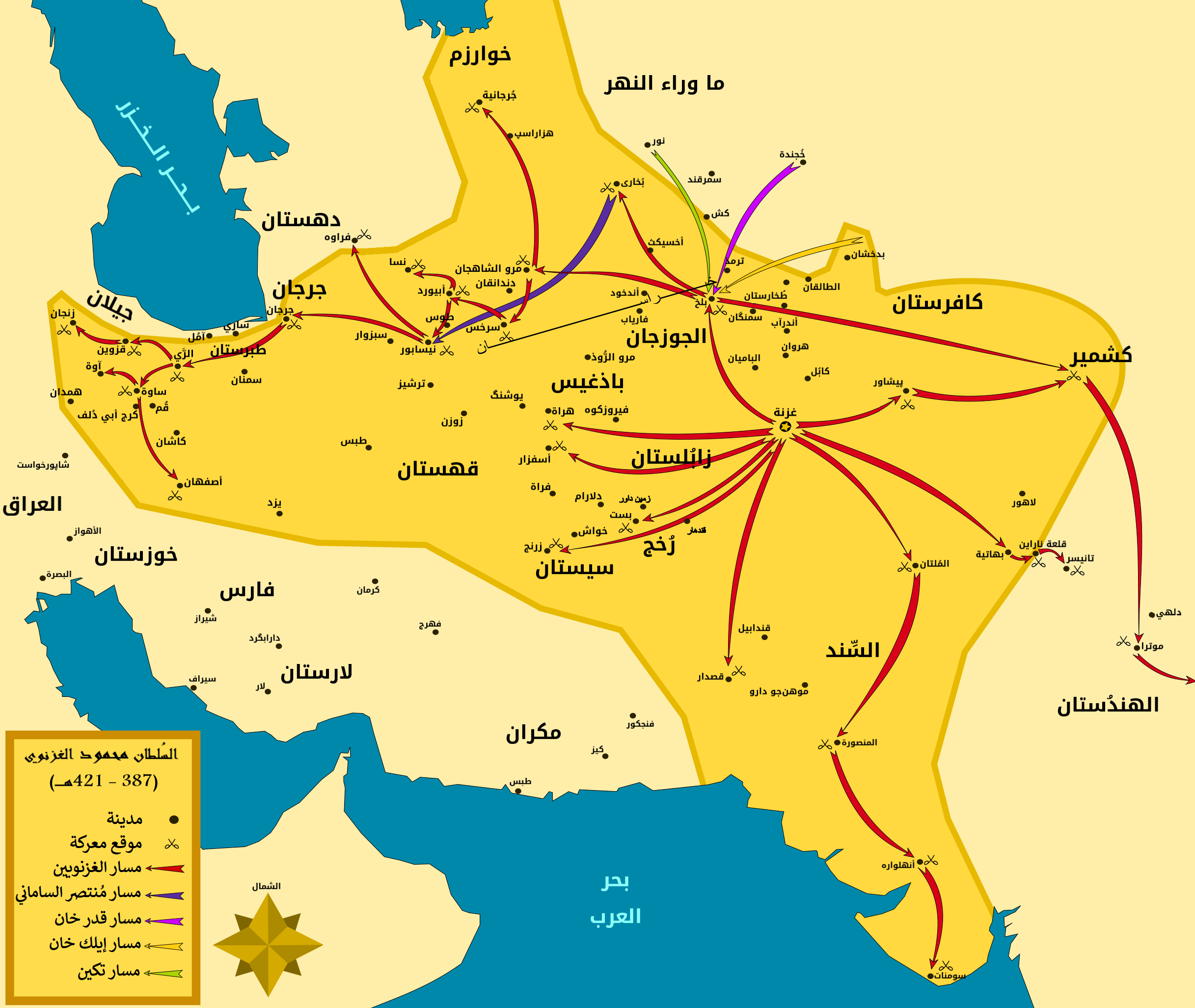
مسار حملات السُّلطان محمود بن سُبُكتكين وتوسُّع دولته الغزنويَّة على حساب جارتها البُويهيَّة.

كانت إمارة البُويهيين في الرَّي قد سقطت في أيدي السُّلطان محمود بن سُبُكتكين الغزنوي سنة 420هـ المُوافقة لِسنة 1029م، واعتُقل صاحبها مجد الدولة بن فخر الدولة. وتفصيل ذلك أنَّ مجد الدولة كان حاكمًا ضعيفًا مُتشاغلًا بالنساء ومُطالعة الكُتُب ونسخها، وكانت والدته تُدبِّر شُؤون إمارته، فلمَّا تُوفيت طمع جُنده فيه، واختلَّت أحواله، فاستنجد بالغزنويين، فاستجاب لهُ السُّلطان محمود وأرسل جيشًا بِقيادة حاجبه وأمره أن يقبض على الأمير البُويهي ما أن يلقاه، ففعل. ودخل السُّلطان مدينة الرَّي وفتك بمن فيها من الباطنيَّة الذين دعمهم الفاطميين، وأحرق كُتُبهم. واضطرَّ الزياريُّون بِزعامة «منوشهر بن قابوس بن وشمكير» إلى مُصالحته، كذلك فعل علاء الدولة بن كاكويه صاحب أصفهان. لكنَّ الغزنويين عادوا واستولوا على أصفهان وأخرجوا منها علاء الدولة، كما استولوا على مُعظم بلاد الجبال.
ولمَّا تُوفي السُّلطان محمود في ربيع الآخر 421هـ المُوافق لِنيسان (أبريل) 1030م، خلفه ابنه مُحمَّد، ثُمَّ مسعود. وفي سنة 422هـ المُوافقة لِسنة 1030م، حاول مسعودٌ هذا السيطرة على كرمان وانتزاعها من أبي كاليجار، وبعد أن نجح في ذلك وملك البلد، عاد وانهزم أمام «بهرام بن مافنه» وزير أبي كاليجار الذي أقام فترةً وجيزةً في كرمان إلى أن استتبَّت أُمُورها عاد بعدها إلى فارس. وكانت هذه أوَّل مُحاولة من الغزنويين بِالتعرُّض لِمُلك أبي كاليجار. ولم يكن الغزنويُّون وحدهم الذين أخذوا يتطلَّعون إلى امتلاك الممالك البُويهيَّة والقضاء على هذه الدولة، بل كانت هُناك قُوَّةٌ أُخرى صاعدة تتطلَّع بِدورها لِلقضاء على الاثنين معًا: الغزنويُّون والبُويهيُّون، وهذه القُوَّة الجديدة هي السلاجقة.ب[›]
بدأ السلاجقة بدايةً من سنة 429هـ المُوافقة لِسنة 1037م في تسديد ضرباتهم بِوجه الأطراف والقوى الأُخرى. ففي هذه السنة، نجح طُغرُل بك وأخواه جغري وإبراهيم ينال بامتلاك نيسابور وسرخس ومُعظم بلاد خُراسان، وجلس طُغرُل بك على عرش السُّلطان مسعود الغزنوي في نيسابور. لكنَّ مسعودًا عاد في السنة التالية مُحاولًا استعادة خُراسان، ولم يتم لهُ الأمر إلَّا سنة 431هـ المُوافقة لِسنة 1039م وبعد جُهدٍ كبير. وكانت أحوال مسعود قد أخذت بالتدهور، وقد أنهكته وكلَّفته كثيرًا حربه هذه مع السلاجقة الذين عادوا في أواخر سنة 431هـ المُوافقة لِسنة 1039م وانتصروا عليه. واستعاد طُغرُل بك وأخواه نيسابور وهراة وبلخ في بداية سنة 432هـ المُوافقة لِسنة 1040م. ومُنذُ هذا التاريخ بدأ السلاجقة يضعون حجر الأساس لِدولتهم القادمة، فيما أخذت الدولة الغزنويَّة تسيرُ نحو نهايتها بسبب الصراعات التي نشبت داخلها وعزل السُّلطان مسعود وقتله. أمَّا السلاجقة فتابعوا تقدُّمهم، فاستولى طُغرُل بك سنة 433هـ المُوافقة لِسنة 1041م على جرجان وطبرستان، وفي السنة التالية على خوارزم والرَّي وأخذ قلعة طبرك من مجد الدولة بن بُويه، ومَلَك همذان وأطاعه ملك الديلم والطرم، وقزوين وأصفهان، فيما بعث بِجيشٍ إلى سجستان وآخر إلى كرمان. لكنَّ مُحاولة انتزاع كرمان من أيدي البُويهيين لم تنجح آنذاك، إذ تمكَّن مُهذِّب الدولة وزير أبي كاليجار، من هزيمة الجيش السلجوقي.

الحُدُود التقريبيَّة لِلدولة السَلْجُوقيَّة خلال عهد طُغرُل بك، ومسار جُيُوشه لِضم البلاد المُختلفة التي تبعت سابقًا الدولتين الغزنويَّة والبُويهيَّة.

وفي سنة 435هـ المُوافقة لِسنة 1043م، تُوفي جلال الدولة البُويهي أمير العراق، بعد أن حكم ست عشرة سنة وأحد عشر شهرًا، فعاد العراق ليتوحَّد مع فارس تحت سُلطة أبي كاليجار الذي بات يملك إضافةً إليهما، خوزستان وكرمان ويُخطب لهُ بِعُمان وقسم من الجزيرة الفُراتيَّة وأحيانًا بِأصفهان وحلوان وهمذان وديار بكر. وكان الأُمراء العرب والأكراد الذين أقاموا دُويلاتٍ لهم في الجزيرة والشَّام ما انفكُّوا يتصارعون فيما بينهم طوال تلك الفترة، ودخل الروم والفاطميُّون طرفًا في تلك الصراعات وتحالف كُلٌّ منهما مع بعض الأُمراء ضدَّ الآخرين، فباتت طاعة أولئك الأُمراء مُوزَّعة بين البُويهيين والفاطميين والروم، على أنَّها كانت طاعة غير ثابتة تتبدَّل بين فترةٍ وأُخرى حسب المصالح والتحالُفات التي تفرضها الصراعات القائمة. لكنَّ الهم الأوَّل لِلأمير البُويهي أبي كاليجار، بات الوُقُوف بِوجه تقدُّم السلاجقة ومُواجهتهم. لِذلك، أمر في السنة ذاتها التي دخل فيها بغداد (436هـ = 1044م) ببناء سورٍ حول مدينة شيراز وأحكم بناءه، وبلغ مُحيط هذا السور ألف ذراع وعرضه ثمانية أذرُع، ولم ينتهِ من بنائه إلَّا سنة 440هـ المُوافقة لِسنة 1048م، وهي السنة التي تُوفي فيها.
تابع السلاجقة تقدُّمهم غربًا سنة 437هـ المُوافقة لِسنة 1045م، فكان ذلك بداية العد العكسي لحياة الدولة البُويهيَّة. ففي تلك الاسنة أمر طُغرُل بك أخاه إبراهيم ينال بالتوجُّه إلى الجبال وضمِّها إلى مُلك بني سلجوق، فأدَّى إبراهيم مُهمِّته على أكمل وجه، واستولى على همذان وفيها «كُرشاسف بن علاء الدولة بن كاكويه»، الذي فرَّ مُلتجئًا إلى الأكراد. كما استولى القائد السلجوقي على إمارة بني عناز الكُرديَّة في حلوان وقرمسين ودينور، وهرب زعيمها أبو الشَّوك إلى قلعة السيروان حيثُ تُوفي في السنة نفسها. أمَّا أبو كاليجار فقد أقلقه هذا التقدُّم السلجوقي وكان في خوزستان، لكنَّهُ لم يستطع أن يفعل شيئًا تجاهه. ولم يبقَ أمامه، بعد أن عجز عسكريًّا عن صدِّ تقدُّمهم، سوى إبرام صُلحٍ معهم، يُوقف تقدُّمهم مُؤقتًا، على أمل أن تُعطيه هذه الهدنة فُرصة لإعادة تنظيم أوضاعه. لِذلك أرسل إلى طُغرُل بك طالبًا الصُّلح، فأجابه إليه واصطلحا سنة 439هـ المُوافقة لِسنة 1047م، وبعث إلى أخيه إبراهيم ينال بِوقف تقدُّمه، وتزوَّج طُغرُل بك من ابنة أبي كاليجار، فيما تزوَّج ابن أبي كاليجار من بنت أخ طُغرُل.

#### خُضُوع البُويهيين لِلفاطميين
رُغم انعقاد المُصاهرة بين بني بُويه وبني سلجوق، فإنَّ ذلك لم يوقف أعمال السلاجقة وتقدُّمهم. ففي نفس تلك السنة استولى إبراهيم ينال على عددٍ من القلاع التي كانت بِأيدي بني كاكويه وبني عناز، ومن أبرزها: قلعة «كِنْكِوَرَ» والسيروان وسرماج، ووصلت الإشاعات إلى بغداد عن عزم إبراهيم ينال بِالتوجُّه إليها، فاضطربت المدينة. أمَّا أبو كاليجار فانهمك في إخضاع المُتمرِّدين على سُلطته، وتخوَّف من احتمال دعوة الخليفة لِلسلاجقة لِدُخُول بغداد ممَّا يُشكِّلُ تهديدًا لِسُلطته، فتقرَّب من الفاطميين لِيتخذهم وسيلةً ضدَّ الخليفة العبَّاسي والقائد السلجوقي.
كانت الدعوة الإسماعيليَّة آنذاك، قد صادفت تأييدًا عند ديالمة فارس على يد الدَّاعي المُؤيَّد في الدين هبة الله الشيرازي، الذي قام بِدورٍ بارزٍ في نشر الدعوة لِلخليفة الفاطمي المُستنصر بالله في فارس والعراق، وتمكَّن من استمالة أبي كاليجار إلى هذه الدعوة، وكان يجتمع به لِيُلقِّنه أُصُولها. استاء الخليفة العبَّاسي القائم بأمر الله من ازدياد نشاط الدَّاعي الفاطمي، ورأى في ذلك خطرًا يُهدِّد دولته ومذاهب أهل السُنَّة في فارس والعراق، فطلب من أبي كاليجار أن يقبض عليه ويُسلِّمه إيَّاه، وهدَّده بِالاستعانة بِالسلاجقة، وأنَّهُ سيدعوهم لِلاستيلاء على ما يحكمه من بلاد. لم يحفل أبو كاليجار، في بادئ الأمر، بِهذا التهديد، ثُمَّ حمله على محمل الجدِّ، فأرسل إلى الدَّاعي الفاطمي حذَّره فيها من عاقبة بقائه في شيراز، كما أرسل إليه وفدًا من كبار رجال دولته لِيُعبِّروا لهُ عن أسفه لِلصعاب التي ستُواجهه إذا رحل عن البلاد، وقدَّموا إليه كتاب الخليفة الذي تضمَّن التهديد بِالاستعانة بِطُغرُل بك والطَّعن في نسب الفاطميين. وهكذا اضطرَّ أبو كاليجار إلى الانصراف عن تأييد الدعوة الإسماعيليَّة، في حين استمرَّ الدَّاعي على ولائه لِلفاطميين رُغم تهديد الخليفة العبَّاسي.

#### الصراع الأخير بين البُويهيين
تُوفي أبي كاليجار سنة 440هـ المُوافقة لِسنة 1048م وهو في طريقه إلى كرمان لِإخضاع واليها «بهرام بن لَشْكَرِسْتَانَ الدَّيلمي»، بعد أن حكم فارس وخوزستان قُرابة خمس وعشرين سنة، وكرمان إحدى وعشرين سنة، والعراق أربع سنين وشهرين وأيَّامًا. وعند وفاة أبي كاليجار، كان بِرفقته ابنه أبو منصور فولادستون الذي أسرع بِالعودة إلى شيراز ومَلَكها، فيما امتلك ابنه الآخر المُقيم في بغداد أبو نصر خسرو فيروز العراق وخوزستان، وطلب من الخليفة العبَّاسي القائم بِأن يذكر اسمه في الخطبة، ويُلقِّه بـ«الملك الرحيم»، فاستجاب الخليفة إلى الشق الأوَّل من طلبه ورفض الشق الآخر لأنَّهُ لا يجوز أن يُلقَّب بِأخص صفات الله. لكنَّ أبا نصر تلقَّب بِالرحيم رُغم مُعارضة الخليفة. وفي السنة نفسها التي مَلَك بها الملك الرحيم بغداد، أرسل جيشًا إلى شيراز وانتزعها من أخيه فولادستون وقبض عليه وعلى والدته، لِتعود فارس أرضًا لِلصراع بين المُتنافسين من بني بُويه.
وفي السنة التالية (441هـ = 1049م)، توجَّه الملك الرحيم إلى فارس، وعندما اقترب من شيراز، وقع خلافٌ بين جُنده من الأتراك الشيرازيين والبغداديين قرَّر على أثره هؤلاء العودة إلى بغداد، ممَّا أجبر الرحيم لِلعودة معهم لِأنَّهُ لم يكن يثق بالأتراك الشيرازيين ولا بالديالمة، فعاد إلى الأهواز بعد أن استخلف على فارس أخويه أبا سعد وأبا طالب، الأمر الذي لم يُرضِ ديالمة فارس؛ فأعلنوا ولاءهم لِلأمير فولادستون، الذي كان قد تمكَّن من الهرب من مُعتقله والتجأ إلى قلعة إصطخر، فقوي أمره واستولى على بلاد فارس ثُمَّ سار إلى أرَّجان عازمًا على قصد الأهواز وامتلاكها أيضًا. والتقى العسكران قُرب الأهواز وانهزم الملك الرحيم مُنسحبًا إلى واسط. وبِدوره اضطرَّ فولادستون، بعد ذلك، لِلتخلِّي عن الأهواز والعودة إلى فارس بعد أن اضطرب عليه الجُند والتحق قسمٌ منهم بِأخيه الرحيم، وحرَّضوه على المسير إلى فارس وامتلاكها، فاستولى الرحيم على الأهواز، وبعث بِأخيه أبي سعد إلى فارس فاستولى على إصطخر وشيراز سنة 443هـ المُوافقة لِسنة 1051م. لكنَّ فولادستون عاد، بِمُساعدة السلاجقة، وتمكَّن من استعادة الأهواز من جديد.
وكان السلاجقة قد حاولوا مُنذُ سنة 442هـ المُوافقة لِسنة 1050م انتزاع فارس من أيدي البُويهيين، فغزوا في هذه السنة فسا والبيضاء ثُمَّ عادوا عنهما. وفي سنة 444هـ المُوافقة لِسنة 1052م وصل جُند طُغرُل بك إلى شيراز ونزلوا البيضاء واستولوا على بعض القلاع، لكنَّ الأمير أبا سعد نائب الملك الرحيم آنذاك، نجح في التغلُّب عليهم واستعادة ما أخذوه. ورُغم الهجمة السلجوقيَّة، فإنَّ الصراعات الداخليَّة بين البُويهيين لم تتوقَّف، بل على العكس من ذلك، فقد استعان بعضهم بِالسلاجقة ضدَّ البعض الآخر، كما فعل فولادستون لِلوُقُوف بِوجه أخيه الملك الرحيم. وكُل هذا ساعد في إضعاف الموقف البُويهي وأتاح لِلسلاجقة التقدُّم بِسُرعة والقضاء عليهم. وفي سنة 444هـ المُوافقة لِسنة 1052م انتزع الملك الرحيم البصرة من أخيه أبي علي الذي فرَّ مُلتجئًا إلى طُغرُل بك. وفي السنة التالية استولى الرحيم على أرَّجان فيما سيطر فولادستون على شيراز وأقام الخطبة بها لِطُغرُل بك ولِلملك الرحيم ولِنفسه من بعدهما. أمَّا السلاجقة فتابعوا تقدُّمهم بِخُطىً ثابتة، ففي سنة 443هـ استولى طُغرُل بك على أصفهان وجعلها دار مُلكه. وفي السنة التالية استولى على همذان ونواحيها، وفي سنة 446هـ المُوافقة لِسنة 1054م استولى السلاجقة على أذربيجان، وزحفوا على أرمينية وحاصروا ملاذكرد، وغزوا الروم حتَّى بلغوا أرضروم. كما بعث طُغرُل بك بِجيشٍ وعلى رأسه أحد أبناء الأمير البُويهي السابق أبي كاليجار الذي التحق بِخدمة السلاجقة، إلى خوزستان، فاستولى عليها ومَلَك قصبتها الأهواز.

#### دُخُول السلاجقة بغداد

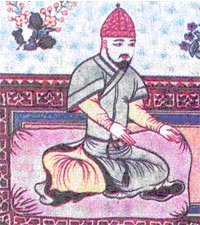
مُنمنمة تُصوِّر طُغرُل بك مُؤسس الدولة السلجوقيَّة وأوَّل سلاطينها، ومُفني الدولة البُويهيَّة في العراق وفارس وما بقي منها في الجبال.

انعكست هذه الصراعات على الأحوال في بغداد، فزادت من اضطراب أوضاعها، فباتت الفتن الطائفيَّة أكثر عُنفًا من قبل، ونشط العيَّارون وتعديات البدو، وتمرُّدات الجُند. وكان لا بُدَّ أن يُرافق كُل ذلك أزمات اقتصاديَّة حادَّة تمثَّلت بِموجات غلاءٍ عظيم، حتَّى أكل الناس الميتة، كما حدث في سنتيّ 439 و446هـ. وكانت أنظار الخلافة تتطلَّع مُنذُ فترة إلى السلاجقة على أمل أن تجد على أيديهم الخلاص من هذه الفتن والمُشكلات، والهيمنة البُويهيَّة، تمامًا كما فعل المُستكفي بالله عندما رحَّب بِدُخُول أحمد البُويهي بغداد على أمل التخلُّص من حُكم أمير الأُمراء. وهكذا باتت كُل الظُرُوف مُهيَّأة لِدُخُول السلاجقة بغداد، وجاءتهم الفُرصة المُناسبة في سنة 447هـ إثر انفجار الصراع بين الخليفة القائم بأمر الله ووزيره رئيس الرُؤساء ابن مسلمة من جهة وكبير قادة جيش الملك الرحيم، أبي الحارث أرسلان البساسيري من جهةٍ أُخرى. وكان البساسيري وهو أحد الموالي الأتراك الذين خدموا بهاء الدولة وقد أخذ نجمه في الصُّعُود أيَّام جلال الدولة، وبات كبير قادة الجيش البُويهي خلال حُكم الملك الرحيم، كما بات هو الحاكم الفعلي لِلبلاد ولم يكن القائم بأمر الله يقطع أمرًا دونه.
ويبدو أنَّ الخليفة ووزيره قد حاولا الإستفادة من ضعف الأمير البُويهي، لِتقوية سُلطة الخليفة واستعادة بعض ما أخذه البُويهيُّون منه من صلاحيَّات. وقد حاول ابن مسلمة بِدعمٍ من الخليفة أن يُعيد لِمنصبه كوزيرٍ لِلخليفة أهميَّته، فأخذ بِإضعاف نُقُوذ البساسيري واتَّهمه بِمُكاتبة الفاطميين والتآمر معهم لِلإطاحة بِالخلافة العبَّاسيَّة، فيما ردَّ هذا الأخير باتهام ابن مسلمة بِالسعي لِاستدعاء السلاجقة وتمليكهم بغداد. انفجر الصراع بين الفريقين سنة 446هـ المُوافقة لِسنة 1054م، ويذكر الإمام سبط ابن الجوزي فيما يعتبره السبب الأساسي لِلخلاف، بأنَّ الخليفة قد صحَّ عنده وتأكَّد من مُراسلة البساسيري لِلخليفة الفاطمي المُستنصر بالله ونواياه بِالإطاحة بِالخلافة العبَّاسيَّة. واستغلَّ ابن مسلمة الأمر وزاد في تأجيج الخلاف، وكاتب الخليفة طُغرُل بك وهو في نواحي خُراسان يستنهضه لِلمسير إلى العراق. كما كتب بعض شُعراء العراق إلى القائد السلجوقي يقولون:
لم يتوانَ طُغرُل بك عن الإستجابة لِطلب الخليفة، فبدأ زحفه بعد أن أعلن ظاهرًا أنَّهُ يُريد التوجُّه إلى الحجاز لأداء فريضة الحج وإصلاح طريق مكَّة والتوجُّه إلى الشَّام ومصر وإزالة الدولة الفاطميَّة. وكان قد أبلغ قُوَّاته المُتواجدة في دينور وقرمسين وحلوان بالإستعداد لِدُخُول بغداد، وتوجَّهت تلك الجُيُوش بِقيادة طُغرُل بك إلى عاصمة الخِلافة عن طريق حلوان، وهو الطريق الذي طرقه التُجَّار من العراق إلى إيران والعكس مُنذُ أقدم العُصُور، ويبدو أنَّهُ أسهل طريق بين قلب العراق وقلب إيران. وعندما وصلوا إلى حلوان اضطربت بغداد، وتوجَّه الملك الرحيم إليها من واسط حيثُ كان، وبرفقته قائد جيشه البساسيري، لكنَّ الخليفة استطاع أن يُجبر الأمير البُويهي على التخلِّي عن البساسيري بِاعتبار أنَّهُ خلع الطاعة ويُكاتب الفاطميين. ووصل في هذه الفترة إلى الخليفة رسولٌ من طُغرُل بك يُبالغ في إظهار الطاعة، ويعد الجُند الأتراك البغداديين بالجميل والإحسان. لكنَّ هؤلاء تخوَّفوا من فُقدان نُفُوذهم إذا سيطر السلاجقة على بغداد، فامتنعوا عن الإستجابة لِعرض طُغرُل بك، بل أخذوا يحثُّون الخليفة على مُواجهته ومنعه من دُخٌولها. لكنَّ الخليفة الذي بات مُؤيِّدًا لِدُخُول السلاجقة، لم يُعطِ جُنده جوابًا واضحًا.
وبهذا أُسقط من يد الملك الرحيم، والواقع أنَّهُ لم يعد أمامه، خاصَّةً بعد أن تخلَّى عن البساسيري، سوى التسليم لِلقائد السلجوقي. لِذلك أبلغ الخليفة بِتسليم أمره إليه لِيفعل ما يراه صالحًا في تقرير القواعد مع طُغرُل بك. وعلى أساس ذلك أمر الخليفة بِالخطبة لِطُغرُل بك في جوامع بغداد، على أن يُذكر اسم الملك الرحيم بعد ذلك. فخُطب لهُ يوم الجُمُعة 23 رمضان 447هـ المُوافق 15 كانون الأوَّل (ديسمبر) 1055م. ومعنى ذلك، أنَّ الدولة البُويهيَّة في العراق، رضيت أن تكون تحت سُلطة السلاجقة، آملةً في ذلك أن يُتاح لها نوعٌ من البقاء. دخل طُغرُل بك بغداد بعد ثلاثة أيَّام من الخطبة له فيها، بعد أن استأذن الخليفة في ذلك، وبعد أن أعطى مواثيقه لِلخليفة ولِلملك الرحيم ولِأُمراء الجُند. وفي اليوم التالي، وقعت فتنة بين العامَّة وعسكر السلاجقة، فاتَّهم طُغرُل بك الملك الرحيم بِتدبير ذلك، فقبض عليه وأرسله مُعتقلًا إلى قلعة السيروان جنوب الجبال، ثُمَّ نُقل في السنة التالية (448هـ = 1056م) إلى قلعة طبرق القريبة من الرَّي، وبقي فيها إلى أن تُوفي سنة 450هـ المُوافقة لِسنة 1058م. وهكذا زالت الدولة البُويهيَّة وانقرضت في العراق، وكانت أغلب إمارتهم في الجبال قد زالت مُنذُ سنة 420هـ على يد الغزنويين، ولم يبقَ لهم سوى فارس، حيثُ استمرَّت الإمارة البُويهيَّة فيها بضع سنوات أُخَر حتَّى سنة 454هـ المُوافقة لِسنة 1062م.

### بقايا البُويهيين في فارس

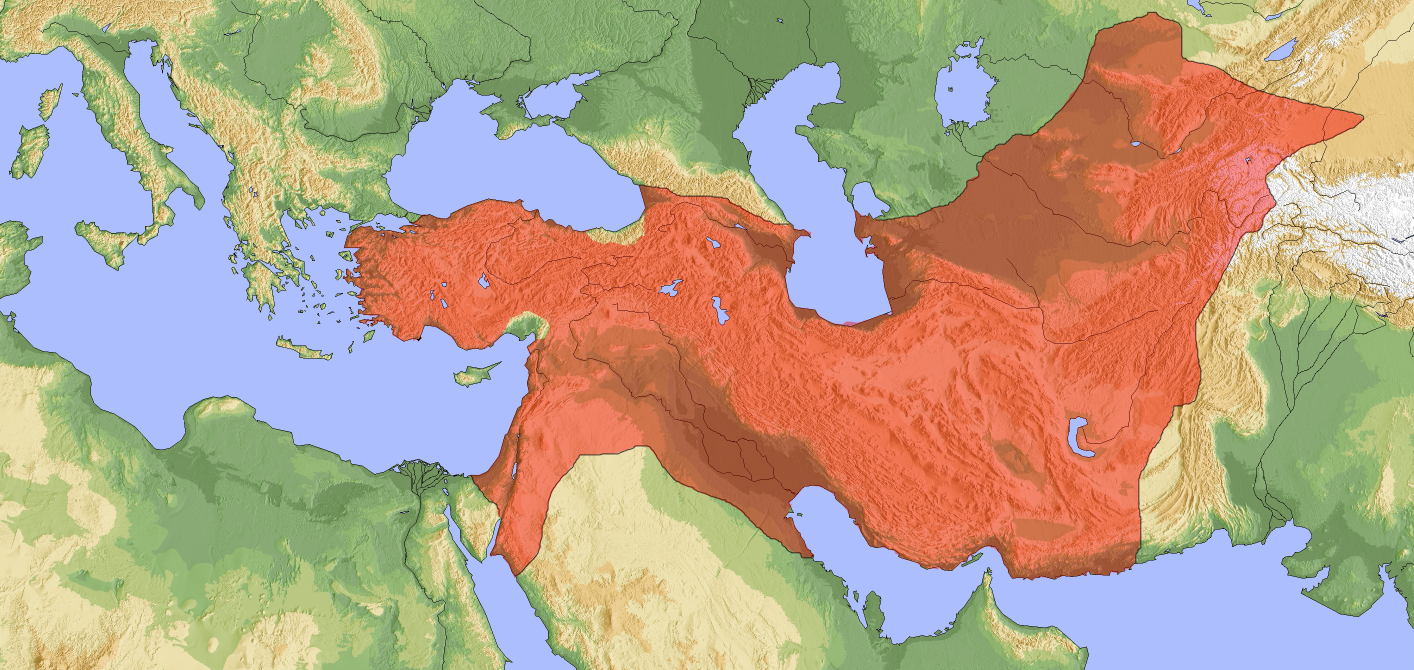
الدولة السلجوقيَّة في أقصى اتساعها شاملةً جميع البلاد والأقاليم التي تبعت الدولة البُويهيَّة.

كانت فارس في هذه الفترة بِأيدي أخويّ الملك الرحيم، فولادستون وأبي سعد خسروشاه، لكنَّ فولادستون سُرعان ما انقلب على أخيه أبي سعد وقتله كما قتل أخاه الأصغر بُويه. ويُحتمل أنَّ هذا الأمر حصل في نهاية سنة 447هـ أو بداية سنة 448هـ. وبِمقتل أبي سعد بات فولادستون سيِّد فارس دون مُنافس من داخل أُسرته، وهو ما سعى إليه طويلًا ولم يتمكَّن من تحقيقه سوى لِفتراتٍ قليلة مُتقطِّعة بِسبب وُجُود أخويه الملك الرحيم وأبي سعد. وكان للوزير العادل هبة الله بن أحمد الفسوي، الدور الأساسي فيما وصل إليه فولادستون، وفي تملُّكه شيراز وردِّه إليها بعد خُرُوجه منها دفعات، وبات لِهذا الوزير اليد الطولى في الإمارة وإليه تعود كُل أُمُور وشُؤون فارس.
وفي سنة 449هـ المُوافقة لِسنة 1057م قتل فولادستون وزيره العادل بداره في شيراز، ولم يُعرف سبب فعلته هذه كما يقول الإمام سبط ابن الجوزي. ويبدو أنَّ فولادستون أراد القضاء على نُفُوذ وسُلطة وزيره والإنفراد بالحُكُم، وفي الوقت نفسه طمعًا بِمُصادرة ثروته وأمواله. وقد ترتَّب على هذه الحادثة أن كانت سببًا في القضاء على فولادستون نفسه وبالتالي انهيار آخر معقل لِلبُويهيين. ذلك أنَّ زعيم إحدى القبائل الكُرديَّة المعروفة بالـ«شبنكاره» وهو أبو العبَّاس فضلويه بن علويه بن الحسن بن أيُّوب قام يُطالب بِالانتقام لِمقتل الوزير العادل. وكان فضلويه قد عمل بِخدمة البُويهيين، وقد ساعده الوزير العادل في أن يترقَّى لِيتولَّى منصبًا مُهمًّا في قيادة الجيش البُويهي. ويُعتقد أنَّ هذه العلاقة كانت إحدى أسباب تحرُّك فضلويه لِلإنتقام لِمقتل الوزير العادل، لكنَّ السبب الأساسي هو على الأرجح رغبة فضلويه في الإطاحة بفولادستون والإستيلاء على فارس وإقامة مُلكٍ له فيها.
وتمكَّن فضلويه من تجميع الكثير من الأنصار حوله، مُستغلًّا ميل فولادستون لِسفك الدماء وقتله المُقرَّبين إليه، لِتحريض الجُند عليه، وأيضًا مُستغلًّا حالة الاضطراب والفوضى التي عمَّت إثر مقتل الوزير العادل، كما ادَّعى فضلويه أنَّ فولادستون يُريد قتله أيضًا، ممَّا أتاح لهُ أن يحشد إلى جانبه جيشًا قويًّا. وبعد أن أتمَّ فضلويه استعداداته، هاجم فولادستون وهزمه على باب شيراز سنة 454هـ المُوافقة لِسنة 1062م واعتقله كما اعتقل والدته وقتلهما. وبعد أن تخلَّص فضلويه من فولادستون وأُمِّه، نصَّب إسفنديار أخ فولادستون الأصغر مكانه، وذلك إرضاءً لِلديالمة، في حين لم يكن لِإسفنديار الصغير من الحُكم شيئًا، وكان فضلويه هو الحاكم الفعلي، وسيِّد فارس الجديد. وعمد فضلويه إلى تثبيت سيطرته، فوزَّع بعض الحُصُون والقلاع على القبائل التي وقفت إلى جانبه، مُكافأة وإرضاءً لها. لكنَّ الجُند الديالمة والأتراك لم ينسوا له ما فعله بأميرهم السابق فولادستون ووالدته، بالإضافة إلى خوفهم من تقلُّص نُفُوذهم، فدعوا الأمير السلجوقي قاروت بك بن جغري، ابن أخ طُغرُل بك، لِلاستيلاء على فارس.
والرَّاجح أنَّ الإمارة البُويهيَّة في فارس ما كان لها أن تستمر إلى سنة 454هـ المُوافقة لِسنة 1062م لولا انشغال السلاجقة بِمُقاتلة البساسيري، وكذلك انشغال طُغرُل بك بِمُقاتلة أخيه إبراهيم ينال الذي خلع الطاعة. لِذلك كان من المُتوقَّع أن يتطلَّع السلاجقة بعد أن قضوا على هذين الرجُلين وثبَّتوا سيطرتهم، إلى القضاء على إمارة البُويهيين في فارس وامتلاك هذا الإقليم الهام. من هُنا سارع قاروت بك في الاستجابة لِنداء الديالمة والأتراك، فتوجَّه إلى شيراز وحاصرها ولم يُواجه سوى بعض المُقاومة، فهُزم فضلويه وانسحب هاربًا، فاستولى قاروت بك على شيراز ونواحيها، وأقام الخطبة للخليفة العبَّاسي ثُمَّ لِعمِّه طُغرُل بك ثُمَّ لنفسه، واعتقل إسفنديار ووالدته وبعث بهما مسجونين إلى كرمان. وبهذا زالت الإمارة البُويهيَّة في فارس نهائيًّا وانقرض مُلك البُويهيين تمامًا، من نفس المكان الذي انطلقوا منه قبل مائةٍ وثلاثٍ وثلاثين سنة لِتأسيس دولتهم.

## التنظيم الإداري والسياسي لِلدولة

### علاقة الخلافة العبَّاسيَّة بالبُويهيين
ساد العصر البُويهي شيءٌ من الاستقرار السياسي خاصة مُدَّة حُكم الخُلفاء، فقد تولَّى الخُلفاء الحُكم فتراتٍ طويلة قبل أن يُعزلوا. من ذلك، فقد دامت خِلافة المُطيع لله تسعًا وعِشرين سنة (334 - 363هـ \ 946 - 974م)، والقادر بالله إحدى وأربعين سنة (381 - 422هـ \ 991 - 1031م). ولعلَّ مردُّ ذلك يعود إلى أنَّ إمرة الأُمراء التي تولَّاها البُويهيُّون كانت تتحمَّل كافَّة تبعات الحُكم، في حين اقتصر دور الخليفة على إضفاء الصفة الشرعيَّة على أعمالهم، ولم يتولَّ من مقاليد الأُمُور شيئًا. يذكر كثيرٌ من المُؤرِّخين بأنَّ بني بُويه أذلُّوا الخُلفاء العبَّاسيين، وسلبوهم سُلطانهم، ولم يتورَّعوا عن التعدِّي على أشخاصهم أحيانًا، وأنَّ الخلافة فقدت هيبتها، وضعُف شأنها في زمنهم، وأنَّ الخليفة أضحى أُلعُوبةً في أيدبهم، يُمثِّلُ رمزًا دينيًّا ليس لهُ من السُّلطة سوى الاسم فقط، أمَّا السُّلطة الفعليَّة في الدولة فكانت في يد الأمير البُويهي.
والحقيقة أنَّ بني بُويه لم يكونوا السبب المُباشر لِضعف الخِلافة العبَّاسيَّة وفُقدانها لِهيبتها، فقد ورثوا وضعًا قائمًا بدأ قبل عهدهم، فقد الخليفة في أثنائه كُل اختصاصاته كمصدر أوَّل لِلسُلطة في الدولة. وهكذا يُمكن القول أنَّ بني بُويه حين تولُّوا منصب إمرة الأُمراء، لم يُغيِّروا شيئًا من صلاحيَّات ومسؤوليَّات من يتولَّى هذا المنصب، ولعلَّ التغيير الذي حدث هو جعل إمرة الأُمراء وراثيَّةً فيهم، بل إنَّ مُعاملتهم لِلخُلفاء جرت على النسق الذي كان مُتبعًا قبلهم. ولعلَّ أوضاع الخلافة في هذا العصر، كانت أفضل ممَّا كانت عليه في عصر نُفُوذ الجُند التُّرك، وذلك بِفعل استقرار الحُكم لِبني بُويه، ممَّا أبعد الخُلفاء عن المُشكلات التي كانوا عُرضةً لها في الفترات السابقة، نتيجةً لِتنازع القادة وأُمراء الأُمراء وكان ذلك سببًا مُباشرًا لِخلعهم في فتراتٍ مُتقاربة، والاعتداء عليهم. بل إنَّ الأُمراء البُويهيين حرصوا على إظهار الطَّاعة والولاء لِمقام الخليفة أمام النَّاس، نظرًا لِلنُفُوذ الديني الذي كان يتمتع به بين المُسلمين بِاعتباره إمام الأُمَّة الإسلاميَّة. ولمَّا انتهى الصراع على السُّلطة وأصبح منصب أمير الأُمراء وراثيًّا في بني بُويه، لم يعد هُناك من داعٍ لِلاحتكاك بِالخليفة. ومن جهةٍ أُخرى، فقد فوَّض الخليفة إلى الأمير البُويهي إدارة الدولة بِصفةٍ رسميَّة ممَّا أضفى الصفة الشرعيَّة على تصرُّفاتهم وأعمالهم.
والواقع أنَّ الأُمراء البُويهيين لم يتدخَّلوا في اختيار الخليفة العبَّاسي وفي عزله من منصب الخلافة سوى مرَّتين، كما أُسلف، كانت أولاهُما في سنة 334هـ المُوافقة لِسنة 945م، أي عقب دُخُولهم بغداد مُباشرةً، حينما قبض مُعزّ الدولة على الخليفة المُستكفي وخلعه وبايع لِلمُطيع، وأمَّا المرَّة الأُخرى فكانت في سنة 381هـ المُوافقة لِسنة 991م، عندما خلع بهاء الدولة الخليفة الطائع وأجلس القادر على سُدَّة الخلافة. أمَّا فيما يتعلَّق بِنفقات الخليفة، فإنَّ أُمراء الأُمراء كانوا قد خصَّصوا لِتلك النفقات ضياعًا تُسمَّى «الضياع المُستخلصة»، أمَّا بنو بُويه فجعلوا لِلخليفة راتبًا. فقد خصِّص مُعز الدولة لِلخليفة المُستكفي راتبًا يوميًّا حدَّده بِمبلغ خمسة آلاف درهم، ويبدو أنَّهُ وجد أنَّ ذلك غير عملي، لأنَّ الأموال قد تتأخَّر، لِذلك أضاف إلى هذا الراتب ضياعًا مُستخلصة بِمثابة إقطاعات. ومع ذلك فقد كانت أموال الخليفة عرضة لِلمُصادرة.
تمتَّع الأُمراء البُويهيُّون بِبعض الامتيازات التي دلَّت على قُوَّتهم وعلى تميُّزهم عمَّن سبقهم من الأُمراء والقادة، منها أنَّ الخليفة كان حينما يُعيِّن أميرٍ ما، يحضر ذلك الأمير إلى مجلس الخليفة، فيُطوِّقه ويُسوِّرُه ويُقلِّده سيفًا، ويعقد لهُ لواءً مُطعَّمًا بِالفضَّة، ويكتب لهُ عهدًا بِالإمارة أو الولاية. إلَّا أنَّهُ حدث تغيير في هذه العادة في العصر البُويهي في سنة 367هـ المُوافقة لِسنة 977م، إذ حضر عضُد الدولة إلى دار الإمارة، يصحبه عدد من الجُند والأشراف والقُضاة والأعيان، فقلَّده الخليفة الطائع لله الخِلَع السُّلطانيَّة، وعقد لهُ لوائين بيده أحدهما مُفضَّض على رسم الأُمراء، والآخر مُذهَّب على رسم وُلاة العُهُود، ولقَّبه «تاج الملَّة»، إضافةً إلى «عضُد الدولة»، وولَّاه إلى ما وراء بابه. وكتب لهُ عهدًا قُرئ بِحضرته، ولم تجرِ العادة بِذلك، إنَّما كانت العُهُود تُدفع إلى الوُلاة بِحضرة الخُلفاء، فإذا أخذه الرجل منهم قال له: «هذا عهدي إليك، فاعمل به». وأضحت هذه العادة وهي عقد لوائين، وقراءة عهد الإمارة بِحضرة الخليفة، حقًا من حُقُوق الأُمراء البُويهيين الذين تعاقبوا على السُّلطة بعد عضُد الدولة.
واكتسب البُويهيُّون ميزةً أُخرى وهي ضرب الطُبُول أمام دورهم إيذانًا بِدُخُول وقت الصلاة، وكانت هذه العادة من أهم مظاهر السيادة العبَّاسيَّة، وهي أن تُضرب الطُبُول أمام دار الخليفة خمس مرَّاتٍ في أوقات الصلاة، ولم يُشاركه فيها أحد، حتَّى أولياء العهد. وقد حاول الأُمراء البُويهيُّون مُنذُ عهد مُعز الدولة التمتُّع بهذه العادة، لكنَّهم فشلوا. حتَّى إذا تولَّى عضُد الدولة أُمُور العراق في سنة 367هـ المُوافقة لِسنة 977م، طلب من الخليفة أن يمنحه حقَّ ضرب الطُبُول أمام داره، فأجاز لهُ ذلك ثلاث مرَّاتٍ يوميًّا في أوقات الصبح والمغرب والعشاء. ويبدو أنَّ الخلاف الذي نشأ بين الرَّجُلين عند النزاع بين بني بُويه والأتراك، كان الدافع للخليفة على منح الأمير البُويهي هذه الميزة، بِهدف تحسين علاقته به. أضحت هذه الميزة بعد ذلك، حقًا من حُقُوق الأُمراء البُويهيين، فكانت الطُبُول تُضرب أمام دورهم ثلاث مرَّاتٍ يوميًّا. حتَّى إذا تولَّى سُلطان الدولة الحُكم في سنة 403هـ المُوافقة لِسنة 1012م أمر بِأن تُضرب الطُبُول أمام داره خمس مرَّاتٍ في اليوم وذلك دون أن يستأذن الخليفة. وحذا حذوه جلال الدولة في سنة 418هـ المُوافقة لِسنة 1027م، رُغم احتجاج الخليفة الذي اضطرَّ بعد ذلك إلى المُوافقة تحت الضغط.

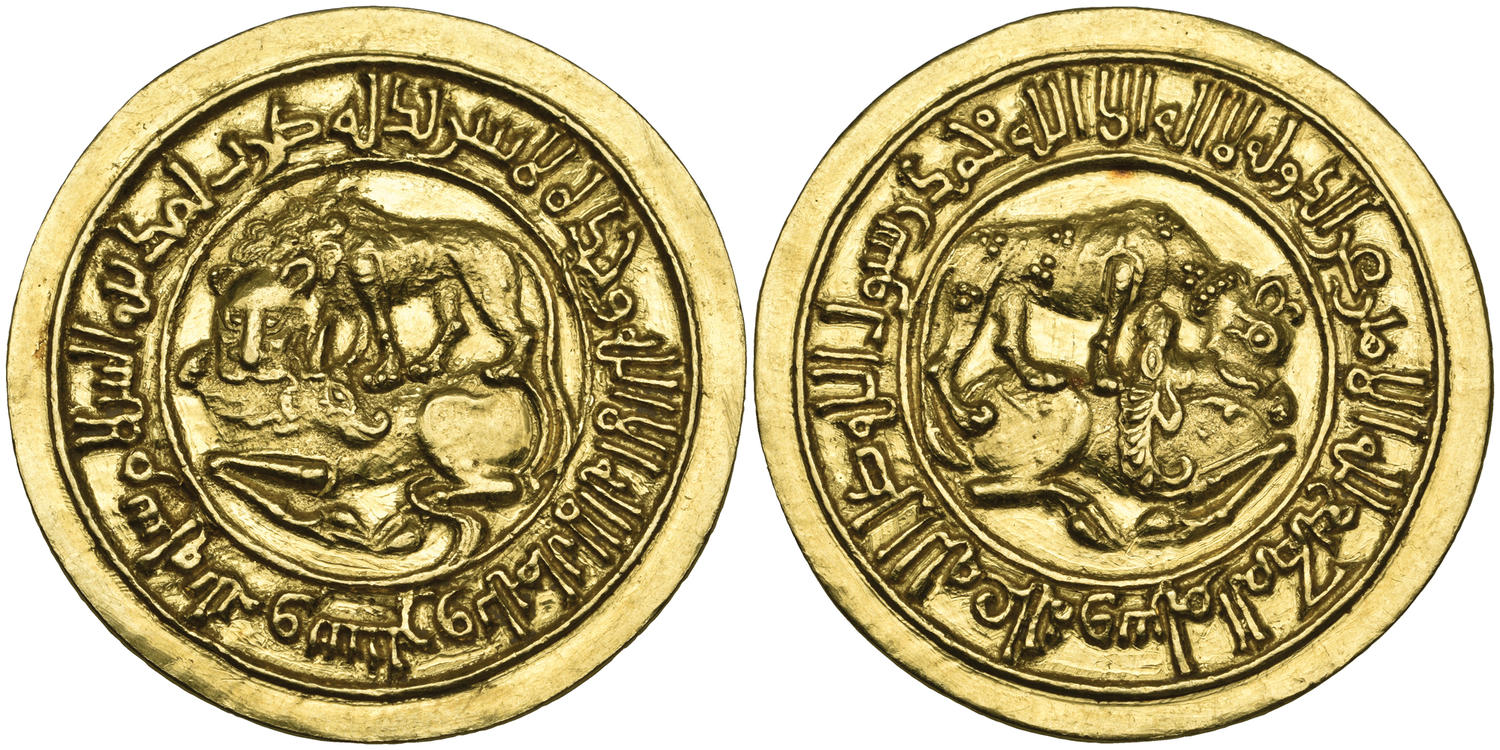
سكَّةٌ ذهبيَّة بُويهيَّة ضُربت في عهد عز الدولة ونُقش عليها اسم الأمير البُويهي والخليفة العبَّاسي.
نقش الوجه: لا إله إلَّا الله وحده لا شريك له ضُرب بِمدینة السلام سنة ثلاث وستین وثلاث مائة
نقش القفا: لا إله إلَّا الله مُحمَّدٌ رسول الله صلَّ الله علیه وسلَّم المُطیع لله الأمیر عز الدولة.
يظهر في الوسط يسارًا نقشٌ لِأسد يفترسُ ثورًا، ويمينًا نقشٌ لِنمر يفتك بِأيل.

أمَّا فيما يتعلَّق بالخطبة والسكَّة، فقد جرت العادة بِأن يُخطب لِلخُلفاء ولِأُمراء الأُمراء معهم على جميع المنابر في الولايات، باستثناء بغداد حيثُ كان يُخطب لِلخليفة وحده، لكن في سنة 368هـ المُوافقة لِسنة 978م، أمر الخليفة الطائع بأن يُخطب لِعضُد الدولة على منابر بغداد بعد الخطبة لِلخليفة، أمَّا كتابة اسم أمير الأُمراء البُويهي على السكَّة، فقد كان أمرًا جرت به السُنَّة من قبل. واكتسب الأُمراء البُويهيُّون ميزةً أُخرى تمثَّلت في التلقُّب بالألقاب. والواقع أنَّ تلقيب هؤلاء الأُمراء بِلقب «ملك» أو غيره يعود إلى مقدرتهم العسكريَّة وتحسُّسهم بِقوميَّتهم الفارسيَّة وميلهم لِإحياء التُراث الفارسي القديم. ويبدو أنَّ الخليفة كان يختار بِنفسه اللقب لِلأمير البُويهي، وعلى الأخير قبوله وعدم الاعتراض عليه. غير أنَّ ذلك لم يدم طويلًا، فمُنذُ سنة 369هـ المُوافقة لِسنة 979م أضحى الأمير البُويهي هو الذي يختار لِنفسه ما يشاء من الألقاب، ثُمَّ يحصل على مُوافقة الخليفة عليها. فقد طلب عضُد الدولة عندما قدم إلى بغداد، في السنة المذكورة، من الخليفة أن يُضيف إلى لقبه «تاج الملَّة»، فوافق الخليفة ومنحهُ اللقب. وعندما اشتدَّ ساعدهم تمادى الأُمراء البُويهيُّون في إضفاء العظمة على هيبتهم من خلال الألقاب. فقد تلقَّب عضُد الدولة بِـ«ملك المُلُوك» ولم يكن الخليفة راضيًا عن ذلك، وتلقَّب أبو كاليجار بِـ«ملك الأُمَّة». وزيد في ألقاب جلال الدولة سنة 429هـ المُوافقة لِسنة 1038م لقب «شاهنشاه الأعظم ملك المُلُوك» وذلك بِمُوافقة الخليفة وخُطب له بذلك على المنابر. فنفرت العامَّة من ذلك ورموا الخُطباء بالآجر، ووقعت فتنة شديدة.

### الإمارة وتوارُثها
اتَّبع البُويهيُّون نظام حُكمٍ وراثيّ مُتعدِّد، توزَّع فيه المملكة على جميع أبناء الأمير القائم. ويعود هذا المفهوم الوراثي المُتعدِّد إلى تلك الأُصُول التي خرج منها البُويهيُّون. فقد كانوا في وضعٍ حضاريٍّ مُتخلِّف، ألفوا في بلادهم حياةً إقطاعيَّة تقوم على رؤساء العوائل، المُسمَّى أحدهم «كَتْخُدَا»، فكانوا دائمًا سُلالةً عائليَّة يتقاسم فيها الميراث أولاد الأمير المُتوفِّي.
وقد كان هذا النظام أشدَّ النُظُم السائدة في ذلك العصر تخلُّفًا، فالعرب كانوا يعترفون بِحُقُوقٍ مُشتركةٍ لِلأُسرة الحاكمة عامَّةً، على أن يتولَّى أفرادها اختيار أحدهم خليفة. لكن في مُعظم الأحيان كان الخليفة يُوصي لِأحد أبنائه وغالبًا لِلأكبر بِخلافته بعد أن يحوز على مُبايعة العائلة الحاكمة له. ورُغم ما كان لِهذا النظام من عُيُوبٍ وكان سببًا في اضطراب الأحوال، إلَّا أنَّهُ كان أخف وطأةً وأكثر تقدُّمًا من ذاك الذي اعتمده البُويهيُّون. لِذلك، توزَّع الإخوة المُؤسِّسون المملكة فيما بينهم. وقسَّم رُكن الدولة مملكته بين أبنائه. كذلك فعند وفاة عضُد الدولة توزَّت المملكة بين أبنائه، وعند وفاة شرف الدولة حاول ابنه الوحيد وراثته، لكنَّ أعمامه قضوا عليه وتوزَّعوا مملكة أخيهم، وهكذا حتَّى نهاية الدولة البُويهيَّة.
التزم أفراد هذه الأُسرة بِطاعة الأكبر منهم الذين تكون إليه عمادة العائلة، وبالتالي المملكة إسميًّا. لكنَّ هذه القاعدة لم يُعمل بها إلَّا أيَّام المُؤسسين الثلاثة. والأرجح أنَّهُ حتَّى في ذلك الوقت، كانت طاعة رُكن الدولة ومُعز الدولة لِأخيهما الأكبر عماد الدولة، أقرب إلى اعترافٍ بالجميل لِدوره وفضله في تملُّكهما، من كونها تطبيقًا لِتلك القاعدة، خاصَّةً وأنَّ علاقة عماد الدولة بِأخويه كانت علاقة الأب بأولاده كما يقول. لِذلك يُلاحظ كيف أنَّ عماد الدولة سعى في أواخر أيَّامه إلى ضمان طاعة مُعز الدولة، وهو الأصغر، لِأخيه رُكن الدولة، خوفًا من أي خلافٍ ينشب بين الأخوين إثر وفاته. ممَّا يعني، بِرأي حسن منيمنة، أنَّ قاعدة الطاعة لِلأكبر كانت مُجرَّد عُرفٍ نظريّ. فما أن تُوفي هؤلاء الثلاثة حتَّى ضرب ورثتهم بِهذه القاعدة عرض الحائط، وعرفت الأُسرة البُويهيَّة أعنف الصراعات الدمويَّة، فالعم يقتل أولاد أخيه، والأخ يقتل أخاه من أجل السُّلطة والمُلك.
وكان لِكُلِّ أميرٍ بُويهي سُلطة كاملة على مُقاطعته لا يتدخَّل في شُؤونها الأُمراء الآخرون، فهي مُلكيَّته يتصرَّف بها كما يشاء، ولكُلٍّ منهم جيشه الخاص ووزيره ومُدبري دولته. ولم يكن أحدهم يُرسل أيَّة عاءدات ماليَّة إلى عميد الأُسرة أو كبيرها دليل طاعة أو بدل إقطاع، فهم لم يكونوا عُمَّالًا أو وُلاة ولا حتَّى إقطاعيين على تلك الممالك، بل كان كُلٌ منهم هو الحاكم الوحيد لِمنطقته. فكانت الإمارات البُويهيَّة أشبه بِمُستعمراتٍ تخضع خُضوعًا كاملًا لِسُلطة الأمير البُويهي الذي يتصرَّف بها كيفما شاء ودون أيَّة ضوابط. وترتب على ذلك نتيجة خطيرة، فقد باتت الدولة العبَّاسيَّة مُقسَّمة إلى ثلاث دُول ولها ثلاث عواصم هي بغداد وشيراز والرَّي، تُشكِّل فيما بينها نوعًا من الاتحاد الشكلي على رأسه خليفة صوري. والحق أنَّهُ خلال هذا العصر لم تكن هُناك دولة مُوحَّدة سوى في السنوات الخمس الأخيرة من حُكم عضُد الدولة. وفي الأساس فإنَّ بني بُويه لم يسعوا لِإقامة مثل تلك الدولة، وكان أقصى ما يطمح إليه مُؤسس الأُسرة، إقامة نوعٍ من «الدولة الاتحاديَّة» يحتفظ كُل طرفٍ فيها بِاستقلاله التَّام مع الإقرار بِوُجُود رئيسٍ له سُلطة أخلاقيَّة ومعنويَّة، لكنَّ هذا الأمر لم يستمر بعد وفاة عماد الدولة كما أُسلف.
ولم يكن هُناك قاعدةٌ أو تقليدٌ في كيفيَّة توزيع الإمارة على الورثة، بل تُرك الأمر لِلتنافس فيما بينهم، وباتت القاعدة التي على أساسها يتحدَّد أمر هذه الإمارة أو تلك، لمن يستولي عليها أولًا من أولاد الأمير المُتوفِّي، ويضمن طاعة الجُند فيها له. وكان لِأهميَّة فارس واستقرار أحوالها الاجتماعيَّة والاقتصاديَّة، أن باتت هدفٌ يتنازع لِلسيطرة عليها كُل أبناء الأمير المُتوفي، بل صار هُناك سابقٌ حقيقيٌّ بين الأبناء لِلوُصُول إليها وامتلاكها. ولم يكن لِوُزراء الأمير وقادة جيشه دورٌ مُباشرٌ في تعيينه أو عزله، وإن لعبوا أحيانًا دورًا غير مُباشرٍ في هذا المجال أدَّى إلى النتيجة نفسها.
أمَّا عن أعمال الأمير اليوميَّة، فقد أورد الروذراوري ثبتًا بِيوم عملٍ لِعضُد الدولة في «ذيل تجارب الأُمم»، فكان الأمير يبدأ يومه باكرًا بُعيد صلاة الفجر، فكان أوَّل من يدخل عليه الكاتب لِيُدوِّن ما يُطلب منه، ثُمَّ يُؤذن لِلوزير بِالدُخُول، فيُقدِّم عرضًا بما أنجزه من أفعال وأُمُورٍ اتُّفق عليها سابقًا ويستعرض المهام والأُمُور المُستجدَّة، ويأخذ مُوافقة الأمير عليها. ويتكرَّر الأمر نفسه مع عارضي الجيش، ثُمَّ يتلقَّى البريد الوارد من جميع المُقاطعات والعُمَّال، وتُفتح جميع الكُتُب بحضرته، ويأخذ منها ما يتعلَّق بِصلاحيَّات الأمير، ويُرسل الباقي إلى ديوان البريد ليُوزَّع على الدواوين المُختصَّة. وبعد أن يقرأ الكُتُب واحدًا واحدًا يدفعها إلى كاتبه الذي بعد أن يطَّلع عليها، يقرأ كُل كتاب على الأمير ويتلقَّى أجوبتها ويأمر بِإرسال ما يراه إلى الوزير لِلإطلاع عليها وعلى رد الأمير.

### المُستشارون
كان لِلأمير البُويهي مجموعةٌ من الرجال المُقرَّبين، أشبه بِمُستشارين يتمتعون بِنُفُوذٍ كبير، حتَّى بات بعضُهُم الحُكَّام الفعليين لِلإمارة، فلا يتصرَّف الأمير إلَّا بعد أخذ رأيهم، ويعزل الوُزراء والقادة والعُمَّال بناءً على اقتراحاتهم. وأهم من عُرف من هؤلاء «أبو الحسن الكوكبي المُعلِّم»، وكان بهاء الدولة عند بداية حُكمه قد أوكل إليه ديوان الإنشاء، لكنَّهُ بِسُرعة بات المُدبّر لِإمارة بهاء الدولة وإليه الحُكم، وسيطر سيطرةً شبه كاملة على الأمير البُويهي. وكان هو المُحرِّض لِاعتقال الخليفة الطائع لله، وغيره من الرجال. ويذكر المُؤرِّخون أسماءً أُخرى كان لأصحابها نُفُوذٌ كبيرٌ في بلاط الأُمراء البُويهيين، كأبي نصر الحُسين بن الحسن المُلقِّب بـ«الأُستاذ الفاضل»، وعنبر أبي المسك، خلال عهد بهاء الدولة. وكان لِبختيار كاتبٌ يُدعى «شيرزاد بن سرخاب»، أطلق يده في جميع الأُمور، فتمكَّن من بختيار وصار الأخير قريبًا منه يسمع كلامه ويتدبَّر برأيه، حتَّى وصل به الأمر أن حلف على أن لا يُنفِّذ عزمًا ولا يُقرِّر أمرًا إلَّا بعد مُشاورته ورضاه. كما كان لِعضُد الدولة غُلامٌ أسود يُدعى «شُكر الخادم»، وكان مُستوليًا على جميع أُمُوره، أي أُمُوره الخاصَّة، ورُغم ذلك فقد كان لهُ دورٌ في إبعاد شرف الدولة عن بغداد إلى كرمان خلال حياة أبيه عضُد الدولة، وساعد صمصام الدولة في تثبيت حُكمه على العراق خلفًا لأبيه. وكان لِشرف الدولة خادمٌ يُدعى «نحرير» بلغ من القُوَّة أنَّ كبار الساسة كانوا يخافون سطوته ونُفُوذه، وقد حضَّ شرف الدولة على قتل صمصام الدولة، لكنَّ الأوَّل أعرض عن هذا، فحرَّضه نحرير على سمل صمصمام الدولة، فكان ما أراد.
إلَّا أنَّ نُفُوذ ما كان يصل إلى أقصاه، ويُسيطرون على الأمير إلَّا في حالة ضعف شخصيَّته، كما هي حالة شيرزاد مع بختيار، وحال أبي الحسن المُعلِّم مع بهاء الدولة. وكثيرًا ما كان نُفُوذ هؤلاء المُقرَّبين يعتمد على حساب نُفُوذ قادة الجيش، وسُرعان ما يقع الصدام بينهم والذي تكون نهايته لِمصلحة قادة الجُند، فيضطر الأمير البُويهي إلى إبعاد أو اعتقال صاحبه.

### الوزارة والوُزراء
استعادت الوزارة عظمتها ورُسُومها في زمن البُويهيين بعد أن كانت قد زالت قبل دُخُولهم العراق وانتقلت صلاحيَّات الوزير إلى كاتب أمير الأُمراء. فعرفت في عُهُود مُعظم أُمراء بني بُويه أوج قُوَّتها وعاشت عصرًا ذهبيًّا جديدًا. والحق أنَّ البُويهيين عُمومًا، اهتمُّوا باختيار وُزرائهم، ويذكر مسكويه أنَّهُ لمَّا تُوفي أبو جعفر الصيمري وزير مُعز الدولة، طمع أبو علي الطبري بأن يخلفه ولم يكن على معرفةٍ بِأُمُور الوزارة ولا معرفة لهُ بِالدواوين وإدارة شُؤون الدولة، وبذل مالًا كثيرًا لِمُعز الدولة على أمل أن يولِّيه مكان أبي جعفر، فأخذ مُعز الدولة الأموال، لكنَّهُ قلَّد أبا مُحمَّد المُهلَّبي مكان الصيمري. ويُضيف مسكويه أنَّ اختيار مُعز الدولة للمُهلَّبي كان لأنَّهُ وجده جامعًا لأدوات الرياسة يعرفُ غوامض الأُمُور وأسرار المملكة وكيفيَّة إدارة الأُمُور والأعمال.
لكنَّ هذه القاعدة، حُسن اختيارهم لِوُزرائهم، كانت تُخرق أحيانًا وذلك تبعًا لِشخصيَّة الأمير وحُسن إدراكه لِمصالح دولته. ففي عهد عزّ الدولة بختيار صار بذل الأموال هو المعيار لِتولِّي أُمُور الوزارة، حتَّى أنَّ عزّ الدولة عيَّن صاحب مطبخه «ابن بُقية» وزيرًا، ولم يكن له علمٌ ولا معرفة بِتدبير أُمُور الدولة، ولم يكن له ميزات سوى امتلاكه مالًا كثيرًا يسد به حاجة أميره، ويعرف كيف يضطهد الناس ويُصادر أموالهم ومُمتلكاتهم. وكان وُزراء عزّ الدولة كما يقول مسكويه: «لَا خِبرَةَ لَهُم بِعَوَاقِبِ الأُمُور وَلَا نَظَرَ لَهُم فِي مَصَالِحِ المُلْكِ وَإنَّمَا هِمَّة أَحَدُهُم فِي تَنَاوُلِ شَهَوَاتِهِ وَالوُصُولِ إلى لَذَّاتِهِ وَإثَارَةِ غَيظِ حُسَّادِهِم بِإظهَارِ الزِّينَةِ التي فَوقَ طَاقَتِهِ».
لكنَّ هذه الاستثناءات لم تغلب القاعدة العامَّة التي عُرف بها البُويهيين في هذا المجال، ومن هُنا عرفت الدولة البُويهيَّة وزراء عظامًا لعبوا دورًا مُهمًّا في تثبيت حُكم البُويهيين، وفي إصلاح الأحوال العامَّة، وتمتعوا بِنُفُوذٍ كبيرٍ داخل الإمارة ولدى الأُمراء، وكانت كلمتهم نافذة، يُنصت لهم الأُمراء باهتمام ويعملون بِإرشاداتهم ونصائحهم. وفوق كُلِّ ذلك، فقد كان هؤلاء الوُزراء من مشاهير رجال الدولة العبَّاسيَّة، ومن أبرز هؤلاء في العراق: أبو جعفر الصيمري وأبو مُحمَّد المُهلَّبي سالفيّ الذكر. فأمَّا الأوَّل فقد عُرف بِحُسن إدارته وحكمته ووضعه مصلحة البلاد والعباد فوق أي اعتبار. وكان يرفض التهاون مع قادة الجُند والخُضُوع لِطلباتهم غير المشروعة، ووصل به الأمر أنَّهُ كان يُجادل مُعز الدولة في قراراته ويضطر هذا الأخير إلى التراجُع عنها والأخذ بِنصيحة وزيره. وينقل القاضي التَّنوخي في «نشوار المُحاضرة» ما يُؤكِّد قُوَّة شخصيَّة الصيمري ونُفُوذه على مُعز الدولة وحتَّى عدم تلبيته لِمطالب أميره الماليَّة إن كانت ماليَّة الدولة لا تسمح بِذلك. يقول التَّنوخي:
| « | … قال لِأبي جعفر الصَّيْمَرِيُّ وزيره، بالفارسيَّة: يا أبا جعفر، أُريدُ السَّاعة خمسُمائة ألف دينار، لِمُهمٍّ لا يجوز تأخيره. فقال له الصيمريّ: أيُّها الأَمير، رُدَّ ذلك، فإنِّي أيضًا أُرُيد مثله. فقال له: فإذا كُنت أنت وزيري، فممَّن أُرُيد هذا إلَّا منك؟ فقال له الصيمريّ: فإذا لم يكن في الدَّخل فضلٌ لذلك عن الخرج، فمن أين أجيئك به؟… | » |

أمَّا المُهلَّبي، فكان وزيرًا ذا كفايةٍ عظيمة، على معرفةٍ واسعةٍ بِأُمُور الدولة، وكان صبورًا حكيمًا، يأنس لهُ جُلساؤه، ويقول القاضي التَّنوخي أنَّ مجلسه كان أشبه بِمجالس البرامكة، وكان في بادئ أمره من جُملة كُتَّاب الصيمريّ، وينوب عنه عند خُرُوج هذا الأخير خارج بغداد، وعندما تولَّى خلافته اتَّخذ الكثير من الإجراءات لِرفع الضيم عن الأهالي وإنعاش الوضع الاقتصادي، وكان يُحسن اختيار مُساعديه وكُتَّابه، واهتمَّ بِأهل العلم والأدب، إذ كان أديبًا فصيحًا شاعرًا، ولهُ على مُعز الدولة نُفُوذٌ في الأُمُور الهامَّة.

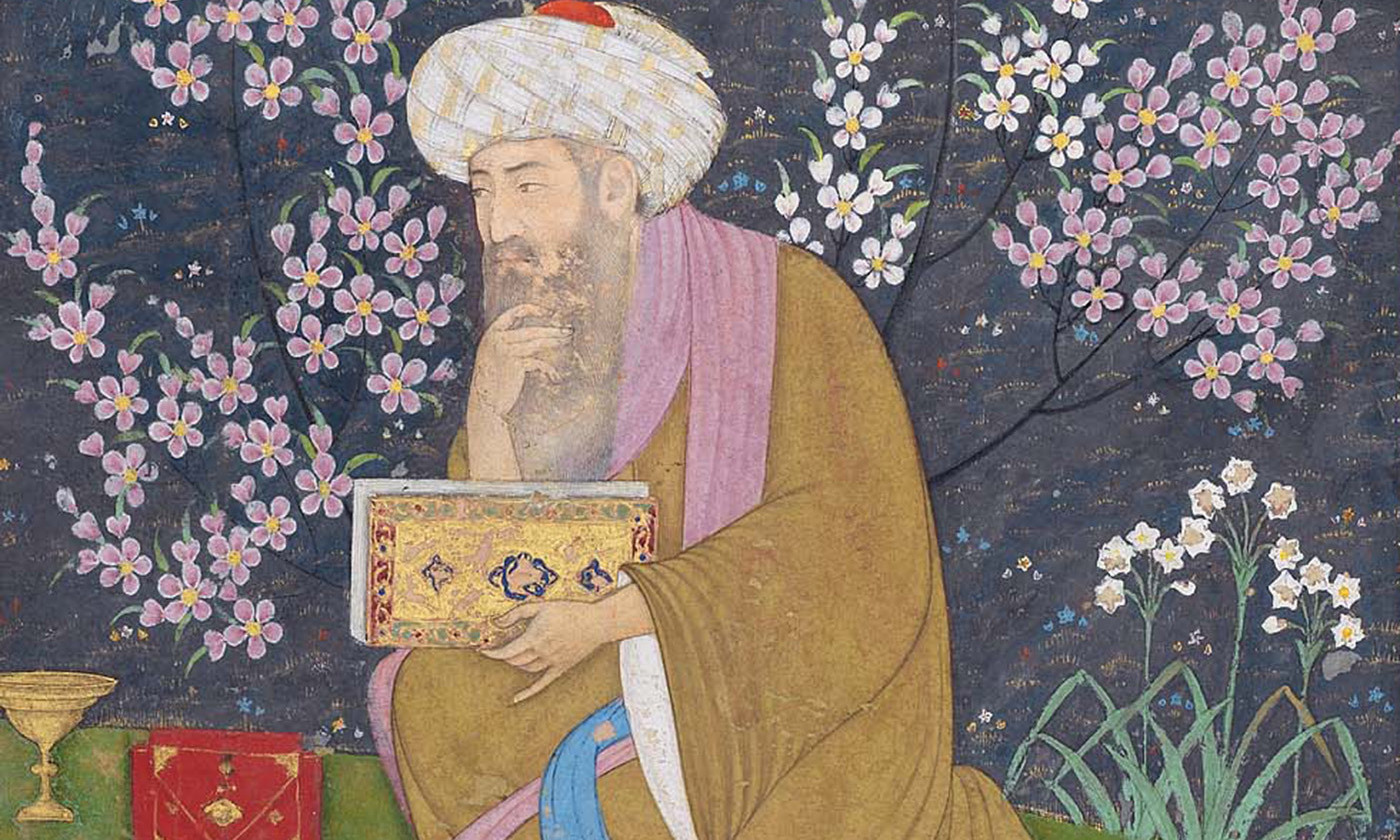
مُنمنمة فارسيَّة لِلوزير الصَّاحب بن عبَّاد، أحد أشهر الساسة والعُلماء في العصر البُويهي.

أمَّا وُزراء البُويهيين في الجبال فكان أبرزهم أبو الفضل بن العميد والصَّاحب بن عبَّاد. وكان أبو الفضل وزيرًا لِرُكن الدولة، واشتهر بِحُسن الإدارة والتنظيم والسياسة وضبط الأُمُور، واهتمَّ بِعمارة البلاد. وقال مسكويه أنَّهُ لولا ابن العميد لِخرُبت أحوال الإمارة البُويهيَّة في الجبال لِسُوء سياسة رُكن الدولة وشدَّة مُراعاته لِجُنده وعلى حساب المصلحة العامَّة. وفوق ذلك كُلِّه كان ابن العميد أحد كبار رجال العلم والأدب في عصره. وقد فاق ابن عبَّاد شُهرة أستاذه، وهو أوَّل من لُقِّب بِـ«الصاحب» من الوُزراء، وقيل لأنَّهُ كان يصحب أبا الفضل بن العميد، فقيل لهُ «صاحب ابن العميد»، وقيل بل لُقِّب بهذا لأنَّهُ صحب مُؤيِّد الدولة مُنذُ الصبا وسمَّاه الصاحب. وكان أديبًا شاعرًا. وبلغ من شُهرته أن استدعاه الأمير نوح بن منصور الساماني صاحب خُراسان لِيعمل معه، لكنَّهُ اعتذر بِكثرة أحماله، قائلًا أنَّ كُتُب العلم وحدها التي يحوزها تحتاجُ أربعمائة جملٍ لِحملها. قال أبو بكر الخوارزمي في حقِّه: «الصَّاحِب نَشَأ مِن الوَزَرَاةِ فِي حِجرِهَا، وَدَبَّ وَدَرَجَ مِن وَكرِهَا، وَرَضَعَ أَفَاوِيقَ دَرِّهَا، وَوَرَثَهَا عَن آبَائِه كَمَا قَال أَبُو سَعِيدٍ الرُّستُمِيَّ في حَقِّه»:
أمَّا وُزراء فارس، فمن أبرزهم أبي سعد إسرائيل بن موسى، أوَّل من كتب لِعماد الدولة وكان بِمثابة وزيره، فقد تمتَّع بِمُعظم رُسُوم الوزارة دون أن يتلقَّب بها، فكان يقود الجيش، ولبس القباء وتقلَّد السيف والمنطقة. رافق أبو سعدٍ عماد الدولة مُنذُ البدء، واحتلَّ لديه مكانة مرموقة، حتَّى أنَّ الأمير البُويهي كان يتبرَّك به ويُكرمه إكرامًا كبيرًا. وعندما كثُرت مُحاولات أحد الكُتَّاب وهو أبو العبَّاس أحمد بن مُحمَّد الحنَّاط القُمِّي، لِإفساد علاقة عماد الدولة بِأبي سعد، طمعًا في خلافته، نهره عماد الدولة قائلًا: «يَا هَذَا إنَّ هَذَا الرَّجُلَ صَحِبَنِي وَحَالِي صَغِيرَة وَقَد بَلَغتُ مَا تَرَى وَلَستُ أَدْرِي هَل مَا وَصَلتُ إِلَيهِ بِدَولَتِهِ أَم بِدَولَتِي وَلَيسَ إلى تَغييرُ أَمرِه طَرِيق فَإيَّاكَ أَن تُعَاوِدنِي فِيهِ». وعلى العُمُوم، فقد كانت الوزارة في فارس أكثر استقرارًا منها في بغداد، وذلك نتيجة استقرار أحوال الأولى، وشدَّة الاضطرابات والصراعات في الأُخرى. فمُقارنة عدد الوُزراء الذين تناوبوا على الوزارة في كلا المنطقتين خلال نفس الفترة قد تكون إحدى الدلائل على ذلك. ففي الفترة التي حكم فيها صمصام الدولة فارس (379 - 388هـ \ 989 - 998م) بلغ عدد وُزرائه أربعة وُزراء، في حين تولَّى وزارة بهاء الدولة في العراق وفي نفس المُدَّة أربعة عشر وزيرًا. كذلك بلغ عدد وُزراء أبي كاليجار أمير فارس خمسة وُزراء طيلة فترة حُكمه (415 - 440هـ \ 1024 - 1048م)، في حين كان عدد من تناوب على وُزارة جلال الدولة في العراق (416 - 435هـ \ 1025 - 1043م) أحد عشر وزيرًا، وقد تولَّى بعضهم المنصب أكثر من مرَّة.
واحتفظ وُزراء هذا العصر بِرُسُوم الوزارة العبَّاسيَّة. فكان الوزير عند تعيينه يُخلع عليه القباء والسيف والمنطقة المُحليين بِالذهب، ويُحمل على فرسٍ بِمركبٍ ذهب. وأحيانًا إذا أراد الأمير زيادة تكريم وزيره فكان يُضيف على الخلع الرسميَّة خلع أُخرى. على أنَّ البُويهيين وإن احتفظوا بِمُعظم رُسُوم وتقاليد الوزارة العبَّاسيَّة وأيضًا بِأساليب مُعاملة الُوزراء التي سادت الدولة العبَّاسيَّة مُنذُ أيَّام الخليفة المُقتدر، إلَّا أنَّهم أدخلوا على المنصب أربعة أُمُور جديدة:
1. بات الوزير إلى جانب تولِّيه مهامٍ سياسيَّة، يقود الجيش في المعارك، فكان جميع وُزراء فارس أو الجبال أو العراق يقودون جُيُوش أمرائهم في معاركهم الخارجيَّة والداخليَّة. حتَّى أنَّ المُوفَّق أبا علي بن إسماعيل وزير بهاء الدولة، عندما قرَّر الاستعفاء من الوزارة، كانت حُجَّته في ذلك أنَّهُ لا يُريد الجُنديَّة. وقد أدَّى هذا الدور الجديد للوزير إلى تقوية مركزه ومكانته داخل الجيش وبين القادة العسكريين، وأيضًا تجاه الأمير البُويهي.[315]
2. تعيين وزيرين في آنٍ واحد والجمع بينهما في الوزارة. وكان أوَّل من استحدث ذلك عضُد الدولة عندما استوزر سنة 363هـ المُوافقة لِسنة 973م وزيرين معًا، هُما المُطهَّر بن عبد الله ونصر بن هٰرون.[316] وكان يُريد من ذلك إبقاء إحداهما بفارس على أن يُرافقه الآخر إلى بغداد. لكنَّ هذا الأمر لم يتكرَّر كثيرًا، ففي فارس لم تعرف الوزارة مثل هذه الحالة بعد وفاة عضُد الدولة، في حين عرف العراق والجبال حالاتٍ مُشابهة. ففي سنة 375هـ المُوافقة لِسنة 985م، جمع صمصام الدولة في وزارته بين أبي القاسم عبد العزيز بن يُوسُف وأبي الحسن أحمد بن مُحمَّد بن برمويه. فخلع عليهما وسوَّى في الرُتبة بينهما وجلسا معًا في دست ت[›] الوزارة.[317] وكرَّر الأمر نفسه بهاء الدولة[318] وفخرها. وفيما عدا حالة عضُد الدولة فإنَّ الجمع بين وزيرين في وزارةٍ واحدة كان نتيجة كثرة المُرشَّحين لهذا المنصب وتلبية ضُغُوطات أفراد الحاشية والمُقرَّبين من الأمير لتوزير هذا أو ذاك، أو نتيجة طمع الأمير بالأموال المُقدَّمة من المُرشَّحين لِتوزيرهم.[315]
3. توزير نصرانيّ في هذا المنصب. وقد تمَّ ذلك في فارس على أيدي عضُد الدولة. وقد ظلَّ هذا الوزير، وهو نصر بن هٰرون وزيرًا لِعضُد الدولة أكثر من عشر سنوات، أي حتَّى وفاة هذا الأخير. وكان عضُد الدولة عندما سيطر على بغداد قد أبقى وزيره نصرًا في فارس لِيُدير أُمُورها، وسمح له بِعمارة الأديرة والكنائس.[319] ولم يحدث قبل ذلك أن وُزر غير مُسلم.
4. تعدُّديَّة الوزارة، إذ بات هُناك في العصر البُويهي ثلاث وزارات: واحدةٌ في العراق، وثانية في فارس، وثالثة في الجبال، وكُلُّ واحدةٍ مُستقلَّةٌ عن الأُخرى، وتتمتَّع بِكُل ميزات وخصائص ورُسُوم الوزارة، ولا تتميَّز وزارة أمير العراق سوى بِميزة بغداد وأهميَّتها كعاصمة الخلافة ومقر الخليفة.[315]

وممَّا لا شكَّ فيه أنَّ نُفُوذ الوزير كان مُرتبطًا بِقُدراته، وكذلك بِشخصيَّة الأمير وسياساته في إدارة البلاد، فكُلَّما كانت خبرة الأمير الإداريَّة والسياسيَّة والفكريَّة ضعيفة كُلَّما ازداد نُفُوذ الوزير وهيمنته على شُؤون الإمارة. أمَّا مُعاملة الأُمراء البُويهيين لِوُزرائهم إثر عزلهم فقد اتَّسمت بالقسوة والوحشيَّة التي عُرف بها الديالمة. فقد ضُرب الوُزراء واعتُقلوا وعُذِّبوا وقُتلوا بِأبشع الأساليب. من الأمثلة على ذلك، أنَّ عضُد الدولة، رُغم أنَّهُ لم يمس وزراءه، إلَّا أنَّهُ فتك فتكًا بشعًا بِوزيريّ ابن عمِّه وأبيه لِمُعارضتهما إيَّاه في انتزاع العراق من بختيار. فعندما تمَّ لِعضُد الدولة دُخُول بغداد، أمر بِرمي ابن بُقية وزير بختيار، وكان مسمولًا، إلى الفيلة لِتقتله، ثُمَّ أمر بِصلبه.

### النُوَّاب
برز بِشكلٍ كبير أيَّام البُويهيين، خاصَّةً في فارس والعراق، منصب «النائب» وهو الشخص الذي ينوب عن الأمير أو الوزير عندما يكون بعيدًا عن مقر إقامته. في الحالة الأولى، انحصر هذا المنصب تقريبًا عندما يتولَّى أميرٌ واحد على العراق وفارس، ويتخذ من شيراز مقرًا لإقامته، فيُرسل إلى بغداد من ينوب عنه في حُكمها. وكان ابتداء هذا الأمر مع بهاء الدولة، فعندما استولى على فارس وجعلها مقر إقامتمه، عيَّن أبو نصر سابور نائبًا لهُ في بغداد، وكان هذا الأخير وزيرًا سابقًا لِبهاء الدولة، ثُمَّ جمع بينه وبين أبي جعفر الحجَّاج في هذا المنصب سنة 391هـ، ثُمَّ انفرد أبو جعفر بالأمر في السنة التالية. لكنَّهُ لم ينجح في ضبط الأُمُور، فعيَّن عندها بهاء الدولة عميد الجُيُوش أبا علي الحسن بن أُستاذ هُرمُز نائبًا لهُ على العراق، واستمرَّ في هذا المنصب حتَّى وفاته سنة 401هـ المُوافقة لِسنة 1010م.
وفي بعض الأحيان كان الوزير نفسه هو الذي يتولَّى نيابة الأمير على العراق، كما كانت حال فخر المُلك أبي غالب وزير بهاء الدولة، وعميد أصحاب الجُيُوش ابن سهلان. وكان صاحب المنصب يُسمَّى أحيانًا «الناظر»، ويُوازي في أهميَّته منصب الوزير، إذ كانت لهُ مُطلق الصلاحيَّات في إدارة العراق، حتَّى فرض الضرائب. وقد تولَّاه عددٌ من كبار رجال الدولة البُويهيَّة كفخر المُلك وعميد الجُيُوش، فعرفت بغداد في أيَّامهم حالة من الإستقرار والأمن والعُمران. كذلك، كان الأمير البُويهي في بعض الأحيان، وعند خُرُوجه من قصره، يُعيِّنُ نائبًا له لحين عودته، كما فعل بهاء الدولة سنة 380هـ المُوافقة لِسنة 990م عندما عيَّن أبو نصر خواشاذه نائبًا لهُ في بغداد، عند خُرُوجه إلى شيراز لِمُحاربة أخيه صمصام الدولة.
أمَّا نيابة الوزير فقد باتت في هذا العصر مُرادفة لِمنصب الوزير لِكثرة اضطرار هذا الأخير لِلخُرُوج من قصره لِقيادة الجُيُوش أو في مُهمَّاتٍ أُخرى. وكان الوزير عند تعيينه يختار نائبه، وأحيانًا كان الأمير هو الذي يختار نائب الوزير. وكان لِلوزير في الكثير من الأحيان نائبين، أحدهما لِلنيابة عنه في مقرِّه، والآخر في المُقاطعة الأُخرى التي تكون تحت حُكم الأمير. وكان نائب الوزير أيضًا يُسمَّى بـ«الناظر بالأُمُور». وقد بات تولِّي هذا المنصب تمهيدًا لِتولِّي صاحبه الوزارة، وكثيرًا ما خلف النائب الوزير على هذا المنصب، فكان العلاء بن الحسن ينوب عن ابن صالحان وزير شرف الدولة في فارس، ثُمَّ تولَّى وزارة صمصام الدولة. وكان أبو غالب مُحمَّد بن علي بن خلف ينوب عن الوزير المُوفَّق، قبل أن يتولَّى وزارة بهاء الدولة. كما كان أبو الريَّان ينوب عن الوزير نصر بن هٰرون قبل أن يتولَّى بدوره الوزارة.

### الدواوين
قُسِّمت فارس إلى خمس كُور، على كُلِّ كورةٍ عامل يُديرُ شؤونها، كما كان بِفارس خمسة زُمُومٍ ث[›] لِلأكراد، ولكُلِّ زمٍ مُدن وقُرى مُجتمعة، يضمن خراجها رئيسٌ من الأكراد، وإليه تعود إدارتها. وكانت إدارة أعمال الإقليم منوطة فعليًّا بِالدواوين، وهي مجموعة الدوائر التي تضم أعدادًا من المُوظفين الذين يديرون أعمال الدولة في المجالات المختلفة، ويديرون أيضًا أعمال الأمير. وكانت الدواوين قد شهدت بِفضل العبَّاسيين أوج توسُّعها ونُمُوِّها. ولقد ورث البُويهيُّون هذه الدواوين وتنظيماتها، ولم يطرأ عليها خلال حُكمهم سوى بعض التعديلات الطفيفة. وباتت فارس كونها إحدى إمارات البُويهيين الثلاثة، ونتيجةً لما تمتَّعت به كُلٌ من هذه الإمارات من استقلاليَّةٍ ذاتيَّة، تمتلك جهازها الديواني الخاص. وكان مقرُّ هذه الدواوين في شيراز عاصمة الإقليم.
وكانت أكثر الدواوين ذكرًا عند المُؤرِّخين خلال العصر البُويهي هي: ديوان السَّواد لِلعراق، الذي وُصف بأنَّهُ «أجلُّ الدواوين»، وديوان المشرق، وديوان المغرب، وديوان الضياع الخاصَّة والمُستحدثة، وديوان الضياع الفُراتيَّة، وديوان زمام الخراج والضياع العامَّة بالسَّواد والأهواز وفارس وكرمان، وديوان زمام النفقات والخزائن، وديوان الدار، وديوان البرّ، وديوان الصدقات، وديوان زمام الجيش، وديوان الحرم، وديوان الفصّ والخاتم (الأرشيف). وكان ديوان المال المركزي يُعرف بالـ«ديوان» حصرًا، وخضع مُباشرةً لِسُلطة الوزير أو أحد كبار الكُتَّاب. وفي سنة 389هـ المُوافقة لِسنة 998م أُنشأ ديوانٌ خاص لِتحصيل ضريبة العُشر المفروضة على الثياب الحريريَّة المُصنَّعة في بغداد.
وكانت دار ضرب النُقُود تحت إشراف ديوان الخزن أو الخزائن، ويُسمَّى رئيسه «الخازن» أو «الناظر». إلَّا أنَّ التوحيدي يُشيرُ إلى ديوانٍ خاصٍّ بِالنقد هو «ديوان النقد والعيار ودار الضرب». أمَّا ديوان الجُند فقد قُسم إلى ديوانين، أحدهما لِلديالمة والآخر لِلأتراك، وسُمِّي «ديوان الجيشين». وكان لِكُلٍّ منهما رئيسٌ يُسمَّى «العارض»، وعلى صلةٍ يوميَّةٍ بالأمير. أمَّا ديوان الرسائل فكان يُسمَّى أيضًا «ديوان الإنشاء»، وكان صاحب هذا الديوان دائمًا من أقرب المُقرَّبين إلى الأمير البُويهي. وحافظ ديوان البريد على أهميَّته ودوره. وعمد أوائل البُويهيين ولِحاجتهم الماسَّة إلى تبادل الرسائل فيما بينهم إلى تنظيم وتطوير عمل السُعاة حتَّى كانت الكُتُب تصل من شيراز إلى بغداد في سبعة أيَّام. وكانت معرفة أخبار الرعيَّة والعُمَّال ورجال الدولة وأحوال الدُول الأُخرى من اختصاص صاحب البريد. وقد أولى البُويهيُّون اهتمامًا خاصًّا بالجاسوسيَّة وتوسيع نطاقها وتنظيمها. وكان الجواسيس أو «أصحاب الأخبار» على صلةٍ مُباشرةٍ بِالأمير.
كان يتولَّى كُلُّ ديوانٍ رئيس هو صاحب الديوان، وأحيانًا كان يتولَّى شخصٌ واحد رئاسة أكثر من ديوان، وكان يُساعده مجموعة من المُوظَّفين، وقد ازدادت أعدادهم باتساع الأجهزة الإداريَّة وتشعُّب الدواوين، ومنهم كان يختار كبار رجال الدولة من رؤساء دواوين ونُوَّابٍ ووُزراء. وكان يُخلع على أصحاب الدواوين ويُلقَّبون. وكعادة البُويهيين، فلم يعُد رؤساء الدواوين يتلقُّون مُرتَّبات كما كانت الحال سابقًا، بل كانوا يُقطعون إقطاعًا بدلًا عن ذلك. إلَّا أنَّهم فوق ذلك كانوا يحصلون بِطُرُقٍ مشروعة وغير مشروعة على وارداتٍ كبيرة. فعندما قرَّر مُعز الدولة مُصادرة كُتَّابه وعُمَّاله سنة 350هـ المُوافقة لِسنة 961م لِتأمين الأموال لِبناء قصره، كان جواب أحدهم: «إنِّي خَدَمتُ الأَمير مُعِزّ الدَّولَة وَلَا أَمْلِكُ إلَّا طَنفَسَة وَكِسَاء وَدَوَاة، وَأَنَا اليَوم نَظِيرُ أَكبَرَ مَلِكٍ مِن مُلُوكِ الأطرَافِ مَالًا وَضِيَاعًا وَأَثَاثًا وَغِلمَانًا روقَةً وَفَرشًا».

### القضاء
ظلَّ القضاءُ بِمنأى نسبيًّا عن سُلطة الأُمراء البُويهيين، واحتفظ الخليفة بِحق تعيين القُضاة وعزلهم. لكنَّ ذلك لم يكن مُطلقًا، إذ عمليًّا كان الخليفة يكتفي بِإقرار أو بِرفض تعيين القُضاة المُقترحين من الأُمراء البُويهيين، وقد وقع خلافٌ بين الأمير البُويهي والخليفة حول تعيين القُضاة مرَّتين. ففي سنة 350هـ المُوافقة لِسنة 961م، مكَّن مُعز الدولة أبو العبَّاس بن أبي الشوارب في منصبه كقاضٍ، وكان الأخير قد اشترى منصبه هذا مُقابل مائتيْ درهمٍ سنويًّا، تُدفع لِمُعز الدولة، رُغم مُعارضة الخليفة المُطيع الشديدة لِذلك ورفضه إقرار هذا التعيين ولا حتَّى السماح لِهذا القاضي من الوُصُول إليه في أيَّام المواكب والمُناسبات. كما تمكَّن الخليفة القادر من تجميد قرار بهاء الدولة في تعيين الشريف أبي أحمد الحُسين بن موسى قاضيًا لِلقُضاة لِأنَّهُ كان شيعيًّا، فيما وافق على تقليده إمارة الحج والمظالم ونقابة الطالبيين. وفيما عدا هاتين الحالتين التي حاول فيهما الأمير البُويهي فرض قُضاةٍ لا يستوفون الشُرُوط الأساسيَّة لِلتعيين كما جرت العادة، فقد سارت الأُمُور على أن يقترح الأمير البُويهي، في أغلب الأحيان، تعيين القُضاة، ثُمَّ يُقرُّ الخليفة هذا الاقتراح مُرفقًا بالعهد والخِلَع.

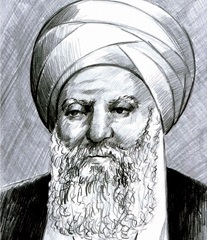
رسمٌ تخيُّليّ لِلقاضي عبد الجبَّار بن أحمد الأسدآبادي المُعتزلي، الشهير اختصارًا بالقاضي عبد الجبَّار، أحد أبرز قُضاة الإسلام في العصر البُويهي.

وقد حافظ هذا المنصب على أهميَّته ومكانته، ولم يتولَّاهُ عُمومًا سوى رجالٌ عُرفوا بِالاستقامة والعلم والعدل. ولم تتكرَّر تلك الحادثة التي أقدم عليها مُعز الدولة، بل إنَّهُ سُرعان ما تراجع عنها وعزل ابن أبي الشوارب سنة 352هـ المُوافقة لِسنة 963م، وعُيِّن بدلًا منه أبو بِشر عُمر بن أكثم، فكان مثال القاضي الصالح المُتشدِّد، فاشترط على أن يتولَّى القضاء دون رزقٍ وأصرَّ على أن لا يمضي شيئًا من أحكام سابقه. وفي سنة 363هـ المُوافقة لِسنة 973م، استعفى قاضي القُضاة ببغداد أبو مُحمَّد بن معروف لِأنَّهُ رفض إمضاء أمرٍ غير شرعيّ. ولم يكن خليفته مُحمَّد بن صالح بن أُم شيبان أقل تشدُّدًا منه، فاشترط عند تولِّيه منصبه ألَّا يتناول على القضاء أجرًا يُخلع عليه، ولا يأمر ما لا يوجبه حُكم، ولا يقبل شفاعةً في فعل ما لا يجوز وفعل ما لا يقتضيه شرع.
كذلك احتفظ القُضاةُ بِمكانتهم، فعندما ورد قاضي القُضاة أبو الحسن عبد الجبَّار بن أحمد وأبو الحُسين علي بن ميكال إلى بغداد في طريقهما إلى الحج سنة 389هـ المُوافقة لِسنة 998م، خرج القُضاة والفُقهاء والشُهُود ووُجُوه الناس وكبار رجال الدولة وعلى رأسهم أبو نصر سابور نائب بهاء الدولة في العراق لِاستقبالهما. وقد بلغ من قُوَّة القاضي أبي حامد أحمد بن مُحمَّد الإسفرائيني أن كتب إلى الخليفة بعد أن وقع منه ما أوجب ذلك: «إعلَم أنَّكَ لَستَ بِقَادرٍ عَلَى عَزلِي عَن وِلَايَتِي الَّتي وَلَّانِيهَا الله تَعَالَىٰ، وَأَنَا أَقدِرُ أَن أكتُبَ إلى خُرَاسَانَ بِكَلِمَتَينِ أو ثَلَاث أَعزِلُكَ عَن خِلَافَتِك». كذلك لم يتردَّد أقضى القُضاة أبو الحسن الماوردي سنة 429هـ المُوافقة لِسنة 1037م، رُغم علاقته الوطيدة بِجلال الدولة ومكانته العالية عند البُويهيين، من الامتناع عن الإفتاء بِجواز تلقيب الأمير بِـ«ملك المُلُوك» رُغم إفتاء العديد من القُضاة والفُقهاء بِذلك.
وكان بعض القُضاة من المُقرَّبين جدًا لِلأُمراء البُويهيين ووُزرائهم حتَّى اعتُبروا من حاشيتهم، ومن هؤلاء كان القاضي علي بن مُحمَّد التَّنُوخي. فيُحكى أنَّهُ كان من أصحاب الوزير المُهلَّبي وممَّن كانوا يجتمعون عنده في الأُسبُوع ليلتين على أطراح الحشمة والتبسُّط في القصف والخلاعة. أمَّا ابنه القاضي أبو علي المُحسن، صاحب «الفرج بعد الشدَّة» و«نشوار المُحاضرة»، فكان من المُقرَّبين لِعضُد الدولة ويُرافقه أحيانًا في تنقُلاته، إلَّا أنَّهُ في آخر أيَّامه غضب عليه وعزله. وفيما عانى الكثير من الأُمراء والوُزراء وكبار رجال الدولة من الاعتقال والمُصادرة والقتل والإضطهاد، فلا تذكر المصادر سوى بعض الحالات القليلة التي اعتُقل فيها قُضاةٌ أو صودرت أموالُهم، وليس هُناك من إشارةٍ لأيِّ قاضٍ قُتل أو مات مسجونًا خلال العصر البُويهي.
وفي هذا العصر، لم يعد منصب قاضي القُضاة في يد رجُلٍ واحدٍ فقط يُعيِّنه الخليفة، ثُمَّ يستنيب صاحب هذا المنصب من شاء في كُلِّ إقليمٍ وفي كُلِّ بلدٍ من قُضاة. بل صار هُناك أكثر من قاضٍ لِلقُضاة، فبات في البلد الواحد أربعة مُشتركون، كُلٌ منهم يُلقَّب قاضي القُضاة. ورُبما كان ذلك أحد الأسباب التي أدَّت إلى إيجاد منصبٍ جديدٍ في هذه الفترة، هو «أقضى القُضاة»، الذي كان أوَّل من لُقِّب به هو قاضي القُضاة أبو الحسن الماوردي، صاحب «الأحكام السُّلطانيَّة»، وذلك سنة 429هـ المُوافقة لِسنة 1037م. ويبدو أنَّ هذا اللقب اقتضتهُ ضرورة إعادة التمييز بين صاحب المنصب الأسمى في القضاء أو «رئيس الهيئة القضائيَّة» بالتعبير المُعاصر، وبين سائر القُضاة، الأمر الذي لم يعد يُؤمِّنه لقب قاضي القُضاة بعد أن تعدَّد حاملوه. أمَّا لِجهة صلاحيَّات هذا المنصب فلا يبدو أنَّها اختلفت عن تلك التي كانت لِقاضي القُضاة أصلًا. وقد برز في هذا العصر في سائر أنحاء الدولة العبَّاسيَّة، اتجاهٌ لِجعل المناصب وراثيَّة في بعض المراكز والمهن، وكان أبرز ذلك في مناصب القضاء. ففي القرنين الثالث والرابع الهجريين، تقلَّد قضاء القُضاة من أُسرةٍ واحدةٍ هي أُسرة أبي الشوارب ثمانية رجالٍ ببغداد، عدا ستَّة عشر قاضيًا آخرين من هذه الأُسرة. كذلك كان الأمر بِفارس، إذ برز بنو أبي بردة، الذين كانوا يتولُّون قضاء القُضاة في هذه المُقاطعة مُنذُ سنة 325هـ المُوافقة لِسنة 937م، وكان منهم عبد الله بن مُحمَّد بن أبي بردة، أحد المُعتزلة المشهورين.
وكان الخليفة يُعيِّنُ إلى جانب قاضي القُضاة الذي كان مقرُّه عادةً في بغداد، عددًا من القُضاة في المُقاطعات والمُدُن الرئيسيَّة. وبالإجمال فإنَّ الوحدات القضائيَّة لم تكن مُتطابقة مع الوحدات الإداريَّة والضرائبيَّة القائمة. فبغداد وأعمالها كانت مُقسَّمةً إلى أربع مناطق قضائيَّة على كُلٍ منها قاضٍ، لكنَّ هذا التقسيم لم يكن ثابتًا، كذلك عدد القُضاة، إذ كان يتبدَّل بِسبب وفاة أحد القُضاة أو لِأسبابٍ أُخرى، فأحيانًا كان عدد قُضاة بغداد ثلاثة وأحيانًا اثنين، وفي بعض الحالات واحد. وكان بعض القُضاة أحيانًا يجمعون في أيديهم بين قضائين أو أكثر، كما في حالة القاضي عبد الجبَّار الذي جمع بين قضاء الرَّي وجرجان وطبرستان.

## المظاهر الحضاريَّة والثقافيَّة

### العُلُوم والآداب

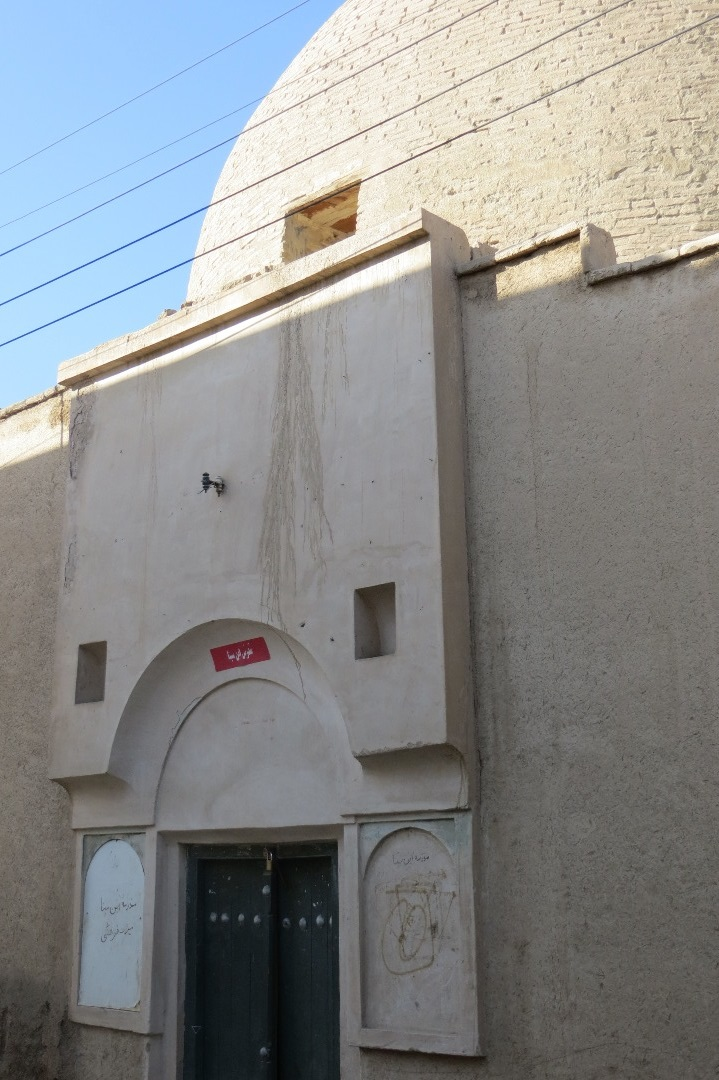
مدرسة ابن سينا، إحدى المدارس التي بناها البُويهيُّون في مدينة أصفهان، كما بدت في سنة 2021م.

كانت الحركة العلميَّة والثقافيَّة الإسلاميَّة مُستمرَّةً في تطوُّرها ونُمُوِّها عندما استولى البُويهيُّون على السُّلطة في الدولة العبَّاسيَّة، واستمرَّت هذه الحركة قائمةً على قدمٍ وساق طيلة هذا العصر، رُغم الاضطرابات السياسيَّة التي كانت تبرز بين عهدٍ وآخر من عُهُود أُمراء بني بُويه. وكان من الحسنات القليلة والمُؤقَّتة لِحالة التجزئة السياسيَّة والاضطرابات الاجتماعيَّة التي عمَّت أنحاء الدولة واشتدَّت مُنذُ الرُّبع الأوَّل لِلقرن الرابع الهجري، أنَّها ساعدت بِشكلٍ غير مُباشر على نهضة الثقافة الإسلاميَّة. ذلك أنَّ تعدُّد بلاطات الأُمراء، حيثُ استمرَّ اعتبار وُجُود مجالس العلم والأدب في قُصُور الأُمراء والوُزراء وكبار رجال الدولة، إحدى علامات عظمة هذه الممالك، أدَّى إلى زيادة مجالسهم، ممَّا يعني حركةً واسعةً لِرعاية الأُدباء والعُلماء، الأمر الذي وفَّر لهم إمكانات العطاء والإنتاج. وانتشرت عادة إهداء الكُتَّاب أعمالهم إلى الأمير ويؤلفوا الكتب أحيانًا بناءً على طلبه ورغبته. كما أدَّت الصراعات الاجتماعيَّة المُتنوِّعة بين الأجناس والطوائف والفرق إلى نهضة وغزارة النتاج في عُلُوم الدين والفقه والفلسفة لِحاجة كُلِّ طرف إلى إيجاد المُبرِّرات الدينيَّة والفلسفيَّة لِإثبات حُججه ومنطقه.
ورُغم أنَّ الإخوة المُؤسِّسُون كانوا بعيدين كُلَّ البُعد عن أيَّ اهتمامٍ أدبيٍّ أو علميّ، إلَّا أنَّ الجيل الثاني من البُويهيين، والذي تربَّى وتشبَّع بِالثقافة العربيَّة الإسلاميَّة، قد أبدى اهتمامًا كبيرًا بِالحياة العلميَّة والأدبيَّة، فعدا عن رعايتهم لِلعُلماء والأُدباء، والإنشاءات التي أقاموها كالمراصد والمكتبات والمدارس والبيمارستانات، فإنَّ اهتمامهم وإعجابهم وانخراطهم في الحياة الثقافيَّة قد أوصل بعضُهم إلى أن يكونوا شُعراء بِاللُغة العربيَّة التي لم يكن يُجيدها أسلافهم الأوائل. وأدَّى تقسيم الدولة البُويهيَّة إلى ثلاث إمارات إلى وُجُود ثلاث عواصم وبالتالي ثلاثة مراكز ثقافيَّة هي بغداد والرَّي وشيراز، إلى جانب المراكز الحضاريَّة الأُخرى التي كانت تحت سُلطة سُلالاتٍ أُخرى، مثل حلب والقاهرة وقُرطُبة وبُخارى وغيرها. لكنَّ بغداد ظلَّت الحاضرة الثقافيَّة الحقيقيَّة والأساسيَّة، وإليها يسعى كُلُّ من يبغي التعلُّم والتفقُّه، وهي الممر والمُستقرّ لِكافَّة العُلماء والأُدباء والفُقهاء والفلاسفة. أمَّا الحواضر الأُخرى كشيراز والرَّي، فإنَّ انتعاش الحياة الثقافيَّة فيها كان مُرتبطًا بِشخصيَّة الأمير أو الوزير ومُيولهما الثقافيَّة والفكريَّة.

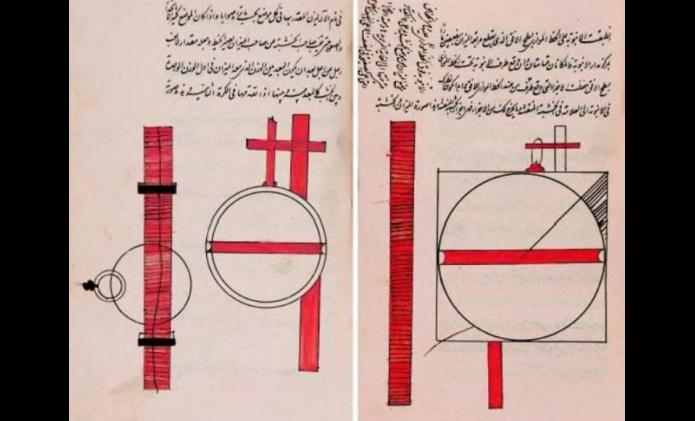
إحدى مخطوطات أبي بكرٍ الكرجيّ المُهندس، يشرح فيها حفر القنوات لِجرِّ المياه.

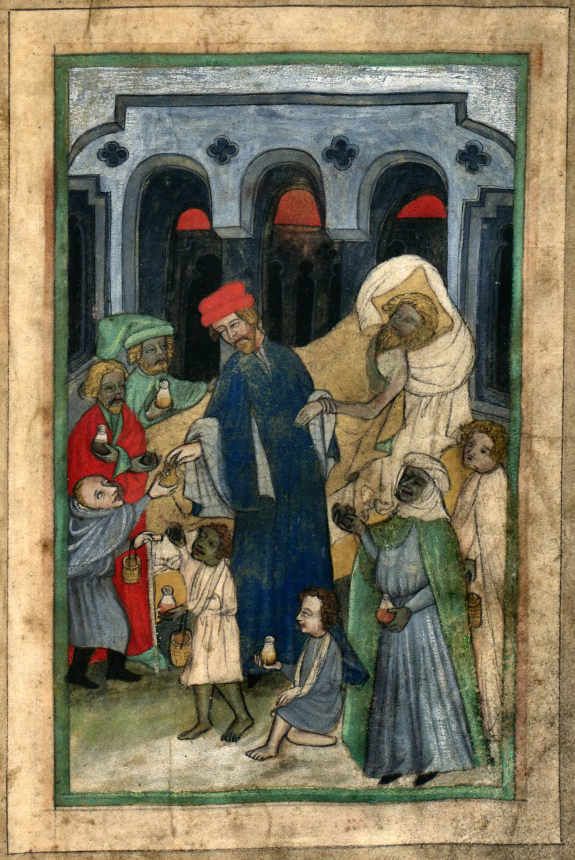
مُنمنمة تُصوِّرُ ابن سينا، أهم وأشهر أطبَّاء العصر البُويهي، وهو يُعالج مريضًا. المُنمنمة بولونيَّة، تعود لسنة 1479 أو 1480م.

وكان عددٌ من وُزراء الأُمراء البُويهيين من أهل العلم والأدب. فالمُهلَّبي كان أديبًا شاعرًا وناثرًا، مُشجعًا لِأهل العلم مُغدقًا عليهم. ومن جُملة الأُدباء الذين كانوا على صلةٍ وثيقةٍ به أبو الفرج الأصفهاني صاحب «كتاب الأغاني»، وكان كثير المدح له ويصفه بأنَّ لهُ نظمًا كالدُّرّ، ونثرًا رقيقًا، وقُدرة على التعبير عن المعنى الكثير بِاللَّفظ القليل. ووصف أبو حيَّان التوحيدي نُدماء المُهلَّبي بـ«أعيان الفضل وسادة ذوي العقل» من أهل الأدب والعُلُوم. أمَّا ابن العميد وزيرُ رُكن الدولة، فيصفه مسكويه قائلًا أنَّهُ كان أكتب أهل عصره وأجمعهم لآلات الكتابة حفظًا للُّغة والغريب وتوسُّعًا في النحو والعُرُوض واهتداءً إلى الاشتقاق والاستعارات وحفظًا للدَّواوين من شُعراء الجاهليَّة والإسلام. وكان شعره في أعلى درجات الشعر وأرفع منازله. وكان عالمًا بتفسير القُرآن وبالهندسة والمنطق والفلسفة والحيل.
والواقع أنَّ وُزراء البُويهيين لعبوا دورًا أساسيًّا في النهضة العلميَّة والثقافيَّة على مُختلف الجبهات، واستمرَّ هذا الدور حتَّى عندما انغمس الأُمراء البُويهيين في الثقافة العربيَّة. يذكر مسكويه الذي كان يعمل خازنًا لِمكتبة ابن العميد أنَّها كانت عامرةً فيها كُتُبٌ من كُلِّ علمٍ وأدب، وبلغ حجمها مقدار حُمُولة مائة وقر (حِمل). وكان لِلصَّاحب بن عبَّاد مكتبة ضخمة تضُمُّ من كُتُب العلم خاصَّةً ما يُحمل على أربعمائة جملٍ أو أكثر. وكان الصَّاحب يُنافس عضُد الدولة فيما جُمع حوله من رجال العلم والأدب، حتَّى شبَّههُ مادحوه بِهٰرون الرشيد لِكثرة ما اجتمع حوله من عُلماءٍ وأُدباء. وممَّن كانت تضُمُّهم مجالس الصَّاحب: أبي الحسن السَّلامي، وأبي بكرٍ الخوارزميّ، وأبي العبَّاس الضَّبيّ، وغيرهم الكثير. وقد ألَّف الصَّاحب عددًا من الكُتُب منها كتابٌ في اللُّغة سمَّاه «المُحيط» وهو في سبع مُجلَّدات، وكتاب «الكافي» في الرسائل، وكتاب «الكشف عن مساوئ شعر المُتنبي»، وكتاب «الإمامة» يذكُر فيه فضائل علي بن أبي طالب، وغيرها من المُؤلَّفات. ومن دور العلم الأُخرى التي أنشأها الوُزراء، دارٌ في الكرخ ابتاعها أبو نصر سابور وزير بهاء الدولة سنة 381هـ المُوافقة لِسنة 991م، وسمَّاها «دار العلم»، ونقل إليها كُتُبًا كثيرةً ابتاعها وجمعها وعمل لها فهرسًا، وكان فيها أكثر من عشرة آلاف مُجلَّد، وقد احترقت هذه الدار عند دُخُول السلاجقة بغداد.
وكان الأُمراء البُويهيُّون يُؤمِّنون حاجات كبار رجال العلم والأدب الماديَّة، إن عن طريق الأعطيات والهدايا، أو عن طريق تعهُّد أعمال هؤلاء. فقد بلغ مجموع ما تلقَّاه المُتنبِّي من عضُد الدولة إثر زيارته له مائتيْ ألف درهم عدا الخِلَع والهدايا الأُخرى. وعندما تمَّ لِلوزير فخر المُلك فتح قلعة سابور، وهب حمزة بن إبراهيم، وكان عالمًا بالنُّجُوم، مائة ألف دينار. وعندما أهدى أبو الفرج الأصفهاني كتاب الأغاني إلى سيف الدولة أعطاه ألف دينار، وبلغ ذلك الصَّاحب بن عبَّاد فاعتبر أنَّ سيف الدولة قصَّر في في حقِّ أبي الفرج، وأنَّهُ يستاهل أضعاف ذاك المبلغ. ومن أبرز الأُدباء والعُلماء الذين كانوا على صلةٍ بِالأُمراء البُويهيين: أبو إسحٰق الصَّابي صاحب «كتاب التَّاجي» في أخبار الدولة البُويهيَّة، الذي ألَّفهُ بناءً على طلب عضُد الدولة، وكان شديد التعصُّب لِبني بُويه، ولهُ قصائد في مدح عددٍ من أُمرائهم. ومنهم أيضًا أبو الفرج الأصفهاني، وكان من نُدماء المُهلَّبي وعمل كاتبًا عند رُكن الدولة. وعُثمان بن جنِّي من أهم عُلماء النحو، وابن نُباتة السعدي الشاعر، ومسكويه المُؤرِّخ والفيلسوف، وهلال الصابئ المُؤرِّخ والكاتب، وابن الأعلم الشريف الحُسيني المُنجِّم وعالم الفلك، وأبو سهل القوهي عالم الفلك والريَّاصيَّات، وهو الذي كلَّفه شرف الدولة بإدارة المرصد الذي بناه في بغداد، وأبو الوفاء البوزجاني المُهندس، وأبو بكر الكرجي المُهندس وعالم الرياضيَّات وصاحب «كتاب الفخري» في الجبر والمُقابلة وكتاب «الكافي» في علم الحساب. كذلك برز في هذا العصر عددٌ كبيرٌ من الأطبَّاء، من أبرزهم: ثابت بن سنان وكان يتولَّى إدارة بيمارستان بغداد، ونظيف النفس الرومي، وأبو الخير الجرائحي وأبو يعقوب الأهوازي، وغيرهم كثيرون. إلَّا أنَّ أشهر الأطبَّاء الذين اتَّصلوا بالبُويهيين يبقى الشيخ الرئيس ابن سينا.

### الاقتصاد

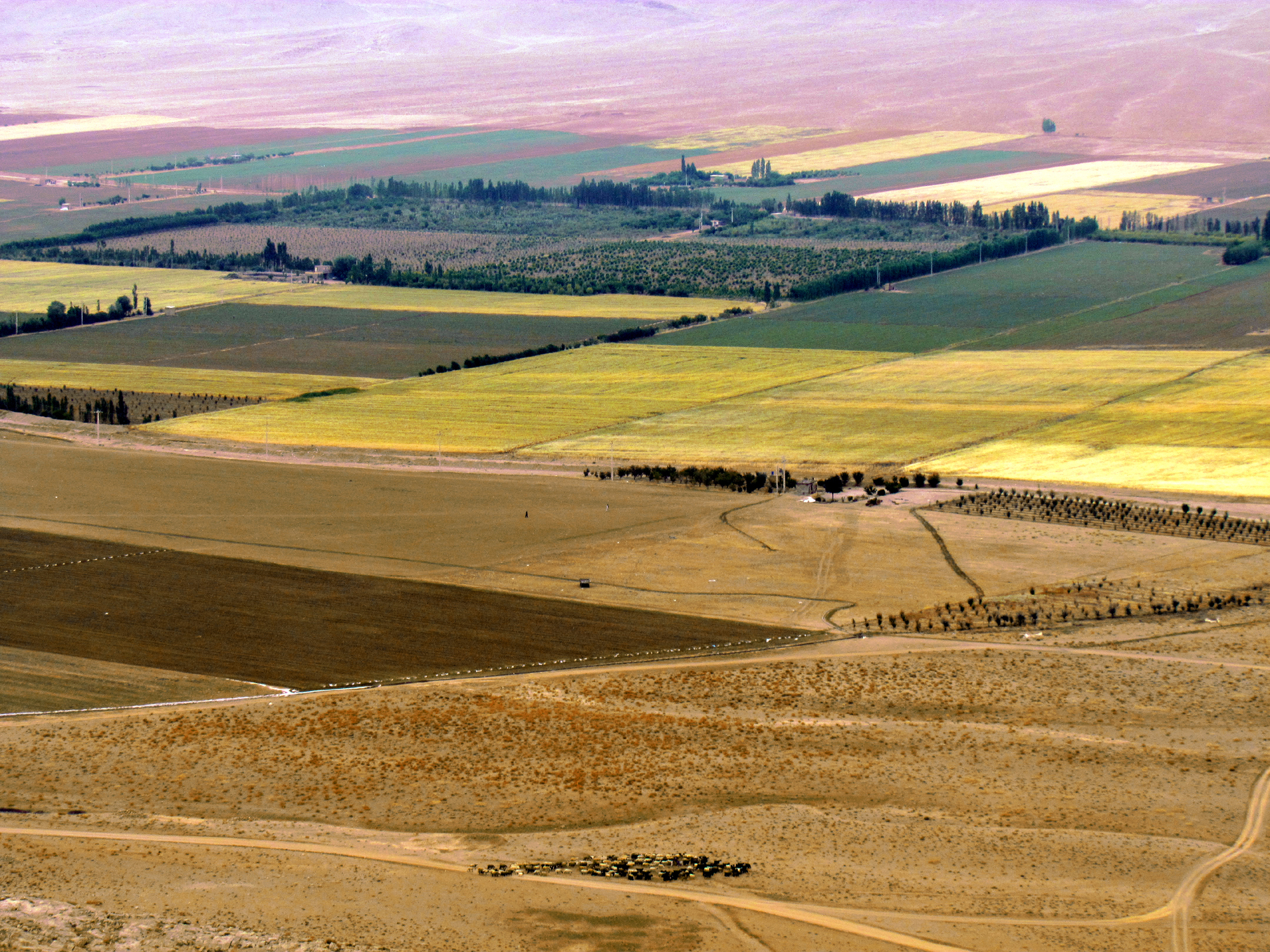
أراضٍ زراعيَّةٌ في فارس.

شكَّلت الزراعة الركيزة الأساسيَّة لِاقتصاد الدولة البُويهيَّة، خاصَّةً زراعة فارس، فقد كان هذا الإقليمُ زراعيًّا من الدرجة الأولى، وكانت الكثير من أراضيه الجبليَّة والساحليَّة خصبة وصالحة لِلانتفاع بها، وقد انتشرت هذه الأراضي حول المُدُن الكبيرة والصغيرة وفي الأرياف حول القُرى، وشملت كافَّة كُور فارس الخمسة. وقد اختلفت الأوضاع الزراعيَّة بِفارس عمَّا هي عليه في العراق، فعند استيلاء البُويهيين على الديار العراقيَّة، كانت أحوالها الزراعيَّة في تدهوُرٍ شديد نتيجة الصراعات الحادَّة بين الأُمراء في فترة إمارة الأُمراء (324 - 334هـ \ 935 - 945م)، وكان من نتيجتها أن انبثقت الأنهُر وخرُبت القنوات وهُدمت الجُسُور ودُمِّرت المزروعات، وأُضيفت إليها نتيجة حالة الفلتان الأمني السائدة، هجمات البدو وقُطَّاع الطُرُق على المزارع ونهبهم لِلمزروعات، ثُمَّ زيدت الضرائب واشتدَّ ظُلمُ المُزارعين، في حين حافظت الحياة الزراعيَّة بفارس على استقرارها ونشاطها، وتابعت ذلك إثر سيطرة البُويهيين عليها. وكان لِعضُد الدولة الفضل في رعاية على هذا القطاع الاقتصادي وتطويره.

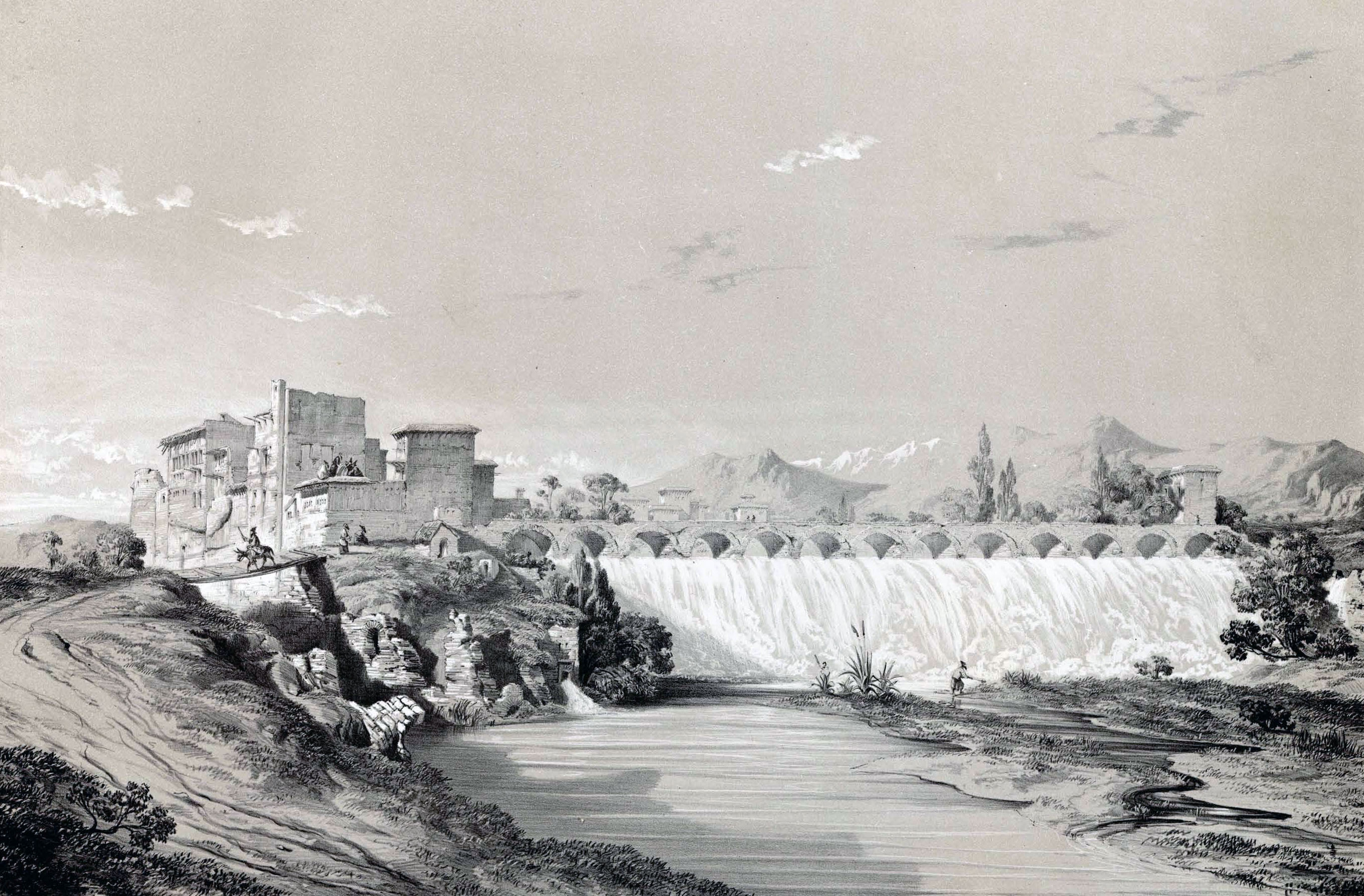
سد بند أمير.

أبدى عضُد الدولة عنايةً فائقةً بِنظام الريّ، وكان أهمُّ إنجازاته في هذا المجال ذاك السدُّ الكبير الذي بناه على نهر كُر شمال شرق شيراز، المشهور بِسد «بند أمير». وكانت الأراضي المُجاورة لِلسدِّ مُوات، فأُحييت بعد أن مُدَّت إليها قنوات الماء، كما سُقيت أراضي ثلاثمائة قرية أُخرى، وبات مردود هذه المنطقة كبيرًا جدًّا. كذلك، ومن أجل تأمين الماء لِإصطخر وأعمالها، بنى عضُد الدولة خزَّانًا كبيرًا لِلمياه، كما بنى لاحقًا عددًا آخر من الأحواض والخزَّانات. وعندما دخل بغداد سارع إلى سدِّ بُثُوق الأنهُر، وأعاد حفر قنوات الماء وتنظيف مجاريها بعد أن سُدَّت، وكانت هذه القنوات تروي بغداد والمناطق المُحيطة بها، كما أعاد القنوات التي أصابها الخراب في السَّواد، وأعاد بناء كثيرٌ من السُدُود والقناطر الواقعة على ثُغُور الأنهُر، وطالب الرعيَّة بالعمارة، وأكَّد عليهم ضرورة العناية بِمُنشآت الريّ بِصورةٍ خاصَّة، واحتيط عليهم بالتتبُّع والإشراف. وكانت مسألة جباية الخراج وموعده من أهم المُعضلات التي تُواجه الفلَّاحين. فوضع عضُد الدولة طريقةً مُنتظمةً لِلجباية، فأخَّر موعدها إلى عيد النَّيرُوز، وكان قبل ذلك تُؤخذ سلفًا قبل إدراك الغلَّات ممَّا كان يضُرُّ بالمُزارعين كثيرًا.
رُغم ما سلف، يعتبر شيخ المُؤرِّخين العرب الدكتور عبد العزيز الدُّوري أنَّ العصر البُويهي شكَّل بداية انحراف التطوُّر الاقتصادي في الدولة العبَّاسيَّة، إذ انتقل نظامُ هذه الدولة من الاعتماد على التجارة والنقد، إلى الاعتماد على الزراعة، وما رافقها من نُشوء نظامٍ إقطاعيٍّ عسكريّ. يقولُ الدُّوري أنَّهُ لمَّا كان البُويهيُّون لا يعنيهم إلَّا الحُصُول على أكبر ما يُمكن من الواردات بالضرائب وغيرها، ولأنَّ المُؤسسين الأوائل كانوا على درجةٍ كبيرةٍ من الجهل ويحملون إرثًا قبليًّا قديمًا، وألفوا في بلادهم نظام الإقطاع، فإنَّهم أقاموا إقطاعًا عسكريًّا في البلاد التي سيطروا عليها، ووزَّعوا الأراضي والقُرى على الجُند والقادة عوض أن يدفعوا لهم الرواتب، فصار هؤلاء يأخُذُون من وارد ضرائب تلك البلاد، علمًا بأنَّ النُقُود كانت مُتوافرة، ولا حاجة فعليَّة لإقامة مثل هذا النظام. وكان ابتداء الإقطاع العسكريّ بالدولة البُويهيَّة في سنة 334هـ المُوافقة لِسنة 946م، أي خلال عهد مُعز الدولة. ففي هذه السنة شغب الديالمة على أميرهم شغبًا قبيحًا، فضمن إطلاق رواتبهم في مُدَّةٍ ضربها لهم، ممَّا اضُطرَّهُ إلى «خبط الناس واستخراج الأموال من غير وُجُوهها»، فأقطع قادته وخواصَّه وأتراكه أراضٍ عامَّة في العراق، حتَّى صار أكثر السَّواد مُغلقًا، وزالت أيدي العُمَّال عنه، وبقي اليسيرُ منه محلولًا.
وكان المفروض أن يدفع المُقطع شيئًا من المال إلى الخزينة، وأن يتكلَّف بنفقات الريّ، وأن تُشرف الدواوين على الجباية، ولكن شيئًا من ذلك لم يحصل، وتصرَّف المُقطعون وكأنَّ الأراضي ملكهم، فأدَّى ذلك إلى خراب قسمٍ من الإقطاعات لأنَّ الجُند لا يهُمُّهم سوى جمع المال، ولذا كانوا يطلبون غيرها. يقول مسكويه: «…صَارَ الرَّسمُ جَارِيًا بِأن يُخَرِّبَ الجُندُ إقطَاعَاتِهِم ثُمَّ يَرُدُّوهَا وَيَعتَاضُوا عَنهَا مِن حَيثُ يَختَارُون…». وزاد من سوء الحال اعتماد المُقطعين على غلمانهم ووُكلائهم لِإدارة إقطاعاتهم، فلم يضبطوا أعمالهم، و«لم يهتدوا إلى وجه تثمير ومصلحة»، بل كانوا يقطعون أموالهم بِضُرُوبٍ من الفساد، واستعاض هؤلاء الغلمان والوُكلاء عن ما يذهب من أموالهم بِمُصادرة أموال بعض العامَّة. وأهملوا مُتطلِّبات الريّ، فتضرَّرت الزراعة، وأدَّى ذلك إلى خراب الكثير من القُرى، وتدهور وضع المُزارعين والفلَّاحين، وتعرَّضوا لِلظُلم والإفقار، فتخلَّى بعض المُلَّاك عن أراضيهم، وهرب الكثير من الفلَّاحين. يقول مسكويه: «…فَسَدَت المَشَارِب وَبَطُلَت المَصَالِح وَأَتَت الجَوَائِح عَلَى التَنَّاء وَرَقَّت أَحوَالُهم فَمِن بَينِ هَاربٍ جَالٍ وَبَينَ مَظلُومٍ صَابِر لَا يُنصَف وَبَينَ مُستَرِيحٍ إلَى تَسْلِيمِ ضَيْعَتِهِ إلى المُقطَع لِيَأمَنَ شَرَّه وَبَوَائِقُه…».
وكان من آثار إهمال نظام الريّ حُدُوث فيضاناتٍ مُتكرِّرة، أضرَّت بالزراعة في السَّواد، ولعب هذا العامل إلى جانب غارات الأعراب على الأطراف ونزاعاتهم المُتكرِّرة إلى نشر الفوضى والخراب في البلاد الصالحة لِلزراعة، ولاقى التُجَّار والفلَّاحون الأمرَّين منهم، ممَّا أدَّى مُجتمعًا إلى تكرار الغلاء والمجاعات بِشكلٍ لا سابق له. وأدَّى هذا الوضع إلى تغيُّرٍ كبيرٍ في الوضع الاجتماعي الاقتصادي لِلأراضي الشرقيَّة التابعة للدولة العبَّاسيَّة. فتدهوُر الاقتصاد النقدي وعجز الحُكُومة عن النُهُوض بِواجباتها العامَّة، وجُذُورها القبليَّة الإقطاعيَّة، دفعها إلى أن تعهد إلى الجُند أخذ الوارد مُباشرةً. ولكن ضعف السُّلطة المركزيَّة تجاه الجُند دفع بالأهالي إلى طلب حماية المُتنفِّذين، فقوي مركز المُقطَعين، ولم يقتصروا على الجباية، بل صاروا إلى تولِّي الأرض نفسهان وجرَّ ذلك إلى زيادة قُوَّة الإقطاعيين، وإلى تقلُّص الملكيَّات الصغيرة وتلاشي ملكيَّة الفلَّاحين، فتخلَّى الكثيرون منهم عن أراضيهم.
ومن جهةٍ أُخرى، تراجع النشاط التجاري والصيرفي في العصر البُويهي نتيجة اعتماد البُويهيين على الزراعة، وتقلَّص التعامل بالنَّقد في نطاق الدولة. هذا إضافةً إلى تعرُّض التُجَّار لِلمُصادرات ولِلضرائب الكثيرة نتيجة تجزئة أراضي الدولة العبَّاسيَّة. كذلك، كان اضطراب الأوضاع العامَّة، وعدم إدراك البُويهيين لِدور التجارة في الحياة الاقتصاديَّة، سببٌ إضافيٍّ زاد في تقلُّصها. هذا ولم يتورَّع البُويهيُّون عن التلاعب بالنَّقد أحيانًا، وذلك بِتخفيض نسبة المعدن الثمين فيه، كوسيلةٍ حسب فهمهم، لِلتوفير لِلخزينة، فأدَّى ذلك إلى إرباك مُعاملات البيع والشراء، وتقلَّص دور المُؤسِّسات الصيرفيَّة ومُعاملات الائتمان، فلم يعد لها ذلك الدور الواضح في تيسير التجارة وتنشيطها، ممَّا أثَّر بدوره سلبًا في حركتها.

### العُمران والبناء

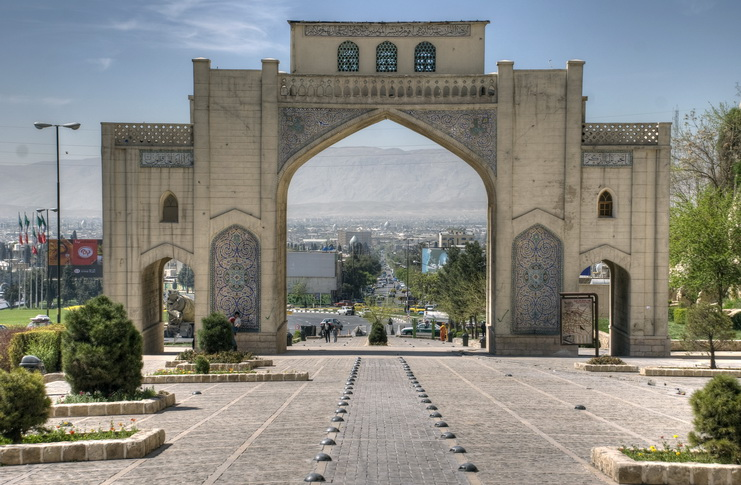
بوَّابة القُرآن في شيراز، من الآثار المعماريَّة لِعضُد الدولة.

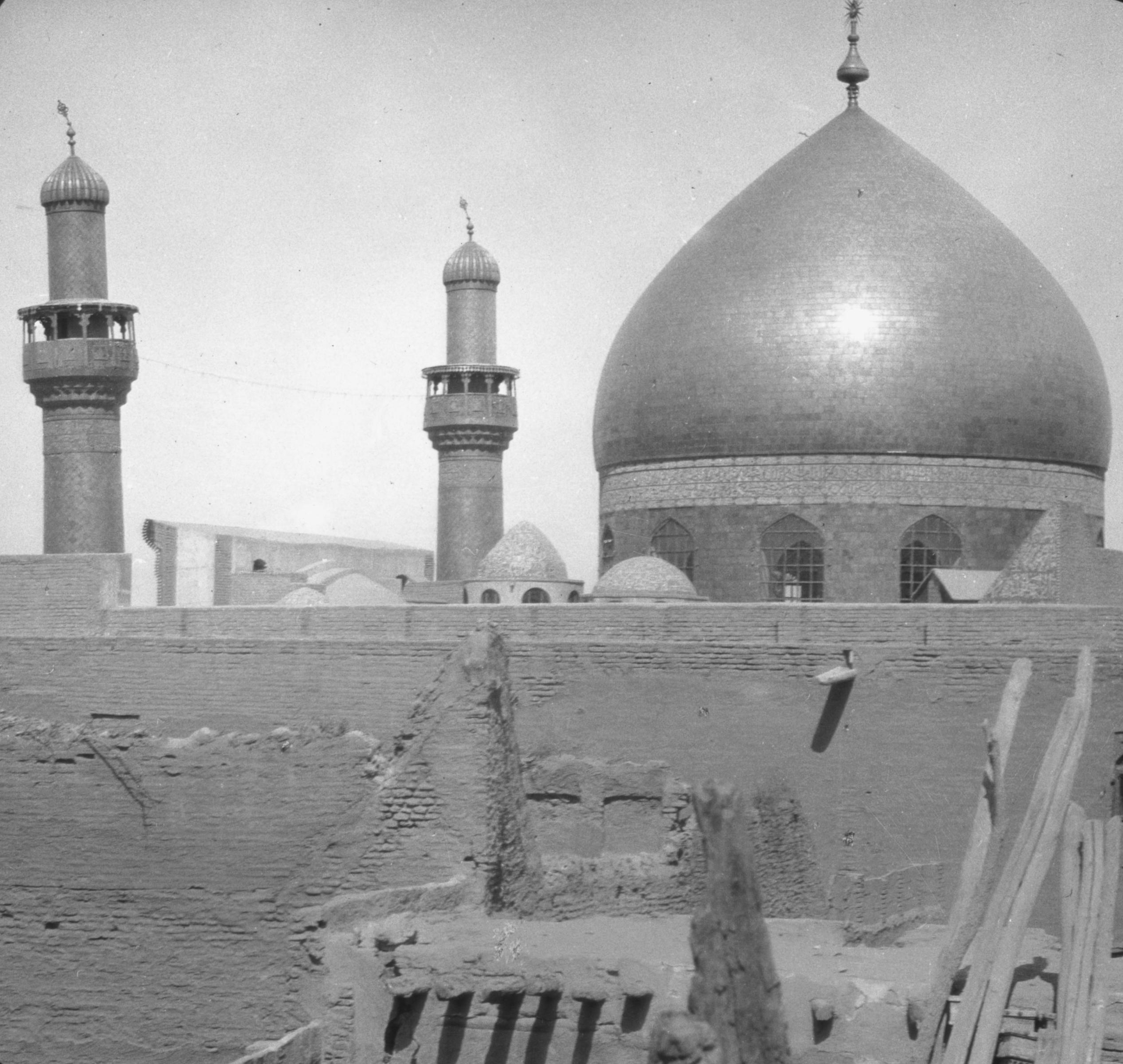
الروضة الحيدريَّة كما بدت سنة 1932م. جدَّد عضُد الدولة عمارتها، على أنَّ بناءه زالت آثاره في حريق سنة 753هـ.

شهدت فارس حركةً عُمرانيَّةً نشطة في عهد عضُد الدولة، فبنى في شيراز قصرًا عظيمًا أحاطه بالبساتين والأشجار، وحفر فيه الأحواض وجمع المرافق، وألحق به مكتبةً ضخمة. ومن أهم أعمال عضُد الدولة العُمرانيَّة في فارس، السدّ الذي بناه على بُعد عشرة فراسخ شمال شرق شيراز المعروف بسدِّ «بند أمير»، وقد أُعجب به وبِضخامته كُلُّ من رآه. وتألَّف هذا السدُّ من حائطٍ كبيرٍ جُعل أساسه من الرَّصاص، وعلى جانبيه عشرة دواليب، وتحت كُلِّ دولابٍ رحىً. كما بنى عضُد الدولة بِالقُرب منه مدينة جرَّ إليها الماء بالقنوات، وكانت هذه القنوات تُؤمِّنُ المياه لِثلاثمائة قرية. وأعاد عضُد الدولة تجديد بناء مدينة فيروزآباد الساسانيَّة، على بُعد نصف فرسخٍ من شيراز، واتَّخذها مقرًا لهُ بعد أن ازدحمت شيراز وضاقت بأهلها وجُندها. وفي الحقيقة فإنَّ هذه الخُطوة كانت تكريسًا لِلعادة التي ظهرت بين مُلُوك الإسلام مُنتذُ مُنتصف القرن الثالث الهجري، وهي أن يبنوا إلى جانب العاصمة مُدُنًا خاصَّةً تكون مقرًّا لهم، مثل سامرَّاء والجعفريَّة إلى جانب بغداد، ورقَّادة التي اتخذها بنو الأغلب بِجوار القيروان، والقطائع التي اتَّخذها الطولونيُّون إلى جوار الفسطاط.
وفي كازرون بنى عضُد الدولة مقرًّا لِلسَّماسرة تُؤمِّنُ دخلًا يوميًّا بِقيمة عشرة آلاف درهم. وقد اتَّخذ السماسرة والتُجَّار قُصُورًا في البلد وضواحيها تدُلُّ على غناهم. وإلى جانب إنجازاته بفارس، حظيت كرمان وخوزستان والعراق باهتمام عضُد الدولة من الناحية العُمرانيَّة. ففي بغداد أنشأ عضُد الدولة بيمارستانًا وجهَّزهُ بِكُلِّ ما يحتاج من آلاتٍ وأدواتٍ وأطبَّاء، وعمل بين يديه سوقًا للبزَّازين، ووقف عليه وُقُوفًا كثيرة لِتأمين احتياجاته الماليَّة. كما جدَّد عضُد الدولة بناء الروضة الحيدريَّة في النجف، وبقي البناء هو ذاته لغاية سنة 753هـ حينما احترق. ويُلخِّص الروذراوري ما تركهُ عضُد الدولة من آثارٍ جميلة قائلًا:
| « | وأمَّا ما عمله من الآثار الجميلة فإنَّهُ جدَّد بِفارس وخوزستان، منها ما هو باقي الأثر عند الناظر شائع الخبر عند السَّامع. وعمد إلى مصالح بغداد فأوجدها بعد العدم وأعادها إلى ريعانها بعد الهرم، واستدرَّ أفاويق الأعمال بعد أن كانت مُتصرِّمة واستمدَّ ينابيع الأموال بعد أن كانت مُستهدمة وفعل في تجديد العُمران وبناء البيمارستان ووقَّف الوُقُوف الكثيرة عليه ونقل أنواع الآلات والأدوية من كُلِّ ناحيةٍ إليه ما يُدرك العيان بعضه إلى الآن، وعمل السُّكور وأنفق فيها الأموال وأعدَّ عليها الآلات ووكَّل بها الرجال وألزمهم حفظها بالليل والنَّهار وراعى ذلك منهم أتمَّ مُراعاة في آونة المُدود الجوارف وأزمنة الغُيوث الهواطل وأوقات الرياح العواصف. | » |

وما أن مات عضُد الدولة حتَّى خفتت الحركة العُمرانيَّة وتراجعت، فإنَّ خُلفاؤه لم يُبدوا اهتمامًا فعليًّا في عمارة البلاد، فتكادُ أن لا تُذكر إنشاءاتُهم التي أقاموها في فارس وغيرها، منها السُّور الذي بناه أبو كاليجار حول شيراز، وبعض المكتبات وقنوات الماء التي أقامها وُزراء بني بُويه.

### المُجتمع
حافظ المُجتمع الإسلامي خلال العصر البُويهي على تنوُّعه العرقي الكبير. وكان التنوُّع السُكَّاني في المُدُن أكثر منهُ في الأرياف والجبال والبوداي، إذ ظلَّ سُكَّانُ هذه المناطق أكثر تجانُسًا. وقد ضمَّت العراق وفارس والجبال خلال هذا العصر كُلٌ من العرب والفُرس والأكراد والديالمة والزُطّ والأتراك، وكان أغلبهم مُسلمين، إضافةً إلى السُّريان واليهود. وكان لا بُدَّ أن ينعكس هذا التنوُّع السُكَّاني والديني في ظل الأوضاع السياسيَّة والاقتصاديَّة على صفات وسُلُوك وتقاليد أهالي البلاد المُختلفة، ويختلف باختلاف فئاتهم الاجتماعيَّة. يقول الإصطخري واصفًا الطبقة الحاكمة في هذا العصر، من أُمراءٍ وعُمَّال دواوين، إضافةً إلى التُجَّار من أهل فارس: «وَأَمَّا أَخلَاقُ مُلُوكِهِم وَالَتنَّاء مِنهُم وَالمُخَالِطِينَ للسُّلطَان مِن عُمَّالِ الدَّوَاوِين وَغَيرِهِم فَالغَالِبُ عَلَيهِم استِعمَال المُرُوَّة فِي أحوَالِهِم، وَالنَّزَاهَةَ عَمَّا يُقبَحُ بِهِ الحَديثُ مِن الأخلَاقِ الدَّنيَّة، والمُبَالَغَةِ في تَحسِينِ دُورِهِم وَلِبَاسِهِم وَأَطعِمَتِهِم، وَالمُنَافَسَةُ فِيمَا بَينِهِم فِي ذَلِك. وَالآدَابُ الظَّاهِرةُ فِيهِم؛ وَأمَّا تُجَّارَهُم فَالغَالِب عَلَيهِم مَحَبَّة جَمع المَال وَالحِرص». ويصف الإصطخري أيضًا طبقة التُجَّار في بعض المُدُن مثل كازرون وفسا وغيرها قائلًا: «فَهُم أهلُ تِجَارَاتٍ في البَرّ، وَقَد أُعطُوا مِن ذلك حظًا جزيلًا، حتَّى أنَّ أحدهم لِيبلُغَ مُلكَهُ الكَثِير… وَفِيهِم اليَسَارُ الظَّاهِر حَيثُمَا كَانُوا، وَمَا عَلِمتُ مَدِينَة فِي بَرٍّ وَلَا بَحرٍ فِيهَا قَومٌ مِنَ الفُرسِ مُقِيمُون إلَّا وَهُم عُيُونُ تِلكَ المَدِينَة، وَالغَالِب عَلَيهِم اليَسَارُ واستِقَامَةُ الحَالِ وَالعِفَّة».
وعُرفت فارس خلال هذا العصر بكثرة أماكن الفسق والفُجُور وانتشار البغاء، حتَّى وُصفت بأنَّها «أكثر أقاليم المملكة الإسلاميَّة فُسقًا»، وقيل أنَّ أفسق بلادها هي سيراف. كما قيل أنَّ دور الزنا كانت ظاهرةً بِشيراز، وتُقصد كما تُقصد الحمَّامات. ويُذكر أنَّ عضُد الدولة فرض ضريبةً على الراقصات والعاهرات، وكان يُضمِّن هذه الضريبة، مُخالفًا بِذلك الشريعة الإسلاميَّة الآمرة بِمُحاربة هذه الظاهرة والأمر بالمعروف. وكانت المرأة بِفارس في هذا العصر على قدرٍ كبيرٍ من الحُريَّة، ولرُبَّما ازداد هذا الأمر بِتأثير الديالمة، فقد كانت المرأة في المُجتمع الديلمي تتمتَّع بِحُريَّاتٍ كثيرة فيما يتعلَّق بالعمل وإدارة شُؤونها ومُشاركة الرجال في الأعمال ومُخالطتهم.
وكان لِكُلِّ فئةٍ من النَّاس زيِّها ولباسها. فيقول الإصطخري أنَّ السلاطين بِفارس كانوا يرتدون القُبى، ورُبَّما لبسوا الدَّراريع، ومن المعروف أنَّ عضُد الدولة كان يلبسُ قباءً. إلَّا أنَّ الأمر لم يبقَ ثابتًا كما يقول ابن حوقل، فقد تغيَّر زيَّ الأُمراء وغلبت عليهم الملابس الديلميَّة، كحاشيتهم وجُندهم وأصحابهم. أمَّا القُضاة فكانوا يلبسون الدَّنيَّات وما شابهها من القلانس المُشمَّرة عن الأُذُنين مع الطيالسة والقُمُص والجباب، ولم يلبسوا الدرَّاعة ولا خُفًّا بكسرةٍ. وكان الكُتَّاب في فارس والعراق يلبسون الدَّراريع والعمائم، فإن لبسوا تحت العمائم قلانس جعلوها خفيَّة، توقى الوسخ ولا تظهر، وكانوا يلبسون الخُفَّ المُكسَّر الألطف من خُف الأمير، ولا يلبسون قُبىً ولا طيالسة. أمَّا التُجَّارُ والملَّاكين من أهل الإقليمين فكانوا يرتدون الطيالسة والعمائم والخفاف التي لا كسر فيها والقُمُص والجباب والمُبطَّنات.
وكان الأهالي من مُختلف الطوائف يُشاركون بعضهم بعضًا الاحتفال بالأعياد، كما كان الحال في الفترات السابقة على العصر البُويهي. فكانت أعياد بغداد على سبيل المِثال تكادُ تكون نصرانيَّةً من كُلِّ وجه، وكان المُسلمون واليهود وغيرهم يُشاركون النصارى في الجانب الاجتماعي المُسلِّي من تلك الأعياد دون أن يتدخَّلوا في الجانب الديني. ففي يوم عيد الفصح كان البغداديُّون يقصدون «دير سمالو» شرق مدينتهم حيثُ يلهون ويستمعون إلى أهل الطرب، وكذلك في عيد القدِّيسة أشموني يقصدون الدير حامل اسمها في قطربل فيلهون ويستمعون إلى المُطربين والعازفين ويتنزَّهون، ويتنافسون فيما يظهرون به هُناك من زينتهم. أضف إلى ذلك، كانت الأديرة ببساتينها الفسيحة وقاعات شرابها الباردة، مُجتمع أهل البطالة ومقصد طُلَّاب اللذَّات من البغداديين. أمَّا أهم أعياد المجوس التي كان يُحتفل فيها، خاصَّةً في فارس، فكانت النَّيرُوز والمهرجان. وكانت العادة في النَّيرُوز أن يجلس الأمير البُويهي لِلتهنئة ويُوزِّع الهدايا على الجُند ويخلع على القادة. أمَّا في عيد المهرجان فكان الناس يتهادون فيه كما يتهادون في النَّيرُوز، إلَّا أنَّهُ تميَّز عنه بأنَّ الرعيَّة يهدون فيه إلى الأمير. وبطبيعة الحال كان المُسلمون يحتفلون بِعيديّ الفُطر والأضحى. واختصَّت فارس بِعيدٍ كان هو عيد «كرد فناخسرو»، وهي مدينة فيروزآباد التي أعاد عضُد الدولة بناؤها، وحملت اسمه، إذ جعل لها عيدًا سنويًّا في شهر ربيعٍ الأوَّل، لِلاحتفاء بِذكرى دُخُوله المدينة. وكان الناس يجتمعون فيه من النواحي للشُرب والفسق واللَّهو.

### الدين

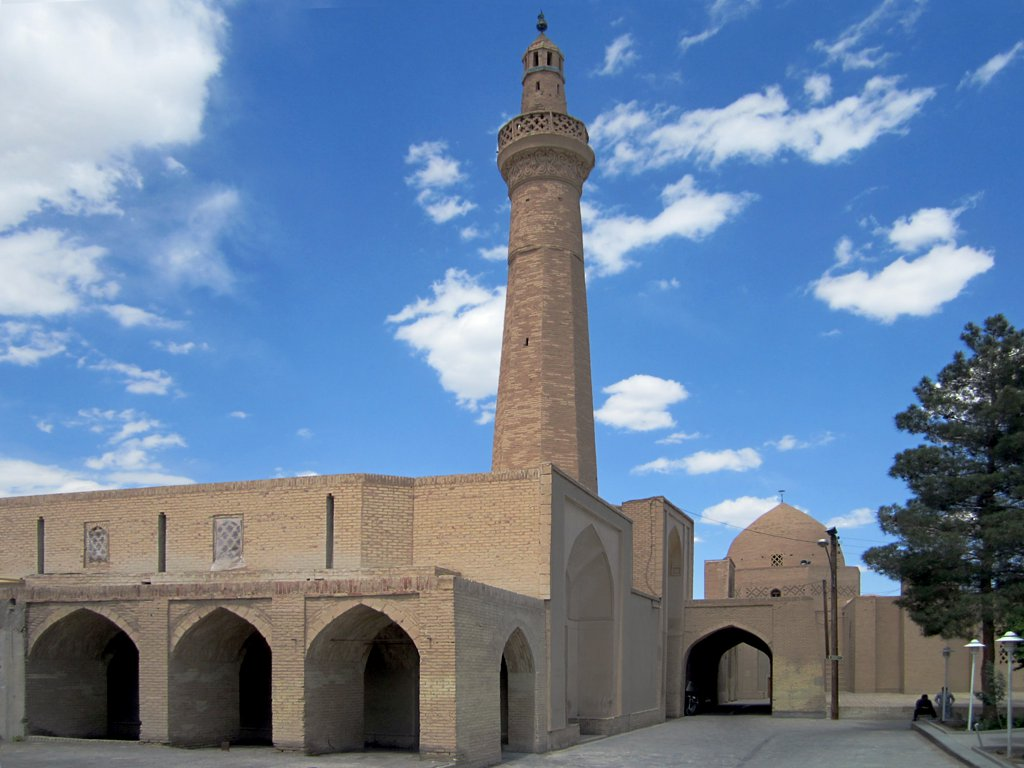
جامع نائين، من المساجد التي بناها البُويهيُّون في فارس.

كان الإسلامُ قد غلب على القسم الأعظم من أهالي البلاد التي سيطر عليها البُويهيُّون، مُنذُ ما قبل قيام دولتهم. وإلى جانب المُسلمين عاشت أقليَّاتٌ صغيرة من المجوس والنصارى واليهود. أمَّا المُسلمون فكان أغلبهم من أهل السُنَّة والجماعة، وكانوا يُهيمنون على بلادٍ ومناطق عديدة. فيقول الإصطخري بأنَّ أهل شيراز وإصطخر وفسا كانت تغلب عليهم المذاهب السُّنيَّة كأهل بغداد، وكان الطاغي عليهم في الفتيا مذهب أهل الحديث. وكان أهل مناطق ساحل فارس، المُمتدَّة من سيراف إلى مهربان وأرَّجان، يغلب عليهم مذاهب أهل البصرة في القدر، في حين كان المُعتزلة بِتلك المناطق أقليَّة، إلَّا أنَّهم كانوا الأغلبيَّة في جهرم. كما كان الشيعة كُثُر في خرَّة.
ويُفهم من النُصُوص التُراثيَّة أنَّ أهل الحديث والأحناف كانت لهم الغلبة في فارس، كما كان للظاهريَّة وُجُود، إلى جانب الشَّافعيَّة والحنابلة. ويبدو أنَّ المذهب الشَّافعي أخذ يُحقِّقُ تقدُّمًا في فارس مُنذُ مطلع القرن الخامس الهجري، حتَّى طغى هذا المذهب على يزد وكازرون وجيلويه وسابور. أمَّا الحنابلة فرُغم الانتشار الذي لاقوه في بغداد، وتعاظُم عددهم وقُوَّتهم حتَّى باتوا يُشكِّلون ما يُشبه حزب مُعارضة سياسي - ديني دفاعًا عن أهل السُنَّة ومقام الخلافة، بِوجه تقدُّم الشيعة الإماميَّة المحميَّة من البُويهيين، والإسماعيليَّة بعد استيلاء الفاطميين على مصر، رُغم ذلك، فإنَّ انتشارهم بِفارس كان محدودًا، ويُحتمل أنَّ من أسباب ذلك كان غياب الفتن أو قلَّتها بين أهل السُنَّة والشيعة في هذا الإقليم. كذلك الحال بِالنسبة لِلظاهريَّة، فرُغم أنَّ عددًا منهم تولَّى القضاء بِفارس، وكانوا يُلاقون الدعم والتأييد من عضُد الدولة، إلَّا أنَّهُ يبدو أنَّ أنصار هذا المذهب انحصروا في فئة رجال الفكر والعلم. كذلك كانت حالة المُعتزلة، الذين وإن عادوا لِلانتعاش خِلال العصر البُويهي، وتولَّى الكثيرون منهم مراكز مُهمَّة في الدولة، وبرز منهم الكثير من العُلماء، إلَّا أنَّهم عادوا لِلتقهقر بعد اشتداد حملة الخلافة عليهم والتي وصلت أوجها سنة 420هـ المُوافقة لِسنة 1029م.
ولم يفرض بنو بُويه مذهبهم الزيدي أو يجعلوه المذهب الرسميّ لِلبلاد التي حكموها، كونهم لم يجدوا في ذلك مصلحةً سياسيَّة، بل احتضنوا الشيعة الاثنا عشريَّة في سبيل الاعتماد عليهم كقُوَّةٍ شعبيَّة في مُواجهة أهل السُنَّة الذين هم القُوَّة الشعبيَّة لِلخلافة العبَّاسيَّة. وكان لِلبُويهيين فضلٌ كبيرٌ على الدعوة الإثنيّ عشريَّة، فقد عاش في ظلِّهم وبِحمايتهم الفُقهاء الذين حدَّدوا مُنذُ ذلك الحين المضمون الدقيق والثَّابت لِهذه العقيدة. ومن هؤلاء الفُقهاء الثلاثة الكبار، أصحاب الكُتُب الأربعة، وهُم: الشيخ الكليني الذي تُوفي بُعيد قيام الدولة البُويهيَّة، والشيخ مُحمَّد بن علي بن بابويه، وهو أهمُّهم، فقد عمل بتشجيع وحماية البُويهيين في الرُبع الثالث من القرن الرَّابع الهجري، والشيخ الطوسي. وإلى هؤلاء يُضاف عددٌ آخر من كبار عُلماء وفُقهاء الإثنيّ عشريَّة. ومن أساليب تقرُّب البُويهيين من الرعايا الشيعة أن جعلوا من مُناسباتهم الدينيَّة أعيادًا واحتفالات. ففي سنة 352هـ المُوافقة لِسنة 963م، عمد مُعزُّ الدولة إلى تحويل ذكرى مأساة كربلاء في العاشر من مُحرَّم إلى احتفالٍ دينيّ، فأمر أهل بغداد بأن يُغلقوا دكاكينهم ويُبطِّلوا الأسواق والبيع والشِّراء، وأن يُظهروا النياحة، وأن تخرج النساء مُنشِّراتٍ الشُعُور مُسوِّدات الوُجُوه قد شققن ثيابهُنَّ، يدُرن في البلد بالنَّوائح ويلطمن وُجُوههُنَّ حُزنًا على مقتل الحُسين وأصحابه، ففعل الناسُ ذلك. يقول ابن الأثير: «وَلَمْ يَكُنْ لِلسُّنَّةِ قُدْرَةٌ عَلَى الْمَنْعِ مِنْهُ لِكَثْرَةِ الشِّيعَةِ؛ وَلِأَنَّ السُّلْطَانَ مَعَهُمْ». ثُمَّ أتبع مُعزُّ الدولة ذلك بأن جعل من الثامن عشر من ذي الحجَّة مُناسبة ذكرى غدير خُمّ عيدًا لِلشيعة، فأظهروا الفرح وأشعلوا النيران وزيَّنوا البلد، وفُتحت الأسواق بِاللَّيل ابتهاجًا.
وتمادى مُعزُّ الدولة في إثارة أهل السُنَّة مُحاولًا استقطاب الشيعة، ففي سنة 351هـ المُوافقة لِسنة 962م، أمر الشيعة ببغداد أن يكتبوا على المساجد: «لَعَنَ الله مُعَاوِيَةَ بْنَ أَبِي سُفْيَانَ، وَلَعَنَ مَنْ غَصَبَ فَاطِمَةَ  فَدْكًا، وَمَنْ مَنَعَ مِنْ أَنْ يُدْفَنَ الْحَسَنُ عِنْدَ قَبْرِ جَدِّهِ ، وَمَنْ نَفَى أَبَا ذَرٍّ الْغِفَارِيَّ، وَمَنْ أَخْرَجَ الْعَبَّاسَ مِنَ الشُّورَى». فلمَّا كان الليل محى بعضُ العامَّة ما كُتب. نتيجة هذه السياسة، بات العراق في العصر البُويهيّ المركز الأوَّل للتشيُّع في ديار الإسلام، وازداد أنصار المذهب الحنبلي عددًا وقُوَّةً، وتصدَّروا لِلدفاع عن العقيدة السُّنيَّة، فكان هذا من أسباب توالي الفتن الطائفيَّة في دار الخلافة، حتَّى أنَّهُ ما كانت تمُرُّ سنة دون وُقُوع فتنةٍ أو أكثر بين الفئتين. وكانت هذه الفتن من الضخامة وشدَّة العُنف أنَّها كانت تُسفرُ عن إحراق أسواقٍ بكاملها وتدمير أُلُوف الدكاكين والدُّور وهلاك العديد من الناس. وصار أهلُ السُنَّة بدايةً من سنة 389هـ المُوافقة لِسنة 998م يحتفلون بِمُناسبتين اخترعوهما ردًا على عاشوراء والغدير، وهي ذكرى مقتل مُصعب بن الزُبير ويوم الغار. أمام هذا الواقع، وتفلُّت الأمن، لم يتردَّد خُلفاء مُعزّ الدولة، أو نُوَّابهم، في التصدِّي لِلفتن بِقُوَّةٍ وحزم، وإن كان مصدرها الشيعة. ففي سنة 393هـ على سبيل المِثال، منع عميدُ الجُيُوش أهل الكرخ من النوح في المشاهد، وتعليق المُسُوح في الأسواق، كما منع أهل السُنَّة من مثل ذلك فيما نسبوه إلى مقتل مُصعب بن الزُبير.

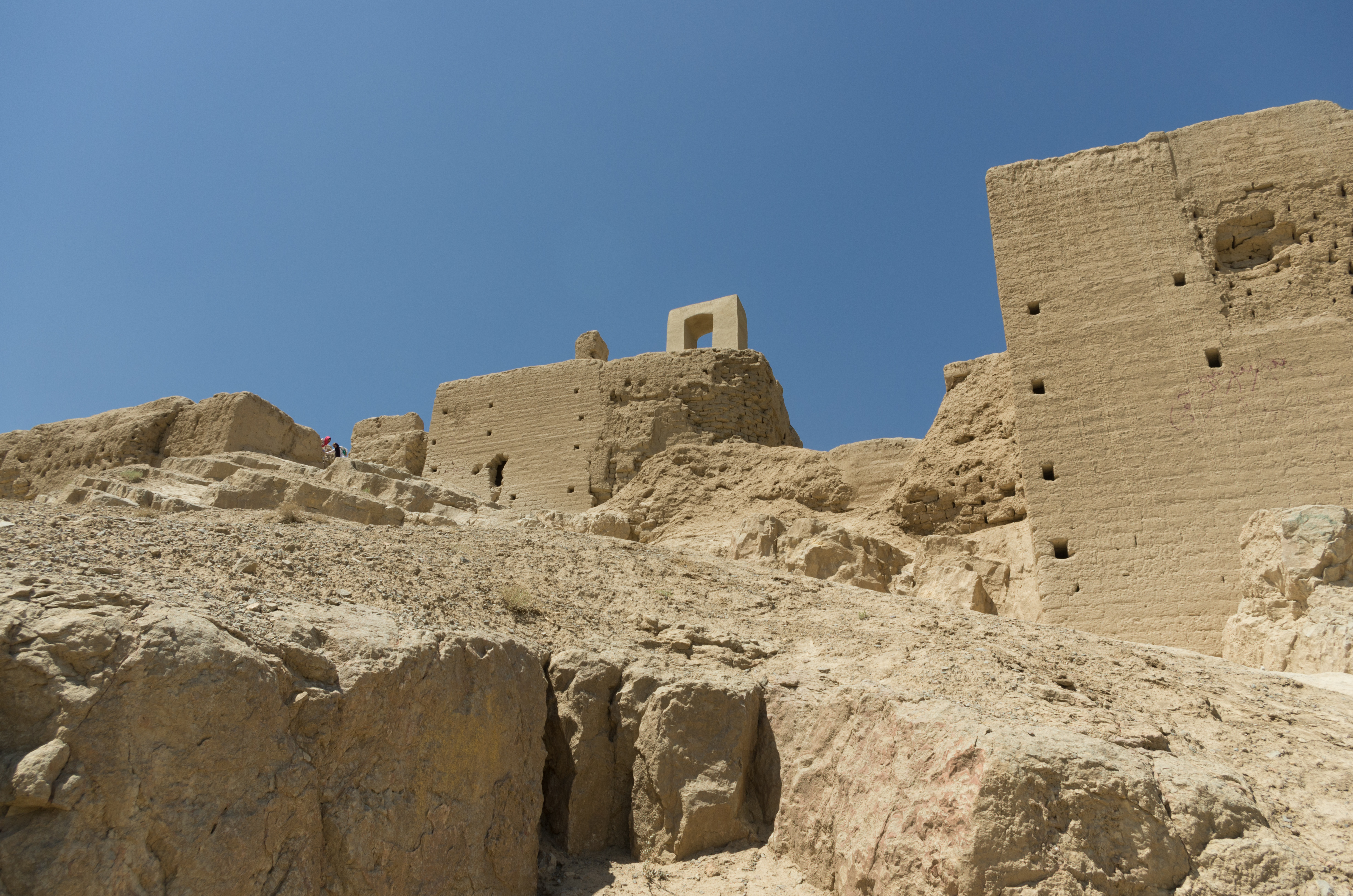
أطلال بيت النَّار في أصفهان كما بدت في سنة 2015م.

وتمتَّع أهلُ الذِّمَّة خلال العصر البُويهي بِحُريَّة إدارة شُؤونهم الدينيَّة بِصُورةٍ كاملةٍ كما كان الحال قبل قيام هذه الدولة، ولم تكن السُّلُطات تتدخَّل في الشعائر الدينيَّة الخاصَّة بهم، وقد احتفظوا بِدُور عباداتهم؛ فحتَّى هذا الوقت ظلَّت بُيُوت النَّار مألوفة في فارس، فما كانت فيها ناحية أو مدينة تخلو من بيت نارٍ لِلمجوس. وكان هُناك العديد من الأديرة والبيع والكنائس. ومن المعروف أنَّ عضُد الدولة سمح لِوزيره المسيحي نصر بن هٰرون بِأن يبني البيع والأديرة، ويُطلق الأموال لِفُقراء النصارى. وعاش أهلُ الذِّمَّة خلال العصر البُويهي في جوٍّ من التسامُح الكُلِّي، يكفي لِلدَّلالة على ذلك أنَّهُ لم يُسجِّل المُؤرِّخون وُقُوع أيِّ حادثةٍ بين أهل الذِّمة والمُسلمين في فارس خُصُوصًا طيلة هذا العصر، عدا فتنةً وحيدةً وقعت سنة 369هـ المُوافقة لِسنة 979م بين المجوس وعامَّة شيراز من المُسلمين، ونُهبت في هذه الفتنة دُور المجوس وضُربوا وقُتل منهم جماعة، وعندما سمع عضُد الدولة بالخبر، وكان مُقيمًا ببغداد، أرسل من يعتقل كُل من شارك في هذه الفتنة، وضربهم وبالغ في تأديبهم وزجرهم. ولم يُجبر أهل الذِّمَّة طيلة القرن الرابع الهجري على ارتداء ملابس تُميِّزُهم عن المُسلمين، كما حصل في بعض الأحيان القليلة السابقة واللَّاحقة، واستمرَّ الوضع على هذه الحال حتَّى سنة 429هـ المُوافقة لِسنة 1037م، عندما أمر الخليفة العبَّاسي بِإلزام أهل الذمَّة ملابس يُعرفون بها عند المُشاهدة.

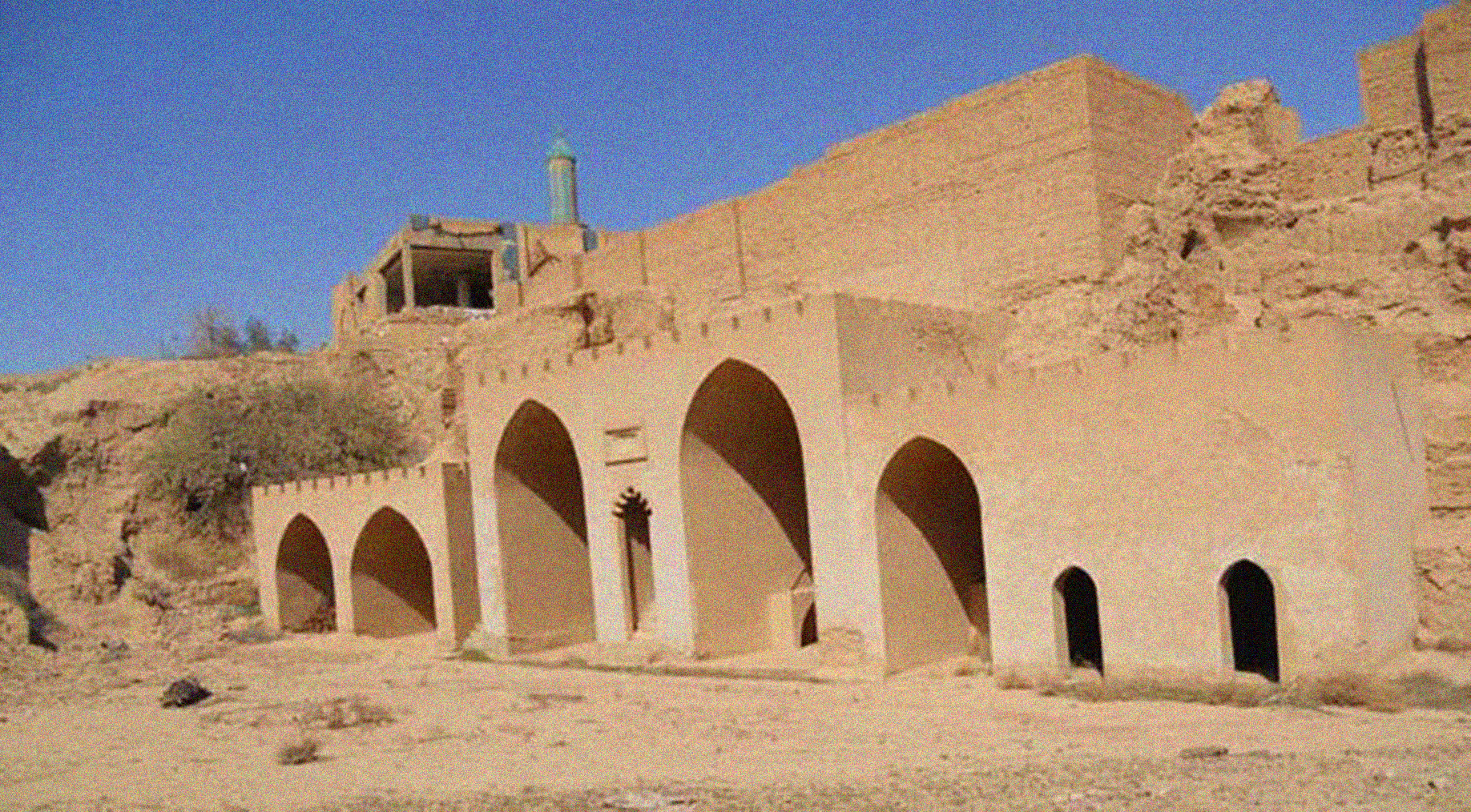
الكنيسة الخضراء النُسطوريَّة في تكريت كما بدت سنة 2014م، قُبيل تدميرها على يد منسوبين لِداعش.

وكان المجوس أكثر أهل الذِّمَّة عددًا في فارس، يأتي بعدهم اليهود بحسب المقدسي، الذي وضع كتابه «أحسن التقاسيم في معرفة الأقاليم» في الرُّبع الأخير من القرن الرابع الهجري. في حين أنَّهم كانوا حسب الإصطخري، الذي ألَّف كتابه خلال الرُّبع الأوَّل من القرن المذكور، يأتون بعد المجوس والنصارى. وهذا الاختلاف حول اليهود بِالنِّسبة للنصارى ما بين بداية ونهاية القرن الرابع، يعود على الأرجح إلى تقلُّص أعداد النصارى بِفعل استمرار دُخُول أعدادٍ منهم في الإسلام. وليس هُناك من أرقامٍ تُحدِّد عدد اليهود في فارس والعراق خلال العصر البُويهي، لكن يُعتقد أنَّهُ كان في شيراز وحدها خلال القرن الرابع قُرابة عشرة آلاف يهوديّ. أمَّا النصارى فليست هُناك أيَّة إشارات إلى أعدادهم في فارس خلال هذا العصر، ومن المعروف أنَّ أكثرهم كانوا نساطرة. أخيرًا فإنَّ بعض البلاد الخاضعة لِلبُويهيين، في فارس والعراق، ضمَّت أعدادًا ضئيلةً من القرامطة والشيعة الإسماعيليين، نتيجة تغلغُل الدُعاة الفاطميين في الدولة العبَّاسيَّة، وجديرٌ بالذكر أنَّ هُؤلاء كان يُضيَّق الخناق عليهم لِما يُمثِّلوه من خطرٍ أمنيّ وسياسيّ، لِدرجة أنَّ الدَّاعي المُؤيَّد في الدين الشيرازي اشتكى كيف أنَّ الأُمراء والقادة يُزاحمون الإسماعيليَّة في مذهبهم ويُمانعونهم عن اعتقادهم، ولا يُعارضون اليهود والنصارى.

## التنظيم العسكري

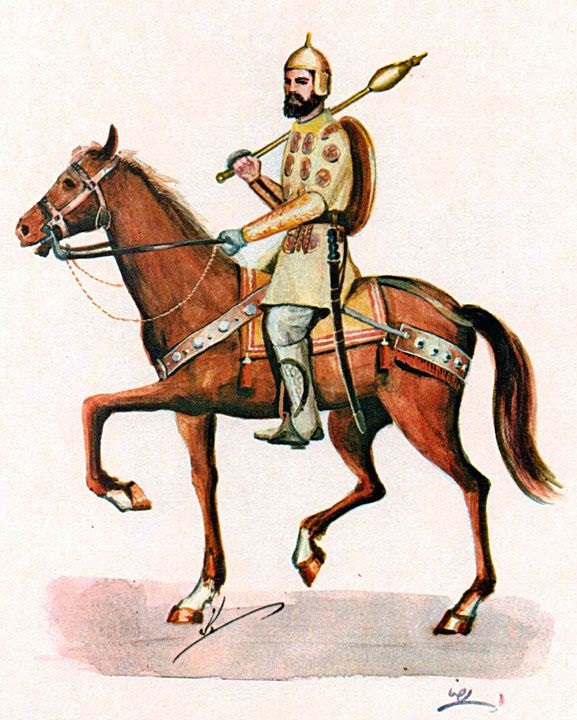
فارسٌ تُركيّ مُدرَّع يحملُ دبُّوسًا وسيفًا ودرعًا.

تكوَّن جيش البُويهيين في مُستهلِّ أمرهم من أغلبيَّةٍ ديلميَّة. وقد حافظ الديالمة في ظلِّ الدولة البُويهيَّة على تقاليدهم وخصائصهم العسكريَّة، كجُنُودٍ مُشاة، وكان عتادهم الرئيسي الزوبينات (رماحٌ قصيرة)، والتُّرُوس المطليَّة اللامعة، والنافك وهو قوسٌ مُصلَّب لِإطلاق الأسهم المُشتعلة بِواسطة أُنبُوب، والسُيُوف، إضافةً إلى الجواشن (نوعٌ من الدُرُوع). وكان الديالمة جُنُودٌ مُشاةٌ من الدرجة الأولى، وكانت إحدى ميزاتهم الأساسيَّة شدَّة التحمُّل الجسديَّة وسط الظُرُوف الطبيعيَّة والمناخيَّة، أو أثناء الحصار وقلَّة المُؤن.

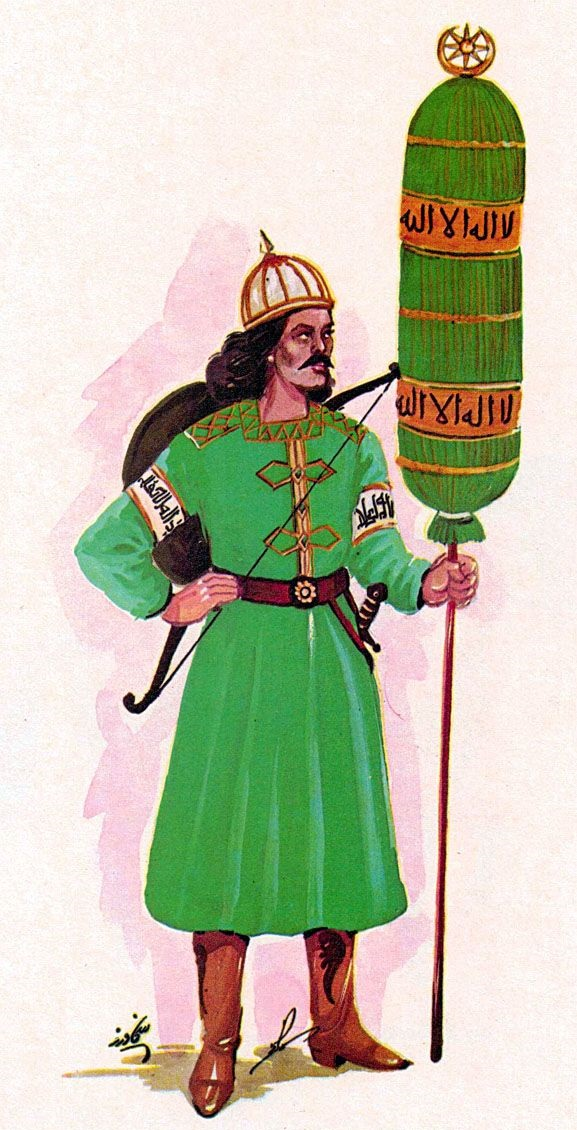
جُنديٌّ ديلميٌّ من المُشاة يحملُ سيفه وقوسه ودرعه، ويُمسكُ بالرَّاية البُويهيَّة المُسمَّاة «درفش كتلي».

أمَّا تكتيكهم العسكريّ فكان أساسه ترتيب الجُنُود في خُطُوطٍ صلبةٍ تُعرف بالـ«مصاف» في مُواجهة العدوّ، ثُمَّ الزحف بِاتجاهه. لكن، إذا ما نجح العدوّ في اختراق هذه الصُفُوف بِواسطة قُوَّات الفُرسان، فإنَّ ذلك كان يُؤدِّي إلى انحلال تلك التشكيلات وتفتيت الجيش. وأحيانًا كان الديالمة يتَّبعون تكتيكًا آخر، بأن يدفعوا مجموعةً من قُوَّاتهم نحو العدوّ وأمامهم «جدارٌ» من حملة الدُرُوع يقذف الجُنُود من خلف هذا المتراس المُتحرِّك العدُوِّ بالرِّماح والزوبينات. ومن التقاليد العسكريَّة لِلديالمة، نصبُ خيمةٍ أثناء الحرب. فما دامت الخيمة منصوبة فالقتالُ واقع، ومتى ما قُلعت كان ذلك علامة الهزيمة.
إلَّا أنَّ النقص الأساسي في الجيش الديلمي كان غياب الفُرسان الذين يقدرون وحدهم على مُواجهة فُرسان الأعداء والوُقُوف بوجههم لِمنع اختراق صُفُوف المُشاة. لِذلك كان على البُويهيين لِبناء جيشٍ كاملٍ أن يُؤمِّنوا وُجُود فرق الفُرسان، والواضح أنَّهم لم يُفكِّروا بِتعليم قُوَّاتهم الديلميَّة فن الفُرُوسيَّة الذي ينقُصُهم، بل أنشأوا جيشًا مُوازيًا من الأتراك لِتلك المُهمَّة. وكان الأتراك فُرسانٌ من الطراز الأوَّل، وسُرعان ما باتو يُشكِّلون القسم الثاني في الجيش البُويهي. وكان سلاح الفُرسان الأساسي الأقواس والسِّهام، يُطلقونه من على ظُهُور خُيُولهم. وكان تنظيم الفُرسان الأتراك في أثناء القتال يعتمد على تشكيل كراديس مُتعدِّدة، وأحيانًا تقوم هذه الكراديس مُجتمعةً بِشنِّ هُجُومٍ على الأعداء، وأحيانًا أُخرى كانت تتناوب في الحملات. وكان الفُرسان يتسلَّحون بِالسُيُوف والدَّبابيس والطبرزينات.
إضافةً إلى هذه الأسلحة التي كان يستعملها الديالمة والأتراك في الجيش البُويهي، كان هُناك الأسلحة الثقيلة التي تُستعمل لِلحصار، وكان أهمُّها: المجانيق والعرَّادات، كما استعملوا في بعض الأحيان الفيلة. ومن غير المعلوم ما إذا كانت هُناك قُوَّاتٌ بحريَّة مُتخصِّصة لِلدولة البُويهيَّة، إلَّا أنَّهُ كثيرًا ما انتقلت الجُيُوش عبر الأنهُر أو عبر البحار لِقتال الأعداء. فعندما بعث مُعزُّ الدولة سنة 355هـ بِجيش البحر في مائة مركبٍ وشذاءةٍ إلى عُمان، انضمَّ إليه عند وُصُولهم إلى سيراف قُوَّاتٌ من جيش فارس في مراكب وشذاءاتٍ أعدَّها عضُد الدولة لِمُساعدة عمِّه. وقد استعمل الجيش البُويهي أنواعًا عديدةً من السُفُن المائيَّة لِنقل الجُنُود والعتاد، كالزبازب والطيَّارات والشذاءات. وكانت هذه القُوَّات تُسمَّى «عسكر الماء»، وقائدها هو «رئيس عسكر الماء». وكان يتولَّى إدارة شُؤون الجُند ديوانٌ مُخصِّص لهذا الغرض، عُرف بدايةً بِديوان الجيش، ثُمَّ بِديوان الجيشين: أحدهما للديالمة والآخر للأتراك. وكان العارض، وهو بِمثابة رئيس الإدارة العسكريَّة، يتولَّى الإشراف على كُلِّ شُؤون الجُند من مُرتَّباتٍ ومؤونةٍ وأسلحةٍ وغير ذلك من الضروريَّات، ويُقدِّم تقريرًا دوريًّا للأمير عن حالة الجيش ومُتطلِّباته.

## حواشٍ
- ^ أ: من الأدلَّة على اعتماد السُّلالات الإيرانيَّة مثل هذه الراية، مُنذ ما قبل البُويهيين، ما ذكره البُحتُري في سينيَّته، واصفًا الدرفش أو «الدرفس»:[395]

- ^ ب: ينتسب السلاجقة إلى جدِّهم سَلْجُوق بن دُقَاق أو «يقاق» الذي كان شيخًا لإحدى قبائل الأتراك الغُزّ. نزحت هذه القبيلة من بوادي القرغيز في تركستان بعد أن عجزت الأرض عن تأمين قوت أفرادها، وتوجَّهت القبيلة نحو الغرب، فاعتنق أفرادها الإسلام على المذهب السُّنِّي ونصروه بِغيرةٍ وحماسة، وأقاموا في بُخارى. وتوسَّع سلجوق على حساب القراخانيين والسامانيين. ولمَّا نشب النزاع بين الغزنويين في خُراسان وبين السلاجقة، تمكَّن هؤلاء بِزعامة طُغرُل بك حفيد سلجوق من دحر الغزنويين واستولوا على عاصمتهم نيسابور، وأعلنوا قيام دولتهم السلجوقيَّة.[396]

- ^ ت: الدَسْتْ كلمةٌ فارسيَّة تعني «اليد»، وتأتي بمعنى المسند والقاعدة والأُسلُوب والسُلُوك والقانون، وكذلك الشيء الكامل التام.[397] وفي هذا السياق يُقصد بها منصب الوزارة، وصدر المجلس.

- ^ ث: الزَمْ كلمةٌ فارسيَّة معناها الحرفي «البرد» و«الريح الباردة» وتُستخدم بِمعنى المنطقة أو المُقاطعة، ويُقالُ لِلحاكم أو السياسي: «زِمَامْدَارْ».[398]

### فهرست المراجع
بِاللُغتين العربيَّة والفارسيَّة
1. ↑  فرهنگخانه مازندران (1377)، ص. 13.
2. ↑  رباح (2015)، ص. 199.
3. ↑  رشتيانى (1395)، ص. 125.
4. ↑  طقوش (2009)، ص. 220.
5. ↑  ابن الأثير (1997أ)، ص. 8.
6. ↑  الآشتياني (1989)، ص. 40.
7. 1 2 3  ابن الأثير (1997أ)، ص. 9.
8. 1 2 3  طقوش (2009)، ص. 223-224.
9. ↑  ابن الأثير (1997أ)، ص. 157.
10. 1 2 3  الزهراني (1980)، ص. 22.
11. ↑  طقوش (2009)، ص. 230-231.
12. ↑  الغزنوي (1341)، ص. 44 و107.
13. ↑  تونجی (1980)، ص. 125.
14. ↑  فقیهی (1357)، ص. 82.
15. ↑  الزبيدي (2001)، ص. 352.
16. ↑  الذهبي (1962)، ص. 104.
17. ↑  ابن خلكان (1978)، ص. 174-175.
18. ↑  الهمذاني (1958)، ص. 220.
19. ↑  ابن الأثير (1997أ)، ص. 5.
20. ↑  الدواداري (1994)، ص. 275.
21. ↑  البيروني (1923)، ص. 38.
22. ↑  ابن الأثير (1997أ)، ص. 6.
23. ↑  ابن خلدون (1981)، ص. 490.
24. ↑  الأصفهاني (1844)، ص. 241-242.
25. ↑  المستنصرية (د.ت)، ص. 143-144.
26. ↑  الآبي (1999)، ص. 12.
27. ↑  الطبري (1967)، ص. 222.
28. ↑  ابن خلدون (1981)، ص. 351.
29. ↑  الطبري (1967)، ص. 271.
30. ↑  ابن الأثير (1997ب)، ص. 247.
31. ↑  ابن الأثير (1997ب)، ص. 263.
32. ↑  ابن الأثير (1997ب)، ص. 250.
33. ↑  ابن الأثير (1997ب)، ص. 504.
34. ↑  مسكويه (2000أ)، ص. 52.
35. ↑  السيوطي (2004)، ص. 268.
36. ↑  الأصفهاني (1844)، ص. 201-202.
37. ↑  مسكويه (2000أ)، ص. 228.
38. ↑  ابن الأثير (1997أ)، ص. 60.
39. ↑  مسكويه (2000أ)، ص. 463.
40. ↑  الأنطاكي (1990)، ص. 22.
41. ↑  ابن الجوزي (1992)، ص. 13.
42. ↑  ابن الأثير (1997أ)، ص. 96.
43. ↑  الأصفهاني (1844)، ص. 193-194.
44. ↑  الصابي (1987)، ص. 26.
45. ↑  الصابي (1987)، ص. 33.
46. ↑  مسكويه (2000أ)، ص. 232.
47. 1 2 3  ابن الأثير (1997أ)، ص. 7-8.
48. ↑  مسكويه (2000أ)، ص. 367.
49. 1 2  مسكويه (2000أ)، ص. 369.
50. ↑  ملک‌زاده بیانی (1353)، ص. 53-54.
51. ↑  مفرد (1386)، ص. 88-89.
52. 1 2  مسكويه (2000أ)، ص. 370.
53. 1 2  الهمذاني (1958)، ص. 88.
54. 1 2 3  ابن الأثير (1997أ)، ص. 10-11.
55. ↑  مسكويه (2000أ)، ص. 372.
56. ↑  ابن الأثير (1997أ)، ص. 15.
57. 1 2 3 4  مسكويه (2000أ)، ص. 393-394.
58. ↑  منيمنة (1987)، ص. 124.
59. ↑  حتِّي (1950)، ص. 565.
60. ↑  ابن الأثير (1997أ)، ص. 15-16.
61. ↑  الهمذاني (1958)، ص. 89.
62. 1 2  الهمذاني (1958)، ص. 89-90.
63. ↑  ابن الأثير (1997أ)، ص. 23.
64. ↑  منيمنة (1987)، ص. 125.
65. ↑  مسكويه (2000أ)، ص. 408.
66. 1 2  ابن الأثير (1997أ)، ص. 37.
67. ↑  ابن الأثير (1997أ)، ص. 44.
68. ↑  مسكويه (2000أ)، ص. 444.
69. ↑  ابن الأثير (1997أ)، ص. 45.
70. ↑  مسكويه (2000أ)، ص. 445.
71. ↑  منيمنة (1987)، ص. 126.
72. ↑  طقوش (2009)، ص. 222.
73. 1 2  ابن الأثير (1997أ)، ص. 67-69.
74. ↑  ابن الأثير (1997أ)، ص. 81 و84.
75. ↑  الهمذاني (1958)، ص. 120.
76. ↑  ابن الأثير (1997أ)، ص. 152 و190-191.
77. ↑  محمود والشريف (1980)، ص. 512.
78. ↑  مسكويه (2000ب)، ص. 69.
79. ↑  مسكويه (2000ب)، ص. 82-83.
80. ↑  مسكويه (2000ب)، ص. 106-107.
81. 1 2 3 4  ابن الأثير (1997أ)، ص. 156-157.
82. ↑  مسكويه (2000ب)، ص. 114.
83. ↑  ابن خلكان (1978)، ص. 175.
84. ↑  السيوطي (2004)، ص. 286.
85. 1 2 3  منيمنة (1987)، ص. 127.
86. ↑  الخضري (1986)، ص. 424.
87. ↑  طقوش (2009)، ص. 223.
88. 1 2 3  مسكويه (2000ب)، ص. 116-117.
89. 1 2  الزهراني (1980)، ص. 24.
90. ↑  المسعودي (2005)، ص. 295.
91. 1 2  طقوش (2009)، ص. 224.
92. 1 2 3  ابن الأثير (1997أ)، ص. 160.
93. ↑  طقوش (2008)، ص. 239.
94. 1 2 3 4  ابن الأثير (1997أ)، ص. 160-161.
95. ↑  طقوش (2008)، ص. 239-240.
96. 1 2  مسكويه (2000ب)، ص. 121.
97. ↑  مسكويه (2000ب)، ص. 123.
98. 1 2  ابن الأثير (1997أ)، ص. 161-162.
99. 1 2 3  طقوش (2008)، ص. 241.
100. ↑  مسكويه (2000ب)، ص. 139.
101. ↑  ابن العديم (1996)، ص. 67.
102. 1 2  ابن الأثير (1997أ)، ص. 172-173.
103. ↑  الهمذاني (1958)، ص. 160.
104. 1 2  مسكويه (2000ب)، ص. 145-146.
105. 1 2 3  منيمنة (1987)، ص. 129.
106. 1 2 3  مسكويه (2000ب)، ص. 144.
107. ↑  ابن الأثير (1997أ)، ص. 187.
108. 1 2  مسكويه (2000ب)، ص. 154.
109. ↑  مسكويه (2000ب)، ص. 152.
110. ↑  ابن الأثير (1997أ)، ص. 214-215.
111. ↑  مسكويه (2000ب)، ص. 200-201.
112. ↑  ابن الأثير (1997أ)، ص. 218-219.
113. 1 2  ابن الأثير (1997أ)، ص. 221-222.
114. ↑  مسكويه (2000ب)، ص. 208-209.
115. ↑  مسكويه (2000ب)، ص. 214-215.
116. ↑  مسكويه (2000ب)، ص. 244-247.
117. 1 2  منيمنة (1987)، ص. 130.
118. ↑  ابن الأثير (1997أ)، ص. 260-261.
119. ↑  مسكويه (2000ب)، ص. 256-257.
120. ↑  ابن الأثير (1997أ)، ص. 269.
121. ↑  مسكويه (2000ب)، ص. 289 و293.
122. ↑  منيمنة (1987)، ص. 131.
123. ↑  ابن الأثير (1997أ)، ص. 267.
124. ↑  ابن الأثير (1997أ)، ص. 274.
125. ↑  مسكويه (2000ب)، ص. 345-350.
126. ↑  منيمنة (1987)، ص. 132.
127. ↑  ابن الأثير (1997أ)، ص. 316-317.
128. ↑  مسكويه (2000ب)، ص. 375.
129. 1 2  مسكويه (2000ب)، ص. 376-379.
130. 1 2 3 4  ابن الأثير (1997أ)، ص. 328-330.
131. ↑  مسكويه (2000ب)، ص. 412.
132. ↑  منيمنة (1987)، ص. 133.
133. ↑  ابن الأثير (1997أ)، ص. 332-333.
134. 1 2  ابن الأثير (1997أ)، ص. 343.
135. ↑  ابن الجوزي (1992)، ص. 243.
136. ↑  مسكويه (2000ب)، ص. 426.
137. ↑  ابن الأثير (1997أ)، ص. 345.
138. 1 2 3  منيمنة (1987)، ص. 134-135.
139. 1 2 3  طقوش (2008)، ص. 253-254.
140. 1 2  ابن الأثير (1997أ)، ص. 360-361.
141. ↑  مسكويه (2000ب)، ص. 445.
142. ↑  مسكويه (2000ب)، ص. 447-449.
143. ↑  منيمنة (1987)، ص. 135-136.
144. ↑  مسكويه (2000ب)، ص. 464-467.
145. ↑  ابن الأثير (1997أ)، ص. 370-373.
146. ↑  حتِّي (1950)، ص. 566.
147. ↑  مسكويه (2000ب)، ص. 458-459.
148. 1 2 3 4  منيمنة (1987)، ص. 136-137.
149. ↑  مسكويه (2000ب)، ص. 446.
150. ↑  ابن الأثير (1997أ)، ص. 369-370.
151. 1 2  طقوش (2007)، ص. 251-252.
152. 1 2 3  ابن تغري بردي (1963)، ص. 124-125.
153. 1 2 3  ابن ظافر (2001)، ص. 110-112.
154. ↑  طقوش (2007)، ص. 253.
155. ↑  البغدادي (1988)، ص. 254.
156. ↑  ابن الأثير (1997أ)، ص. 388.
157. ↑  ابن الأثير (1997أ)، ص. 391.
158. 1 2 3 4  ابن الأثير (1997أ)، ص. 392.
159. ↑  الروذراوري (2000)، ص. 99.
160. 1 2 3  منيمنة (1987)، ص. 138.
161. ↑  الروذراوري (2000)، ص. 107.
162. ↑  الروذراوري (2000)، ص. 115-116.
163. 1 2 3  ابن الجوزي (1992)، ص. 301-302.
164. ↑  ابن الأثير (1997أ)، ص. 398.
165. ↑  الروذراوري (2000)، ص. 108-109.
166. ↑  ابن الأثير (1997أ)، ص. 399.
167. ↑  الروذراوري (2000)، ص. 121.
168. ↑  ابن الأثير (1997أ)، ص. 403-404.
169. ↑  التوحيدي (1942)، ص. 115-116.
170. ↑  الروذراوري (2000)، ص. 123.
171. ↑  منيمنة (1987)، ص. 139.
172. ↑  ابن الأثير (1997أ)، ص. 406.
173. 1 2  ابن الأثير (1997أ)، ص. 409.
174. ↑  الروذراوري (2000)، ص. 125-126.
175. ↑  الروذراوري (2000)، ص. 128-130.
176. 1 2  ابن الأثير (1997أ)، ص. 410-411.
177. ↑  فقیهی (1357)، ص. 267-268.
178. ↑  الروذراوري (2000)، ص. 153.
179. ↑  الروذراوري (2000)، ص. 155.
180. 1 2  ابن الأثير (1997أ)، ص. 414-415.
181. ↑  ابن الجوزي (1992)، ص. 318.
182. ↑  الروذراوري (2000)، ص. 163-165.
183. 1 2 3  ابن الأثير (1997أ)، ص. 426-428.
184. 1 2 3  منيمنة (1987)، ص. 143.
185. ↑  الروذراوري (2000)، ص. 183.
186. ↑  ابن الأثير (1997أ)، ص. 439.
187. ↑  الروذراوري (2000)، ص. 220.
188. 1 2 3  منيمنة (1987)، ص. 145.
189. 1 2  الروذراوري (2000)، ص. 241.
190. ↑  ابن الجوزي (1992)، ص. 348.
191. ↑  ابن الأثير (1997أ)، ص. 443.
192. ↑  الروذراوري (2000)، ص. 292.
193. ↑  ابن الأثير (1997أ)، ص. 491.
194. ↑  الروذراوري (2000)، ص. 365-369.
195. ↑  ابن الأثير (1997أ)، ص. 499-500.
196. 1 2  ابن الأثير (1997أ)، ص. 506-507.
197. ↑  الروذراوري (2000)، ص. 384.
198. 1 2  منيمنة (1987)، ص. 147-148.
199. ↑  ابن الجوزي (1992ب)، ص. 45.
200. ↑  ابن الأثير (1997أ)، ص. 517.
201. ↑  ابن الأثير (1997أ)، ص. 522.
202. 1 2  منيمنة (1987)، ص. 149.
203. ↑  ابن الجوزي (1992ب)، ص. 32.
204. ↑  ابن الأثير (1997أ)، ص. 526.
205. 1 2  ابن الجوزي (1992ب)، ص. 37.
206. ↑  ابن الجوزي (1992ب)، ص. 80.
207. ↑  ابن الأثير (1997أ)، ص. 572.
208. ↑  ابن الأثير (1997أ)، ص. 589-590.
209. 1 2  ابن الأثير (1997أ)، ص. 571-572.
210. ↑  ابن الأثير (1997أ)، ص. 585.
211. ↑  طقوش (2007)، ص. 296-297.
212. ↑  ابن تغري بردي (1963)، ص. 232.
213. ↑  منيمنة (1987)، ص. 208.
214. ↑  ابن الأثير (1997أ)، ص. 638-639.
215. ↑  ابن الجوزي (1992ب)، ص. 120-121.
216. ↑  منيمنة (1987)، ص. 152.
217. ↑  ابن الأثير (1997أ)، ص. 661-662.
218. ↑  ابن الأثير (1997أ)، ص. 667.
219. ↑  ابن الأثير (1997أ)، ص. 670.
220. ↑  ابن الجوزي (1992ب)، ص. 158.
221. ↑  ابن الأثير (1997أ)، ص. 679-682.
222. ↑  ابن الأثير (1997أ)، ص. 687-688.
223. ↑  ابن الجوزي (1992ب)، ص. 181-182.
224. 1 2 3  منيمنة (1987)، ص. 154-155.
225. ↑  ابن الأثير (1997أ)، ص. 705-706.
226. ↑  ابن الأثير (1997أ)، ص. 690.
227. ↑  ابن الجوزي (1992ب)، ص. 240-241.
228. ↑  ابن الأثير (1997أ)، ص. 707.
229. ↑  ابن الأثير (1997أ)، ص. 714.
230. ↑  ابن الأثير (1997أ)، ص. 780-781.
231. 1 2  منيمنة (1987)، ص. 156.
232. ↑  ابن الأثير (1997أ)، ص. 710-711.
233. ↑  ابن الأثير (1997أ)، ص. 731.
234. ↑  ابن الأثير (1997أ)، ص. 744-745.
235. ↑  ابن الأثير (1997ت)، ص. 25.
236. ↑  ابن الأثير (1997ت)، ص. 33-37.
237. ↑  ابن الجوزي (1992ب)، ص. 291.
238. ↑  ابن الأثير (1997ت)، ص. 48-49.
239. ↑  منيمنة (1987)، ص. 157.
240. ↑  ابن الأثير (1997ت)، ص. 50.
241. 1 2  ابن الأثير (1997ت)، ص. 52-53.
242. ↑  ابن الجوزي (1992ب)، ص. 303.
243. ↑  ابن الأثير (1997ت)، ص. 60.
244. ↑  ابن الأثير (1997ت)، ص. 61-62.
245. 1 2 3  طقوش (2007)، ص. 345-346.
246. ↑  منيمنة (1987)، ص. 158.
247. 1 2  ابن الأثير (1997ت)، ص. 69-70.
248. ↑  ابن الجوزي (1992ب)، ص. 317.
249. ↑  منيمنة (1987)، ص. 159.
250. ↑  ابن الأثير (1997ت)، ص. 71.
251. ↑  ابن الأثير (1997ت)، ص. 76-77.
252. ↑  ابن الأثير (1997ت)، ص. 80.
253. ↑  ابن الأثير (1997ت)، ص. 93-95.
254. ↑  ابن الأثير (1997ت)، ص. 104.
255. ↑  ابن الأثير (1997ت)، ص. 106-107.
256. 1 2 3  منيمنة (1987)، ص. 160-161.
257. ↑  سبط (2013)، ص. 480.
258. ↑  سبط (2013)، ص. 483.
259. ↑  ابن الأثير (1997ت)، ص. 116-117.
260. ↑  ابن الأثير (1997ت)، ص. 120.
261. ↑  سبط (2013)، ص. 491.
262. 1 2  ابن الجوزي (1992ب)، ص. 347-348.
263. ↑  سبط (2013)، ص. 487.
264. ↑  سبط (2013)، ص. 493.
265. 1 2  ابن الأثير (1997ت)، ص. 125.
266. ↑  أمين (1965)، ص. 58.
267. 1 2 3  ابن الأثير (1997ت)، ص. 126.
268. ↑  أمين (1965)، ص. 59.
269. ↑  سبط (2013)، ص. 492.
270. ↑  ابن الجوزي (1992ب)، ص. 349.
271. ↑  ابن الأثير (1997ت)، ص. 128.
272. ↑  ابن الأثير (1997ت)، ص. 162.
273. 1 2 3  منيمنة (1987)، ص. 163.
274. 1 2 3 4 5 6  منيمنة (1987)، ص. 164-165.
275. ↑  سبط (2013أ)، ص. 130-131.
276. ↑  سبط (2013أ)، ص. 148-149.
277. ↑  محمود والشريف (1980)، ص. 524.
278. ↑  البيروني (1923)، ص. 132.
279. 1 2 3  طقوش (2009)، ص. 225.
280. ↑  الصولي (1935)، ص. 131-145.
281. ↑  ابن الأثير (1997أ)، ص. 158.
282. ↑  الزهراني (1980)، ص. 26.
283. 1 2  السيوطي (2004)، ص. 292.
284. 1 2  ابن الجوزي (1992)، ص. 253.
285. ↑  ابن الجوزي (1992)، ص. 260.
286. ↑  الزهراني (1980)، ص. 27.
287. ↑  ابن الجوزي (1992ب)، ص. 183.
288. ↑  الزهراني (1980)، ص. 28.
289. ↑  طقوش (2009)، ص. 229.
290. 1 2  ابن الجوزي (1992ب)، ص. 264.
291. 1 2  ابن الأثير (1997أ)، ص. 786.
292. 1 2 3  الدوري (2007)، ص. 71.
293. 1 2 3 4  منيمنة (1987)، ص. 177-178.
294. ↑  منيمنة (1987)، ص. 178-180.
295. ↑  منيمنة (1987)، ص. 219-220.
296. ↑  الروذراوري (2000)، ص. 53-55.
297. ↑  الروذراوري (2000)، ص. 200.
298. ↑  منيمنة (1987)، ص. 221.
299. ↑  ابن الجوزي (1992ب)، ص. 210.
300. ↑  مسكويه (2000ب)، ص. 275-276؛ 296.
301. ↑  الروذراوري (2000)، ص. 174.
302. ↑  الروذراوري (2000)، ص. 179.
303. ↑  منيمنة (1987)، ص. 222.
304. ↑  مسكويه (2000ب)، ص. 156-157.
305. ↑  مسكويه (2000ب)، ص. 326-328.
306. ↑  الهمذاني (1958)، ص. 212-213.
307. ↑  مسكويه (2000ب)، ص. 344.
308. 1 2 3 4  منيمنة (1987)، ص. 224-225.
309. ↑  التنوخي (1995)، ص. 98.
310. ↑  مسكويه (2000ب)، ص. 181-182.
311. ↑  التنوخي (1995)، ص. 69.
312. 1 2 3  ابن خلكان (1978)، ص. 228-231.
313. 1 2  مسكويه (2000)، ص. 394-395.
314. 1 2  منيمنة (1987)، ص. 232-233.
315. 1 2 3 4  منيمنة (1987)، ص. 237-239.
316. ↑  مسكويه (2000ب)، ص. 461.
317. ↑  الروذراوري (2000)، ص. 129.
318. ↑  الروذراوري (2000)، ص. 291.
319. 1 2  ابن الأثير (1997أ)، ص. 370.
320. ↑  مسكويه (2000ب)، ص. 429.
321. ↑  ابن الجوزي (1992ب)، ص. 78-80.
322. ↑  ابن الجوزي (1992ب)، ص. 123-124.
323. ↑  ابن الأثير (1997أ)، ص. 650؛ 662.
324. ↑  ابن الجوزي (1992ت)، ص. 117.
325. ↑  الصابئ (2000)، ص. 429.
326. ↑  الروذراوري (2000)، ص. 218.
327. 1 2  منيمنة (1987)، ص. 240.
328. ↑  الروذراوري (2000)، ص. 486.
329. ↑  الصابئ (2000)، ص. 447.
330. 1 2 3  ابن حوقل (1992)، ص. 236.
331. 1 2  الإصطخري (1961)، ص. 68.
332. ↑  ابن حوقل (1992)، ص. 246.
333. ↑  مسكويه (2000أ)، ص. 220-221.
334. 1 2 3 4 5 6  منيمنة (1987)، ص. 241-242.
335. ↑  التوحيدي (1939)، ص. 98.
336. ↑  الروذراوري (2000)، ص. 184؛ 291.
337. ↑  ابن الجوزي (1939)، ص. 293.
338. ↑  مسكويه (2000ب)، ص. 226.
339. ↑  مسكويه (2000ب)، ص. 230-231.
340. ↑  ابن الجوزي (1992ب)، ص. 43.
341. ↑  منيمنة (1987)، ص. 244.
342. ↑  مسكويه (2000ب)، ص. 238.
343. ↑  ابن الجوزي (1992)، ص. 221.
344. ↑  الروذراوري (2000)، ص. 399.
345. ↑  متز (د.ت)، ص. 400.
346. 1 2 3  منيمنة (1987)، ص. 245-246.
347. ↑  السيوطي (2004)، ص. 290.
348. ↑  متز (د.ت)، ص. 425-426.
349. ↑  منيمنة (1987)، ص. 247.
350. 1 2 3  منيمنة (1987)، ص. 313-314.
351. ↑  متز (د.ت)، ص. 491.
352. ↑  مسكويه (2000ب)، ص. 157.
353. 1 2  منيمنة (1987)، ص. 315-316.
354. ↑  مسكويه (2000ب)، ص. 314.
355. ↑  مسكويه (2000ب)، ص. 316-318.
356. ↑  مسكويه (2000ب)، ص. 262.
357. ↑  ابن الجوزي (1992ب)، ص. 172.
358. ↑  منيمنة (1987)، ص. 318.
359. ↑  منيمنة (1987)، ص. 319-321.
360. ↑  منيمنة (1987)، ص. 340؛ 345.
361. ↑  منيمنة (1987)، ص. 346-347.
362. 1 2  مسكويه (2000ب)، ص. 456.
363. ↑  مسكويه (2000ب)، ص. 128-129.
364. 1 2 3  الدوري (2007)، ص. 72-73.
365. 1 2 3  مسكويه (2000ب)، ص. 130.
366. 1 2  الدوري (2007)، ص. 73-74.
367. 1 2 3 4  منيمنة (1987)، ص. 306-308.
368. ↑  متز (د.ت)2، ص. 273.
369. ↑  ابن الجوزي (1992)، ص. 292.
370. ↑  آل محبوبة (1986)، ص. 43-44.
371. ↑  الروذراوري (2000)، ص. 88-89.
372. 1 2 3 4 5  الإصطخري (1961)، ص. 83-84.
373. 1 2  منيمنة (1987)، ص. 292.
374. ↑  متز (د.ت)2، ص. 174.
375. ↑  الروذراوري (2000)، ص. 87.
376. 1 2  ابن حوقل (1992)، ص. 253.
377. ↑  متز (د.ت)2، ص. 282-283؛ 285-286.
378. ↑  منيمنة (1987)، ص. 295.
379. ↑  الإصطخري (1961)، ص. 84.
380. ↑  منيمنة (1987)، ص. 281-282.
381. 1 2  منيمنة (1987)، ص. 282-283.
382. 1 2  ابن الأثير (1997أ)، ص. 245-246.
383. ↑  ابن الأثير (1997أ)، ص. 239-240.
384. ↑  متز (د.ت)، ص. 120؛ 133.
385. ↑  ابن الأثير (1997أ)، ص. 510-511.
386. ↑  ابن الأثير (1997أ)، ص. 374.
387. ↑  متز (د.ت)، ص. 101-103.
388. 1 2  منيمنة (1987)، ص. 288.
389. ↑  متز (د.ت)، ص. 83.
390. ↑  منيمنة (1987)، ص. 290.
391. ↑  مسكويه (2000ب)، ص. 107.
392. ↑  مسكويه (2000ب)، ص. 202.
393. ↑  منيمنة (1987)، ص. 266.
394. ↑  مسكويه (2000ب)، ص. 283-284.
395. ↑  البحتري (1963)، ص. 1156-1157.
396. ↑  حتِّي (1950)، ص. 569.
397. ↑  كسرائي (2014)، ص. 229.
398. ↑  كسرائي (2014)، ص. 269.

بِلُغاتٍ أوروپيَّة
1. 1 2  Davaran (2010), p. 156.
2. 1 2 3  Encyclopaedia Islamica (2021).
3. ↑  Turchin et al. (2006), p. 222.
4. ↑  Taagepera (1997), p. 475–504.
5. ↑  Bosworth (1996), p. 154-155.
6. ↑  Blair (1992), p. 103.
7. ↑  Herzig & Stewart (2011), p. 36.
8. ↑  Lerner (1988), p. 680–681.
9. 1 2 3 4 5 6  Bürgel & Mottahedeh (1988), p. 265–269.
10. ↑  Frye (2014).
11. 1 2  Bosworth (1975), p. 303–304.
12. ↑  Davaran (2010), p. 157.
13. 1 2  Nagel (1990), p. 578–586.
14. ↑  Sourdel (1971), p. 902.
15. 1 2  Kennedy (2004), p. 195.
16. ↑  Canard (1960), p. 866–867.
17. ↑  Amedroz & Margoliouth (1921), p. 15–18.
18. ↑  Madelung (1969), p. 90-91.
19. ↑  Bosworth (1975), p. 255.
20. ↑  Bosworth (1975), p. 255–256.
21. ↑  Bosworth (1996), p. 257.
22. ↑  Saunders (1978), p. 135.
23. ↑  Kabir (1964), p. 7.
24. 1 2  Donohue (2003), p. 34.
25. ↑  Bacharach (2006), p. 58.
26. ↑  Bosworth (1996), p. 263.
27. ↑  Donohue (2003), p. 86–93.
28. ↑  Madelung (1975), p. 214.
29. ↑  Bosworth (1996), p. 267.
30. ↑  Kennedy (2004), p. 224.
31. ↑  Kennedy (2004), p. 230.
32. ↑  Turner (2006), p. 16.
33. ↑  Bosworth (1996), p. 270.
34. ↑  Donohue (2003), p. 77–79.
35. ↑  Gertsman & Rosenwein (2018), p. 125.
36. ↑  Kennedy (2004), p. 235.
37. ↑  Madelung (1992), p. 58.
38. ↑  Kennedy (2004), p. 236.
39. ↑  Kabir (1964), p. 80.
40. ↑  Bosworth (1975), p. 296–300.
41. ↑  Bosworth (1975), p. 177.
42. ↑  Kabir (1964), p. 14.
43. ↑  Kabir (1964), p. 20.
44. 1 2  Bosworth (1975), p. 249-251.
45. ↑  Kennedy (2004), p. 213.

### ثبت المراجع(مُرتَّبة حسب تاريخ النشر)
كُتُب ودوريَّات باللُّغة العربيَّة:
- العصر العبَّاسي الثالث: عصر النُفُوذ البُويهي (334 - 447هـ / 946 - 1055م) (PDF) (Report). الجامعة المُستنصريَّة. مؤرشف من الأصل (PDF) في 2022-12-27.
- آدم متز (د.ت.)، الحضارة الإسلاميَّة في القرن الرابع الهجري: أو عصر النهضة في الإسلام، ترجمة: محمد عبد الهادي أبو ريدة (ط. 5)، بيروت: دار الكتاب العربي، ج. 1، QID:Q117474332 {{استشهاد}}: تحقق من التاريخ في: |publication-date= (مساعدة)
- آدم متز (د.ت.)، الحضارة الإسلاميَّة في القرن الرابع الهجري: أو عصر النهضة في الإسلام، ترجمة: محمد عبد الهادي أبو ريدة (ط. 5)، بيروت: دار الكتاب العربي، ج. 2، QID:Q117474342 {{استشهاد}}: تحقق من التاريخ في: |publication-date= (مساعدة)
- حمزة الأصفهاني (1844)، جوزيف غوتوالدت (المحرر)، تاريخ سِنِيْ مُلُوك الأرض والأنبياء عليهم الصَّلوٰة والسلام (PDF)، لايبزيغ: د.ن.، OCLC:875207532، QID:Q116060707
- أبو الريحان البيروني (1923)، إدورد سخاو (المحرر)، الآثار الباقية عن القُرُون الخالية (بالعربية والألمانية)، لايبزيغ: الجمعية الشرقية الألمانية، OCLC:13383461، QID:Q116060179
- أبو بكر الصولي (1935)، أخبار الرَّاضي بالله والمُتقي لله: أو تاريخ الدولة العبَّاسيَّة من سنة 322 إلى سنة 333 هجريَّة، القاهرة: مطبعة الصاوي، OCLC:929674291، QID:Q117304324
- أبو حيان التوحيدي (1939)، كتاب الإمتاع والمُؤانسة: وهو مجموع مُسامرات في فُنُونٍ شتَّى حاضر بها الوزير أبا عبد الله العارض في سبعٍ وثلاثين ليلة، تحقيق: أحمد أمين، أحمد الزين، القاهرة: لجنة التأليف والترجمة والنشر، ج. 1، OCLC:4770810881، QID:Q116820582
- أبو حيان التوحيدي (1942)، كتاب الإمتاع والمُؤانسة: وهو مجموع مُسامرات في فُنُونٍ شتَّى حاضر بها الوزير أبا عبد الله العارض في سبعٍ وثلاثين ليلة، تحقيق: أحمد أمين، أحمد الزين، القاهرة: لجنة التأليف والترجمة والنشر، ج. 2، QID:Q116820609
- فيليب حتي (1950)، تاريخ العرب (مُطوَّل)، ترجمة: جبرائيل جبور؛ إدورد جرجي (ط. 1)، بيروت: دار الكشاف للنشر والطباعة والتوزيع، ج. 2، OCLC:4771287914، QID:Q116201076
- محمد بن عبد الملك الهمذاني (1958)، تكملة تاريخ الطبري، تحقيق: ألبرت يوسف كنعان (ط. 1)، بيروت: المطبعة الكاثوليكية، OCLC:929731736، QID:Q116059326
- الإصطخري (1961)، كتاب مسالك الممالك، مراجعة: شفيق غربال. تحقيق: محمد جابر عبد العال الحيني، القاهرة: الهيئة العامة لقصور الثقافة، QID:Q117463494{{استشهاد}}:  صيانة الاستشهاد: ref duplicates default (link)
- شمس الدين الذهبي (1962)، المُشتبه في الرِّجال: أسمائهم وأنسابهم، تحقيق: علي محمد البجاوي (ط. 1)، القاهرة: دار إحياء الكتب العربية، ج. 1، QID:Q116053111
- ابن تغري بردي (1963)، النُّجُوم الزَّاهرة في مُلُوك مصر والقاهرة (PDF)، القاهرة: وزارة الثقافة المصرية، ج. 4، QID:Q116767561{{استشهاد}}:  صيانة الاستشهاد: ref duplicates default (link)
- البحتري (1977)، ديوان البُحتُري (PDF)، تحقيق: حسن كامل الصيرفي (ط. 3)، القاهرة: دار المعارف، ج. 2، QID:Q116995742
- حسين أمين (1965)، تاريخ العراق في العصر السلجوقي، بغداد: المكتبة الأهلية، OCLC:4770070333، QID:Q117225179
- محمد بن جرير الطبري (1967)، تاريخ الرُّسُل و المُلُوك (PDF)، تحقيق: محمد أبو الفضل إبراهيم (ط. 2)، القاهرة: دار المعارف، ج. 9، QID:Q116060893
- ابن خلكان (1978)، وفَيَات الأعيان وأنباء أبناء الزمان (PDF)، تحقيق: إحسان عباس (ط. 1)، بيروت: دار صادر، ج. 1، QID:Q116059209{{استشهاد}}:  صيانة الاستشهاد: ref duplicates default (link)
- محمد تونجی (1980)، فرهنگ طلائي (بالفارسية والعربية) (ط. 2)، بیروت: دارالعلم للملایین، OCLC:4770151269، QID:Q113369225
- محمد مسفر الزهراني (1980)، نظام الوزارة في الدولة العبَّاسيَّة 334-590هـ: العهدان البُويهي والسلجوقي (ط. 1)، بيروت: مؤسسة الرسالة، OCLC:4770399063، QID:Q116039981
- حسن أحمد محمود؛ أحمد إبراهيم الشريف (1980)، العالم الإسلامي في العصر العبَّاسي (ط. 5)، القاهرة: دار الفكر العربي، OCLC:4770896461، QID:Q116215879
- ابن خلدون (1981)، العبر وديوان المُبتدأ والخبر في تاريخ العرب والبربر ومن عاصرهم من ذوي الشأن الأكبر، مراجعة: سهيل زكار. تحقيق: خليل شحادة (ط. 1)، بيروت: دار الفكر، OCLC:236018229، QID:Q114684142{{استشهاد}}:  صيانة الاستشهاد: ref duplicates default (link)
- جعفر آل محبوبه (1986)، ماضي النجف وحاضرها (ط. 2)، بيروت: دار الأضواء، ج. 1، QID:Q117800633
- محمد الخضري بك (1986)، مُحاضرات تاريخ الأُمم الإسلاميَّة: الدولة العبَّاسيَّة، تحقيق: محمد العثماني (ط. 1)، بيروت: دار القلم، OCLC:4770323873، QID:Q116223406
- أبو إسحاق الصابي (1987)، أخبار أئمَّة الزيديَّة في طبرستان وديلمان وجيلان، تحقيق: ولفرد مادلنج، بيروت: المعهد الألماني للأبحاث الشرقية، QID:Q116070829
- حسن منيمنة (1987)، تاريخ الدولة البُويهيَّة: السياسي والاقتصادي والاجتماعي والثقافي 334-447هـ، 945-1055م، بيروت: الدار الجامعية للطباعة والنشر، OCLC:23141656، QID:Q116195049
- عبد القاهر البغدادي (1988)، الفَرق بين الفِرَق وبيان الفرقة الناجية منهم: عقائد الفرق الإسلاميَّة وآراء كبار أعلامها (PDF)، تحقيق: محمد الخشت، القاهرة: مكتبة ابن سينا، OCLC:4771322348، QID:Q116781247
- عباس إقبال الآشتياني (1989)، تاريخ إيران بعد الإسلام: من بداية الدولة الطاهريَّة حتَّى نهاية الدولة القاجاريَّة (205هـ / 820م - 1343هـ / 1925م)، ترجمة: محمد علاء الدين منصور، القاهرة: دار الثقافة والنشر والتوزيع، OCLC:122828023، QID:Q116039626
- يحيى بن سعيد الأنطاكي (1990)، تاريخ الأنطاکي المعروف بصلة تاريخ أوتيخاء، تحقيق: عمر عبد السلام تدمري، طرابلس: جروس برس، OCLC:886689477، QID:Q116067625
- ابن حوقل (1992)، كتاب صُورة الأرض، بيروت: دار مكتبة الحياة، OCLC:784538378، QID:Q117463263{{استشهاد}}:  صيانة الاستشهاد: ref duplicates default (link)
- أبو الفرج بن الجوزي (1992)، المُنتظم في تاريخ المُلُوك والأُمم، مراجعة: نعيم زرزور. تحقيق: محمد عبد القادر عطا، مصطفى عبد القادر عطا (ط. 1)، بيروت: دار الكتب العلمية، ج. 14، QID:Q116069571
- أبو الفرج بن الجوزي (1992)، المُنتظم في تاريخ المُلُوك والأُمم، مراجعة: نعيم زرزور. تحقيق: محمد عبد القادر عطا، مصطفى عبد القادر عطا (ط. 1)، بيروت: دار الكتب العلمية، ج. 15، QID:Q116919660
- أبو الفرج بن الجوزي (1992)، المُنتظم في تاريخ المُلُوك والأُمم، مراجعة: نعيم زرزور. تحقيق: محمد عبد القادر عطا، مصطفى عبد القادر عطا (ط. 1)، بيروت: دار الكتب العلمية، ج. 16، QID:Q117459541
- ابن أيبك الدواداري (1994)، كنز الدُّرر وجامع الغُرر: الدُرَّة اليتيمة في أخبار الأُمم القديمة (PDF)، تحقيق: إدوارد بدين (ط. مجهول)، القاهرة: المعهد الألماني للآثار، OCLC:1136015364، QID:Q116059544
- القاضي المحسن بن علي التنوخي (1995)، نشوار المُحاضرة وأخبار المُذاكرة (PDF)، تحقيق: عبود الشالجي (ط. 2)، بيروت: دار صادر، ج. 1، QID:Q117383058
- ابن العديم (1996)، زُبدة الحلب من تاريخ حلب، تحقيق: خليل المنصور (ط. 1)، بيروت: دار الكتب العلمية، OCLC:36323253، QID:Q114792807{{استشهاد}}:  صيانة الاستشهاد: ref duplicates default (link)
- ابن الأثير الجزري (1997). الكامل في التاريخ: العصر العبَّاسي الثاني (عصر النُفُوذ التُركي، من خلافة المُعتصم حتَّى سنة 321 من خلافة القاهر بالله من سنة 218 إلى سنة 321هـ) (PDF). تحقيق: عمر عبد السلام تدمري (ط. 1). بيروت: دار الكتاب العربي. ج. 6. ISBN:978-9953-27-014-2. OL:13208788M. QID:Q116061457.
- ابن الأثير الجزري (1997). الكامل في التاريخ: العصر العبَّاسي الثالث (عصر النُفُوذ البُويهي، من ابتداء دولة بني بُويه سنة 321 إلى سنة 431هـ) (PDF). تحقيق: عمر عبد السلام تدمري (ط. 1). بيروت: دار الكتاب العربي. ج. 7. ISBN:978-9953-27-014-2. OL:13208788M. QID:Q116039581.
- ابن الأثير الجزري (1997). الكامل في التاريخ: ابتداء الدولة السلجوقيَّة والحُرُوب الصليبيَّة، من سنة 432 إلى سنة 520هـ (PDF). تحقيق: عمر عبد السلام تدمري (ط. 1). بيروت: دار الكتاب العربي. ج. 8. ISBN:978-9953-27-014-2. OL:13208788M. QID:Q117084820.
- أبو سعد منصور بن الحسين الآبي (1999)، الأُنس والعُرس، تحقيق: إيفيلين فريد يارد (ط. 1)، دمشق: دار النمير، OCLC:762490027، QID:Q116060803
- مسكويه (2000)، تجارب الأُمم وتعاقُب الهمم، تحقيق: أبو القاسم إمامي (ط. 1)، طهران: دار سروش، ج. 5، QID:Q116064069
- مسكويه (2000)، تجارب الأُمم وتعاقُب الهمم، تحقيق: أبو القاسم إمامي (ط. 1)، طهران: دار سروش، ج. 6، QID:Q116215561
- ظهير الدين الروذراوري (2000)، ذيل تجارب الأُمم، تحقيق: أبو القاسم إمامي (ط. 1)، طهران: دار سروش، QID:Q116811388
- هلال الصابئ (2000)، المُلحق بذيل الروذراوري: وهُو الجُزء الثامن من تاريخ أبي الحُسين هلال بن المُحسن بن إبراهيم الصابي الكاتب (حوادث سنة 389 - 392 هجريَّة)، تحقيق: أبو القاسم إمامي (ط. 1)، طهران: دار سروش، QID:Q117459681
- ابن ظافر الأزدي (2001). أخبار الدُّول المُنقطعة. تحقيق: علي عمر (ط. 1). القاهرة: مكتبة الثقافة الدينية. ISBN:977-341-041-2. OCLC:4771220447. OL:49904154M. QID:Q116780745.
- مرتضى الزبيدي (2001)، تاج العروس من جواهر القاموس (PDF)، التراث العربي (16)، مراجعة: خالد عبد الكريم جمعة، ضاحي عبد الباقي. تحقيق: عبد الكريم العزباوي (ط. 1)، مدينة الكويت: المجلس الوطني للثقافة والفنون والآداب، ج. 36، QID:Q116052826
- جلال الدين السيوطي (2004)، تاريخ الخُلفاء، تحقيق: حمدي الدمرداش (ط. 1)، المدينة المنورة: مكتبة نزار مصطفى الباز، QID:Q114836121
- المسعودي (2005)، مُرُوج الذهب ومعادن الجوهر، مراجعة: كمال حسن مرعي (ط. 1)، صيدا، بيروت: المكتبة العصرية، ج. 4، QID:Q116270393{{استشهاد}}:  صيانة الاستشهاد: ref duplicates default (link)
- محمد سهيل طقوش (2007). تاريخ الفاطميين في شمالي إفريقية ومصر وبلاد الشَّام: 297 - 567هـ / 910 - 1171م (ط. 2). بيروت: دار النفائس للطباعة والنشر والتوزيع. ISBN:978-9953-18-100-4. OCLC:691272810. OL:21495701M. QID:Q107332886.
- عبد العزيز الدوري (2007). مُقدِّمة في التاريخ الاقتصادي العربي (ط. 1). بيروت: مركز دراسات الوحدة العربية. ISBN:978-9953-82-132-0. OCLC:4770269917. OL:53418003M. QID:Q117353592.
- محمد سهيل طقوش (2008). تاريخ الطولونيين والإخشيديين والحمدانيين (ط. 1). بيروت: دار النفائس للطباعة والنشر والتوزيع. ISBN:978-9953-18-456-2. LCCN:2008532531. OCLC:777372310. OL:24032097M. QID:Q106975864.
- محمد سهيل طقوش (2009). تاريخ الدولة العبَّاسيَّة (ط. 7). بيروت: دار النفائس للطباعة والنشر والتوزيع. ISBN:978-9953-18-045-8. OCLC:915153412. QID:Q107182076.
- سبط ابن الجوزي (2013)، مرآة الزمان في تواريخ الأعيان: 373 - 448هـ (PDF)، تحقيق: محمد أنس الخن، كامل محمد الخراط (ط. 1)، دمشق: دار الرسالة العالمية، ج. 18، QID:Q117215319
- سبط ابن الجوزي (2013)، مرآة الزمان في تواريخ الأعيان: 449 - 499هـ (PDF)، تحقيق: محمد أنس الخن، كامل محمد الخراط (ط. 1)، دمشق: دار الرسالة العالمية، ج. 19، QID:Q117228708
- شاكر كسرائي (2014). قاموس فارسي عربي (بالعربية والفارسية) (ط. 1). بيروت: الدار العربية للموسوعات. ISBN:978-614-424-151-6. OCLC:949486044. QID:Q110449910.
- رباح، إسحٰق مُحمَّد (2015). "النزعة المذهبيَّة والقوميَّة لِلبُويهيين 334هـ – 447هـ / 945م – 1055م". مجلَّة الجامعة الإسلاميَّة لِلبُحُوث الإنسانيَّة. الجامعة الإسلاميَّة في غزَّة. ج. 23 ع. 2. ISSN:2410-3179. مؤرشف من الأصل في 2020-11-29.{{استشهاد بدورية محكمة}}:  صيانة الاستشهاد: ref duplicates default (link)

كُتُب ودوريَّات باللُّغة الفارسيَّة:
- المُختاري الغُزنوي، أبو عُمر بهاءالدين عُثمان بن عُمر (۱۳۴۱). دیوان عُثمان مُختاری (PDF). تصحیح جلال الدین همایی. تهران: بنگاه ترجمه و نشر كتاب. مؤرشف من الأصل (PDF) في 2022-12-26. {{استشهاد بكتاب}}: تحقق من التاريخ في: |سنة= (مساعدة)
- ملک‌زاده بیانی، بانو (۱۳۵۳). "سکه‌های زیاری (۱)". مجلهٔ معارف اسلامی ع. ۱۶. مؤرشف من الأصل في 2023-02-19. {{استشهاد بدورية محكمة}}: تحقق من التاريخ في: |سنة= (مساعدة)
- فقیهی، علی اصغر (۱۳۵۷). آل بویه و اوضاع زمان ایشان با نموداری از زندگی مردم در آن عصر. تهران: انتشارات صبا. مؤرشف من الأصل في 2022-12-26. {{استشهاد بكتاب}}: تحقق من التاريخ في: |سنة= (مساعدة)
- در شناخت فرهنگ و ادب مازندران: به یاد امیر پازواری. به کوشش فرهنگخانه مازندران. تهران: انتشارات اشاره. ۱۳۷۷. ISBN:9645772346. {{استشهاد بكتاب}}: تحقق من التاريخ في: |سنة= (مساعدة)
- مفرد، محمدعلی (۱۳۸۶). ظهور و سقوط آل‌زیار. تهران: انتشارات رسانش. ISBN:9647182945. {{استشهاد بكتاب}}: تحقق من التاريخ في: |سنة= (مساعدة)
- رشتيانى، گودرز (۱۳۹۵). "رويكرد و روايت ولاديمير مينورسكى از تحول و تكامل جامعۀ ايرانى" (PDF). تحقيقات تاريخ اجتماعى. پژوهشگاه علوم انسانی و مطالعات فرهنگی. ج. ۲. مؤرشف من الأصل (PDF) في 2022-12-23. {{استشهاد بدورية محكمة}}: تحقق من التاريخ في: |سنة= (مساعدة)

بلُغاتٍ أجنبية:
- Amedroz, Henry F.; Margoliouth, David S., eds. (1921). The Eclipse of the 'Abbasid Caliphate. Original Chronicles of the Fourth Islamic Century, Vol. V: The concluding portion of The Experiences of Nations by Miskawaihi, Vol. II: Reigns of Muttaqi, Mustakfi, Muzi and Ta'i (بالإنجليزية). Oxford: Basil Blackwell. Archived from the original on 2022-06-26.
- Canard, Marius (1960). "al-Barīdī". In Gibb, H. A. R; Kramers, J. H.; Lévi-Provençal, E.; Schacht, J.; Lewis, B.; Pellat, Ch. (eds.). The Encyclopaedia of Islam (بالإنجليزية) (New ed.). E. J. Brill. Vol. 1. OCLC:495469456. Archived from the original on 2023-02-19. {{استشهاد بموسوعة}}: تحقق من التاريخ في: |تاريخ= (help)
- Kabir, Mafizullah (1964). The Buwayhid dynasty of Baghdad (بالإنجليزية). Calcutta: Iran Society. OCLC:3580034. {{استشهاد بكتاب}}: تحقق من التاريخ في: |سنة= (help)
- Madelung, Wilferd (1969). "The Assumption of the Title Shāhānshāh by the Būyids and "The Reign of the Daylam (Dawlat Al-Daylam)". Journal of Near Eastern Studies (بالإنجليزية). University of Chicago Press. 28 (2). DOI:10.1086/371995. JSTOR:543315. S2CID:159540778. {{استشهاد بدورية محكمة}}: تحقق من التاريخ في: |سنة= (help)
- Sourdel, Dominique (1971). "Ibn Rāʾiḳ". In Lewis, B.; Ménage, V. L.; Pellat, Ch.; Schacht, J. (eds.). The Encyclopaedia of Islam (بالإنجليزية) (online ed.). E. J. Brill. Vol. 3: H–Iram. OCLC:495469525. Archived from the original on 2023-02-19. {{استشهاد بموسوعة}}: تحقق من التاريخ في: |تاريخ= (help)
- Bosworth, C. E. (1975). "Iran under the Buyids". In Frye, R. N. (ed.). The Cambridge History of Iran, Volume 4: From the Arab Invasion to the Saljuqs (بالإنجليزية). Cambridge: Cambridge University Press. ISBN:0-521-20093-8. Archived from the original on 2022-10-25.{{استشهاد بكتاب}}:  صيانة الاستشهاد: ref duplicates default (link)
- Madelung, Wilferd (1975). "The Minor Dynasties of Northern Iran". In Richard N. Frye (ed.). The Cambridge History of Iran, Volume 4: From the Arab Invasion to the Saljuqs (بالإنجليزية). Cambridge: Cambridge University Press. ISBN:0-521-20093-8. Archived from the original on 2023-01-29.{{استشهاد بكتاب}}:  صيانة الاستشهاد: ref duplicates default (link)
- Saunders, John J. (1978). A History of Medieval Islam (بالإنجليزية). London: Routledge. ISBN:978-0-415-05914-5.{{استشهاد بكتاب}}:  صيانة الاستشهاد: ref duplicates default (link)
- Bürgel, Ch.; Mottahedeh, R., eds. (1988). "Ażod-al-dawla, Abū Šojāʿ Fannā Ḵosrow". Encyclopædia Iranica (بالإنجليزية). Routledge & Kegan Paul. Vol. 3/3: Azerbaijan IV–Bačča(-ye) Saqqā. ISBN:9780710091154. Archived from the original on 2023-01-15. {{استشهاد بموسوعة}}: تحقق من التاريخ في: |تاريخ= (help)
- Lerner, J. (1988). "Band-e Amīr". In Ehsan Yarshater (ed.). Encyclopædia Iranica (بالإنجليزية). Routledge & Kegan Paul. Vol. 3/7: Banān–Bardesanes. ISBN:9780710091192. Archived from the original on 2022-12-26. {{استشهاد بموسوعة}}: تحقق من التاريخ في: |تاريخ= (help)
- Nagel, Tilman (1990). "Buyids". In Ehsan Yarshater (ed.). Encyclopædia Iranica (بالإنجليزية). Routledge & Kegan Paul. Vol. 4/6: Burial II–Calendars II. ISBN:9780710091291. Archived from the original on 2023-02-04. {{استشهاد بموسوعة}}: تحقق من التاريخ في: |تاريخ= (help)
- Blair, Sheila (1992). The Monumental Inscriptions from Early Islamic Iran and Transoxiana (بالإنجليزية). Brill. ISBN:9789004093676. Archived from the original on 2022-12-23.{{استشهاد بكتاب}}:  صيانة الاستشهاد: ref duplicates default (link)
- Madelung, Wilferd (1992). "Religious and ethnic movements in medieval Islam". Variorum Collected Studies (بالإنجليزية). Ashgate. ISBN:0860783103. Archived from the original on 2023-02-21. Retrieved 2014-02-13.{{استشهاد بموسوعة}}:  صيانة الاستشهاد: ref duplicates default (link)
- Bosworth, C.E. (1996). The New Islamic Dynasties: A Chronological and Genealogical Manual (بالإنجليزية). New York City: Columbia University Press. ISBN:0231107145.{{استشهاد بكتاب}}:  صيانة الاستشهاد: ref duplicates default (link)
- Turchin, Peter; Adams, Jonathan M.; Hall, Thomas D (Dec 2006). "East-West Orientation of Historical Empires". Journal of World-Systems Research (بالإنجليزية). 12 (2). ISSN:1076-156X. Archived from the original on 2023-02-10. Retrieved 2016-09-12.
- Rein Taagepera (Sep 1997). "Expansion and Contraction Patterns of Large Polities: Context for Russia". en:International Studies Quarterly (بالإنجليزية). 41 (3). DOI:10.1111/0020-8833.00053. JSTOR:2600793. Archived from the original on 2023-01-18.
- Donohue, John J. (2003). The Buwayhid Dynasty in Iraq 334 H./945 to 403 H./1012: Shaping Institutions for the Future (بالإنجليزية). Leiden and Boston: Brill. ISBN:90-04-12860-3. Archived from the original on 2023-01-20.{{استشهاد بكتاب}}:  صيانة الاستشهاد: ref duplicates default (link)
- Kennedy, Hugh (2004). The Prophet and the Age of the Caliphates: The Islamic Near East from the 6th to the 11th Century (بالإنجليزية) (Second ed.). Harlow: Longman. ISBN:9780582405257. Archived from the original on 2022-12-29. {{استشهاد بكتاب}}: تحقق من التاريخ في: |سنة= (help)
- Bacharach, Jere L. (2006). Islamic History through Coins: An Analysis and Catalogue of Tenth-Century Ikhshidid Coinage (PDF) (بالإنجليزية) (First ed.). Cairo: The American University in Cairo Press. ISBN:9789774249303. Archived from the original (PDF) on 2023-01-21.{{استشهاد بكتاب}}:  صيانة الاستشهاد: ref duplicates default (link)
- Turner, John P. (2006). "'Adud al-Dawla". Medieval Islamic Civilization: A-K, index (بالإنجليزية). Taylor & Francis. ISBN:9780415966917. Archived from the original on 2023-01-01.{{استشهاد بموسوعة}}:  صيانة الاستشهاد: ref duplicates default (link)
- Davaran, Fereshteh (2010). Continuity in Iranian Identity: Resilience of a Cultural Heritage (بالإنجليزية). Routledge. ISBN:978-1138780149. Archived from the original on 2022-12-09.{{استشهاد بكتاب}}:  صيانة الاستشهاد: ref duplicates default (link)
- Herzig, Edmund; Stewart, Sarah (2011). Early Islamic Iran (بالإنجليزية). I. B. Tauris. ISBN:9781780760612.
- Sajjadi, Sadeq; Asatryan, Mushegh; Melvin-Koushki, Matthew, eds. (2021). "Būyids". Encyclopaedia Islamica (بالإنجليزية). Brill Publishers. Archived from the original on 2022-12-09. {{استشهاد بموسوعة}}: تحقق من التاريخ في: |تاريخ= (help)
- Frye, R.; Keshk, K. (2014). "Būyids". The Oxford Encyclopedia of Islam and Politics (بالإنجليزية). Oxford University Press (1). DOI:10.1093/acref:oiso/9780199739356.001.0001. ISBN:9780199739356.
- Gertsman, Elina; Rosenwein, Barbara H. (2018). The Middle Ages in 50 Objects (بالإنجليزية) (First ed.). Cambridge: Cambridge University Press. ISBN:9781107150386. Archived from the original on 2023-02-19. {{استشهاد بكتاب}}: تحقق من التاريخ في: |سنة= (help)

## وصلات خارجية
- حُسين مُحمَّد حُسين (12 أيَّار [مايو] 2017). "البُويهيُّون وتطوُّر مظاهر شعائر إحياء ذكرى عاشوراء". الوسط أونلاين. مؤرشف من الأصل في 25 نيسان (أبريل) 2023. اطلع عليه بتاريخ 25 نيسان (أبريل) 2023. {{استشهاد ويب}}: تحقق من التاريخ في: |تاريخ الوصول=، |تاريخ=، و|تاريخ أرشيف= (مساعدة)
- أحمد الكاتب (27 تمُّوز [يوليو] 2021). "عيد الغدير بدعة سياسيَّة ابتدعها البُويهيُّون ضد العبَّاسيين في القرن الرابع الهجري". صوت العراق. مؤرشف من الأصل في 2022-02-26. اطلع عليه بتاريخ 25 نيسان (أبريل) 2023. {{استشهاد ويب}}: تحقق من التاريخ في: |تاريخ الوصول= و|تاريخ= (مساعدة)
- د. مُحمَّد بن عبد الرحمٰن البشر (24 أيلول [سبتمبر] 2021). "البُويهيُّون في بغداد". الجزيرة. مؤرشف من الأصل في 25 نيسان (أبريل) 2023. اطلع عليه بتاريخ 25 نيسان (أبريل) 2023. {{استشهاد ويب}}: تحقق من التاريخ في: |تاريخ الوصول=، |تاريخ=، و|تاريخ أرشيف= (مساعدة)